# Château de Fontainebleau
Vous lisez un « bon article » labellisé en 2009.
Le château de Fontainebleau est un château royal de styles principalement Renaissance et classique, près du centre-ville de Fontainebleau, à une soixantaine de kilomètres au sud-est de Paris, en France. Les premières traces d'un château à Fontainebleau remontent au XIIe siècle. Les derniers travaux sont effectués au XIXe siècle.
Haut lieu de l'histoire de France, le château de Fontainebleau est l'une des demeures des souverains français depuis François Ier, qui en fait sa demeure favorite, jusqu'à Napoléon III. Plusieurs rois laissent leur empreinte dans la construction et l'histoire du château, qui est ainsi un témoin des différentes phases de l'histoire de France depuis le Moyen Âge. Entouré d'un vaste parc et voisin de la forêt de Fontainebleau, le château se compose d'éléments de styles médiévaux, Renaissance, et classiques. Il témoigne de la rencontre entre l'art italien et la tradition française exprimée tant dans son architecture que dans ses décors intérieurs. Cette spécificité s'explique par la volonté de François Ier de créer à Fontainebleau une « nouvelle Rome », dans laquelle les artistes italiens viennent exprimer leur talent et influencer l'art français. C'est ainsi que naît l'École de Fontainebleau, qui représente la période la plus riche de l'art renaissant en France, et inspire la peinture française jusqu'au milieu du XVIIe siècle, voire au-delà. Napoléon Ier surnomme ainsi le château la « maison des siècles », évoquant par là les souvenirs historiques dont les lieux sont le témoignage.
Le château fait l’objet d'un classement au titre des monuments historiques par la liste de 1862, classement complété par plusieurs arrêtés pris en 1913, 1930, 2008 et 2009. Par ailleurs, depuis 1981, le château fait partie avec son parc du patrimoine mondial de l'UNESCO. Riche d'un cadre architectural de premier ordre, le château de Fontainebleau possède également une des plus importantes collections de mobilier ancien de France, et conserve une exceptionnelle collection de peintures, de sculptures, et d'objets d'art, allant du VIe au XIXe siècle.

## Histoire

### Moyen Âge

Pendant la guerre de Cent Ans le royaume de France est divisé en trois parties : le duché de Bourgogne, les possessions anglaises des Plantagenêt (le roi d'Angleterre Henri VI étant aussi « roi de Paris ») et le royaume résiduel de Charles VII, « roi de Bourges ». De 1420 à 1436, le château de Fontainebleau, sous contrôle des Anglo-Bourguignons, est abandonné par les rois de France et tombe en ruines.

Le château est mentionné à cet endroit pour la première fois en 1137 dans une charte du roi des Francs Louis VII le Jeune. Il s'agit probablement d'un modeste relais de chasse fortifié au milieu d'un marécage fétide. Ce châtelet médiéval comporte une cour, des courtines, des tours et un donjon carré qui, bien que remanié, subsiste encore aujourd'hui sous le nom de donjon de Saint Louis dans la Cour Ovale. La date exacte de la fondation du château reste inconnue, mais le premier édifice a probablement été construit sous le règne du père de Louis VII, Louis VI le Gros, voire sous celui de son grand-père, Philippe Ier, lorsqu'il réunit le Gâtinais au domaine royal français en 1068.

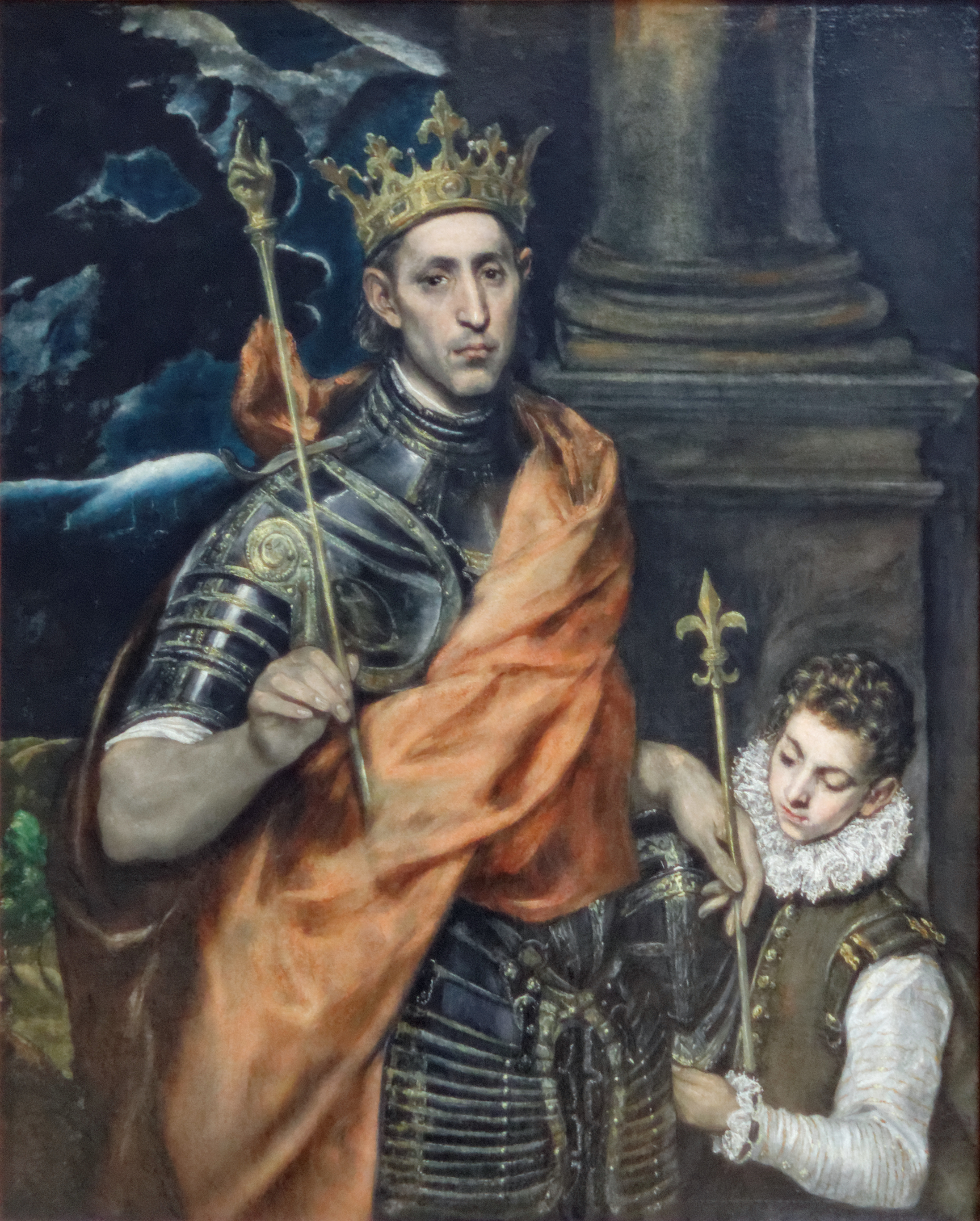
Saint Louis (1214-1270), auteur des agrandissements du domaine au Moyen Âge.
Portrait par Le Greco, vers 1590, Paris, musée du Louvre.

En 1169, une autre charte de Louis VII établit et dote un chapelain pour desservir la chapelle, ; celle-ci sera consacrée à la Vierge et à saint Saturnin, par Thomas Becket, archevêque de Cantorbéry, alors réfugié à Sens. À la Noël 1191, Philippe II Auguste fête à Fontainebleau le retour de la troisième croisade.
Le château est agrandi par Louis IX, qui l'appelle « ses déserts » où il aime à prendre le « déduit de chasse » au XIIIe siècle ; il y installe des religieux de l'ordre des Trinitaires en 1259 dans l’enceinte même du château pour desservir l'hôpital-couvent qu'il fonde. De cette disposition originelle subsistent les fondations de la chapelle des Trinitaires et de leurs bâtiments conventuels, alors situés à proximité de l’actuelle chapelle de la Trinité.
Philippe IV le Bel est le premier roi de France à naître au château en 1268 et fait aménager des appartements en 1286. Il est également le premier roi à y mourir des suites d'une chute de cheval en 1314, après une longue agonie. En 1313, Jeanne de Bourgogne, petite fille de saint Louis par sa mère et propriétaire du domaine de Fontainebleau, épouse Philippe de Valois, futur roi de France Philippe VI de Valois, qui y fait des séjours fréquents. En 1325, le château reçoit la visite d'Isabelle de France devenue reine d'Angleterre. En janvier 1332, a lieu à Fontainebleau la signature du contrat de mariage entre Jean II le Bon et Bonne de Luxembourg. Le roi y vit dès 1350. Charles V le Sage y installe une bibliothèque et Isabeau de Bavière y entreprend des travaux, après avoir acquis les domaines de la forêt de Bière, de Fontainebleau, de Moret et la châtellenie de Melun en 1404. Charles VI y séjourne à partir de 1388. Le château est cependant abandonné en raison des affrontements de la guerre de Cent Ans, lorsque la cour s'exile au bord de la Loire et à Bourges. Charles VII y revient après la libération de l'Île-de-France et de Paris en 1436, privilégiant le lieu pour sa salubrité.

### Renaissance
François Ier décide de faire édifier un logis de style Renaissance à l'emplacement du château féodal, permettant ainsi de moderniser un pied-à-terre proche de la vallée de Bière, le roi prétextant lui-même choisir cet endroit pour la chasse des bêtes « rousses et noires ». Il fait raser la précédente construction, à l'exception du donjon et d'une partie de la courtine nord, et fait appel à des artistes italiens pour assurer la construction et la décoration de son palais. C'est ainsi que sont édifiés un bâtiment dessinant la cour Ovale et un autre situé sur la basse cour ouest, tous deux reliés par une galerie. François Ier vient chasser à Fontainebleau, accompagné de sa cour et de sa favorite, la duchesse d'Étampes, délaissant ainsi plus ou moins le château de Blois, et annonçant le retour progressif de la cour  dans les environs de Paris.

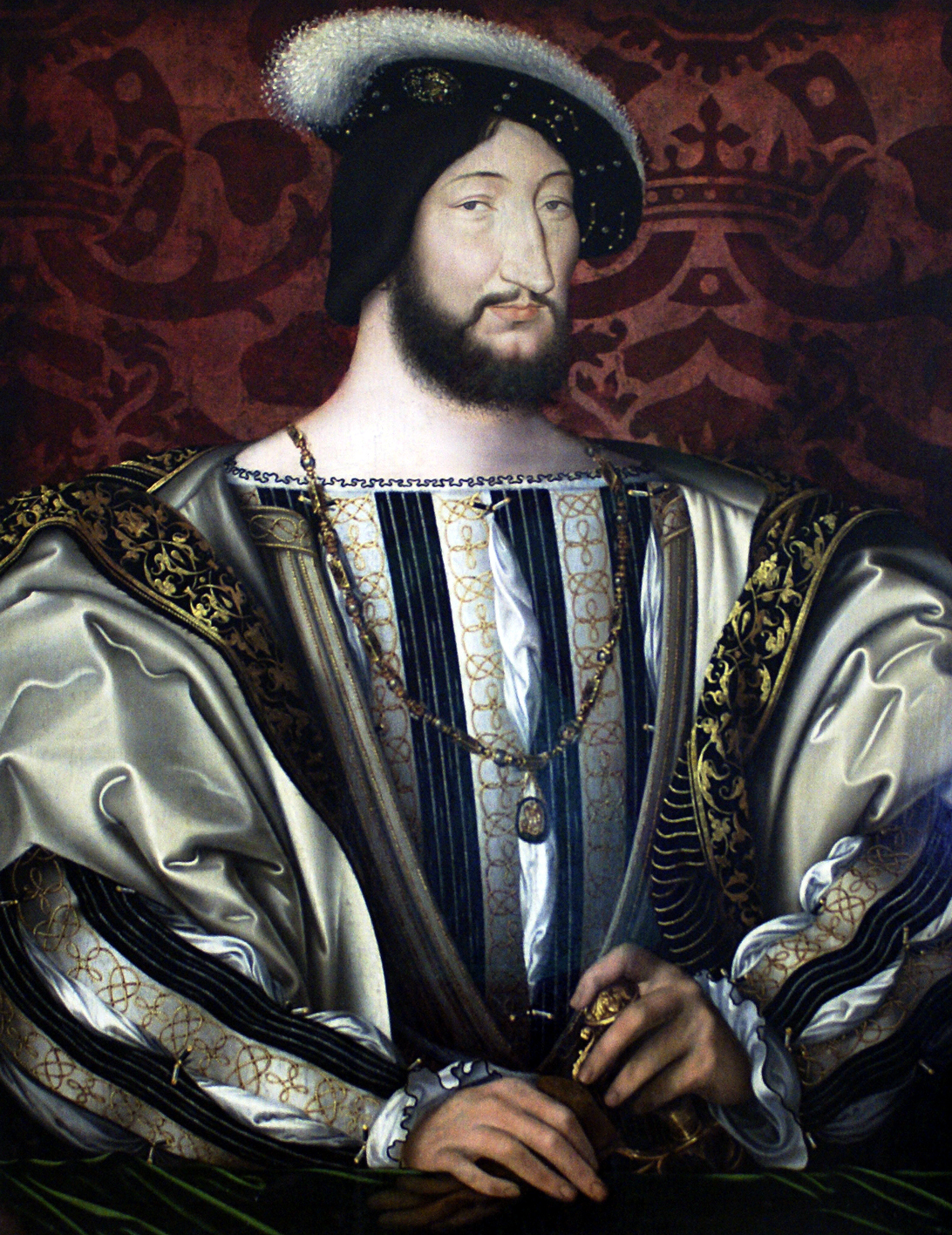
François Ier, par Jean Clouet, musée du Louvre.

Plusieurs conducteurs de travaux se succèdent durant son règne : Florimond de Champeverne, secrétaire et valet de chambre du roi, est nommé en 1528 conducteur jusqu'à sa mort en 1531. Pierre Paule dit l'Italien, présent dès 1528, ancien concierge du château de Moulins, valet de chambre de Louise de Savoie, dirige ensuite les travaux jusqu'à sa mort en 1535. Il est remplacé par acte du 21 avril 1543 par un conducteur particulier, Salomon des Herbaines, tapissier du roi, garde des meubles et tapisseries, qui présente l'avantage de résider sur place et travaille en collaboration avec Pierre des Hôtels, notaire, secrétaire et valet de chambre du roi ; il décède en 1558.
Les noms des architectes du château sont, quant à eux, plus hypothétiques : Sebastiano Serlio, pour sa part, se voyait offrir le 27 décembre 1541 l'assurance de 400 livres par an pour « son état de peintre et d'architecteur au fait de ses édifices et bastiments au dit lieu de Fontainebleau ». Il apparaît néanmoins que son apport au sein de l'édifice reste limité. Gilles Jamin, architecte et maître d'œuvre du château de Fontainebleau, ainsi que son fils Gracieux Jamin et François Jamin son petit-fils. D'autres noms ont été avancés pour identifier l'architecte qui officia sous le règne de François Ier. Si le directeur des travaux Gilles Le Breton a effectivement œuvré sur le projet du château, il n'en est pas le créateur. Le Rosso ou Girolamo della Robbia qui a proposé des décors pour la porte Dorée, peuvent eux aussi figurer parmi les architectes potentiels. Les constructions successives du règne de François Ier, notamment pour la cour du Cheval blanc, sont mieux connues depuis des recherches récentes : les trois ailes, nord, ouest et sud, de la susdite cour furent construites en 1540-1542, tandis que l'aile est datée de 1538-1539 pour sa moitié sud (pavillon des Poêles) et postérieure à 1545 pour sa moitié nord (chapelle de la Trinité et pavillon des Armes). L'aile sud fut également surélevée d'un étage, vers 1545-1546, abritant la célèbre galerie d'Ulysse.
Le roi souhaite faire de Fontainebleau un foyer de l'art de la Renaissance : il collectionne les objets d'art, commande des œuvres sur la mythologie, fait venir d'Italie des antiques. Il reçoit des tableaux de la part du pape, collectionne des œuvres de maîtres italiens (La Joconde et La Vierge aux rochers de Léonard de Vinci, la Sainte-Famille, Saint-Michel, et la Belle Jardinière de Raphaël) et fait venir des moules de statues romaines (Laocoon, Apollon du Belvédère…) afin de couler des bronzes. Pour la décoration du château, il commet Rosso Fiorentino qui dessine le pavillon de Pomone, le pavillon des Poesles, la galerie Basse (tous détruits) et surtout la galerie François Ier (1534-1540). Giorgio Vasari désigne Fontainebleau comme la « Nouvelle Rome » et son école est renommée dans toute l'Europe de l’Ouest. François Ier constitue dans le château une importante bibliothèque, ancêtre de la bibliothèque nationale. Le château de Fontainebleau reçoit, entre le 4 et le 27 décembre 1536, la visite de Jacques V d'Écosse, futur époux de Madeleine de France. C'est en 1539 que François Ier reçoit à Fontainebleau Charles Quint et lui fait visiter son palais, entre le 24 et le 30 décembre. Ronsard se fera l'écho du faste déployé au château par l'écriture de quelques vers :
« Quand verrons-nous par tout Fontainebleau
De chambre en chambre aller les mascarades… »
Le fils de François Ier, le roi de France Henri II, complète le château avec une salle de bal et une chapelle, reliées à l'édifice par la célèbre galerie François Ier, qui fait face à l'étang des Carpes. Il nomme Philibert Delorme pour vérifier et visiter le château le 3 avril 1548, date à laquelle la suite des travaux lui est confiée. C'est ainsi qu'une grande partie du château actuel voit le jour, dont la salle de bal. C'est à Fontainebleau que naissent la plupart des enfants de Henri II et de Catherine de Médicis, les futurs rois François II (19 janvier 1544) et Henri III (19 septembre 1551) ainsi qu'Élisabeth de France (2 avril 1545), Claude de France (12 novembre 1547), Louis de France (3 février 1549), François d'Alençon (18 mars 1555) et les jumelles Victoire et Jeanne (24 juin 1556).
Deux jours après la mort d'Henri II en 1559, Catherine de Médicis remercie Philibert Delorme, protégé de Diane de Poitiers, et confie les travaux à Francesco Primaticcio, dit Le Primatice qui devient surintendant des maisons royales le 12 juillet 1559. Le 17 juillet, le contrôleur général des bâtiments de France, Jean Bullant, est remplacé par François Sannat. C'est à cette époque que Nicolò dell'Abbate décore le château. À la mort du Primatice, le 14 septembre 1570, celui-ci est remplacé par Tristan de Rostaing. Jean Bullant finit par revenir à Fontainebleau et est nommé auprès de Rostaing le 3 août 1571 comme architecte conducteur des travaux. À la mort de Jean Bullant en octobre 1578, le chantier est confié par Henri III à Baptiste Androuet du Cerceau.
Pendant le règne des trois fils d'Henri II (François II, Charles IX et Henri III), le château de Fontainebleau est moins habité, les monarques lui préférant le Louvre, ou encore les demeures du Val de Loire comme Amboise ou Blois. Le château est néanmoins le théâtre d'une assemblée de notables réunis du 21 au 31 août 1560 pour résoudre les questions religieuses qui troublent le royaume et aboutissant à la convocation des États Généraux. Le 31 janvier 1564, Charles IX et Catherine de Médicis reçoivent les ambassadeurs du pape, de l'empereur et du roi d'Espagne en vue d'une négociation afin que la France revienne sur l'édit de pacification d'Amboise.

### Sous le règne des Bourbons

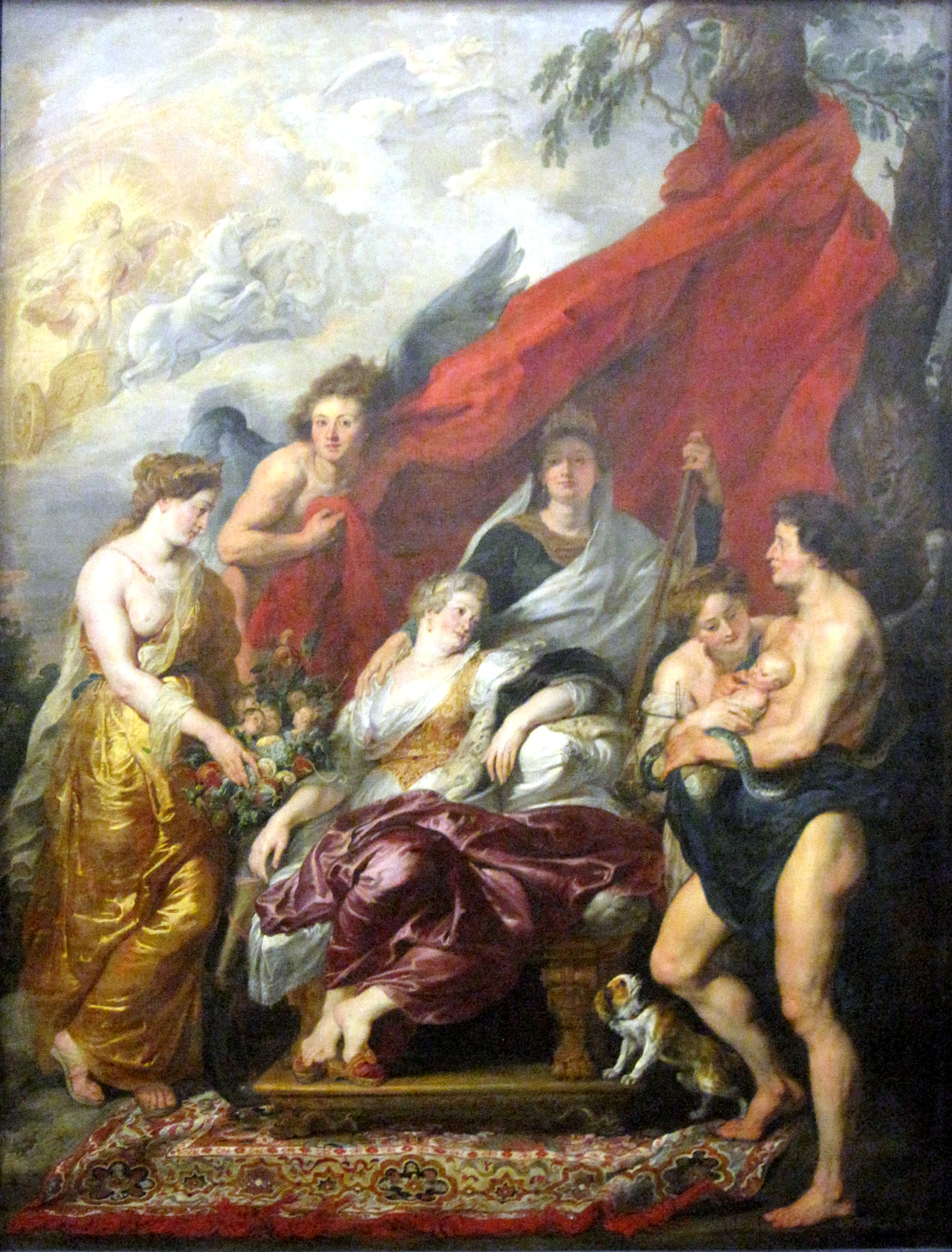
Allégorie de la naissance du dauphin, par Pierre-Paul Rubens, vers 1623, Paris, musée du Louvre.

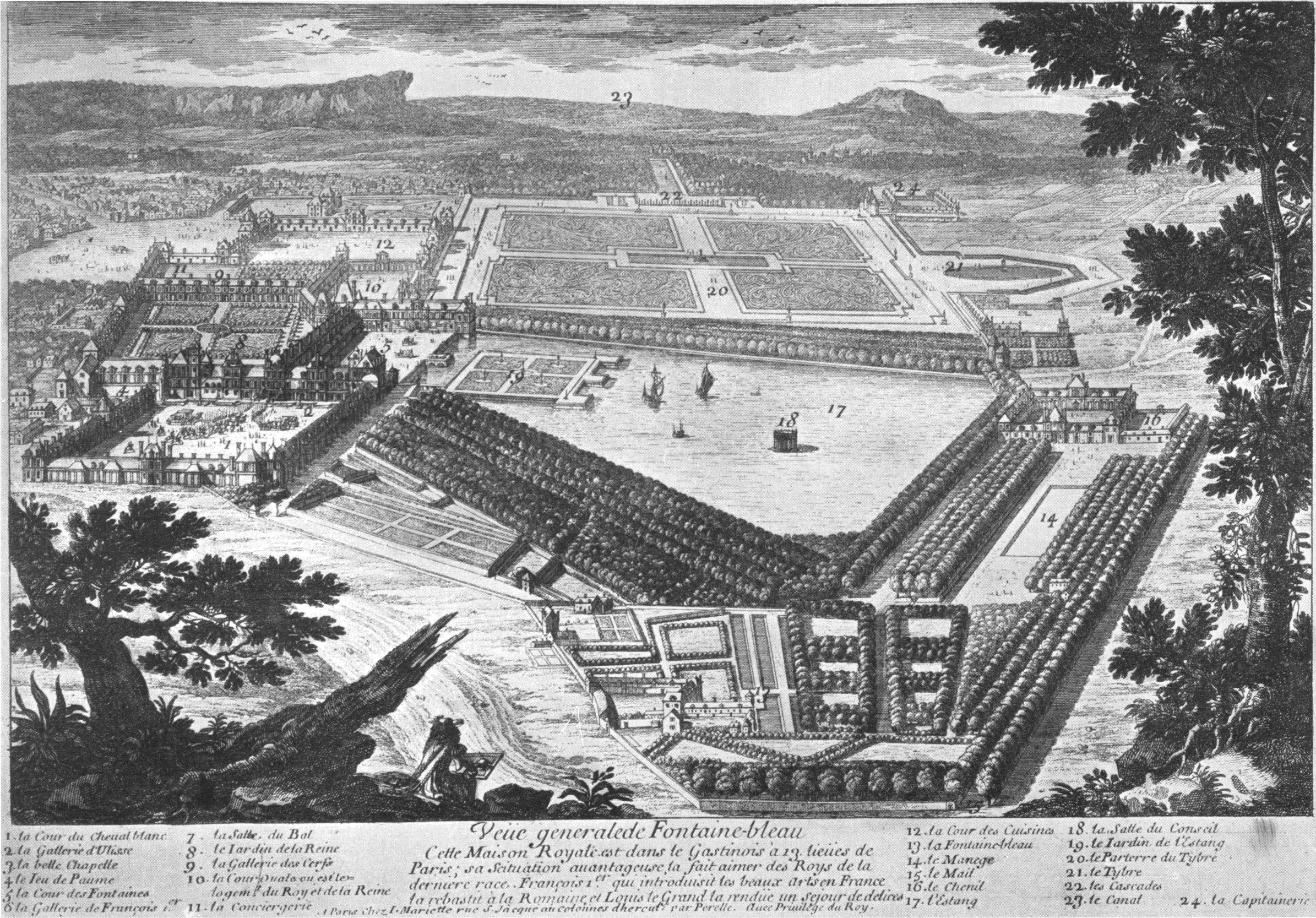
du château de Fontainebleau (dessin par Adam Pérelle, XVIIe siècle). Le sens de visite actuel qui débute par la cour du Cheval blanc, masque le parcours de l'époque qui commençait par le châtelet d'entrée (à l'ouest du chenil) fournissant l'accès par le sud-ouest, puis par la « chaussée de l'étang » et le pavillon de la porte Dorée.

Plus tard, Henri IV agrandit la demeure de plusieurs ailes et de la porte du Baptistère : il dépense entre 1593 et 1609 près de deux millions et demi de livres pour les travaux. Il fait aménager la cour des Offices et redresser la cour Ovale alors assez irrégulière. Désormais, le palais peut accueillir près de mille personnes. Le roi vient jouer à la paume dans une salle spécialement aménagée. À cette époque, une nouvelle génération d'artistes, français et flamands, décore l'intérieur du château (Martin Fréminet, Jean de Hoey, Ambroise Dubois…). C'est la seconde école de Fontainebleau, rassemblant des artistes issus plutôt de milieux parisiens. Le château accueille entre le 14 et le 21 décembre 1599 la visite de Charles-Emmanuel de Savoie.
C'est à Fontainebleau que se marient Concino Concini et Léonora Dori, dite Galigaï le 27 juin 1601 dans la chapelle du roi, et que naît le futur Louis XIII, le 27 septembre 1601, qui est baptisé le 14 septembre 1606 en même temps que ses deux sœurs, Élisabeth et Chrétienne. Le 14 juin 1602, a lieu au château l'arrestation du maréchal de Biron et du comte d'Auvergne, convaincus de trahison. Le 22 novembre de la même année, naît au château Élisabeth de France, fille d'Henri IV puis le 24 avril 1608, son fils Gaston d'Orléans, événement fêté par une série de spectacles donnés en l'honneur de la reine Marie de Médicis. On y joue notamment une partie de la tragédie Bradamante de Robert Garnier. La même année, l'ambassadeur d'Espagne don Pedro de Tolède est reçu à Fontainebleau. Le 7 juillet 1609, le château est le théâtre du mariage de César de Vendôme et d'Henriette de Lorraine.
Louis XIII, qui hérite en 1610 un château encore en chantier, fait achever les travaux sans apporter de modification majeure. C'est là que le cardinal Barberini, neveu du pape Urbain VIII, est reçu par Louis XIII au château pendant l'été 1625 ; que le maréchal d'Ornano est arrêté le 4 mai 1626. Le 30 mai 1631, Louis XIII et le prince électeur de Bavière Maximilien Ier signent à Fontainebleau une alliance secrète. Le 14 et le 15 mai 1633 a lieu la promotion, au château, de 49 chevaliers de l'ordre du Saint-Esprit. Le 25 septembre 1645 est signé à Fontainebleau le contrat de mariage entre Ladislas IV de Pologne et Marie-Louise de Gonzague-Nevers. Un an plus tard, du 19 au 23 août 1646 a lieu la réception d'Henriette Marie de France, reine d'Angleterre, et de son fils, le futur Charles II d'Angleterre. La reine Christine de Suède y demeure une première fois du 4 au 6 septembre 1656 ; durant son second séjour, du 10 octobre 1657 au 23 février 1658, elle fait assassiner à l'épée et au poignard son écuyer et favori Giovanni Monaldeschi le 10 novembre 1657 pour trahison, ce qui provoque un scandale d'autant plus grand que, portant une cotte de mailles sous son habit, Monaldeschi voit son martyre prolongé,.
Louis XIV, bien que préférant les demeures situées à l'ouest de Paris et accordant toutes ses attentions au château de Versailles, aime venir à Fontainebleau. Durant son règne, Fontainebleau est considéré comme une demeure du passé, mais reste un symbole de l'héritage des rois de France, et son entretien s'inscrit donc dans la continuité de la monarchie. C'est pourquoi les modifications architecturales restent limitées, mais on observe une profonde rénovation des jardins : entre 1645 et 1646, Anne d'Autriche fait redessiner le jardin de Diane par André Le Nôtre, lequel, avec Louis Le Vau, modifie le Parterre en installant notamment au centre une fontaine de rocaille. Elle fait également décorer ses appartements avec quatorze paysages historiés peints par Henri Mauperché. Il est possible qu'une partie de ces tableaux se trouve aujourd'hui à la Galerie Nationale de Sofia, en particulier Le Christ à la Samaritaine et le Christ et les pèlerins d'Emmaüs.

Le château de Fontainebleau par Pierre-Denis Martin dit le Jeune, vers 1718, huile sur toile, 61 × 46 cm, Fontainebleau, musée national du château.

C'est en 1661-1662 que Le Nôtre crée le bassin des Cascades. Le roi fait néanmoins construire un théâtre, vient au château presque chaque année : c'est à Fontainebleau que naît le Grand Dauphin le 1er novembre 1661, que débute le 25 juin 1664 le procès du surintendant Nicolas Fouquet à la chancellerie, qu'a lieu l'audience du cardinal Flavio Chigi, légat du pape Alexandre VII le 29 juillet 1664, qu'est célébré, le 31 août 1679, le mariage de la nièce du roi Marie Louise d'Orléans et de Charles II d'Espagne, qu'est signé le traité entre la France et la Suède puis celui entre le Danemark et le duc de Holstein-Gottorp le 2 septembre 1679, et en 1698. Louis XIV y signe le 18 octobre 1685 l'édit révoquant celui de Nantes et interdisant ainsi le protestantisme en France.
Le compositeur Jean-Baptiste Lully suit à plusieurs reprises la Cour à Fontainebleau, la première fois en 1661 pour monter le Ballet des Saisons, une autre en 1670 où il donne une représentation dans l'aile de la Cheminée, une troisième le 9 septembre 1677 pour diriger un Te Deum dans la chapelle de la Trinité pour le baptême de son fils aîné, Louis, et une dernière le 20 octobre 1685. En 1679-1680, François d'Orbay fait construire des hôtels pour les secrétaires d'État (bâtiments de la cour des Mathurins et au coin de la grotte des Pins). En 1701, Hardouin-Mansart double l'aile de la galerie des Cerfs, le long du mur est, par un bâtiment en moellons en enduit et briques.
Le 9 novembre 1685, meurt à Fontainebleau Louis Armand de Bourbon, prince de Conti. Le Grand Condé s'éteint à son tour dans le château le 11 décembre 1686. Du 11 au 18 octobre 1690 a lieu au château le premier séjour de l'ancien roi d'Angleterre Jacques II et de sa femme Marie de Modène. Ceux-ci reviendront chaque année au château jusqu'en 1700. Le 5 novembre 1696, le château est le théâtre de la réception de Marie-Adélaïde de Savoie, future duchesse de Bourgogne et mère de Louis XV. Saint-Simon décrira notamment la scène : « Toute la cour était sur le Fer-à-Cheval, qui faisait un très beau spectacle avec la foule qui était en bas. Le roi menait la princesse qui semblait sortir de sa poche et la conduisit fort lentement à la tribune [de la Chapelle] un moment, puis au grand appartement de la reine mère qui lui était destiné, […] ».

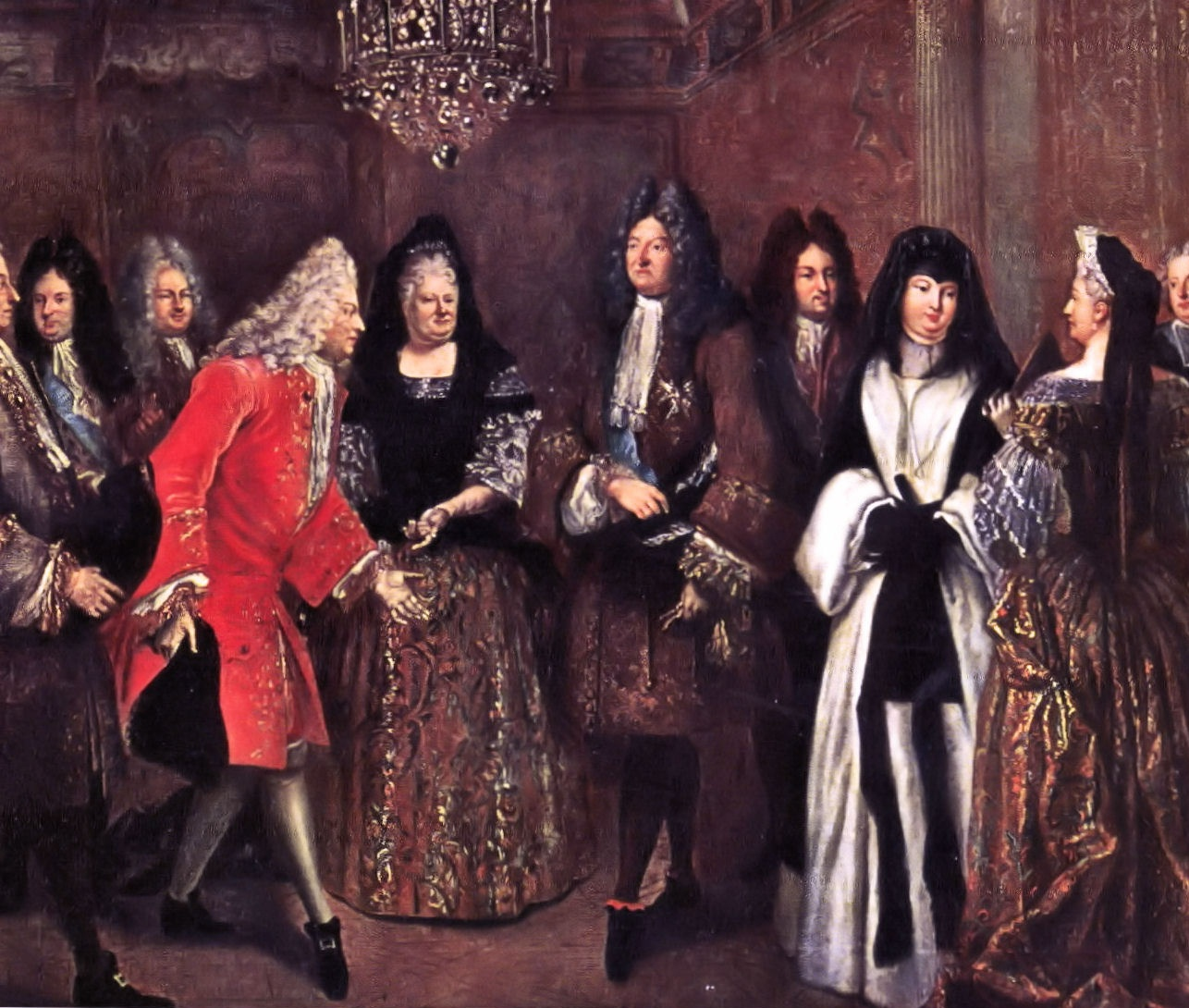
Louis XIV reçoit à Fontainebleau le prince électeur de Saxe Frédéric-Auguste en 1714, (détail) par Louis de Silvestre, vers 1715, huile sur toile, 120 × 155 cm, musée des châteaux de Versailles et de Trianon.

Le 13 octobre 1698, le château de Fontainebleau reçoit le mariage par procuration de Léopold, duc de Lorraine, et d'Élisabeth Charlotte d'Orléans. Saint-Simon affirme que la décision d'accepter pour le duc d'Anjou la couronne d'Espagne a été prise lors d'un conseil tenu le 10 novembre 1700 dans les appartements de Mme de Maintenon. Vers la fin du règne de Louis XIV, Fontainebleau reçoit la visite entre le 21 et le 24 août 1712 de Henry St John, 1er vicomte Bolingbroke, mandaté par Anne Stuart pour négocier la paix après la guerre de Succession d'Espagne, et la visite le 26 septembre 1714 de Frédéric-Auguste, prince-électeur de Saxe et roi de Pologne, sous le nom de comte de Lusace. La Régence est marquée par la visite à Fontainebleau, du tsar de Russie Pierre le Grand le 30 et 31 mai 1717.
Louis XV, qui s'y marie le 5 septembre 1725, fait aménager une salle de spectacles, qui brûlera en 1856, et reconstruire une galerie ainsi que le pavillon des Poêles par Ange-Jacques Gabriel, et Louis XVI ne séjournent pas souvent au château, mais restent plus ou moins fidèles à la tradition d'un séjour annuel, faisant de Fontainebleau une sorte de « palais d'automne ».

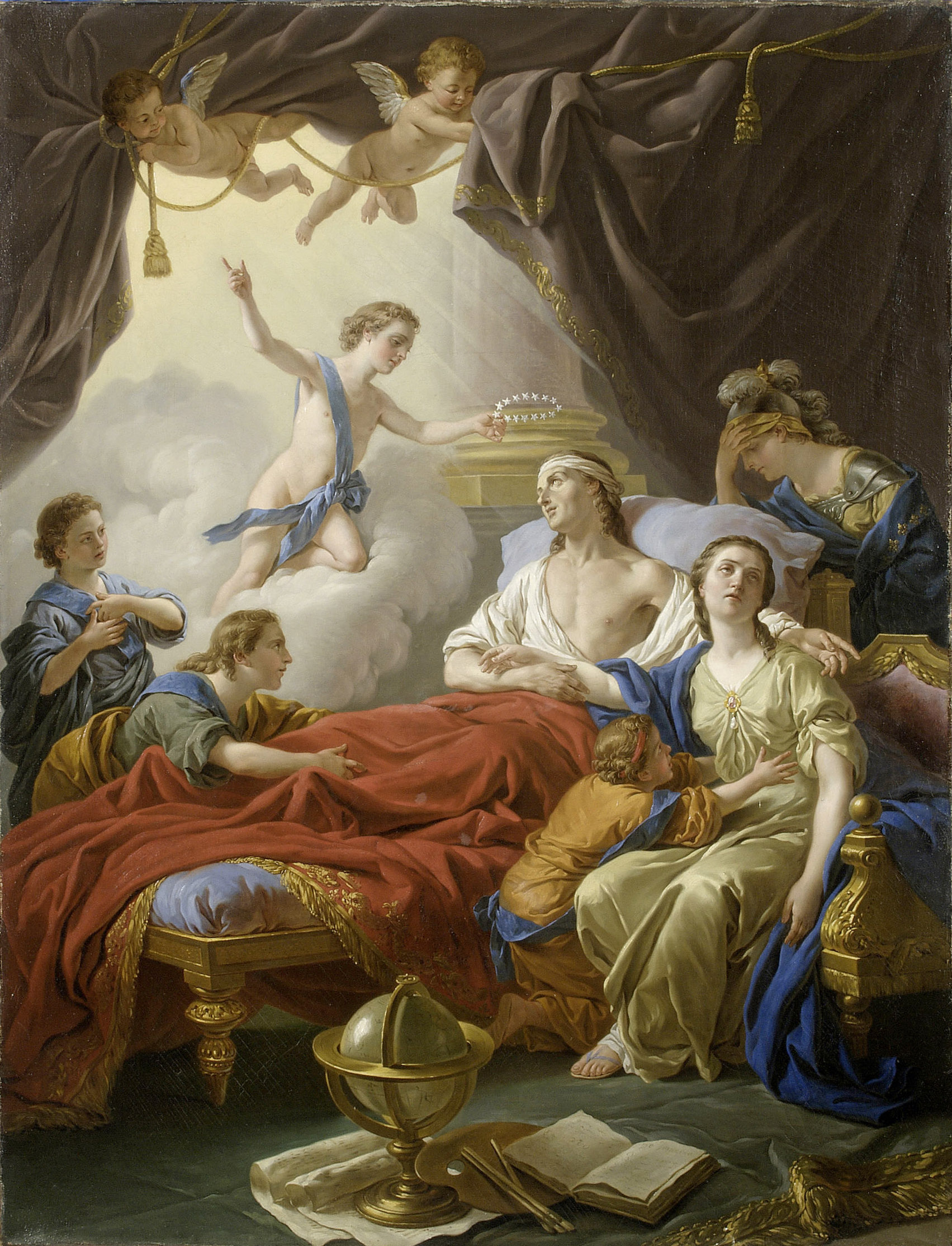
Allégorie de la mort du Dauphin, par Louis Jean François Lagrenée, 1765, huile sur toile, 129 × 97 cm, Fontainebleau, musée national du château.

Le 27 octobre 1743, Fontainebleau est le théâtre de la signature d'un traité d'alliance secret entre la France et l'Espagne. Le 18 octobre 1752 a lieu au château la première représentation du Devin du Village de Jean-Jacques Rousseau. Le 3 novembre 1762 y est signé le traité de Fontainebleau, traité secret entre la France et l'Espagne au sujet des possessions de la Louisiane. Le dauphin Louis, fils de Louis XV, meurt de la tuberculose au château le 20 décembre 1765. Le roi Christian VII de Danemark y séjourne du 24 au 27 octobre 1768, puis du 2 au 5 novembre, et y voit jouer Tancrède de Voltaire. Le 12 mai 1771, a lieu à Fontainebleau la réception de Marie-Joséphine de Savoie, future comtesse de Provence, puis celle, le 14 novembre 1773, de Marie-Thérèse de Savoie, future comtesse d'Artois.
Le règne de Louis XVI est marqué par la ratification à Fontainebleau de deux traités : d'une part le traité de Fontainebleau signé en 1785 entre l'Autriche et les Pays-Bas à la suite de (la guerre de la Marmite), et d'autre part un traité de commerce entre la France et l'Angleterre, le 10 novembre 1786.

### Époque contemporaine

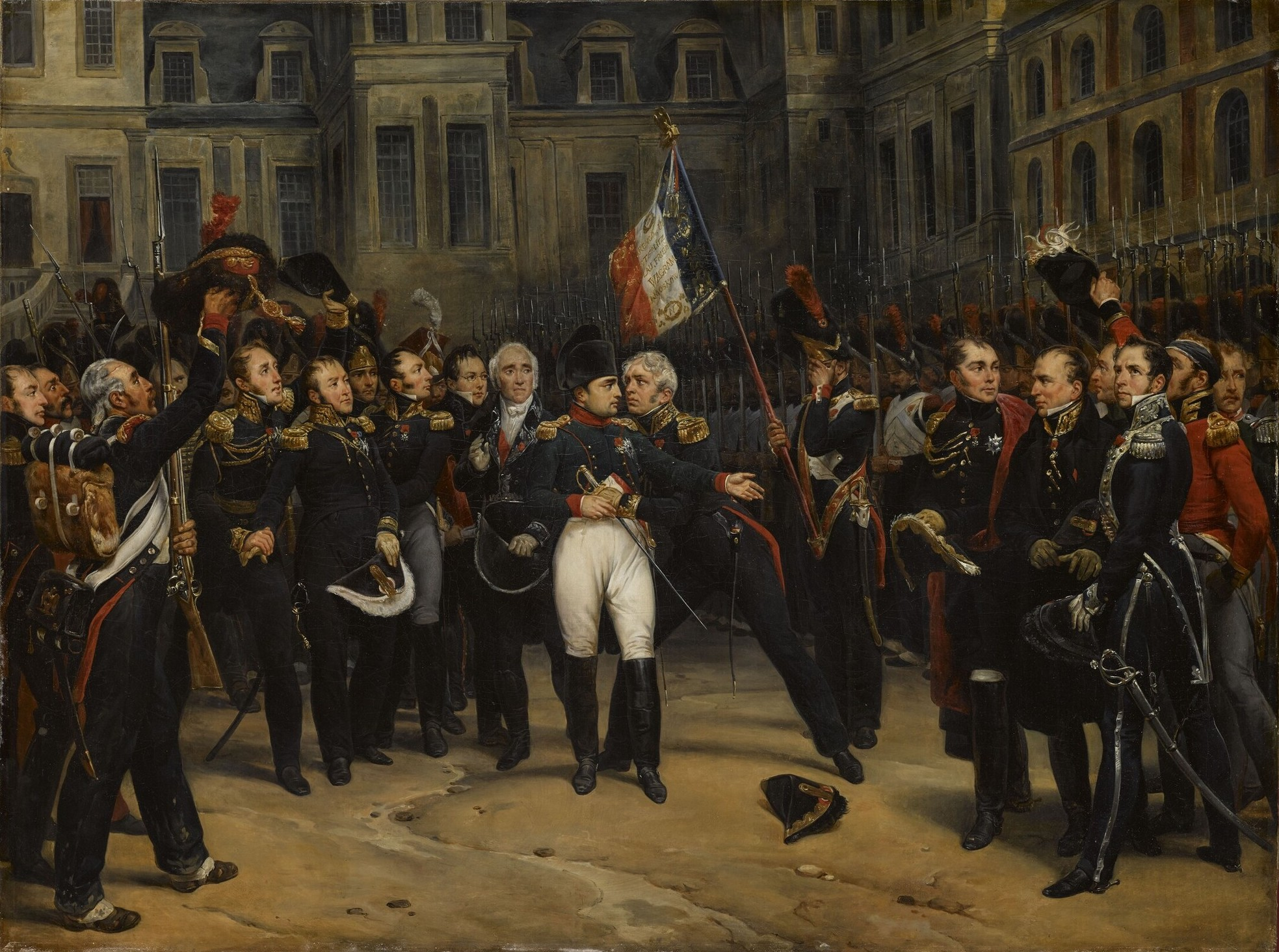
Adieu de Napoléon à la garde impériale par Antoine Alphonse Montfort, d'après Horace Vernet, huile sur toile, 98 × 130 cm, musée national des Châteaux de Versailles et de Trianon.

Pendant la Révolution française, le palais est vidé de son mobilier. En janvier 1789, le feu prend dans l'Orangerie, l'incendie s'étant propagé et ayant endommagé la chapelle, réduit en cendres l'appartement du Dauphin (dans l'aile précédemment connue sous le nom de Galerie de François Ier). Il est occupé par l'École Centrale de Seine-et-Marne, puis devient, du 28 janvier 1803 au 30 juin 1808, la caserne de l'École spéciale militaire qui sera transférée à Saint-Cyr-l'École et enfin une prison.
Napoléon Ier fait revivre Fontainebleau à partir de 1804, il le fait meubler, y tient sa cour pour laquelle il fait aménager 40 appartements de maître. Deux soirs par semaine, il fait donner des spectacles d'opéra et de théâtre. Fontainebleau est aussi un lieu de décision politique, comme le montrent la salle du trône et la bibliothèque de travail de l'empereur, qui y fait transférer secrètement le pape Pie VII (prisonnier de l'Empereur à Savone), le 20 juin 1812, qui y resta enfermé pendant dix-neuf mois et y signera sous pression le concordat de Fontainebleau, le 25 janvier 1813. Le pape quittera Fontainebleau le 23 janvier 1814.
Le 23 mai 1808, le château accueille la visite de Charles IV d'Espagne et de la reine Marie-Louise. L'année 1807 est marquée par trois événements : le traité fixant les frontières entre l'Autriche et le royaume d'Italie le 10 octobre, un traité d'alliance franco-danois le 15 octobre, et un traité secret entre la France et l'Espagne concernant le Portugal le 27 octobre.
Implanté en 1807 entre l'étang des Carpes et la forêt, le manège de Sénarmont est le principal édifice élevé à la demande de Napoléon 1er dans l'enceinte du palais de Fontainebleau. Il est construit selon des dispositions architecturales ambitieuses, avec une charpente à la Philibert Delorme qui a permis la couverture d'un volume de dimensions exceptionnelles pour l'époque, rappelant le 2e projet de 1785 d'Étienne-Louis Boullée pour la Bibliothèque du Roi.
Le futur Napoléon III est baptisé au château le 4 novembre 1810, avec 24 autres enfants de dignitaires et généraux.
Napoléon passe les derniers jours de son règne dans le château avant d’abdiquer le 4 avril 1814 sous la pression de ses maréchaux Ney, Berthier, et Lefebvre (le traité de Fontainebleau, qui formalise son abdication sans condition, est signé à Paris le 11 avril 1814). Le 20 avril, après avoir vainement tenté de se suicider, il prononce un discours resté fameux à sa garde dans la cour dite depuis « cour des Adieux », scène illustrée par le tableau Les Adieux de Fontainebleau peint par Horace Vernet. Il dit notamment à sa Vieille Garde : « Continuez à servir la France, son bonheur était mon unique pensée ! » et les remercie : « depuis vingt ans […] vous vous êtes toujours conduits avec bravoure et fidélité ! » Napoléon se souviendra d'ailleurs du château de Fontainebleau lors de son séjour à Sainte-Hélène : « Voilà, disait-il, la vraie demeure des rois, la maison des siècles ; peut-être n’était-ce pas rigoureusement un palais d’architecte, mais bien assurément un lieu d’habitation bien calculé et parfaitement convenable. C’était ce qu’il y avait sans doute de plus commode, de plus heureusement situé en Europe […] ». Pendant les Cent-Jours, Napoléon y fera un arrêt le 20 mars 1815.
À la suite de Napoléon, les derniers monarques français y feront plusieurs séjours : le 15 juin 1816, Marie-Caroline de Bourbon-Sicile, duchesse de Berry, est reçue au château. Louis XVIII et Charles X y ont dormi.

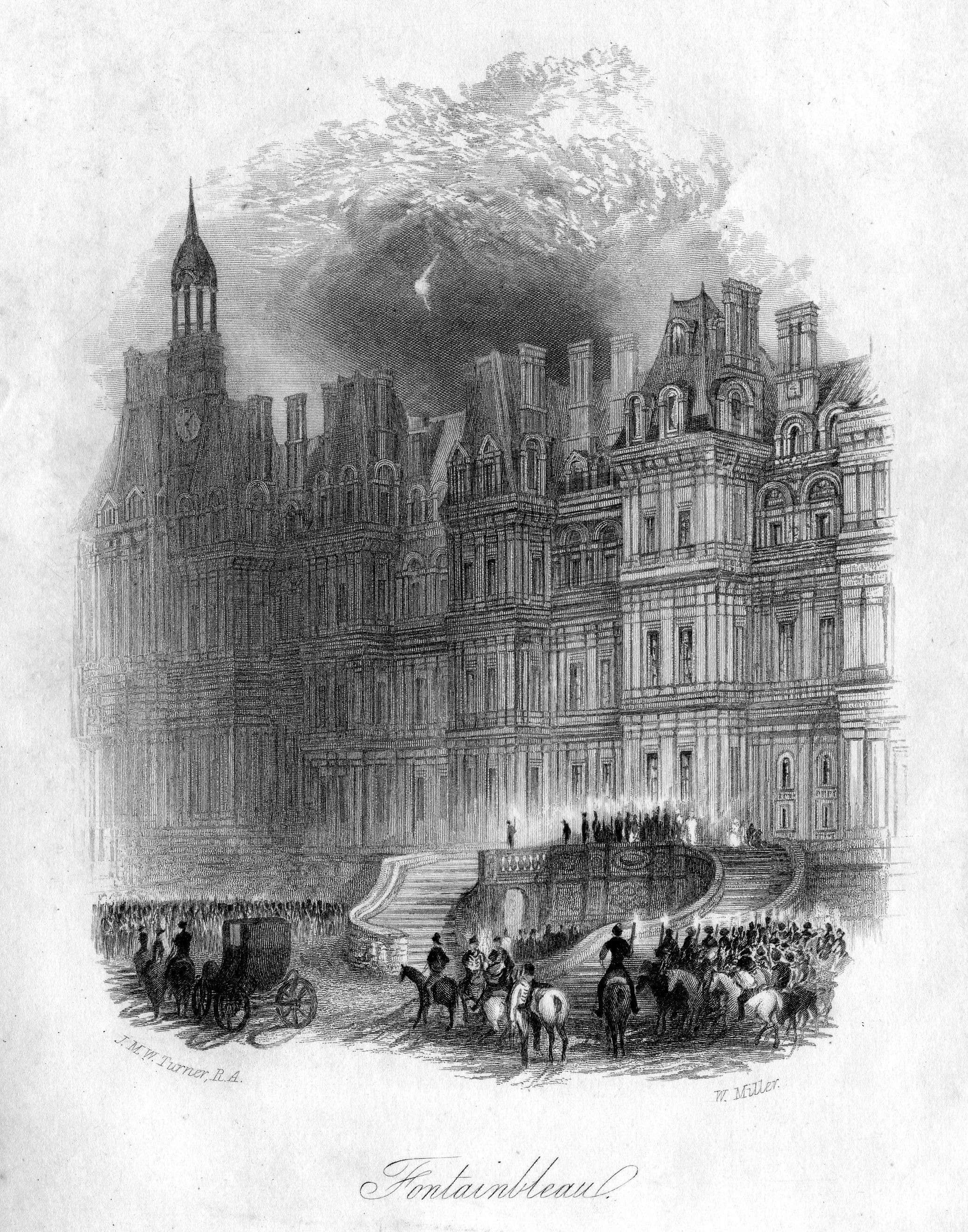
Le château de Fontainebleau, gravure de William Miller, 1836.

Sous la monarchie de Juillet, Louis-Philippe entreprend les premiers travaux de restauration (dirigés par Jean Alaux, Picot, et Abel de Pujol) et fait redécorer et remeubler l'intérieur, avant que le château ne serve de cadre au mariage de Ferdinand-Philippe d'Orléans avec Hélène de Mecklembourg-Schwerin le 30 mai 1837. Du 20 au 21 novembre 1840, le château est visité par l'ancienne reine d'Espagne Marie-Christine. Le 16 avril 1846, un garde de la forêt, Pierre Lecomte, tente d'assassiner Louis-Philippe dans le parc du château. Le palais reçoit la visite du bey de Tunis, Ahmed Ier Bey, les 15 et 16 décembre 1846.
C'est en 1848 qu'Abel Blouet devient architecte du château et entreprend de nouvelles restaurations (galerie François Ier, ailes de la cour du Cheval blanc…). À sa mort en 1853, il est remplacé par Hector Lefuel puis Alexis Paccard en 1855. Le château fait l’objet d'un classement au titre des monuments historiques par la liste de 1862. En 1867, Prosper Desbuisson devient architecte du palais et poursuit les restaurations engagées par ses prédécesseurs.

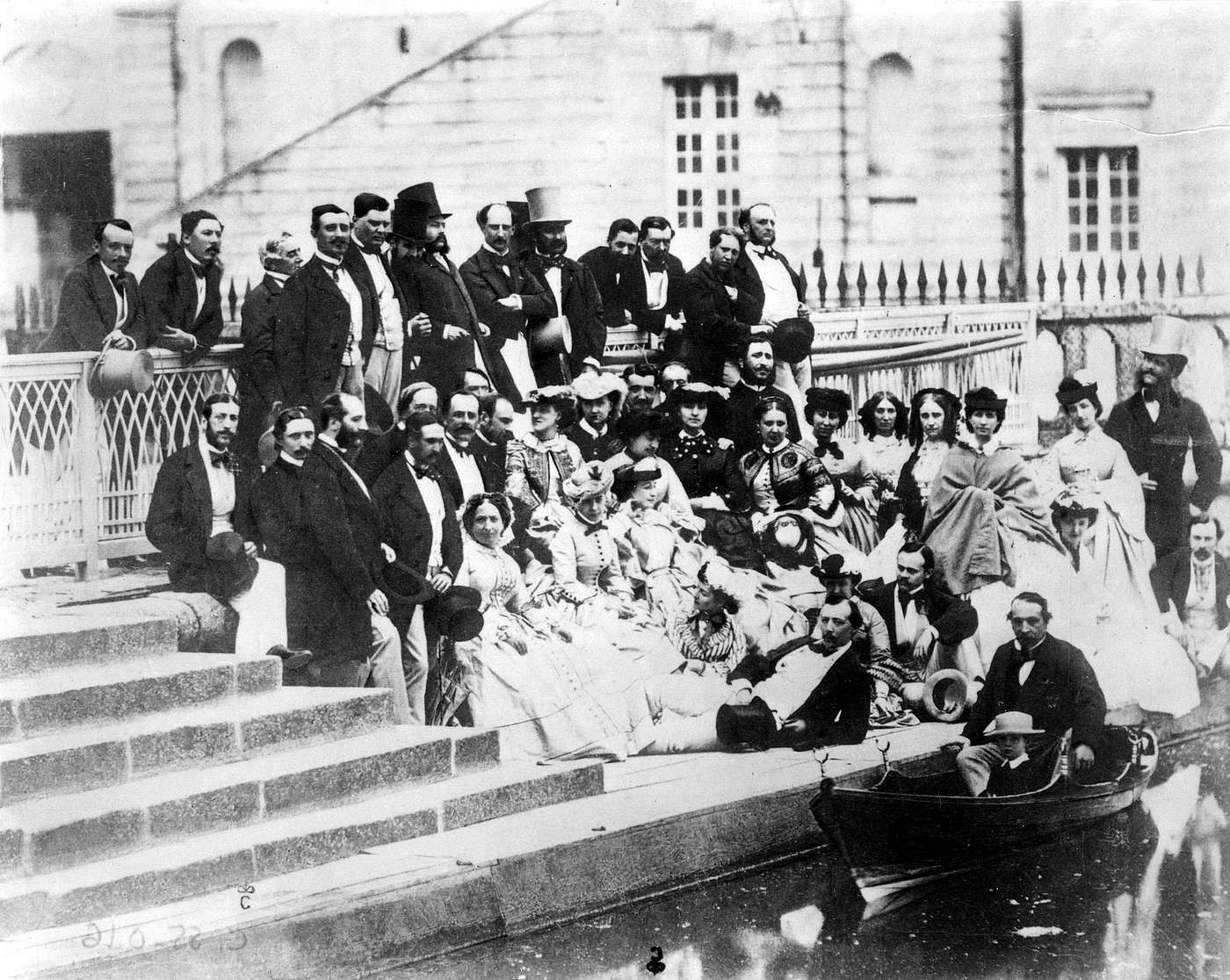
La cour impériale au château de Fontainebleau, 24 juin 1860 (anonyme, Fontainebleau, musée national du château).

Sous le Second Empire, Fontainebleau fait partie, avec Saint-Cloud, Compiègne et Biarritz, des lieux de villégiature de la cour. L'impératrice Eugénie, épouse de Napoléon III, passe ses soirées dans le petit théâtre construit par son mari. Elle s'attache au salon chinois, agrémenté par des objets provenant du sac du palais d'Été et par les cadeaux des ambassadeurs du Siam, reçus au château le 27 juin 1861. Ils avaient été précédés par le roi de Prusse, futur empereur allemand, Guillaume Ier (15 et 16 décembre 1856) et par Maximilien II de Bavière (17 au 24 mai 1857). Lors de la guerre de 1870, le château est investi par les Prussiens (17 septembre 1870) ; Frédéric Charles de Prusse et son état-major l'occupent du 6 au 18 mars 1871 ; il est finalement évacué cinq jours plus tard.
En novembre 1871, les dépendances du château sont confiées à l'École d'application de l'artillerie et du génie, après que celle-ci a quitté Metz. Les débuts de la Troisième République sont marqués par la réception d'invités de marque par les présidents de la République : Alexandre Ier de Serbie le 17 août 1891 et Georges Ier de Grèce le 9 septembre 1892 par Sadi Carnot, Léopold II de Belgique, roi des Belges, le 21 septembre 1895 par Félix Faure, et Alphonse XIII d'Espagne le 8 mai 1913 par Raymond Poincaré. Le château devient la demeure occasionnelle estivale de quelques présidents de la Troisième République. Il est ainsi occupé pendant près de huit siècles, du Moyen Âge à la fin du XIXe siècle, où il sert de résidences royales, impériales, et des présidents de la République.
Les protections se poursuivent : les façades et combles des extérieurs des bâtiments qui encadrent la cour Henri IV et la cour des Princes, ainsi que les façades et combles du Pavillon Sully, font l’objet d’un classement au titre des monuments historiques depuis le 20 août 1913.
Plusieurs événements importants auront lieu à Fontainebleau au cours du XXe siècle. Après une visite le 10 juillet 1914 de l'ancienne impératrice Eugénie, le 26 juin 1921 a lieu à Fontainebleau l'inauguration du Conservatoire américain avant celle de l'École des beaux-arts américains le 25 juin 1923. Dès 1927 (date à laquelle le château est consacré musée national) et ce jusque dans les années 1930, les parties hautes de l'aile de la Belle Cheminée (incendiée en 1856) sont reconstruites grâce aux fonds Rockefeller. Le manège de Sénarmont est classé au titre des monuments historiques par arrêté du 10 octobre 1930.
Pendant la Seconde Guerre mondiale, l'armée allemande commandée par le général Richard Ruoff investit Fontainebleau le 16 juin 1940 et l'occupe jusqu'au 10 novembre, puis du 15 mai à fin octobre 1941. Après guerre, le château reçoit du 6 au 10 septembre 1946 une conférence franco-vietnamienne sous la présidence de Max André et Phạm Văn Đồng et le 5 octobre 1948 est créée au château l'Union internationale pour la protection de la nature.
En janvier 1949, une partie du château (notamment la cour des Offices) est investie par le commandement en chef des forces alliées Centre-Europe (OTAN) et y restera jusqu'en juillet 1966. Une restauration générale du château est permise par la loi-programme des années 1964-1968 dont André Malraux est l'initiateur. Le domaine de Fontainebleau est classé au patrimoine mondial de l'UNESCO en 1981. Les 25 et 26 juin 1984 se réunit à Fontainebleau le Conseil des chefs d'État et de gouvernement de la Communauté économique européenne, présidé par François Mitterrand.
C'est en 1986 qu'est inauguré dans l'aile Louis XV, le musée Napoléon Ier. Les bâtiments de la cour des Offices (en restauration) ont été récemment affectés au Centre européen de musique de chambre. Le ministère de la Culture et de la Communication a par ailleurs acquis en 2006 les anciennes écuries royales et y entreprend des restaurations.
Le domaine national de Fontainebleau dans sa totalité, incluant les parties bâties et non bâties non encore protégées, fait l’objet d'un classement au titre des monuments historiques par arrêté du 10 octobre 2008,.
En 2011, des visites thématiques et des expositions se tiennent au château dans le cadre du festival de l'histoire de l'art.
À l'occasion du bicentenaire de la mort de Napoléon Ier en 2021, une grande exposition, intitulée Un palais pour l'Empereur. Napoléon Ier à Fontainebleau, est organisée au château. À cette occasion, plus de 200 œuvres issues des collections bellifontaines et de musées français ou étrangers ont été prêtées au château.

## Architecture et intérieur

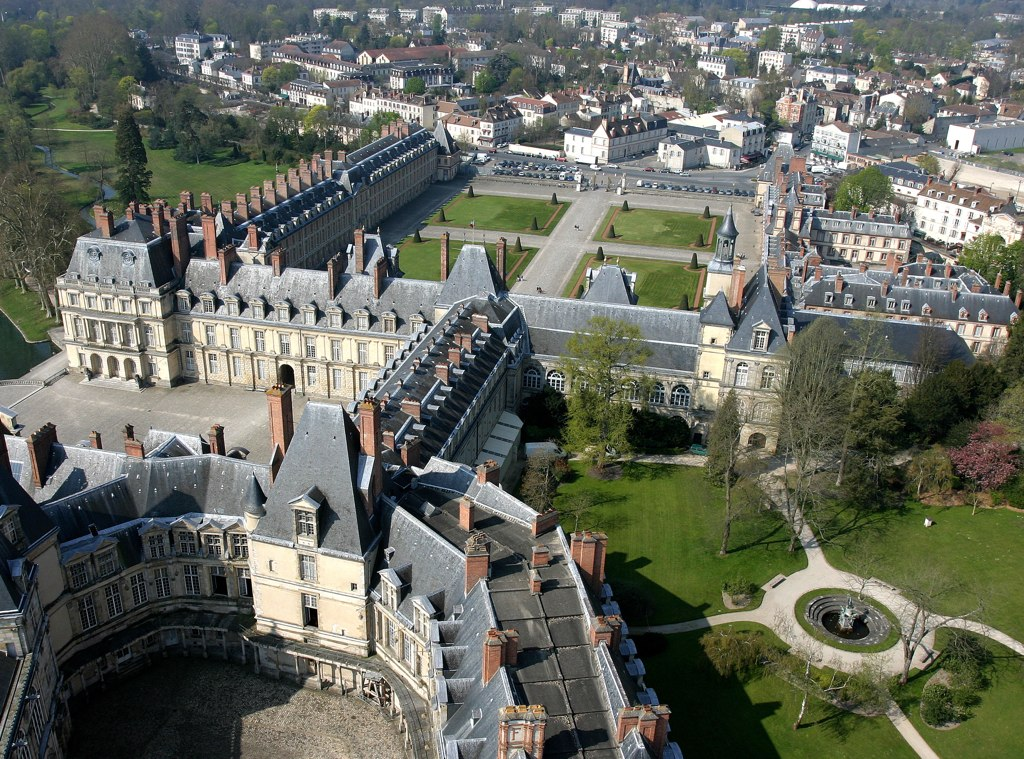
Vue aérienne du château : il compte quatre cours, trois galeries, 1876 fenêtres et portes-fenêtres, ainsi que 1536 pièces déployées au cœur d'un domaine de 130 hectares dans lequel ont été disposés 42500 plantes à massif produites dans ses pépinières et 4710 arbres d'alignement sur 15 hectares d'allées et cours pavées.

### Éléments médiévaux
Du château féodal ne restent que le donjon et des traces de courtines. Les deux tours qui défendaient la porte ainsi que les bâtiments en masure qui formaient le carré ont disparu. Le donjon, comprenant dès le XVIe siècle une partie des appartements royaux, se présente comme une grosse tour carrée sans contreforts, coiffée en pavillon et supportant deux grandes cheminées latérales.
À l'origine, la maçonnerie extérieure était faite de moellons avec un appareil de pierre de taille aux chaînages d'angle et aux encadrements des baies. Le toit était recouvert de tuiles. Dans le mur nord subsiste un escalier droit voûté en berceau qui se retournait dans le mur est pour mener au deuxième étage. Les traces de courtines du XIIe siècle subsistent au rez-de-chaussée du corps de logis. On retrouve également des traces des bâtiments du XVe siècle au rez-de-chaussée des façades de la cour Ovale, où sont visibles des parties en pierres de taille.
Ainsi, toutes les traces médiévales n'ont pas été détruites et un devis de 1528 précisait même à l'architecte de « servir les vieils murs quand cela était possible », d'où la conservation de traces du bâtiment du XVe siècle dans la cour Ovale.

### Bâtiments duXVIesiècle

#### Aile de l'escalier du Fer-à-cheval

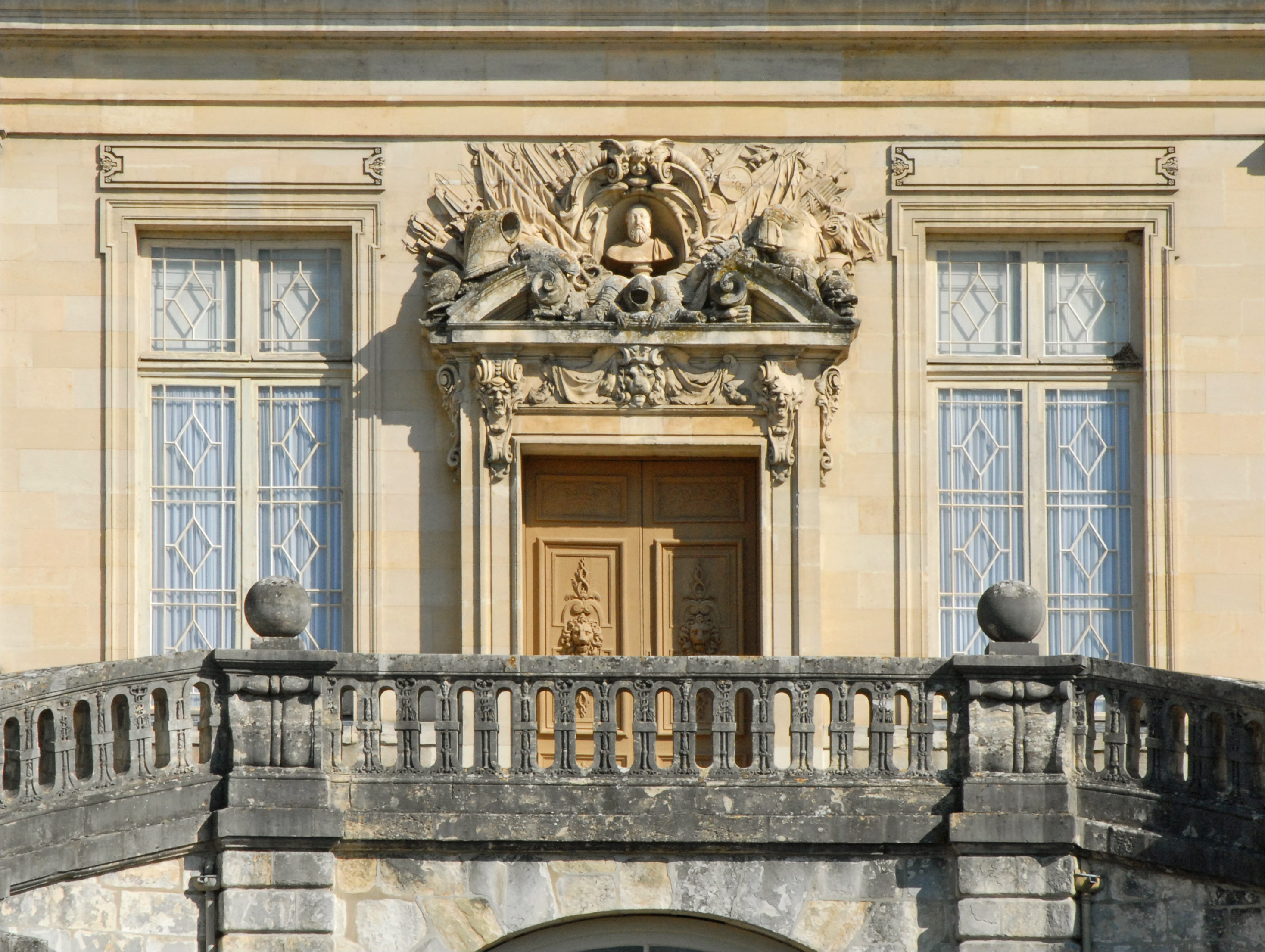
Les rampes de l'escalier, surmontées de boules d'amortissement, sont rythmées par les emblèmes de son commanditaire le roi Louis XIII, le caducée et le sceptre sculptés sur la balustrade.

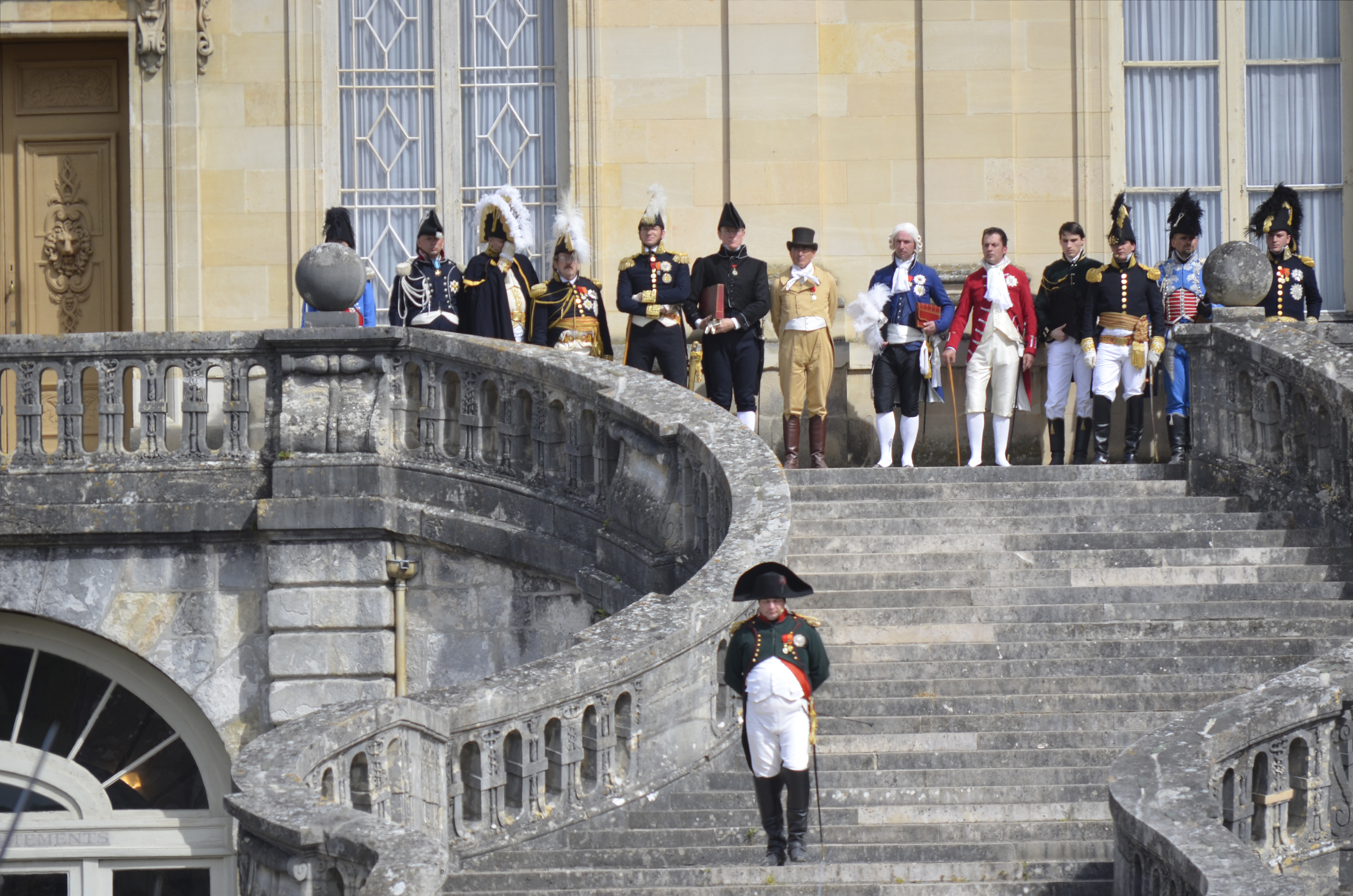
Reconstitution des adieux de Napoléon à sa garde impériale le 20 avril 1814.

L'aile de l'escalier du Fer-à-cheval est rythmée par cinq pavillons à deux étages réunis par des corps de bâtiments à un étage : de gauche à droite le pavillon des Armes flanqué de la tour de l'Horloge (il abritait l'armurerie royale), le pavillon des Orgues (cet instrument de musique accompagnait les cérémonies religieuses dans la chapelle de la Trinité flanquant ce bâtiment), le pavillon central du vestibule du Fer-à-cheval, le pavillon des Poêles (il tire son nom des grands poêles d'Allemagne que François Ier avait fait installer pour chauffer certaines parties du château) et le gros Pavillon. Le degré monumental est attribué à l'architecte du Cerceau (1632-1634). Présentant une emprise au sol de plus de 440 m2 (21 m de long comme de large), il a un rôle fonctionnel et ostentatoire : sa disposition permet au souverain une descente en carrosse au pied de l'escalier avant que la voiture ne fasse demi-tour en passant sous les arcades, il scénarise la « montée » spectaculaire à son appartement et les représentations de l'accueil des princesses venant se marier avec un fils de France.

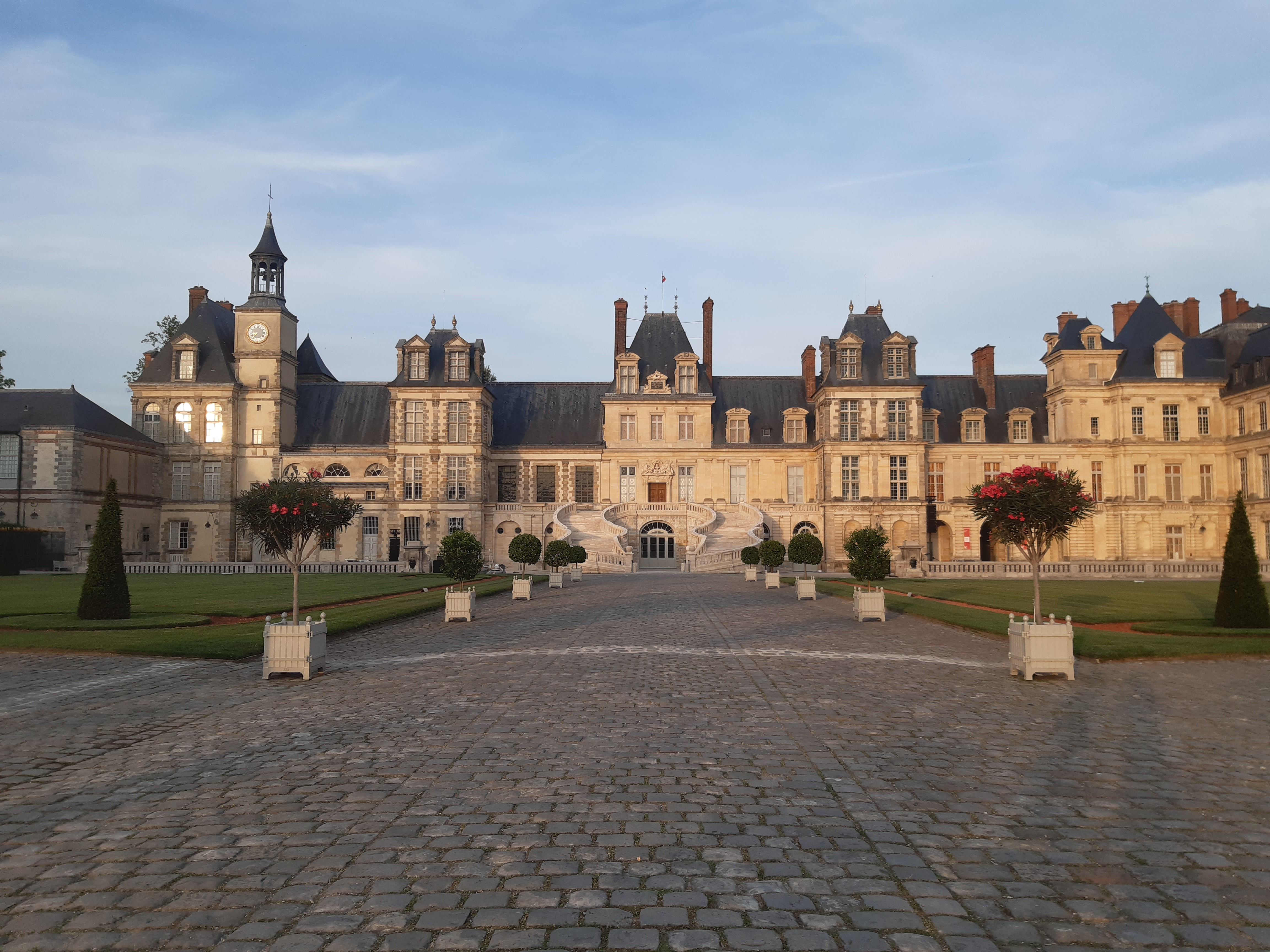
L'aile de l'escalier en Fer-à-cheval. Son aspect disparate tient aux campagnes de travaux des différents souverains qui ont concouru au prestige de la résidence royale.

##### Pavillon des Armes et galerie des Chevreuils (détruite)
Ce pavillon devait à l'origine contenir l'armurerie du roi. Il présente dans son architecture un système mixte de pierres de taille et de moellons. Ambroise Perret y pose les boiseries sculptées en 1559. Le deuxième étage fut refait au XVIIIe siècle.
Le pavillon des Armes se situait à l'extrémité de la galerie des Chevreuils, détruite en 1833. Celle-ci fut décorée (comme la galerie des Cerfs) par Louis Poisson de 1601 à 1608, de peintures sur plâtre et de lambris de bois en partie basse des murs. Les peintures constituaient une série de sept grandes scènes de chasse (chasse au loup, au sanglier, au cerf, au renard, au faucon, etc.), alternant avec des décors d'architectures feintes composées de niches dans lesquelles prenaient place des vases, portant un lys au naturel, surmontés de têtes de chevreuils, encadrés par des colonnes corinthiennes. Les décors de cette galerie nous sont connus aujourd'hui grâce à un dessin de Charles Percier représentant une vue extérieure de la galerie, et surtout des relevés de Antoine-Laurent Castellan, exécutés en 1833, peu avant la destruction du bâtiment.

##### Chapelle de la Trinité

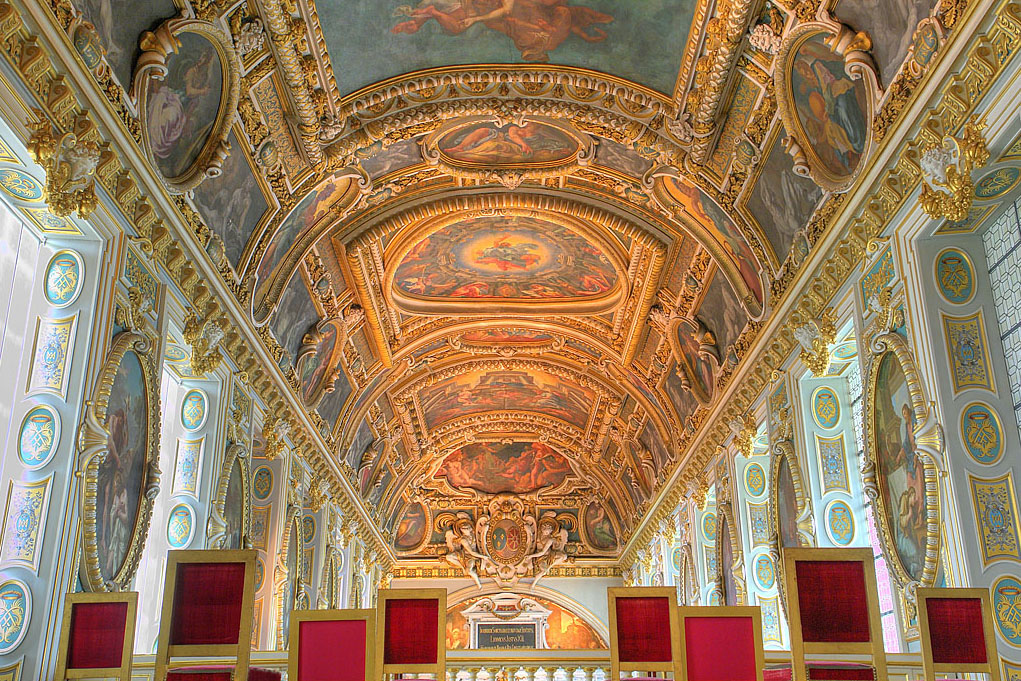
Le plafond de la chapelle de la Trinité.

Ancienne église conventuelle des religieux Trinitaires installés ici par saint Louis en 1259, celle-ci a été rattachée au château sous François Ier. Reconstruite à partir de ce règne et sous celui d’Henri II, elle reçoit la voûte actuelle sous Henri IV et fut terminée par Louis XIII puis enrichie par Louis XIV, Louis XV et Louis XVI.
On doit au peintre Martin Fréminet des scènes du mystère de la Rédemption de l'homme (les Trinitaires étant un ordre rédempteur) : L'Apparition de Dieu à Noé au-dessus de la tribune, L'Annonciation derrière le maître-autel, Le Christ du Jugement dernier entouré des sept premières intelligences au centre, ainsi que des personnages de l'ancienne Loi (rois de Juda, prophètes, vertus), peints sur la voûte entre 1608 et 1619.
Le maître-autel, réalisé par le sculpteur italien Francesco Bordoni en 1633, lequel est aussi l'auteur du dallage en marbre multicolore du sol, est entouré de statues de souverains (saint Louis à droite de l'autel avec les traits de Louis XIII, et Charlemagne à gauche avec les traits de Henri IV). L’autel et le tabernacle d’origine se trouvent à l’église paroissiale de Fontainebleau où ils furent transférés à la Révolution.
Le tableau d'autel a quant à lui été peint par Jean Dubois le Vieux en 1642 et représente la Sainte Trinité au moment de la déposition de croix. La tribune, portée par des colonnes de marbre, est l'œuvre de Francesco Scibec de Carpi, tout comme la clôture du chœur datant de 1554. Philibert Delorme avait présidé à la création de deux oratoires : l'un pour Henri II réalisé en 1557, l'autre pour Diane de Poitiers. Les deux furent détruits en 1605. Les boiseries et les grilles des chapelles sont l'œuvre du menuisier Jean Maujan, qui sous-traite avec Robert Andry en 1629. Barthélémy du Tremblay quant à lui avait commencé les peintures décoratives, terminées par son gendre Germain Gissey, associé à Jean Bertrand et Robert Cammel. Les dernières peintures décoratives exécutées dans la chapelle sont les tableaux ovales réalisés sous Louis XVI.
L'orgue de François-Henry Clicquot, toujours en place, fut réalisé en 1774.
Le principal événement qui eut lieu dans cette chapelle fut le mariage de Louis XV et Marie Leszczyńska en 1725 (le Supérieur des Trinitaires, Louis Blouin, premier valet de Louis XIV, présenta l’eau bénite au roi et à la reine).
La chapelle fut aussi le théâtre du mariage de Marie-Louise d'Orléans avec Charles II d'Espagne (représenté par le prince de Conti) et du baptême du prince Louis-Napoléon Bonaparte (futur Napoléon III) en 1810 avec 24 autres enfants et du mariage de Ferdinand-Philippe d'Orléans avec Hélène de Mecklembourg-Schwerin le 30 mai 1837.

##### Vestibule du Fer-à-cheval
Le vestibule du Fer-à-cheval ou « vestibule de la chapelle », situé au premier étage, présente un mobilier réalisé sous le Second Empire et copiant l'ornementation des encadrements des trois portes en bois sculpté, qui datent en partie du XVIIe siècle et desservent les différentes parties du château. Les vantaux en bois sculptés ont été réalisés par Jean Gobert en 1639, tandis que le reste du décor de la pièce est dû à Jean-Baptiste-Louis Plantar (1833). L'encadrement et la porte de la chapelle sont ornés de motifs religieux (anges, couronnes d'épines), la porte de la terrasse est décorée de trophées d'armes, de têtes de lions et de masques, et celle de la galerie François Ier de motifs militaires et de têtes d'Hercule.

##### Appartements des Reines-mères et du Pape
L'aile des Reines-mères abrite les appartements des Reines-mères et du Pape. Elle a été édifiée entre 1558 et 1566.
Ces appartements, aménagés au XVIe siècle puis refaits au XVIIIe siècle après la reconstruction du pavillon d'angle, doivent leur nom au séjour de Catherine de Médicis, de Marie de Médicis, d'Anne d'Autriche et du pape Pie VII (qui y dormit en 1804, 1812 et 1814). Les appartements sont divisés en deux : les appartements dits « Louis XIII », habités par le Grand Dauphin puis Jacques II d'Angleterre, et ceux dits (Louis XV), habités notamment au XVIIIe siècle par les tantes de Louis XVI, et par le comte de Provence (futur Louis XVIII) et son épouse à partir de 1770. La décoration et l'ameublement furent revus notamment sous le Second Empire, mais le décor de boiseries des trois salles les plus importantes a été renouvelé dès 1644. L'équipe de menuisiers se composait de François Moriceau, Guillaume Noyers, Pierre Dionis, Louis Torchebat, Jean Langlacé et Jean Adnet, et les peintres et doreurs étaient Henri Champagne et Claude d'Hoey, tous sous la direction de l'architecte Jacques Le Mercier.
Antichambre obscureCette petite pièce faisait office de salle d'attente. Elle possède un mobilier tendu de velours vert, datant du Second Empire.
Salon des huissiersD'abord salle des gardes, puis antichambre, cette pièce ne reçoit le nom de salon des huissiers qu'au XIXe siècle. Les canapés et fauteuils de style Directoire, en bois peint par Jacob Frères sont recouverts de tapisseries de Beauvais illustrant les arts et les sciences.
Salon des officiersCe salon de réception est orné de tapisseries des Gobelins représentant L'Évanouissement d'Esther d'après Noël Coypel, et Joseph et ses frères d'après des cartons de Mignard, datés de 1687. Au-dessus de la porte, deux tableaux de Pierre Mignard représentant des muses : Clio et Calliope, et Érato, Euterpe et Terpsichore. Le mobilier se compose d'un ensemble du XVIIe siècle auquel s'ajoutent des copies du XIXe siècle dans le style Louis XIV et Louis XV. Sur la cheminée est posée une pendule de style Louis XVI.
Salon de réceptionCette pièce, dite aussi « salon d'angle », est ornée d'une tapisserie des Gobelins de 1687 représentant Le Parnasse d'après des cartons de Pierre Mignard. Sur la partie supérieure des murs et au-dessus des fenêtres sont visibles six tableaux : Un vase de fleurs et deux paons et Un enfant, un tapis, et un vase de fleurs par Pierre Nicolas Huilliot, Une table avec un tapis brodé et Une figure de l'amour et un bouclier par Piat Sauvage, Des fleurs et un ananas dans un vase de porphyre et Un vase d'or, une aiguière, un bassin et des fleurs et fruits par Jean-Baptiste Belin. Le mobilier de style Louis XV et Second Empire fut livré par Jeanselme.

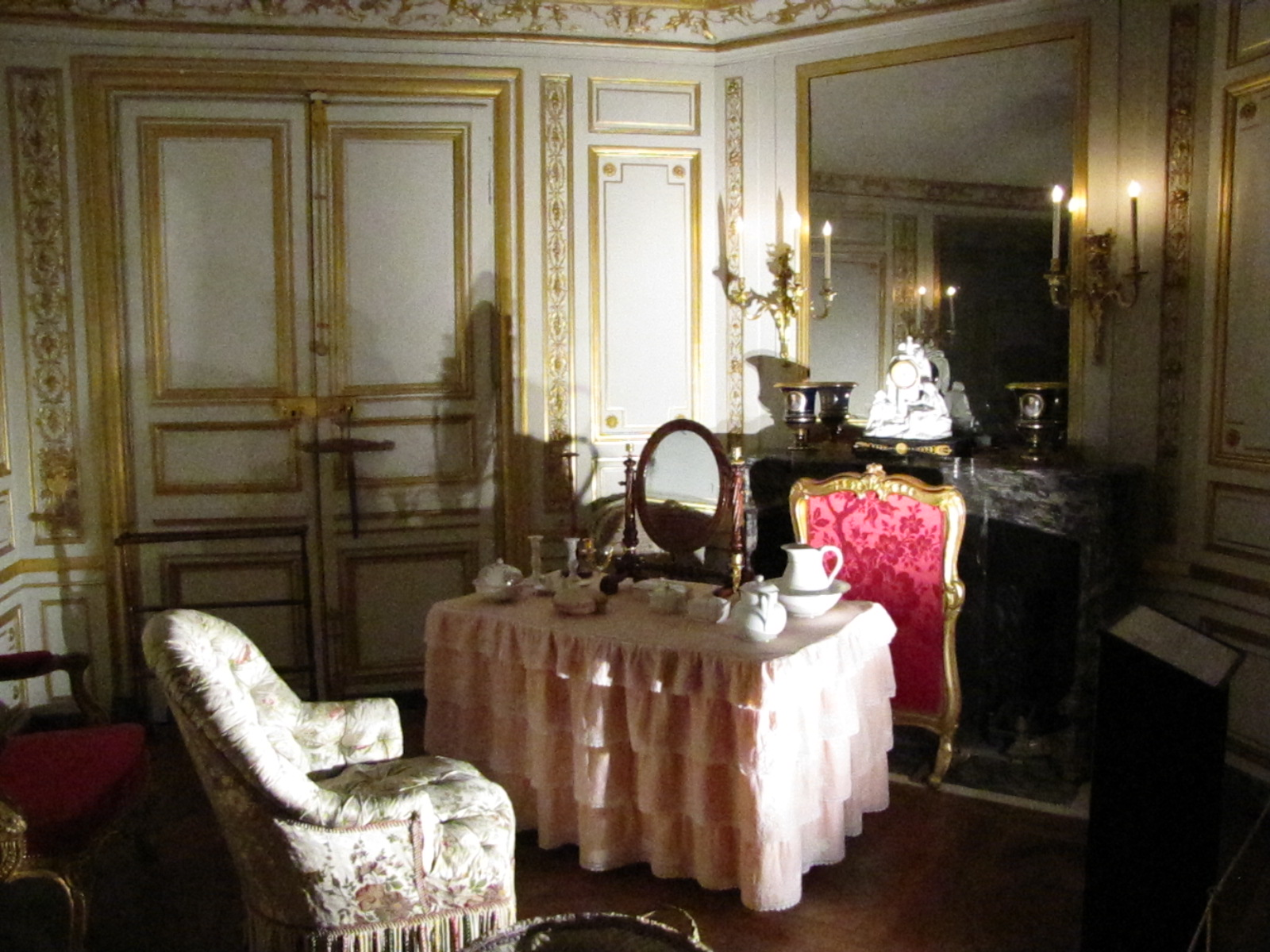
Le premier cabinet de toilette.

Chambre du PapeLe lit de cette chambre, agrandi pour la duchesse d'Orléans, est l'œuvre de Hauré, Sené et Régnier ; il fut réalisé en 1787 pour Louis XVI au château de Saint-Cloud et servit à Napoléon aux Tuileries. Une commode, dite aux faisceaux, en amarante, bois de rose, bronze doré et marbre blanc, fut réalisée en 1787 par Stöckel et Guillaume Beneman pour la salle du conseil du château de Compiègne.
Cabinet de toiletteCette pièce fut décorée en 1784 de lambris dorés sculptés pour le comte de Provence. La commode porte l'estampille de Jean-Henri Riesener. Les fauteuils, exécutés vers 1770, sont attribués à Foliot et furent copiés par Sené.
Second cabinet de toiletteCette pièce, toute en longueur, comporte des boiseries redessinées par Jacques-Ange Gabriel pour les filles de Louis XV. Au centre de la pièce figure un portrait de Pie VII par Jacques-Louis David, réalisé en 1805.

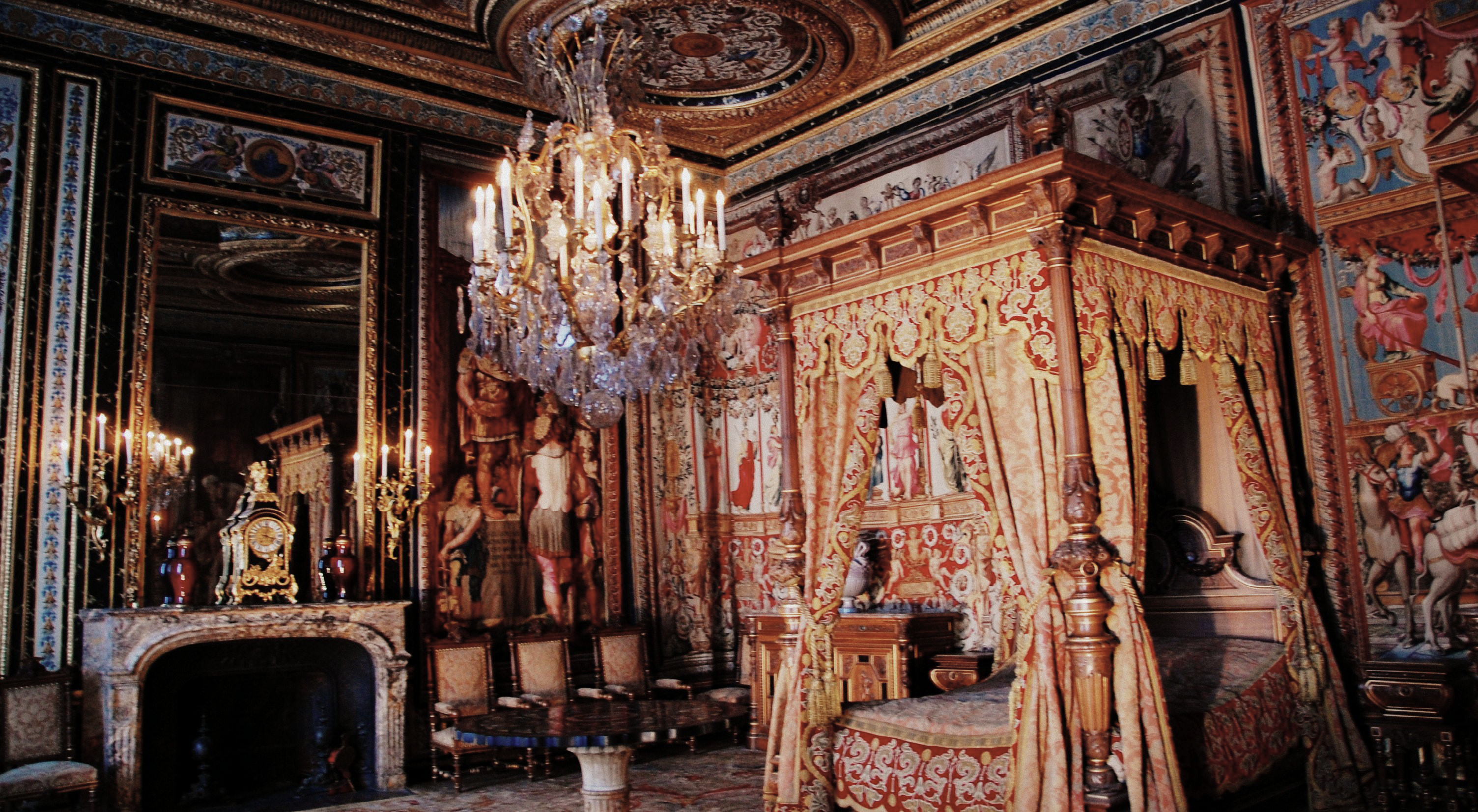
La chambre à coucher d'apparat.

Chambre à coucher d'apparatCette ancienne chambre d'Anne d'Autriche possède un plafond et des lambris peints de grotesques polychromes par Charles Errard. Sur les dessus-de-porte figurent le portrait d'Anne d'Autriche en Minerve et celui de Marie-Thérèse d'Espagne en l'Abondance, tous deux réalisés par Gilbert de Sève vers 1660. Aux murs, deux tapisseries des Gobelins de la série du Triomphe des Dieux : Le Triomphe de Mars et Le Triomphe de la Religion, sur des cartons de Noël Coypel d'après Jules Romain. Le mobilier se compose d'un ensemble en noyer sculpté : un lit à colonnes, deux tables de nuit, deux commodes, une console, un canapé, six fauteuils, six chaises, deux tabourets de pieds, livrés en 1860 par la maison Fourdinois. Le guéridon (œuvre du marbrier italien Pietro Martinori) au centre de la salle, fut offert par Pie IX au prince impérial, son filleul, et fut présenté à l'Exposition universelle de 1867. Le plateau circulaire est recouvert d'une mosaïque de marbres retrouvés sur le mont Palatin. Au centre de la composition figurent les armes du pape.

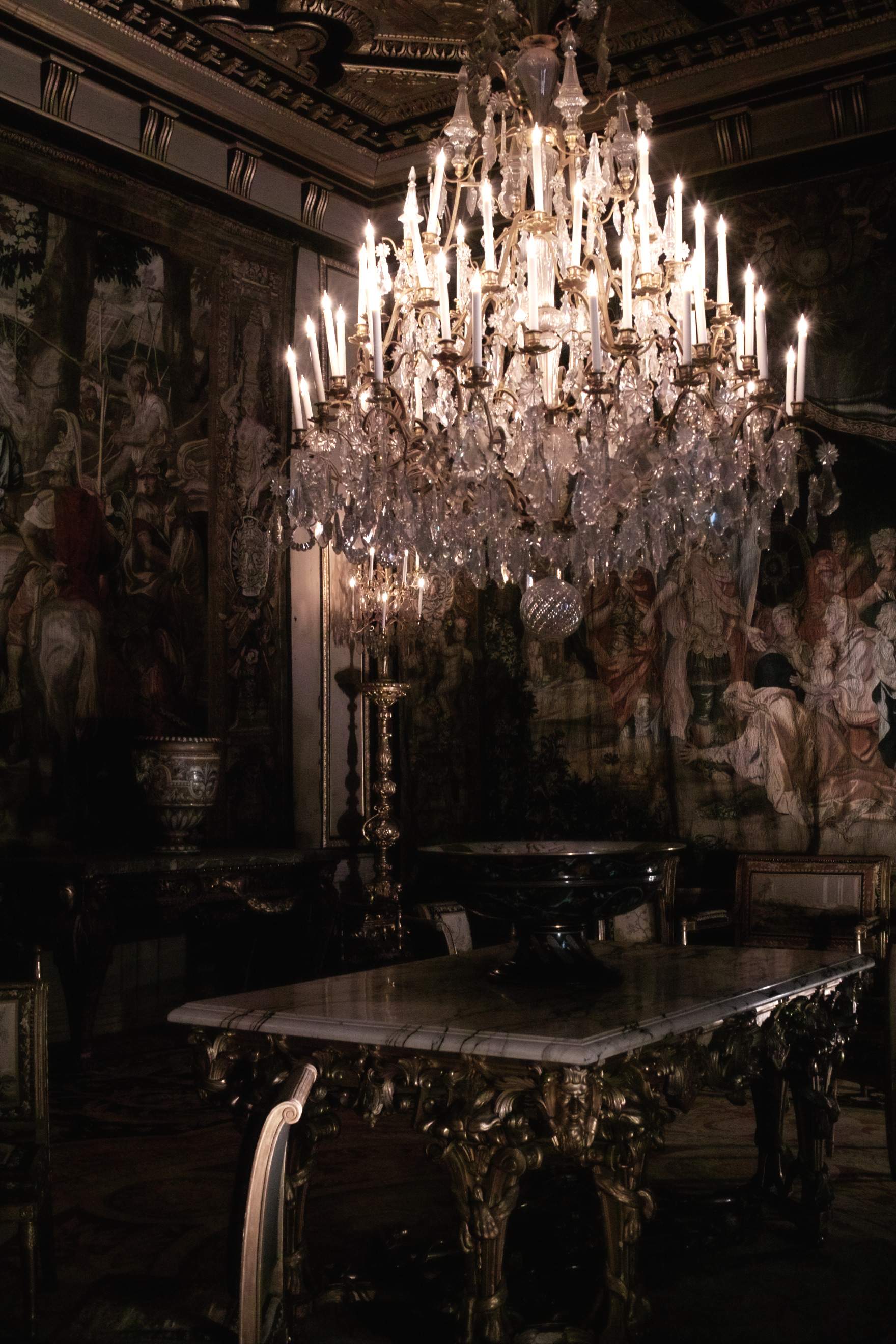
Le Gros salon.

Le Gros salonCe salon de réception, ancienne antichambre d'Anne d'Autriche, est décoré d'un plafond sculpté qui était situé auparavant dans la chambre de Henri II, mais dont le décor fut déménagé par Anne d'Autriche et remonté par André Gobert en 1659 et enrichi de dorures par Jean Dubois en 1662. Ambroise Perret l'avait décoré des figures du soleil et des planètes en 1558. Il se compose de neuf compartiments dont sept sont ornés d'allégories célestes. Le plafond possède également les armes d'Anne d'Autriche. Les murs sont ornés de tapisseries des Gobelins illustrant la vie d'Alexandre le Grand d'après des cartons de Charles Le Brun. Le mobilier se compose notamment de deux grandes consoles en bois doré à figures égyptiennes, réalisées en 1787 par le menuisier Trompette et le sculpteur Butteaux. Le vase en porcelaine de Sèvres, dit « de Socibius », sur la console, date de 1824 et fut réalisé d'après un antique. Son décor se rapporte aux arts et aux sciences.
Second salon des officiersCette pièce possède un plafond peint en camaïeu rehaussé d'or par Charles Errard, réalisé entre 1662 et 1664. Les murs sont ornés de tapisseries de Beauvais. L'ameublement se compose notamment d'un cabinet en ébène du XVIIe siècle, de vases en majolique d'Urbino, de sièges Premier Empire, et au centre d'une table en palissandre réalisée pour la bibliothèque de Louis-Philippe aux Tuileries.

##### Galeries des Fastes et des Assiettes

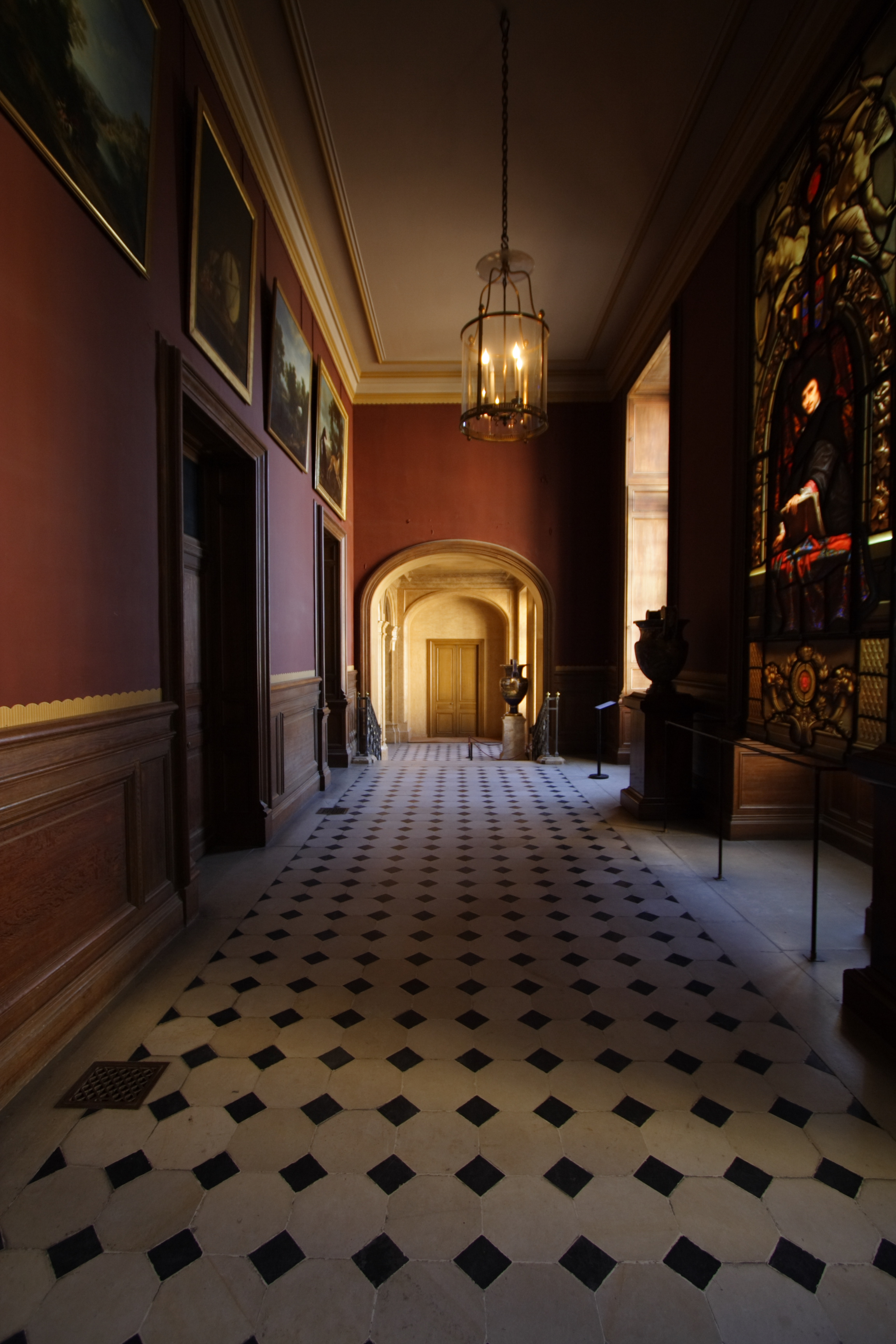
Antichambre de la galerie des Fastes.

Antichambre de la galerie des FastesCette pièce, créée sous Napoléon III, est ornée de deux vases d'Achille en porcelaine de Sèvres datés de 1866-1867 (l'un représente des guerriers, l'autre des femmes entourées d'angelots) et conserve plusieurs tableaux, dont une Danse de femmes dans un palais et un Péristyle d'un palais en ruine réalisés par Jean Lemaire, ainsi que plusieurs tableaux exécutés par Jean-Baptiste Oudry représentant les chiens de Louis XV : Gredinet, Petite fille et Charlotte sur le premier, Turlu et Misse sur le deuxième, Mignonne et Sylvie sur le troisième, et Lise et trois faisans sur le dernier. Au centre est installé Un tambour et une épée, nature morte peinte par Jeaurat de Bertry. L'antichambre est également ornée d'un vitrail installé dans la baie centrale. Réalisé par le verrier Laurent Charles Maréchal, ce vitrail intitulé L'Artiste a été réalisé pour l'Exposition universelle de 1867 et a rejoint le château de Fontainebleau en 1869. Exposé depuis 1939, il a été installé dans l'antichambre en 1984.

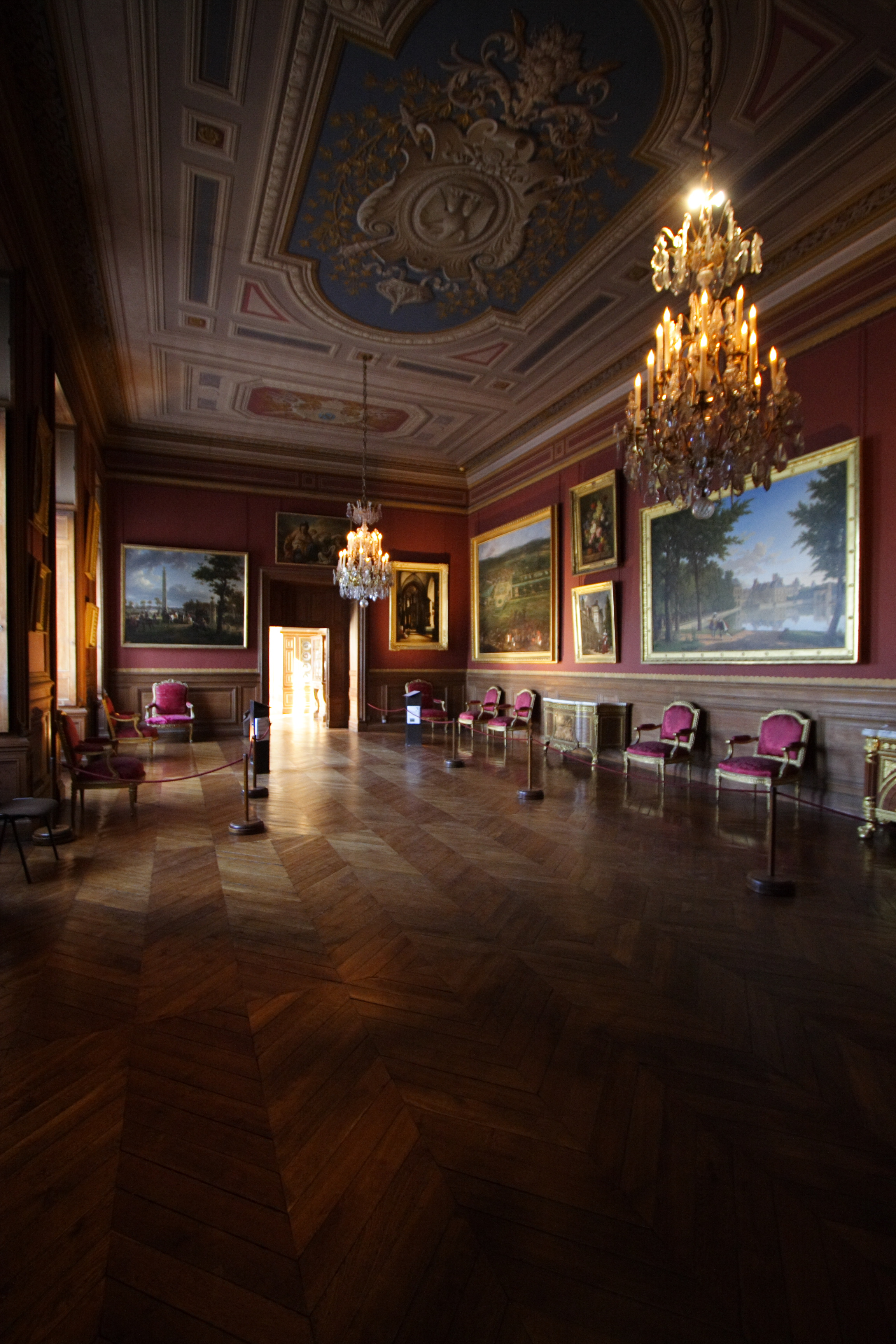
La galerie des Fastes.

Galerie des FastesAménagée par Napoléon III en 1866 à l'emplacement d'un escalier et d'un vestibule, la galerie des Fastes (dont le plafond est décoré de l'aigle impérial, peint par Alexandre Denuelle en 1866-1867) est ornée de plusieurs tableaux illustrant l'histoire du château parmi lesquels : Henri IV relevant Sully par Millin du Perreux (1819) ; La Reine Christine et Monaldeschi par Adrienne Marie Louise Grandpierre-Deverzy (1824) ; Le Baptême de Louis XIII à Fontainebleau par Clément Boulanger (1834) ; Allégorie de la mort du Dauphin par Lagrenée (1767) ; Rencontre de Napoléon Ier et du pape Pie VII dans la forêt de Fontainebleau par Dunouy et Demarne (1808) ; Cour ovale du château de Fontainebleau par Justin Ouvrie (1886) ; La Justice et la Clémence par Lagrenée ; Fleurs et Fleurs et fruits par Jan van Dael ; Incendie du théâtre de Fontainebleau par Henri Frédéric Schopin (1856) ; Vue de la forêt de Fontainebleau par Hue (1892).

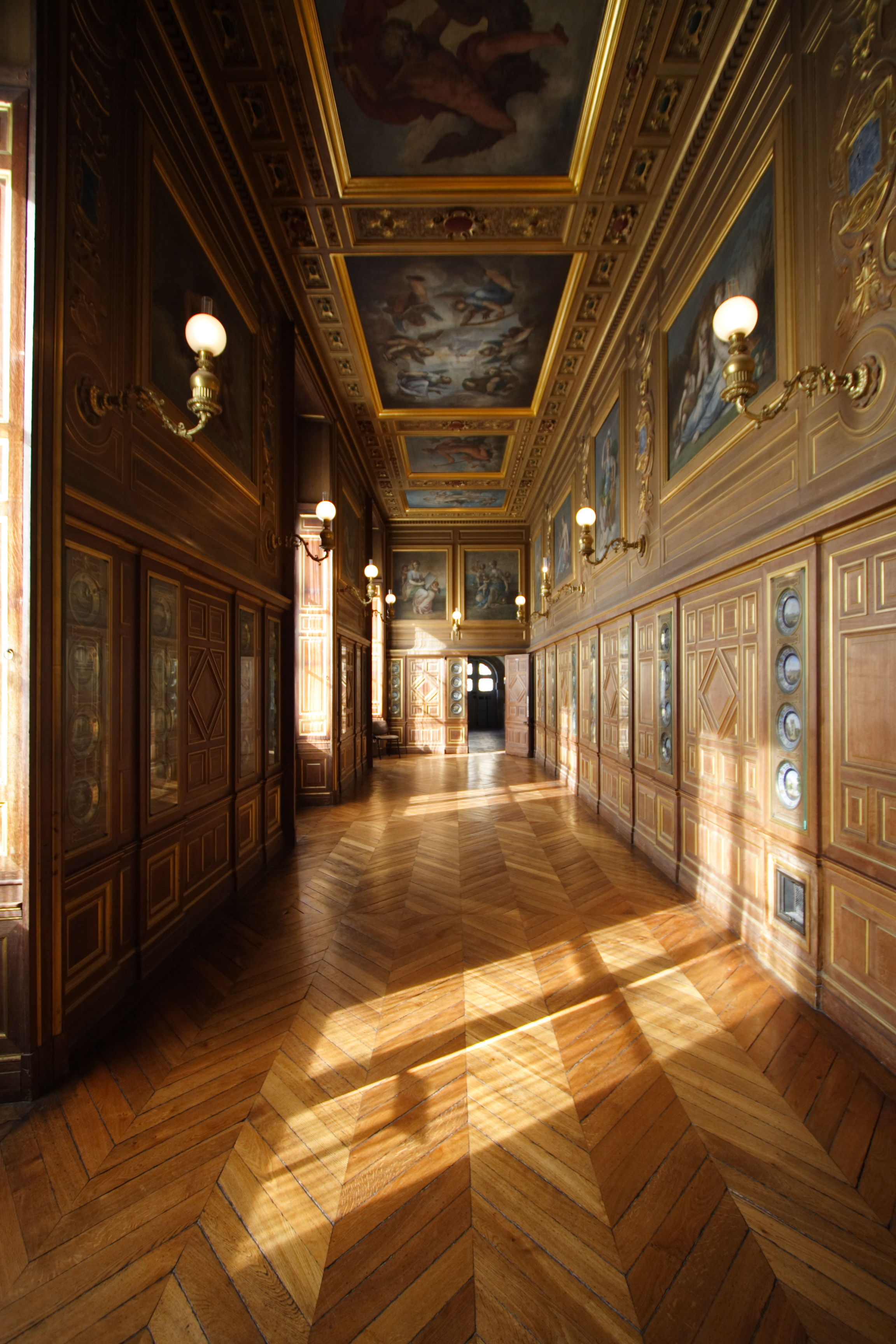
La galerie des Assiettes.

Galerie des AssiettesConstruite en 1840 à l'emplacement d'une ancienne terrasse, la galerie des Assiettes (dite aussi galerie des Fresques) possède un plafond orné de 21 peintures de l'atelier d'Ambroise Dubois réalisées vers 1600. Celles-ci, représentant des divinités de la mythologie et des enfants chasseurs, étaient initialement réalisées à l'huile sur plâtre et faisaient partie du décor de la voûte de la galerie de Diane. Déposées sous Napoléon Ier et transposées sur toile, elles furent amenées dans cette galerie qui prit ainsi le nom de « galerie des Fresques ». La pièce fut ornée sous Louis-Philippe de boiseries néo-Renaissance et de lambris dans lesquels sont installés près de 128 assiettes en porcelaine de Sèvres du Service historique de Fontainebleau illustrant l'histoire du château (François Ier recevant Benvenuto Cellini en 1540 par Jean-Charles Develly, Naissance de Philippe le Bel au château de Fontainebleau), la forêt, le château à différentes époques, d'autres demeures royales ou encore des lieux visités par Louis-Philippe pendant son premier exil (Amérique du Nord avec les chutes du Niagara, Angleterre, Sicile). Le cabinet avec son coffret de plaque de porcelaine de Sèvres illustre quant à lui le mariage du duc Ferdinand-Philippe d'Orléans avec Hélène de Mecklembourg-Schwerin (Accueil de la Princesse, Mariage civil dans la salle de bal, Mariage catholique dans la chapelle de la Trinité, Mariage protestant dans la salle des Colonnes), peint par Jean-Charles Develly.

#### Aile des Ministres
L'aile des Ministres, dite aussi « aile basse », a été bâtie à partir de 1530 et ferme la cour du Cheval-Blanc par le nord. Construite dans le même appareil de brique et pierre que le corps de bâtiment qui lui fait face, cette aile septentrionale comporte une longue façade à un étage, assise sur un soubassement en pierre de taille de grès. Le mur en moellons de grès recouvert d'un crépi ocre, est rythmé par des portes et fenêtres rectangulaires encadrées de chambranles à deux fasces en brique (pieds-droits et plates-bandes), et de pilastres surmontés de chapiteaux inspirés de l'ordre dorique, scandant les travées de largeur différente. Ce rez-de-chaussée est coiffé d'un toit orné de grandes lucarnes à frontons curvilignes, et est divisé par un pavillon central à deux étages lui-même couronné d'une lucarne monumentale à trois travées comportant une baie entre deux niches, surmontées d'un corps supérieur plus étroit lui- même d'une salamandre, emblème royal de François Ier, ce corps étant flanqué de volutes et surmonté d'un fronton triangulaire. Les cheminées portent également le chiffre de ce roi. Objet de restaurations et de restitutions successives (d'après les gravures du XVIe siècle) jusqu'en 1878, cette aile abrite aujourd'hui les services administratifs du château.

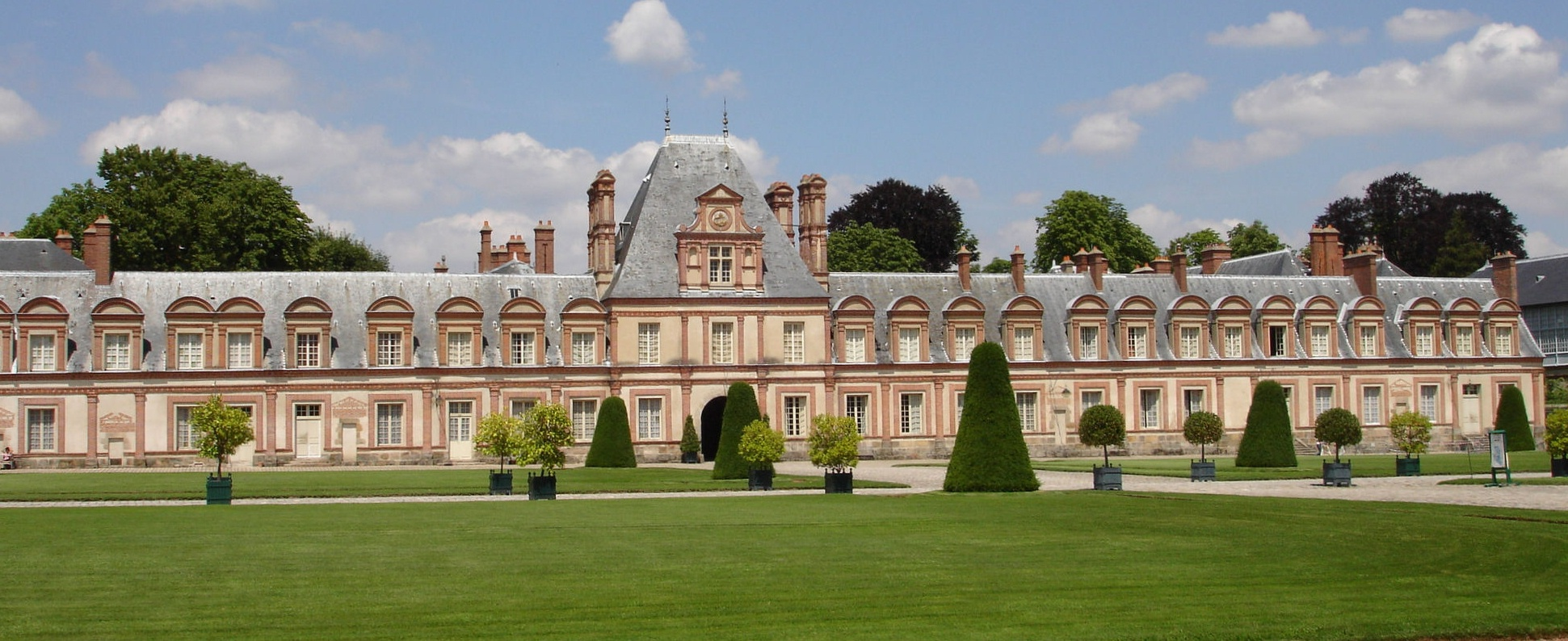
Vue générale de l'aile des Ministres et son style « moellon enduit et brique » qui rompt avec l'art de la Loire fondé sur le style polychromique « brique et pierre ».

#### Aile de la galerie FrançoisIer

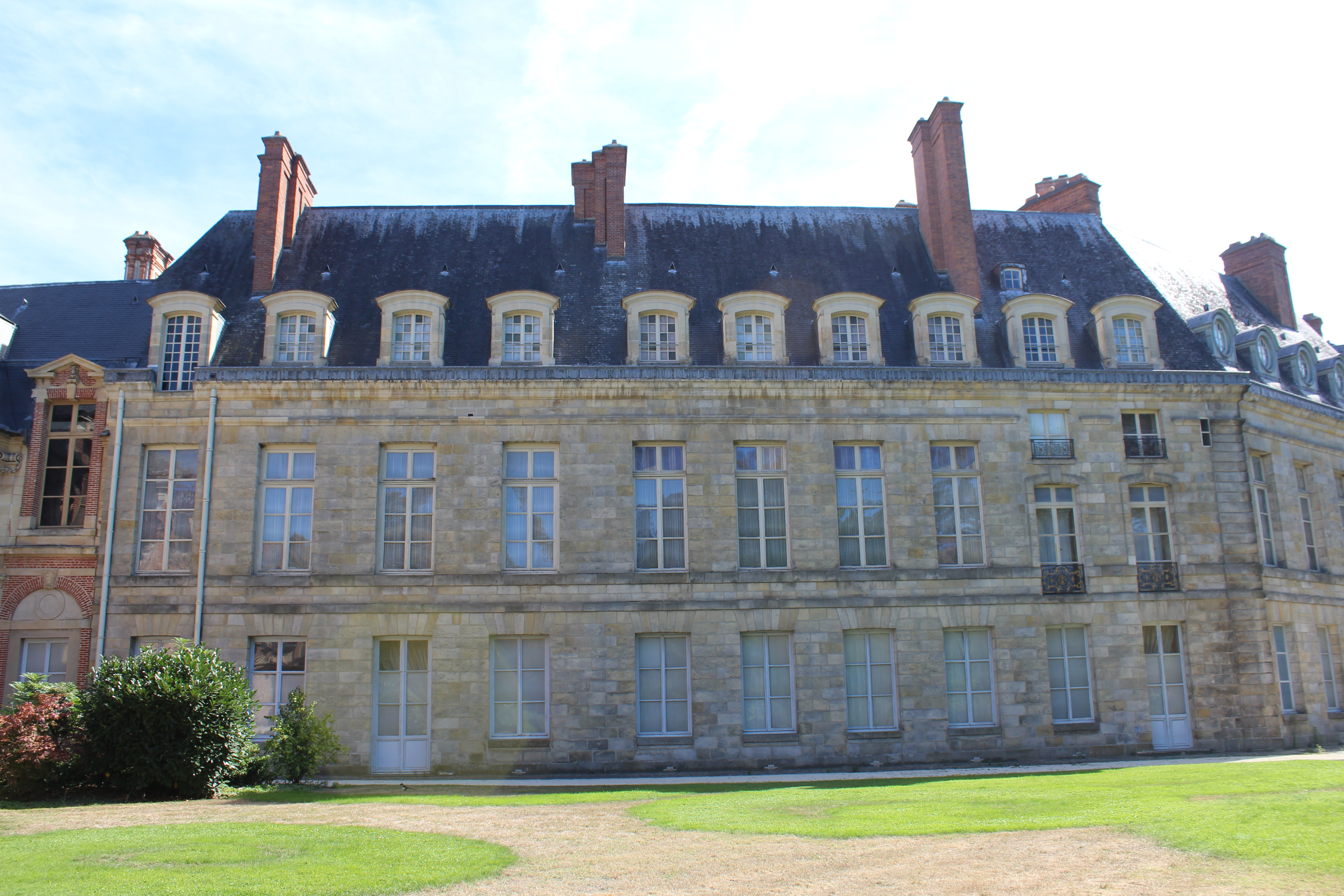
Aile de la galerie François Ier vue depuis le jardin de Diane. Sa façade est traitée en pierre de taille de Saint-Leu (calcaire doré) qui dissimule le grès grisâtre de Fontainebleau comme le montrent certaines embrasures.

##### Galerie FrançoisIer

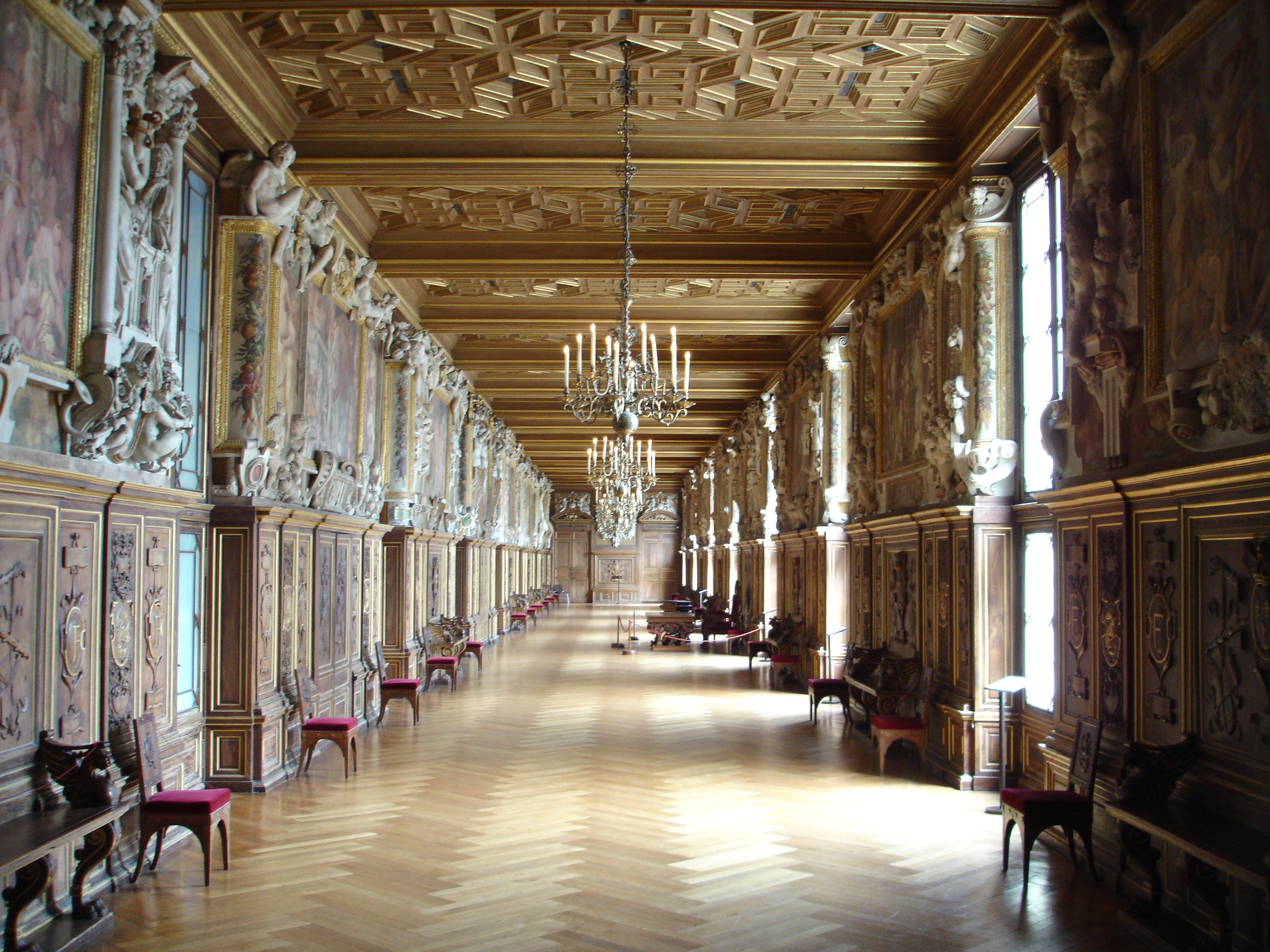
Vue d'ensemble de la galerie François Ier.

Construite dans une aile érigée entre 1528 et 1530, elle mesure environ 60 mètres de long et 6 mètres de large. Elle constituait autrefois un pont couvert jouissant d'ouvertures des deux côtés. Le roi François Ier la fait édifier et décorer afin de relier ses appartements à la chapelle de la Trinité. Il en garde la clé autour du cou et la fait visiter à ses hôtes de marque. Cette fonction privée est remplacée sous Henri IV par une fonction publique lorsque la chambre du Roi est déplacée à la fin du XVIe siècle dans l'aile des appartements royaux donnant sur le côté sud de la cour Ovale. Cette galerie peinte a un caractère pratique mais aussi symbolique, constituant comme pour les palais de la Renaissance italienne un moyen ostentatoire d'affirmation politique pour le commanditaire qui cherche à faire démonstration de sa richesse et de sa culture. Depuis François Ier, diverses modifications ont quelque peu altéré l'aspect initial de la galerie.
La galerie a été confiée à l'Italien Rosso Fiorentino qui la décora de façon originale avec des peintures, des lambris, des fresques et des stucs, de mars 1535 à mai 1537 pour les stucs, à partir de 1536 pour les fresques, et qui l'acheva juste avant la visite de Charles Quint à la Noël 1539. Les boiseries en noyer sculpté sont l'œuvre du menuisier italien Francisco Scibec de Carpi qui les réalisa dès 1535 avec des essences rares, mais se tourna presque exclusivement vers le bois de noyer à partir de 1539, date à laquelle il exécute le parquet de la galerie. Le plafond à caissons joue dans l'ensemble décoratif un rôle plutôt secondaire et affiche un style plutôt classique.
La galerie dessine un jeu de travées, rythmées par des ouvertures symétriques et de grands panneaux peints. On retrouve partout le monogramme du roi. Les peintures représentent des récits de la mythologie gréco-romaine et des allégories dont le sens nous échappe aujourd'hui (Marguerite d'Angoulême, sœur de François Ier, admettait elle-même la complexité des thèmes et disait « lire en hébreu » sans explication annexe), mais qui symbolisent probablement le bon gouvernement du roi et font l'éloge de François Ier. Une scène est consacrée à l’éducation d'Achille par le centaure Chiron. Dans la travée centrale sont représentées deux scènes ovales : Danaé (par Le Primatice) et La Nymphe de Fontainebleau (réalisée en 1860 d'après une œuvre du Rosso).

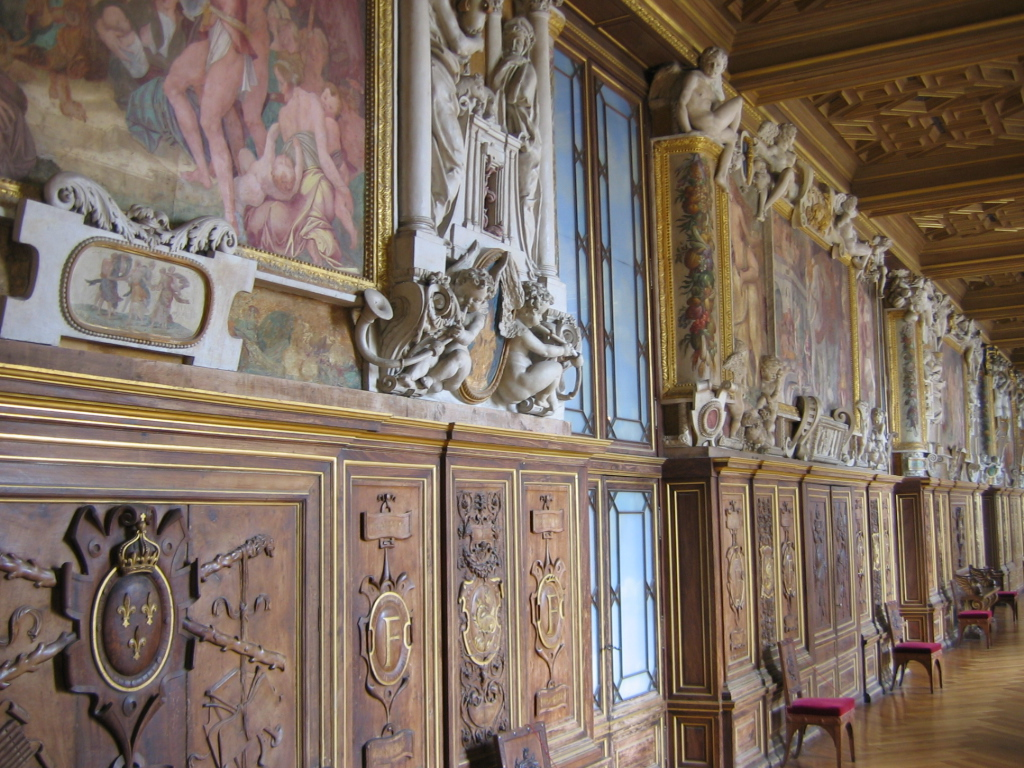
La galerie François Ier, détail.

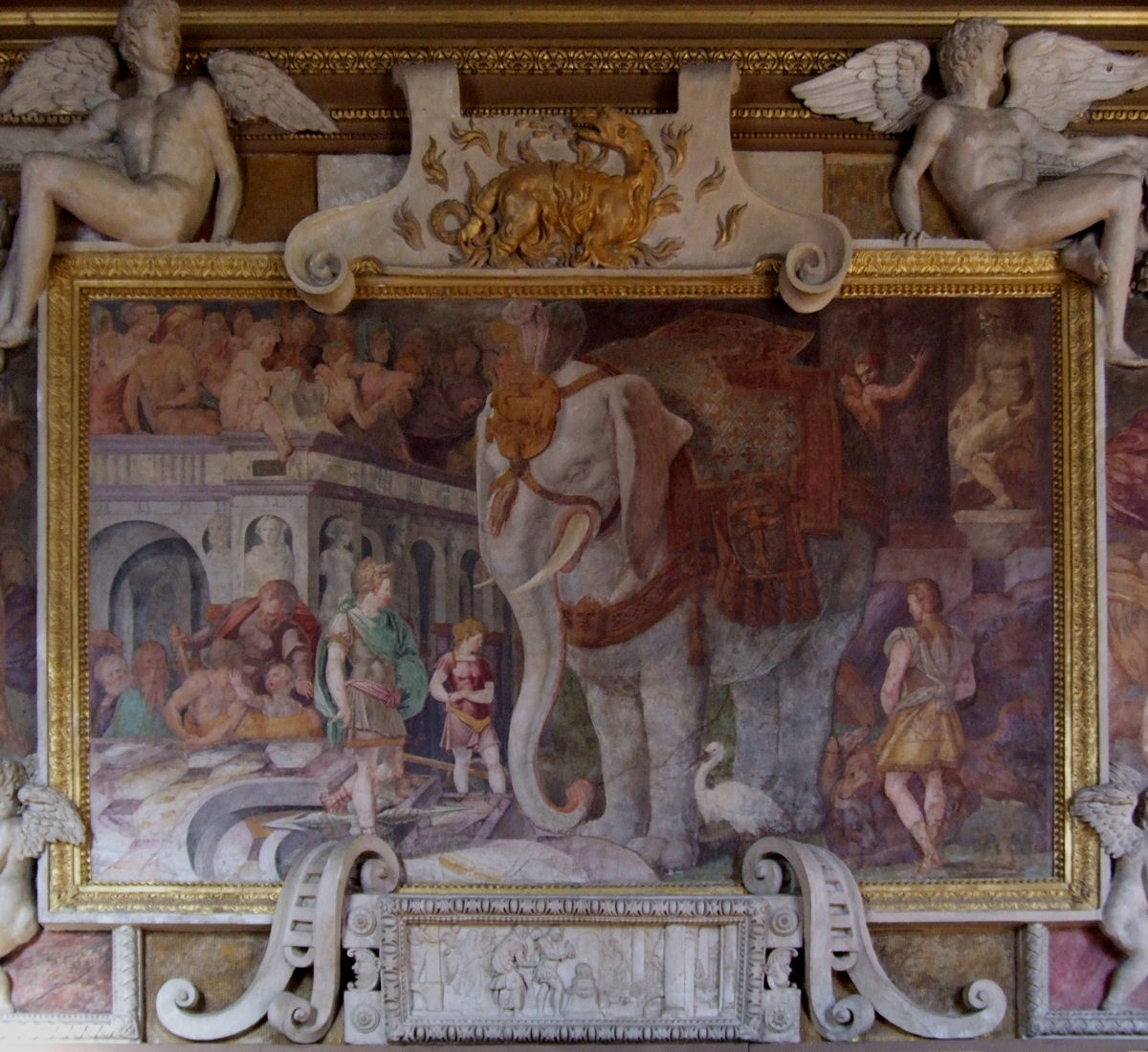
L'Éléphant au caparaçon, Rosso Fiorentino, fresque, vers 1536.

À l'est, du côté du buste de François Ier, sont peintes des scènes violentes : Défaite de Pavie, Captivité du roi à Madrid, Combat des Centaures et des Lapithes (par le Rosso), La Jeunesse et la Vieillesse, La Destruction de la flotte grecque, etc. Sous la scène de Vénus et l'Amour au bord d'un bassin (intitulée aussi Vénus frustrée ou encore Vénus tentant de réveiller l'Amour endormi, tandis que Mars est parti guerroyer, peinte par le Rosso) est représentée, dans un tableautin réalisé en 1540, une vue du château de Fontainebleau représentant la galerie François Ier et la porte Dorée. Rosso est également l'auteur de La Vengeance de Nauplius, de La Mort d'Adonis, ou encore de scène représentant Le Roi tenant une grenade, Le Sacrifice, et L'Ignorance chassée. Il répand également le motif du cuir découpé qui fera école par la suite.
À l'ouest sont notamment représentés Cléobis et Biton et Les Jumeaux de Catane ainsi que certaines peintures allégoriques : l'une des plus célèbres est celle de L'Éléphant au caparaçon ou L'Éléphant royal (symbole de force, de sagacité, et de pérennité de la royauté) qui porte le chiffre royal et représenterait le roi François Ier lui-même. À ses pieds figurent trois allégories de l'air, de la terre et de l'eau (la foudre représente Jupiter, le trident Neptune, et Cerbère Pluton, en référence aux trois espaces sur lesquels règne François Ier), ainsi qu'une cigogne qui symboliserait l'amour filial, celle-ci représentant la mère du roi, Louise de Savoie. Sur les côtés sont peintes deux fresques sur le thème des enlèvements mythologiques : à droite Saturne déguisé en cheval enlevant Philyre, et à gauche Jupiter, changé en taureau, enlevant Europe.

##### Appartements intérieurs de l'Empereur

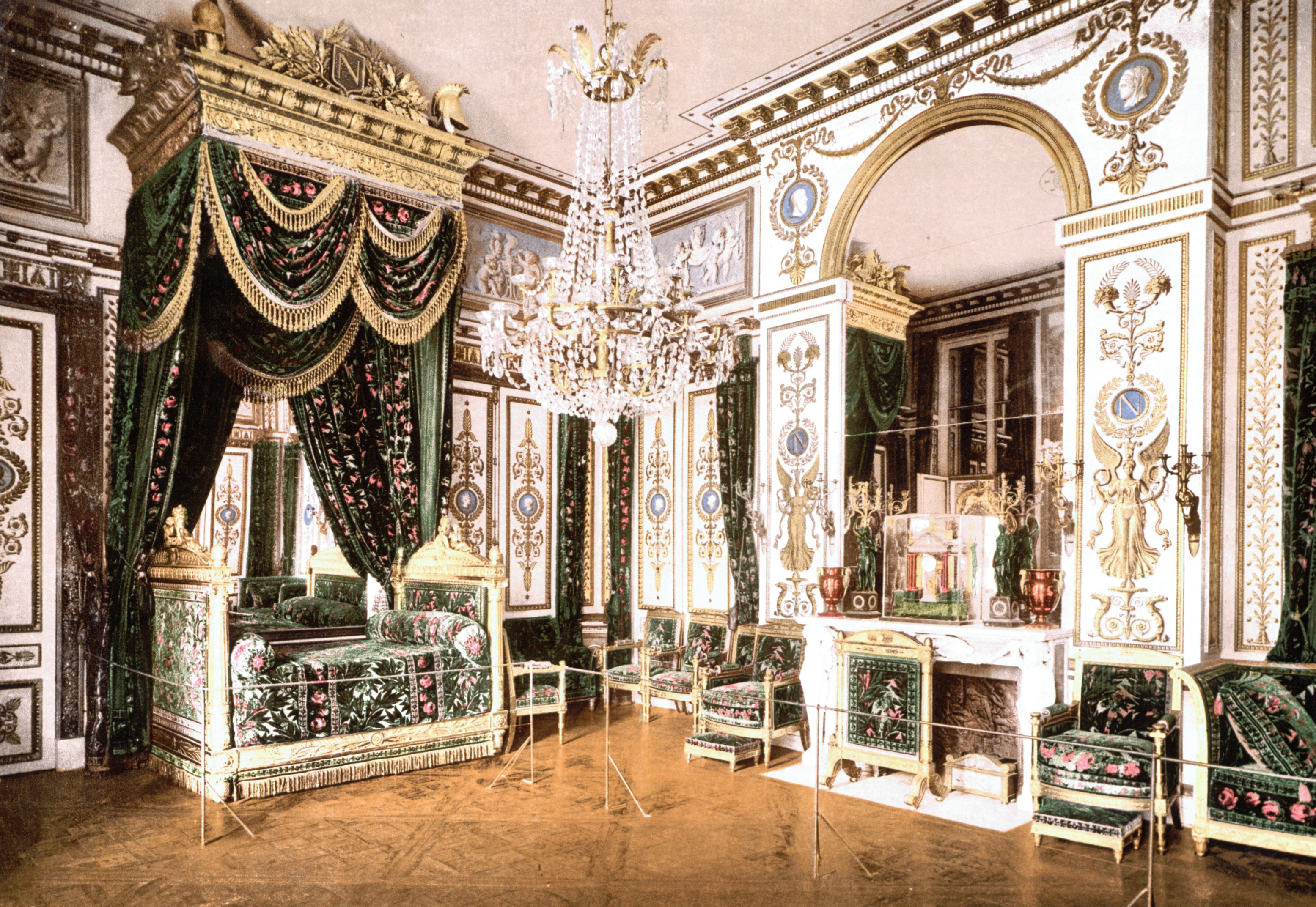
La chambre de l'Empereur.

Louis XVI fit dédoubler l'aile en 1786 en ajoutant des appartements, la privant ainsi de son ouverture sur le jardin de Diane, mais faisant réaliser de fausses portes-fenêtres pour garder un aspect symétrique. Ces appartements sont occupés sous l'Empire par Napoléon Ier.
Chambre de NapoléonLa chambre de Napoléon a gardé l'essentiel de son décor Louis XVI (boiseries, cheminée, décors des dessus-de-porte). Elle servait en effet au XVIIIe siècle, de cabinet à la poudre (cabinet de toilette). Le décor fut enrichi pour l'empereur de victoires, abeilles, chiffre impérial, et par des peintures en grisaille d'or, réalisées par Simon-Frédéric Moench en 1811. Meublée en 1808-1809 dans le style Empire, avec notamment deux fauteuils dits « paumier » (aux accoudoirs inégaux) par Jean-Baptiste Rode, qui est aussi l'auteur du lit (sommé de La Noblesse et La Gloire, face à La Justice, et L'Abondance, il est recouvert comme le reste du mobilier d'un velours chiné dont le fond de couleur prune a été retissé en jaune à la demande de l'empereur, pour l'éclaircir) la pièce possède un tapis orné de trophées militaires tissé à Aubusson en 1809.

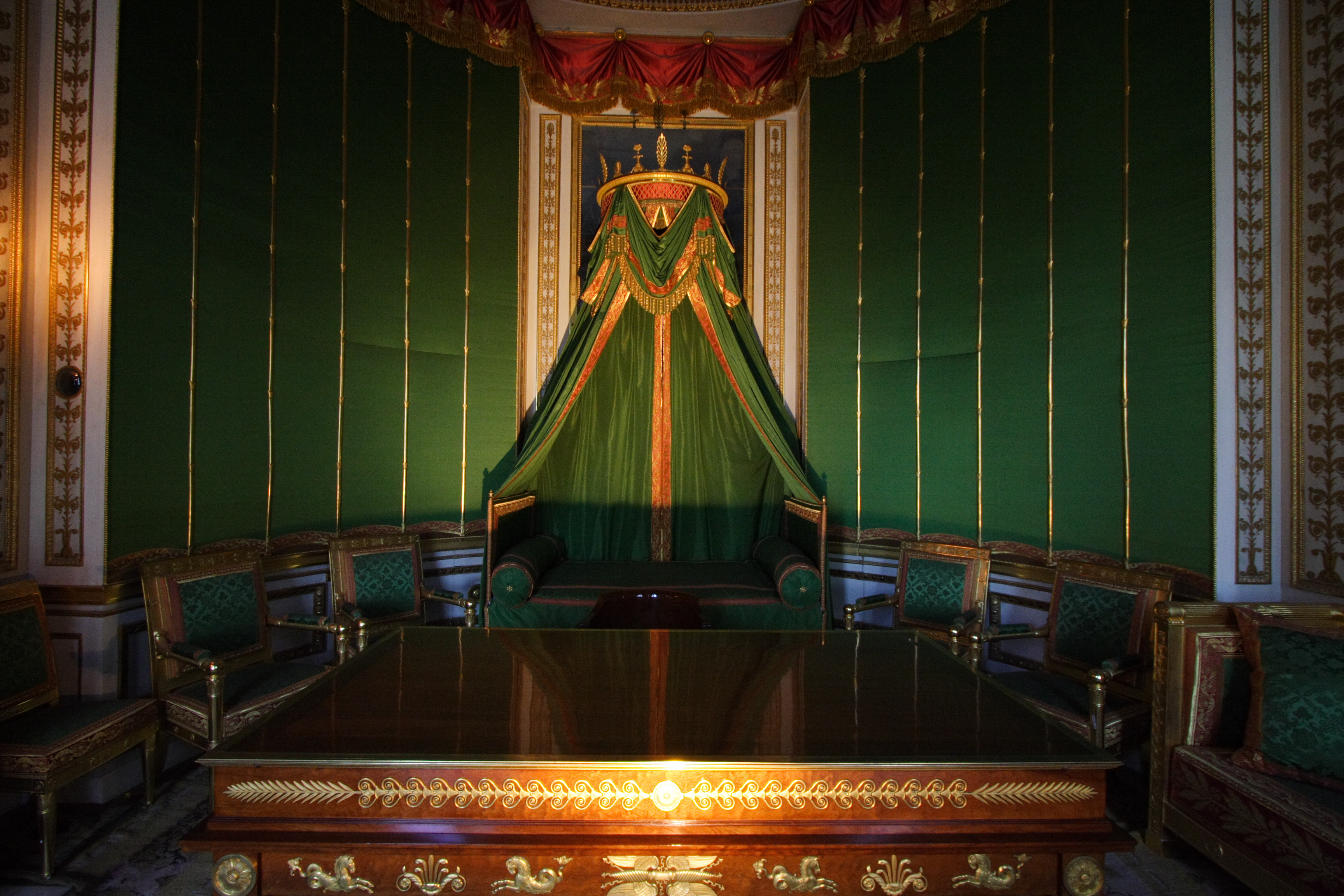
La petite chambre à coucher.

Petite chambre à coucherAncien cabinet de travail de Louis XVI (dont subsistent la cheminée, les dessus-de-porte et les boiseries), la petite chambre à coucher des appartements de l'Empereur constituait en fait le cabinet de travail de Napoléon, où il fit installer en 1811 un lit de repos de camp en fer doré. La garniture des meubles et des décors se compose d'un ensemble de soie verte, de brocart rouge, de draperies « à la romaine » en brocart ponceau (rouge coquelicot) et or retissés et reposés de 1984 à 1995. Au centre de la pièce a été installé un grand bureau mécanique de Jacob Desmalter conçu pour Napoléon Ier. La peinture du plafond, réalisée en 1818 par Jean-Baptiste Regnault, a été commandée par Louis XVIII et représente une allégorie des Bourbons de retour en France: La Clémence royale arrêtant le cours de la Justice.

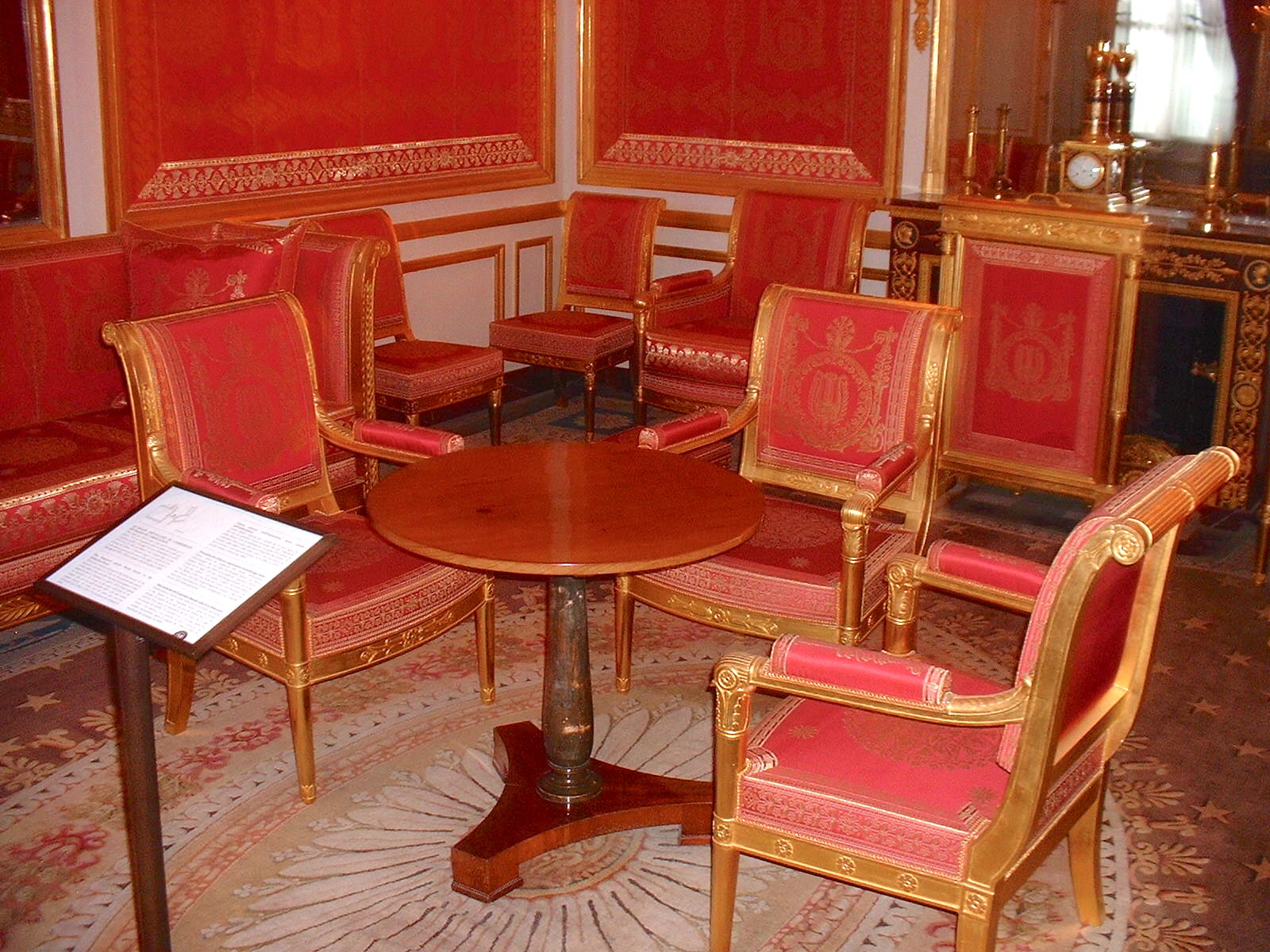
Le salon de l'Abdication.

Salon de l'AbdicationLe mobilier Empire (mis en place en 1808) de ce salon témoigne de l'abdication de Napoléon Ier, survenue le 6 avril 1814, et qui aurait eu lieu dans cette pièce. Il se compose notamment d'un guéridon et d'un ensemble de chaises, fauteuils et tabourets de pieds en bois dorés tendus de brocart rouge et or à motif de lyres et de rosaces, réalisés par Marcion, Jacob-Desmalter, et Thomire.
Passage des bainsLe passage des bains (dont le décor mural fut reconstitué en 1966) servait aussi de petite salle à manger, comme en témoigne une petite table à abattant dite « à l'anglaise », réalisée par Jacob-Desmalter et livrée en 1810. Le reste du mobilier se compose de deux fauteuils réalisés par Marcion en 1809 (rachetés en 1991) couverts en gourgouran orange retissé à Lyon, de chaises de Marcion, d'une console de Jacob Frères, et de flambeaux de Thomire réalisés en 1809. En outre, la pièce est ornée de six gravures : Vues de Milan par L. Radus et François Bellemo, réalisées en 1807 et 1808.

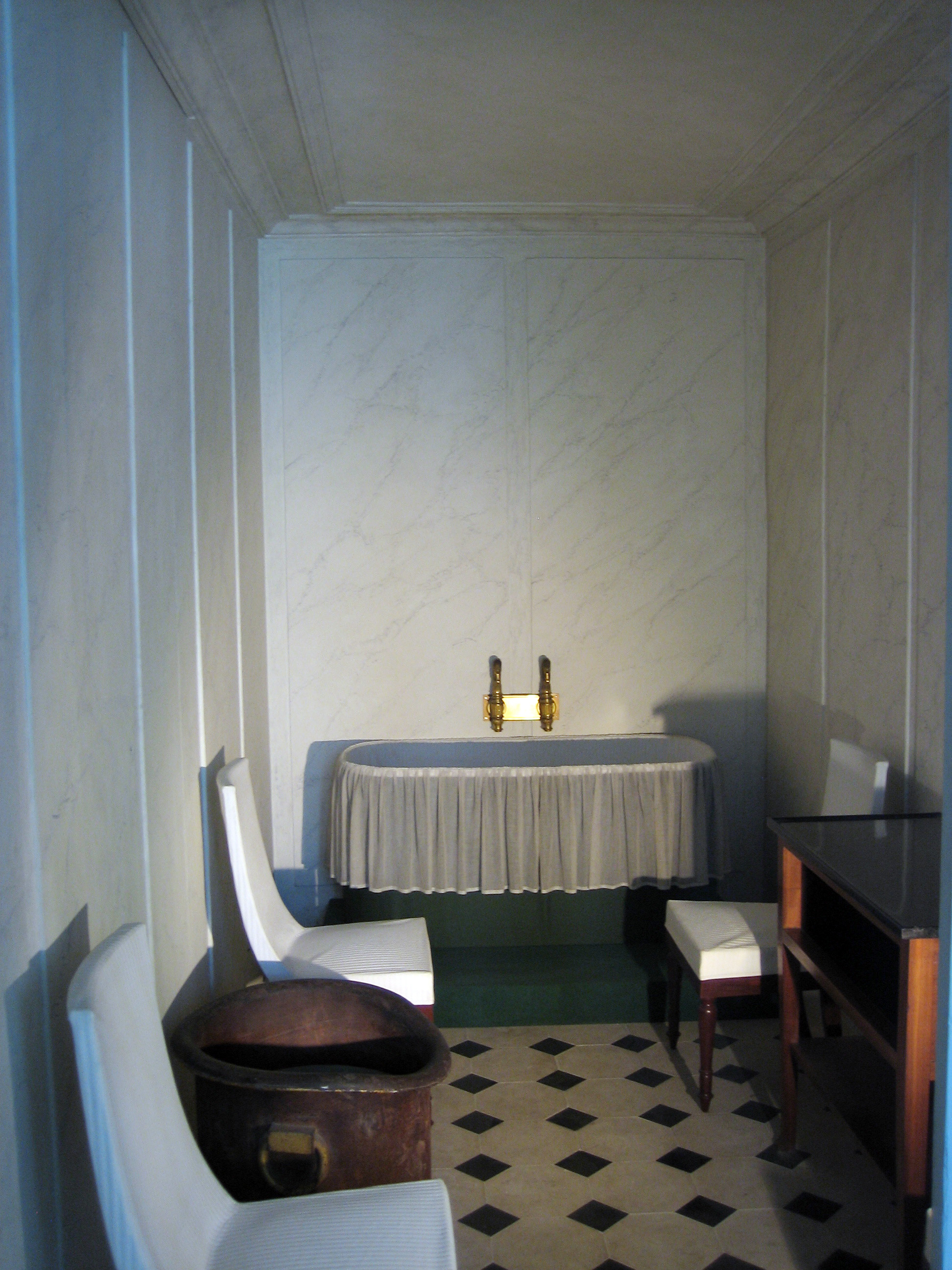
La salle des bains.

Salle de bainsLa salle de bains de Napoléon Ier fut installée en 1806. Son décor mural de style Empire fut reconstitué entre 1985 et 1988. Elle abrite notamment une baignoire en cuivre étamé garnie de mousseline ainsi qu'un bain de pieds en tôle vernie réalisé par la manufacture de Martel en 1806, et des sièges en acajou.

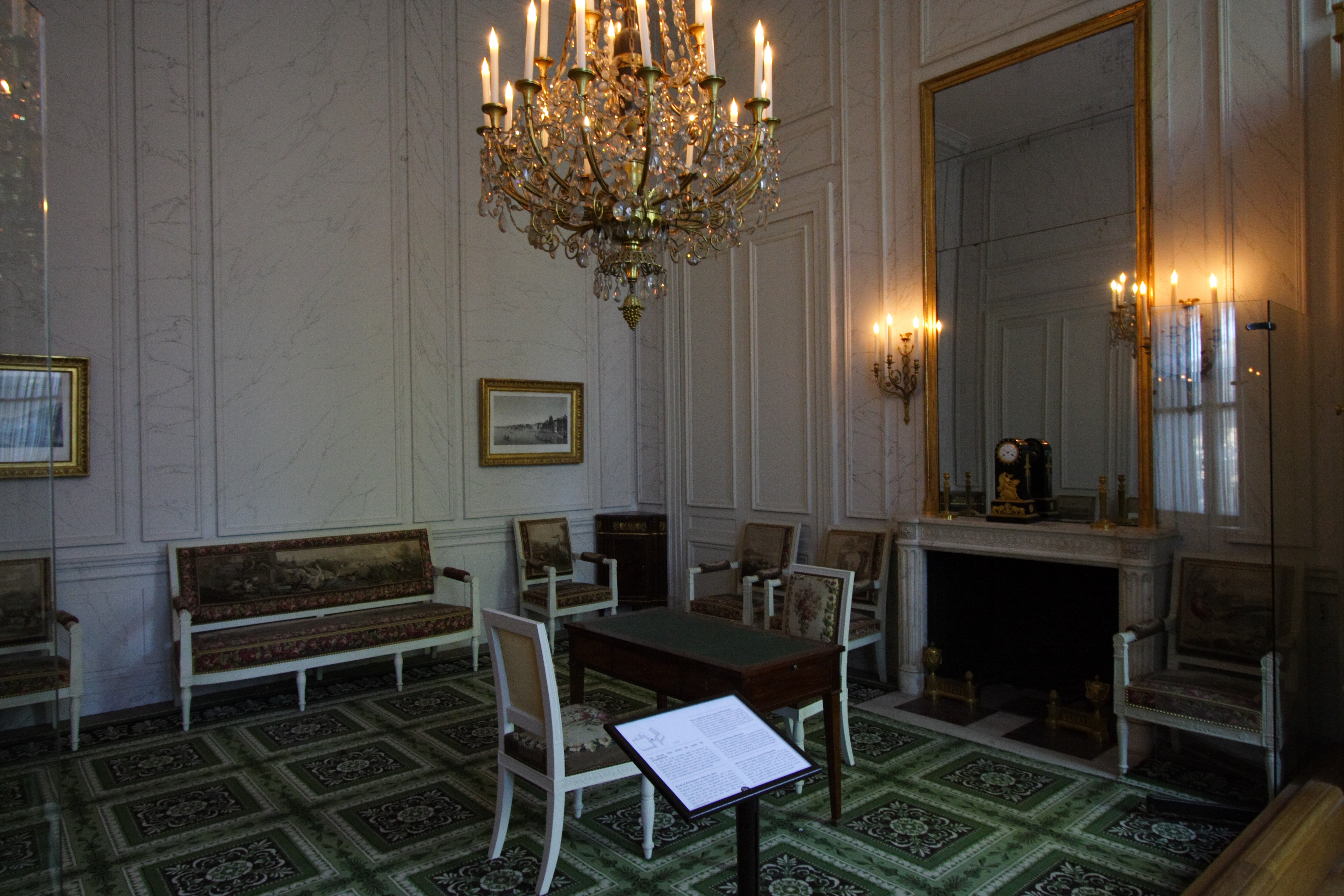
Le salon des aides de camp de l'Empereur.

Salon des aides de camp de l'EmpereurCette salle était la pièce des cuves du roi en 1786, avant de devenir l'antichambre d'Eugène de Beauharnais en 1804, puis le salon des valets de chambre du roi en 1814, le cabinet du secrétaire du roi en 1832, et le cabinet du secrétaire de l'Empereur en 1855. La cheminée date de 1786, tandis que le décor mural datant de 1808 a été reconstitué en 1987-1989. Cette pièce, bien plus sobre que les précédentes, possède un mobilier installé en 1806, se composant entre autres d'un canapé et de huit sièges en bois peint de blanc, réalisés par Boulard, couverts de tapisserie de Beauvais réalisée pour le salon du prince Borghèse au Petit Trianon en 1805. Les encoignures ont été réalisées par Levasseur pour les tantes de Louis XVI au château de Bellevue. Le reste du décor se compose d'un tapis moquette retissé en 1995 sur un modèle de la manufacture de Tournai, d'une console Jacob-Desmalter (1805), d'un bureau Lerpsher (1807?), d'un lustre de style Empire, de bras de lumière et de feux de style Louis XVI, de flambeaux réalisés par Galle en 1804, d'une pendule borne en marbre noir de Leplaute (1806) et de deux gravures exécutées d'après Melling montrant des Vues de Constantinople.

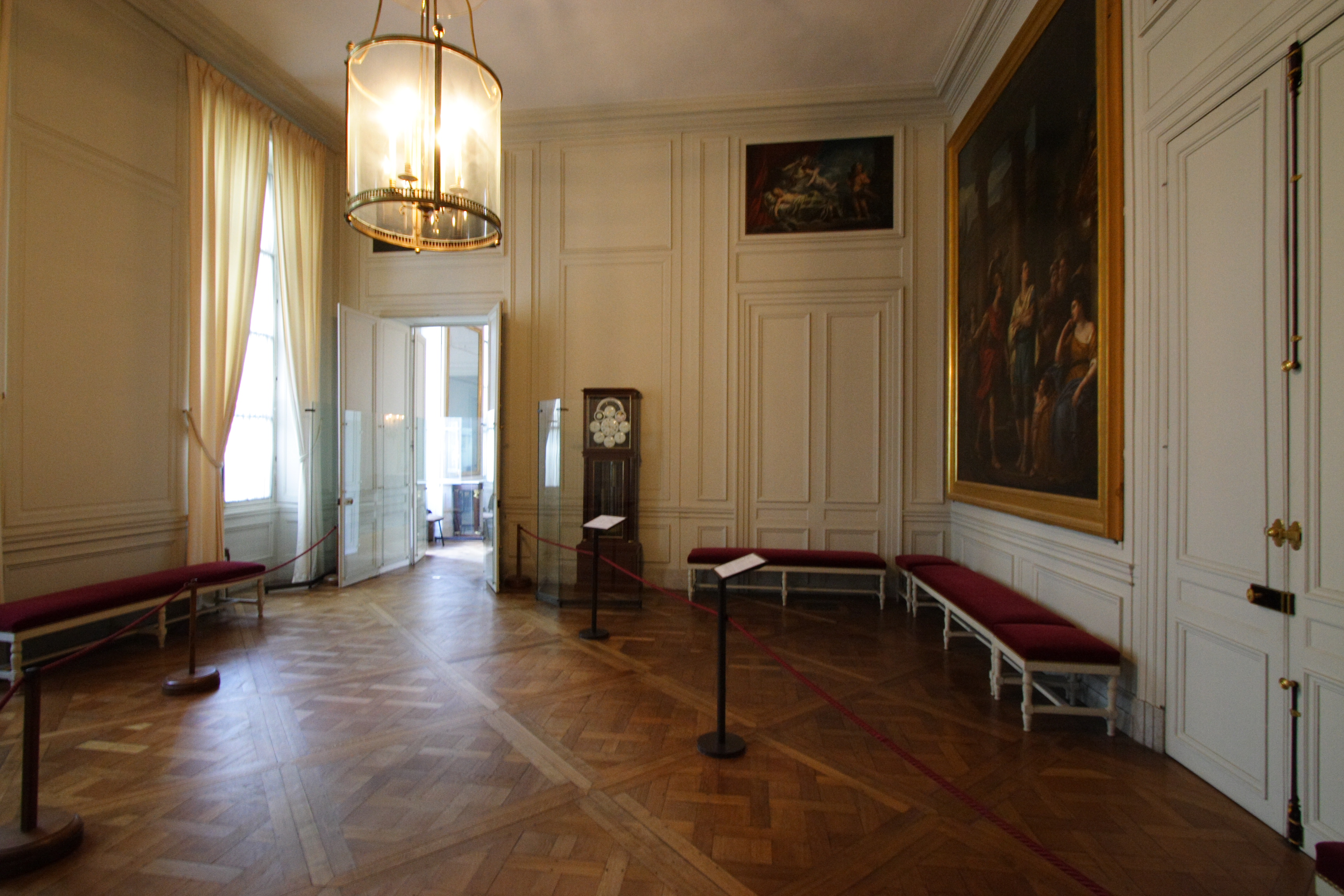
L'antichambre de l'Empereur.

Antichambre de l'EmpereurCette pièce, ancienne chambre de bains de Louis XVI, chambre d'Eugène de Beauharnais en 1804, et cabinet topographique en 1805, devint antichambre en 1808, date à laquelle fut installé son mobilier actuel, d'une grande simplicité. Son décor mural fut modifié sous Louis-Philippe (dessus-de-porte) et Napoléon III. En 1859 furent installés les deux grands tableaux, l'un de Joseph-Marie Vien (Hector déterminant Pâris à prendre les armes, réalisé en 1783), l'autre de Nicolas Guy Brenet (Dames romaines offrant leurs bijoux au Sénat, datant de 1785). La pendule italienne à dix cadrans, achetée pour Napoléon Ier et installée dans l'antichambre, indique outre l'heure, les jours de la semaine et leurs signes, le quantième, le mois, les phases de la lune et du soleil, les équinoxes, les années bissextiles et les signes du zodiaque. Le reste du mobilier se compose de banquettes et de tabourets d'antichambre de style Empire.

##### Appartement des Bains (détruit)
François Ier avait fait aménager, en 1534, au rez-de-chaussée de l'aile qui porte aujourd'hui son nom, un ensemble composé de trois salles de bains et de quatre petits salons qui furent décorés de stucs, de grotesques et de fresques, dont certaines étaient dues au Primatice. Ces pièces furent détruites en 1697 pour créer un nouvel appartement. Elles ne sont connues que par des descriptions assez imparfaites.

##### Petits appartements deNapoléonIer
Les petits appartements de Napoléon Ier se situent à l'emplacement des anciens bains de François Ier, transformés sous Louis XV en appartements privés réservés au roi, à Mme de Pompadour puis à Mme Du Barry. Ils furent aménagés pour Napoléon Ier de 1808 à 1810. Les salles donnant sur le jardin de Diane comportent des boiseries de style Louis XV et un mobilier de style Empire.
Antichambre de l'EmpereurCette pièce constituait la première puis la seconde antichambre de Mme de Pompadour, avant de devenir la première antichambre de Madame Élisabeth. Elle est meublée de sièges d'antichambre en bois peint, réalisés en 1810, et replacés en 1972.
Premier salon de l'EmpereurCette pièce était la deuxième antichambre puis le cabinet de Mme de Pompadour. Elle devint en 1768 le cabinet de Mme Du Barry, puis sa salle à manger en 1772. Sous le règne de Louis XVI, la pièce servit de salle de billard à la princesse de Lamballe, puis de salle à manger en 1786, avant de devenir la seconde antichambre de Madame Élisabeth en 1791. Enfin, elle fut l'antichambre du cardinal Fesh en 1804 avant d'être le premier salon de l'Empereur. Les boiseries datent du XVIIIe siècle, tandis que les glaces furent posées en 1863. La pièce a néanmoins perdu beaucoup de son décor Empire, dont subsiste un guéridon réalisé par Jacob-Desmalter en 1810 et des bras de lumières et feux de Thomire, réalisés également en 1810. Le reste du mobilier se compose de sièges en bois peint couverts de tapisseries provenant des Tuileries, d'une pendule Louis XVI représentant Vénus et l'Amour et deux flambeaux.
Deuxième salon de l'EmpereurCette pièce était le second salon de la princesse de Lamballe en 1786, et le salon du cardinal Fesh en 1804. Ce salon, aux boiseries réalisées en 1862, est orné de plusieurs tableaux de François Boucher (Jupiter et Callisto, Amynthe et Sylvie), Noël Coypel (Bacchus et Ariane), Clément Belle (Psyché et l'Amour endormi) ou encore Joseph-Marie Vien (Enfants jouant avec des cygnes). Le mobilier a été installé en 1810 : sièges, en bois doré, tendus de velours vert ciselé dont des chaises de Brion, un tapis réalisé par Bellanger, un guéridon de Jacob-Desmalter, des bras de lumières, flambeaux, et feux de Thomire, des consoles en bois doré à figures réalisées en 1808 et 1810 par Marcion, un lustre de Chaumont de 1809, et une pendule créée par Leplaute en 1810, avec du marbre précieux issu de la Fabrique royale de porcelaine du Buen Retiro datant de 1790 et offert à l'Empereur en 1808.
Chambre de MénevalCette pièce, d'apparence modeste et basse de plafond, fut aménagée à l'emplacement du cabinet du jeu du roi (de 1769 à 1782), puis salon de la princesse de Lamballe (de 1782 à 1787) puis pièce dévolue aux domestiques de Madame Élisabeth (en 1791), puis logement du géographe Louis Albert Guislain Bacler d'Albe (en 1807), avant de devenir la chambre du secrétaire de Napoléon Ier, Claude François de Méneval. Son mobilier très simple, reconstitué en 1976 à l'aide du mobilier décrit dans un inventaire de 1810, se compose entre autres d'un lit encastré dans le mur.
Garde-robe de l'EmpereurCette pièce est notamment meublée d'un meuble-étagère de garde-robe, réalisé en 1810 par Jacob-Desmalter, et d'un siège de toilette en acajou dit « à la Shepherd », réalisé pour Madame Adélaïde.
Pièce du gardien du PortefeuilleCette pièce, ancien cabinet intérieur de Madame Élisabeth en 1791, et occupée par Haugel et Landoire (les gardiens du Portefeuille de l'Empereur, qui se relayaient toutes les 24 heures dans cette pièce) à partir de 1810, fut reconstituée en 1975.

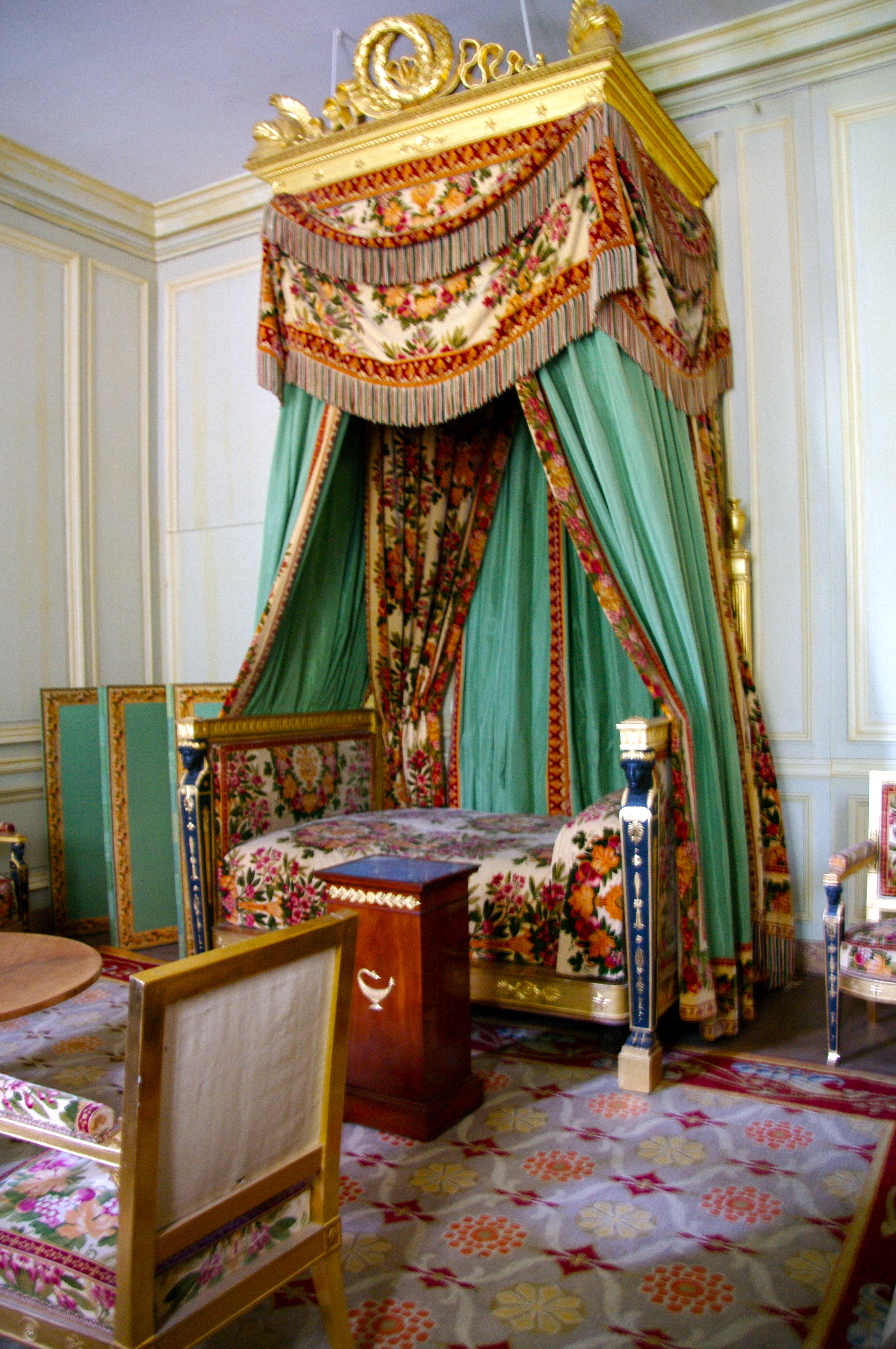
La chambre à coucher des petits appartements de Napoléon Ier

Chambre à coucher de l'EmpereurCette pièce était la salle de billard de la princesse de Lamballe en 1786, avant de devenir la chambre de Madame Élisabeth en 1791, puis la chambre du cardinal Fesch en 1804. L'alcôve fut supprimée en 1810, tandis que fut installée la cheminée en brocatelle. Les boiseries datent de la fin du XVIIIe siècle. La pièce subit une restauration générale en 1977. Le lit de cette pièce (installé dans cette pièce en 1810 après avoir été dans la chambre de l'Empereur du premier étage, tout comme les sièges), en bois bronzé et doré, à figures égyptiennes, coiffé de casques dorés et signé Jacob-Desmalter, a été utilisé par le pape Pie VII aux Tuileries en 1804. Il est entré à Fontainebleau en 1805. Le reste du mobilier se compose d'une bergère, de quatre fauteuils, et de deux chaises attribuées à Jacob-Frères, d'un canapé réalisé en 1806 par Jacob-Desmalter, d'un paravent tendu de velours chiné Louis XVI, posé sous le Premier Empire, d'un guéridon et d'un somno réalisé en 1810 par Jacob-Desmalter, de feux de Thomire réalisés en 1810, d'un candélabre à vestales offert par Charles IV d'Espagne, tout comme la pendule-autel en marbre, d'un tapis de pied par Bellanger (1810) et d'une commode, achetée en 1810 au marchand Rocheux, et installée à la place d'une commode en laque de Martin Carlin (aujourd'hui au Louvre).
Pièce intermédiaireCet ancien cabinet du tour de Louis XVI (en 1786) puis cabinet du cardinal Fesch (en 1804), est orné de boiseries de style Louis XV, remontées en 1786 après la destruction de l'ancien cabinet de retraite du roi en 1785, et décapées en 1863. Les dessus-de-porte sont des copies d'œuvres de Lancret, installées en 1839 et envoyées au Louvre en 1889. La pièce fut remeublée pour Napoléon Ier en 1808 pour devenir son cabinet des dépêches. Il ne subsiste de cet ancien ameublement que les feux à chiens bronzés.
BibliothèqueLa bibliothèque des appartements a été aménagée en 1808 dans l'ancien salon des jeux de Louis XVI, et une grande partie des décors de 1786 ont été préservés (des boiseries et le dessus-de-porte peints par Sauvage notamment). Un escalier en colimaçon en bois permet d'accéder au premier étage. Le mobilier se compose entre autres d'un grand bureau plat créé par Jacob Frères et acheté au général Moreau, et un canapé en bois doré garni de satin broché, prévu initialement pour être installé dans la chambre de parade de l'impératrice. Les ouvrages sont classés par ordre alphabétique (lettres en bronze sur la partie supérieure des bibliothèques). La bibliothèque possédait à l'origine près de 4 500 ouvrages, principalement concernant l'histoire, la géographie et les sciences.
Bureau de l'Empereur (troisième pièce)Le mobilier de cet ancien salon de billard du roi (en 1786) puis cabinet, fut reconstitué d'après un inventaire réalisé en 1810.
Bureau de l'Empereur (deuxième pièce)Cette salle servit de salle de billard à Louis XVI avant de devenir la salle de billard du grand Maréchal en 1804. Une partie du mobilier, issu de l'ancienne chambre de Madame Mère (aliéné en 1882 et donné par madame Dumaine) fut installé en 1904. Ce mobilier se compose notamment d'un lit en acajou en bronze doré exécuté par Jacob-Desmalter en 1806, d'une commode de Jacob Frères achetée en 1804, de bergères, fauteuils et chaises en acajou réalisés par Marcion en 1806, d'un guéridon en acajou, et d'une pendule d'Apollon en bronze doré achetée en 1806.
Bureau de l'Empereur (première pièce)Cette pièce se trouve à l'emplacement des anciens bains de François Ier, et de la moitié de la salle à manger de Louis XVI. La corniche de style Louis XVI a été complétée sous l'Empire, tandis que les cheminées ont été posées en 1862, date à laquelle sont encastrées dans le mur plusieurs peintures : Concert d'oiseaux par Frans Snyders, Oiseaux de proie s'abattant sur des canards sauvages dans un marais par Jan Fyt, Oiseaux et deux lièvres anonyme, Perroquet, faisan blanc et spatule anonyme, douze toiles anonymes représentant des pigeons et dix toiles anonymes représentant des faucons, ainsi que deux études : Canards et Aigles par Pieter Boel. Le mobilier se compose notamment d'une chaise en acajou de Jacob Frères, d'un bureau à cylindre de Jacob-Desmalter (1806) et de bras de lumière à une branche de Duverger (1808).
Antichambre du Col du cygneSituée à l'emplacement des étuves de François Ier, l'antichambre servit de pièce des buffets de Louis XVI. Elle doit son nom à la fontaine en plomb doré qu'elle contient, représentant Un enfant jouant avec un cygne au milieu des roseaux porté sur une coquille de marbre, réalisée en 1784 par le sculpteur Roland et le bronzier Thomire. La pièce conserve également un service de porcelaine de Sèvres, au décor en camaïeu carmin à guirlandes de fleurs et nœuds de ruban, utilisé sous Louis XV et Louis XVI.
Cabinet topographiqueCe cabinet, situé à l'emplacement de la salle à manger de Louis XVI, possède une corniche datant de cette époque et complétée sous l'Empire. La pièce fut modifiée en 1862 (déplacement de la cheminée, création d'une fausse porte). Meublée de trois grandes tables réalisées par Jacob-Desmalter en 1805, cette pièce servait à l'Empereur pour préparer ses campagnes. La pendule géographique, œuvre d'Antide Janvier, indique l'heure exacte dans chaque région de France. Créée pour Louis XVI en 1791, elle fut acquise par Napoléon Ier en 1806. Le reste du mobilier se compose notamment d'un bureau à cylindre Louis XVI attribué à Riesener, de bras de lumière à flèches, d'un feu en bronze doré réalisé par Ravrio en 1808, d'un tapis de Bellanger datant de 1810 et modifié à la Restauration, de deux fauteuils en acajou à sphinges et incrustations de Jacob Frères, de chaises en acajou et dossier grille de Jacob-Desmalter, et d'un fauteuil de bureau en acajou de Marcion datant de 1806. Les cinq dessus-de-porte sont ornés de grisailles : trois furent réalisées par Sauvage en 1786, tandis que les deux autres (Parque et Victoire) furent réalisées par Lussigny en 1810.

#### Aile des appartements royaux
L'aile dite des « appartements royaux » a été édifiée au XVIe siècle sur les traces de l'ancien château médiéval, dont elle reprend le tracé ovoïde, autour de la cour Ovale. En 1565, Catherine de Médicis fait doubler le corps de bâtiment jouxtant le jardin de Diane et multiplie ainsi le nombre d'appartements. Les intérieurs subiront diverses modifications du XVIe au XIXe siècle.

##### Appartements de l'impératrice Joséphine
Situé au rez-de-chaussée de l'aile des appartements royaux, les appartements de Joséphine ont été aménagés pour elle en 1808, à partir d'une suite de pièces aux lambris de style Louis XV. Ils furent occupés par l'impératrice Marie-Louise à partir de 1810.
Salon d'étude de l'impératriceLe salon d'étude à rotonde se situe sous la salle du conseil. Le mobilier de style Empire, ayant appartenu à Marie-Louise, se compose notamment d'un métier à broder et de son chevalet, d'une table à dessiner de Jacob-Desmalter, et d'une table écritoire. Le piano-forte a appartenu à Hortense de Beauharnais.
BoudoirCe boudoir ou « cabinet de passage » est orné d'une tenture plissée en taffetas vert datant de 1808 et est meublé d'une banquette d'alcôve et de chaises de Jacob-Desmalter (1808), ainsi que d'une lampe en albâtre à col-de-cygne dorés, par Chaumont (1809).
Chambre de l'impératriceLe mobilier de cette petite pièce se compose notamment d'un lit au couronnement singulier, agrandi en 1843 pour l'une des filles de Louis-Philippe et son époux, en soierie de Lyon blanche et bleu lapis broché d'or.
Salle de bainsÀ l'origine boudoir, cette pièce peut aussi être utilisée comme salle de bain. Elle peut en effet être transformée grâce à un canapé dont l'estrade roulante cache une baignoire encastrée dans le sol. Le mobilier de cette salle de bain se compose d'un secrétaire en bois d'if, d'un ensemble de sièges en gondole en bois doré, dont le gourgouran en taffetas bleu ciel fut retissé à l'identique en 1977, d'une psyché et d'une table de toilette en acajou orné de bronzes de Thomire. Derrière le canapé est aménagé un petit cabinet faisant office de garde-robe.
Pièce de passageCette pièce de passage ou « de service », ancien grand cabinet (en 1754) puis cabinet particulier (1771) de Madame Victoire, avant de devenir la chambre de la sous-gouvernante des Enfants de France (en 1783), possède un décor refait en 1859. Elle est notamment meublée d'un guéridon de Jacob-Desmalter (1809), d'un lustre en parasol chinois de Chaumont (1809), d'une commode en citronnier et amarante avec figure d'Isis incrustée de Jacob Frères, et d'un tapis de Bellanger (1809).
Salon des jeuxLe salon des jeux de l'impératrice, dit aussi « salon jaune », au mobilier et aux murs tendus de gros de Naples jaune d'or brodé de soie d'amarante, présente également des meubles de style Empire avec plusieurs réalisations de Jacob Desmalter et un grand tapis d'Aubusson à fond blanc. Cette pièce orientée au nord avait ainsi une faible luminosité que vient compenser la vivacité des coloris utilisés dans la décoration. Le problème du manque de chaleur, quant à lui, est réglé par un système d'air chaud pulsé depuis la bouche de chaleur percée derrière la console de bois doré. Les pilastres à l'arrière de la pièce sont en bronze pour diminuer le risque d'incendies.
Salons de billardCette pièce possédait autrefois un billard, aujourd'hui disparu. L'ameublement se compose d'une table de jeux, de chaises de joueurs, auxquelles s'ajoutent plusieurs « chaises-voyeuses ».

##### Appartements royaux
Passage entre la galerie François Ier et la salle des GardesCe passage a été créé en 1845 pour obtenir un accès direct entre les deux espaces, sans passer par les appartements royaux. Il a été orné de tableaux du XVIIe siècle : Amour sur des nuages (école Française du XVIIe siècle), L'Équité et La Vigilance (tableaux de Coypel autrefois conservés aux Tuileries), Amours tenant des fleurs et Amours pressant des raisins (tableaux de Florentin Damoiselet autrefois à Marly), Le Matin et Le Soir (tableaux de Michel Corneille le Jeune autrefois au Grand Trianon).

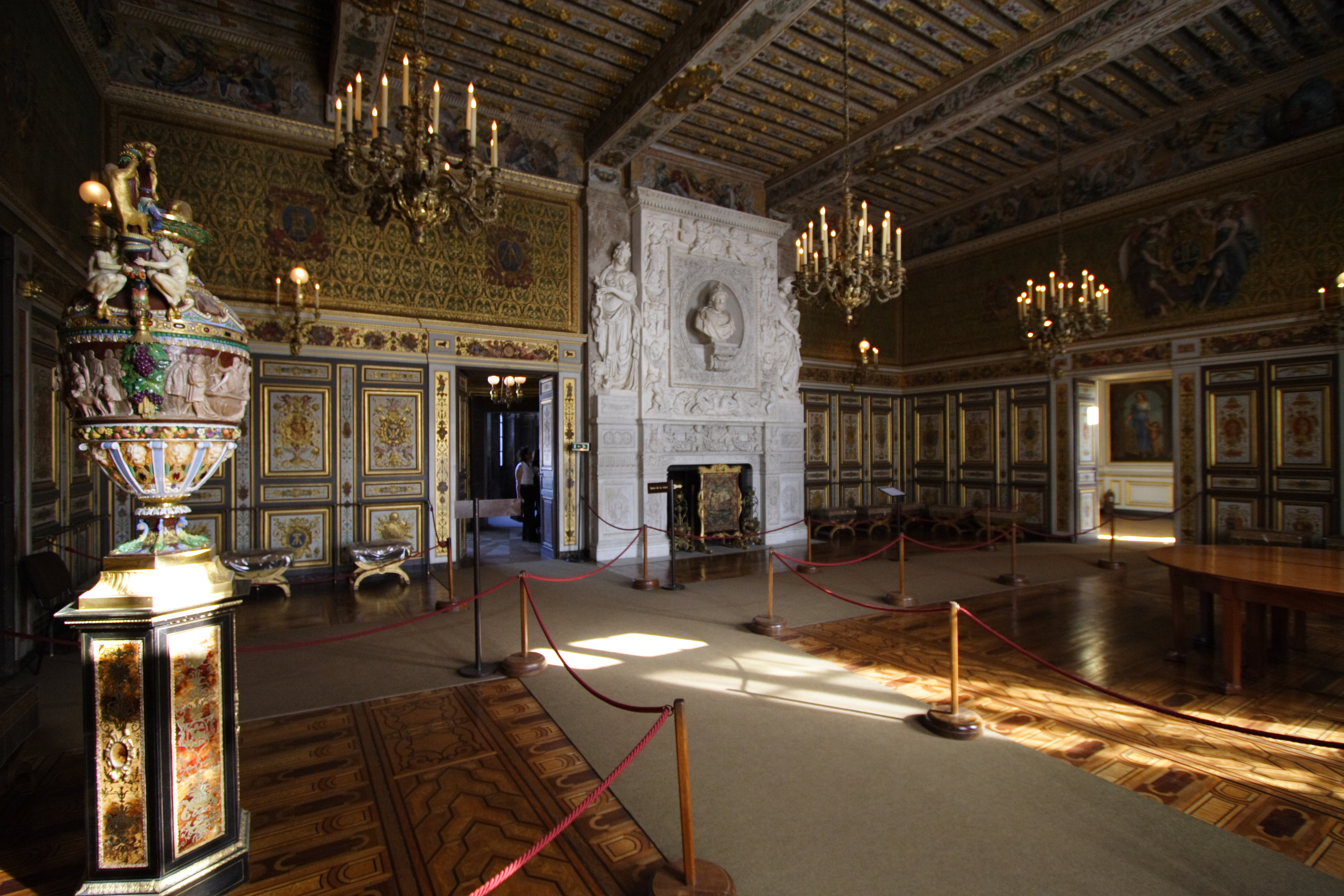
La salle des Gardes.

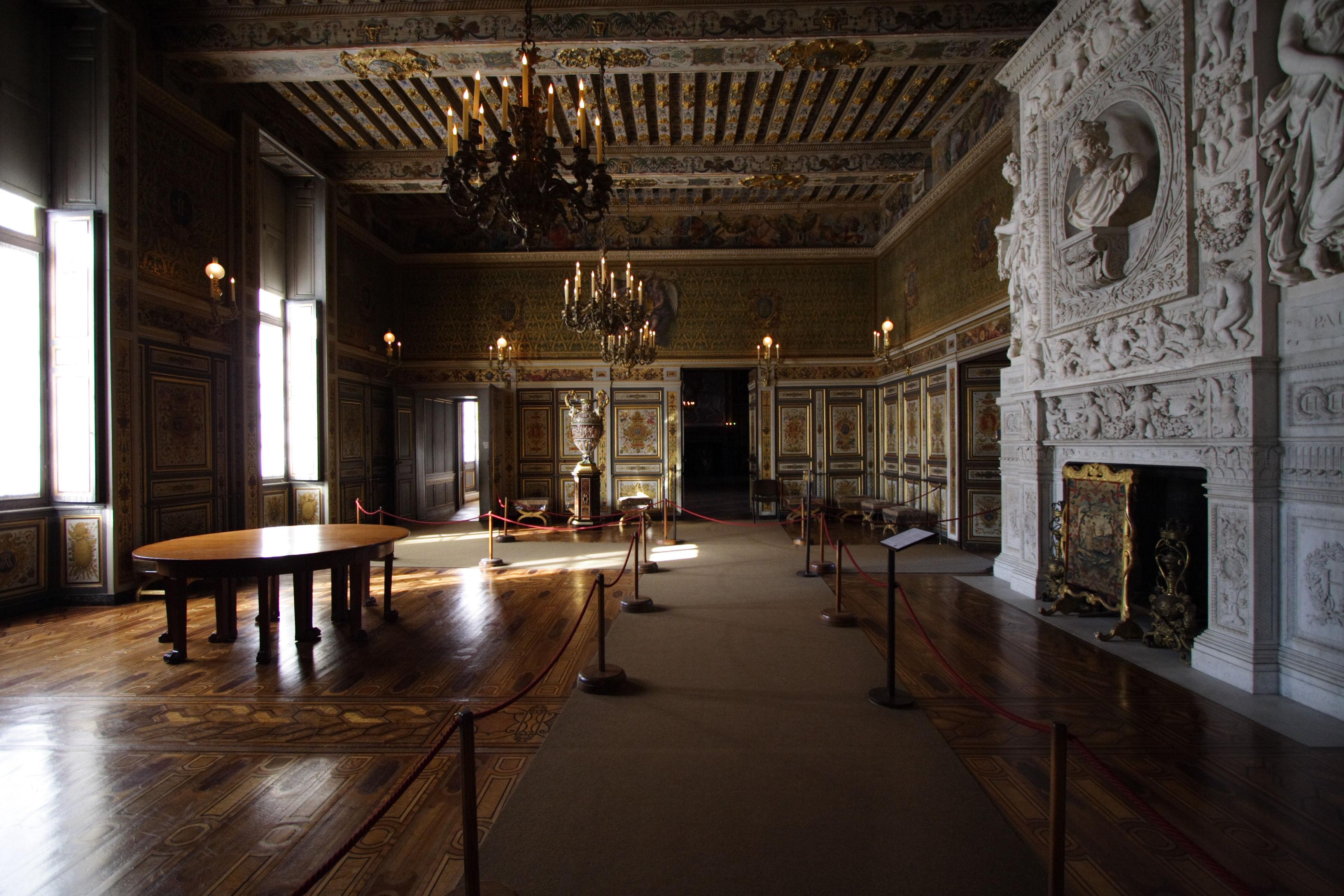
Vue de la salle des Gardes.

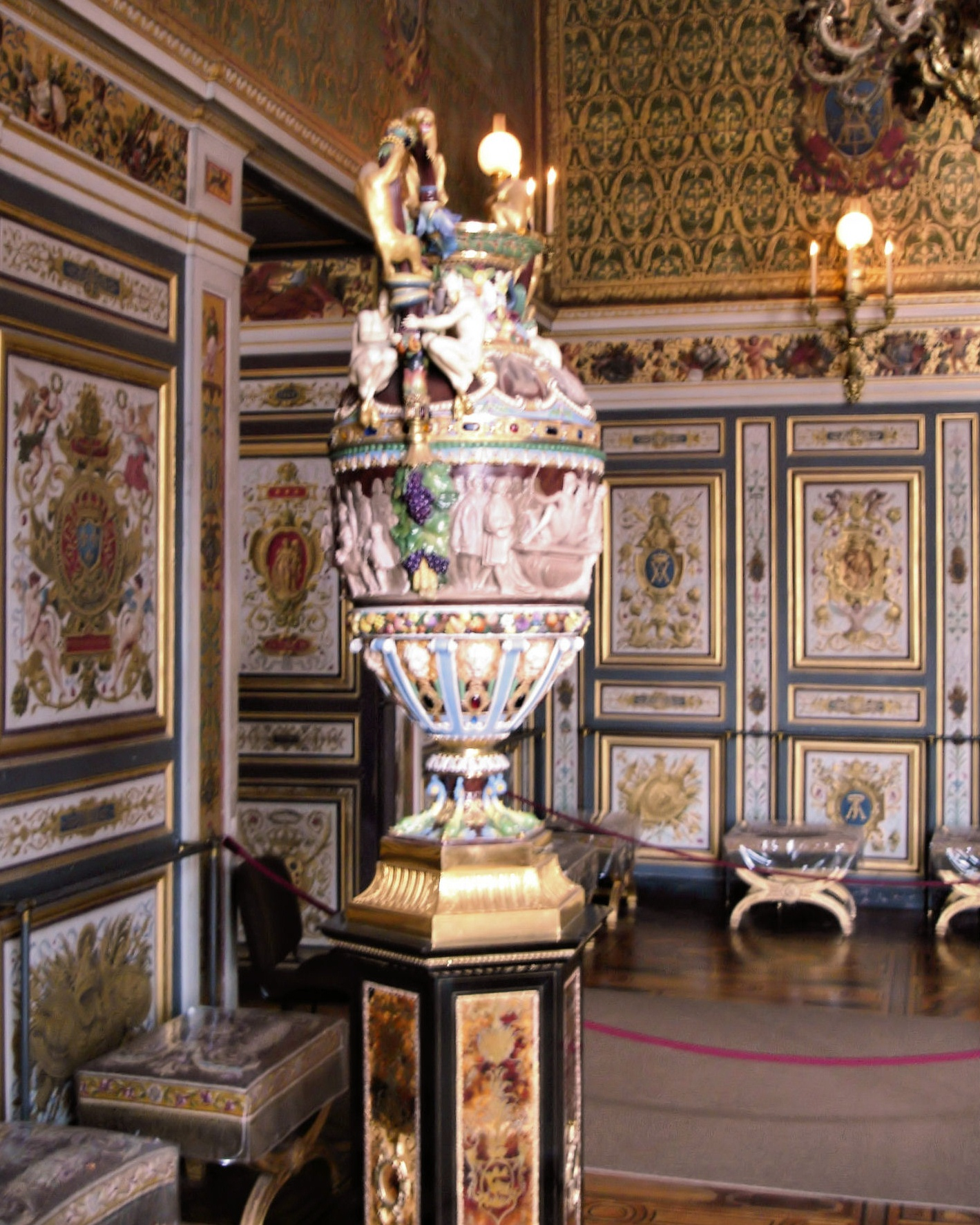
Vase « de la Renaissance », porcelaine de Sèvres, 1832.

Salle des GardesLa salle des Gardes se trouve dans l'alignement de l'aile de la Belle-Cheminée. Elle était initialement sobrement peinte et ornée (par Ruggiero di Ruggieri en 1570), puisque seules les poutres du plafond et la frise supérieure étaient décorées. Ses ornements d'emblèmes militaires sont remaniés sous Louis XIII. Elle sert de salle des gardes du roi aux XVIIe et XVIIIe siècles, avant de devenir l'antichambre de l'Empereur en 1804, puis antichambre du roi en 1814, et enfin salle des Gardes en 1837. Le décor actuel a été réalisé en partie sous Louis-Philippe (décor des murs, parquet reprenant les motifs du plafond) qui en avait fait un salon de réception avant que Napoléon III la désigne comme salle à manger ordinaire. Le décor mural est de style Renaissance, et a été réalisé par Charles Moench entre 1834 et 1836. Il représente des personnages historiques, accompagnés de leurs armes, leur chiffre, et ceux de leur épouse, leur emblème, leur devise, autour de figures allégoriques. Ainsi reconnait-on François Ier, Henri II, Antoine de Bourbon, Marie de Médicis, Henri IV, Louis XIII, Anne d'Autriche, et la salamandre de François Ier remplaçant le portrait de Louis-Philippe. La pièce possède une cheminée monumentale en marbre ornée d'un buste d'Henri IV réalisé en 1600, attribué à Mathieu Jacquet, et qui ornait autrefois l'ancienne volière du jardin de Diane. Il est encadré par des bas-reliefs évoquant des allégories des Éléments et des Saisons réalisées par Bontemps en 1555 et 1556 pour la chambre d'Henri II au pavillon des Poesles. De part et d'autre du buste sont installées les allégories de la Clémence et de la Paix, provenant de la « belle cheminée » d'Henri IV aujourd'hui détruite. Le reste de la cheminée, réalisé en 1836, est l'œuvre de Jean-Baptiste Plantar. Le parquet, réalisé par Poncet en 1837, comporte différentes essences de bois. Le mobilier de la pièce est resté dans son état du Second Empire : la pièce abrite notamment un vase de la Renaissance, en porcelaine de Sèvres réalisé en 1832 et représentant des scènes qui auraient eu lieu à Fontainebleau : Léonard de Vinci peignant la Joconde devant François Ier et Benvenuto Cellini sculptant Diane devant Diane de Poitiers, d'après des cartons d'Aimé Chenavard, dans le style de Bernard Palissy. Le reste du mobilier se compose notamment d'une grande table de salle à manger circulaire, réalisée vers 1800 et provenant de l'hôtel parisien du général Moreau, de pliants en bois doré, réalisés par l'artiste Rode en 1806 pour le premier salon de l'impératrice, d'un écran en bois doré d'époque Louis XVI, acquis en 1835, de lustres en bronze dorés de style Boulle, réalisés par Chaumont pour l'exposition des produits de l'industrie française de 1834, de neuf bras de style Boulle datant de 1837, et de feux en bronze doré de style du XVIIe siècle acquis en 1866.

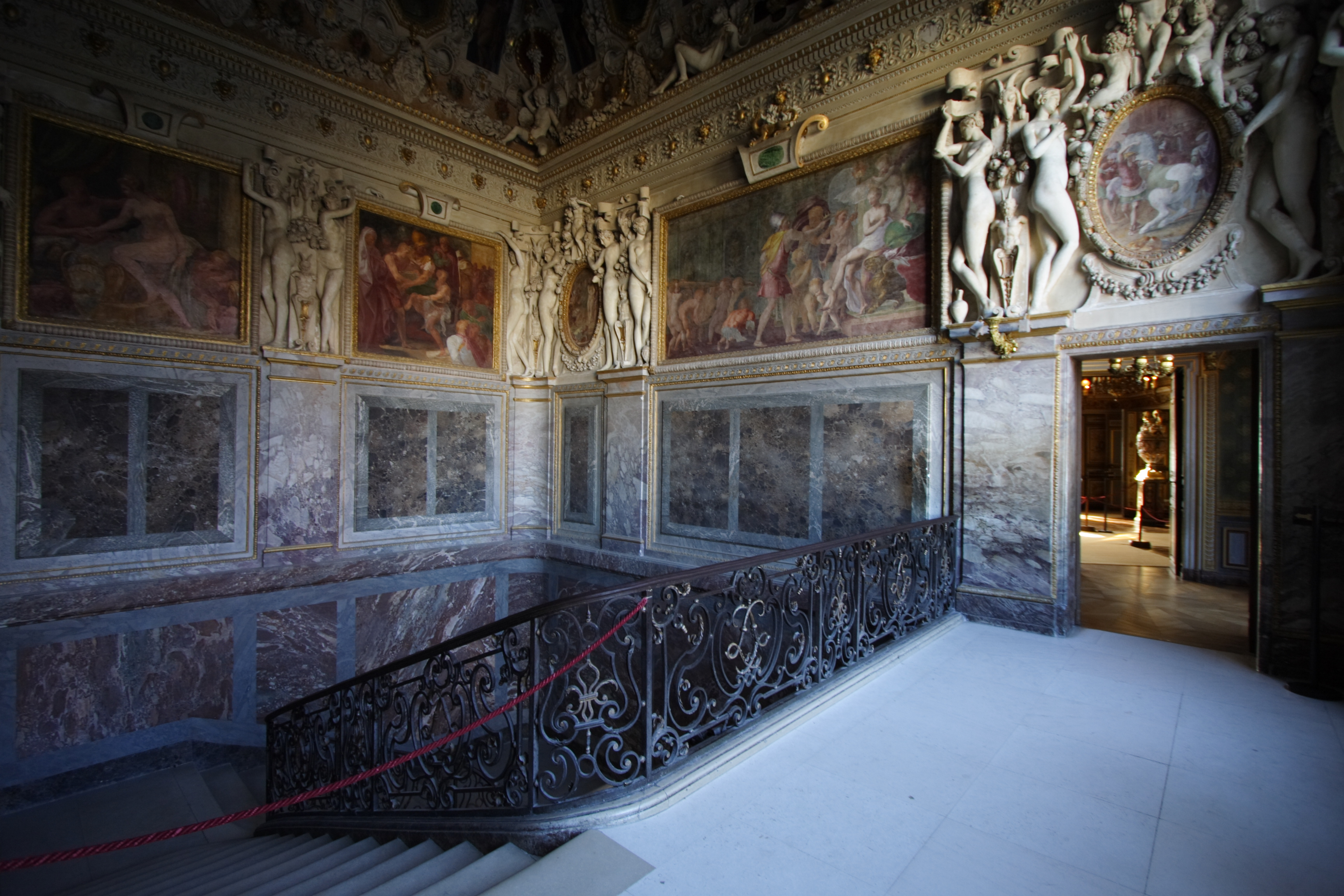
Vue de l'escalier du roi

Escalier du roiConstruit en 1748-1749 à la demande de Louis XV et sous la direction de Jacques-Ange Gabriel, l'escalier du roi (dit aussi autrefois Chambre d'Alexandre et Antichambre de Madame de Maintenon) se situe à l'emplacement des anciens appartements de la duchesse d'Étampes. Les murs de l'escalier sont décorés de scènes érotiques de la vie d'Alexandre le Grand réalisées entre 1541 et 1544 par Le Primatice avec une inspiration évidente des œuvres de Raphaël et de la luxure de François Ier, roi libertin aux nombreuses maîtresses (il en aurait eu 27 à la fois) qui aurait dit selon Brantôme : « Une cour sans dames, c'est comme un jardin sans fleurs ». Les décors furent complétés à partir de 1570 par Nicolò dell'Abbate (après la construction de l'aile de la Belle-Cheminée), puis en 1834 avec l'intervention du peintre Abel de Pujol. Ainsi sont visibles, du Primatice : Alexandre domptant Bucéphale, Le Mariage d'Alexandre et Roxane, Alexandre épargnant Timoclée, de Nicolò dell'Abbate : Alexandre fait serrer dans un coffret les œuvres d'Homère, et Thalestris monte dans le lit d'Alexandre, et d'Abel de Pujol : Alexandre tranchant le nœud gordien, Le Banquet de Persépolis (d'après une gravure de Florentin), et Apelle peignant Alexandre et Campaspe (d'après une gravure de Davent). La haute bordure de l'escalier est ponctuée d'une série de cariatides aux corps très étirés, de putti, de cuirs découpés, de guirlandes de fruits, de têtes de boucs, et de satyres en stucs, œuvres de Francesco Primaticcio, dit le Primatice. C'est lors de la transformation de la pièce en escalier, en 1748, que les fresques et certains stucs sont déposés avant d'être réinstallés par le sculpteur Verberckt, Louis XV demandant de plus à l'architecte de recouvrir d'un voile de pudeur le sexe des représentations féminines. La rampe d'escalier, en fer forgé, a été exécutée par le serrurier Parent d'après des dessins de Gabriel. Le plafond, illustrant L'Apothéose d'Alexandre, peint par Abel de Pujol en 1834, est surélevé entre 1836 et 1837, et de nouvelles voussures ornées sont ajoutées par le sculpteur sur carton-pierre Huber et par le peintre Moench, qui créent des portraits en camaïeu bronzé de Louis VII, Louis IX, François Ier, Henri II, Henri IV, Louis XIII, Louis XIV, et Napoléon, auxquels il faut rajouter ceux de Louis-Philippe et Marie-Amélie (qui ont disparu en 1848). La pièce est de nouveau restaurée entre 1962 et 1964.

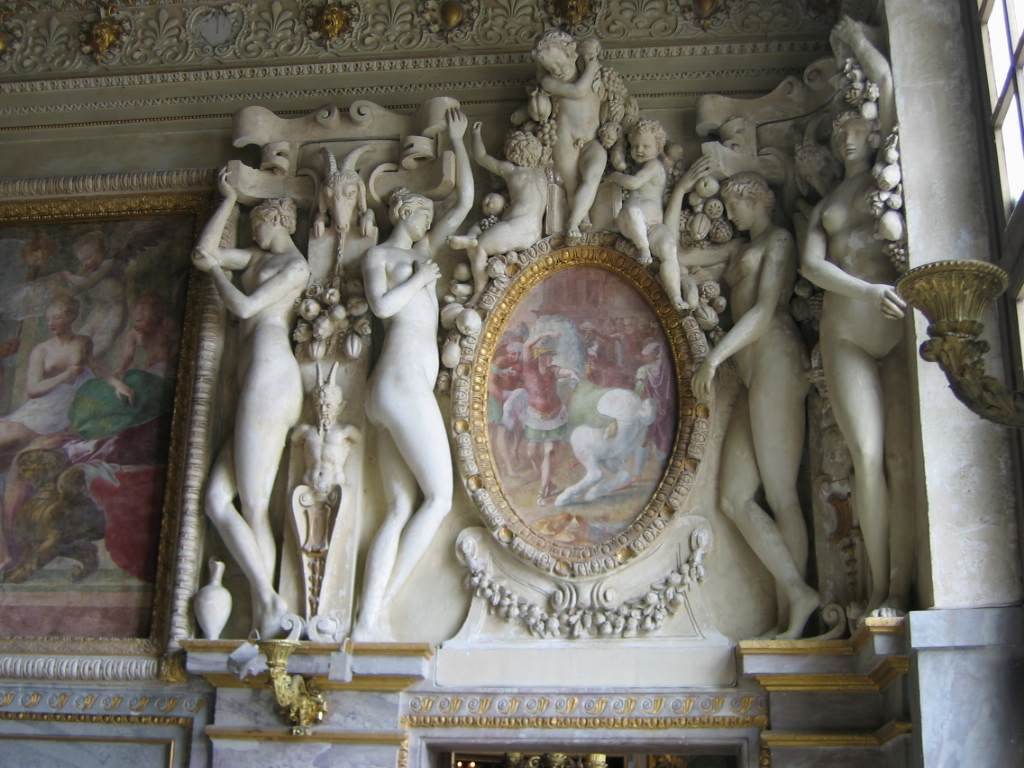
Alexandre domptant Bucéphale, Le Primatice, XVIe siècle.
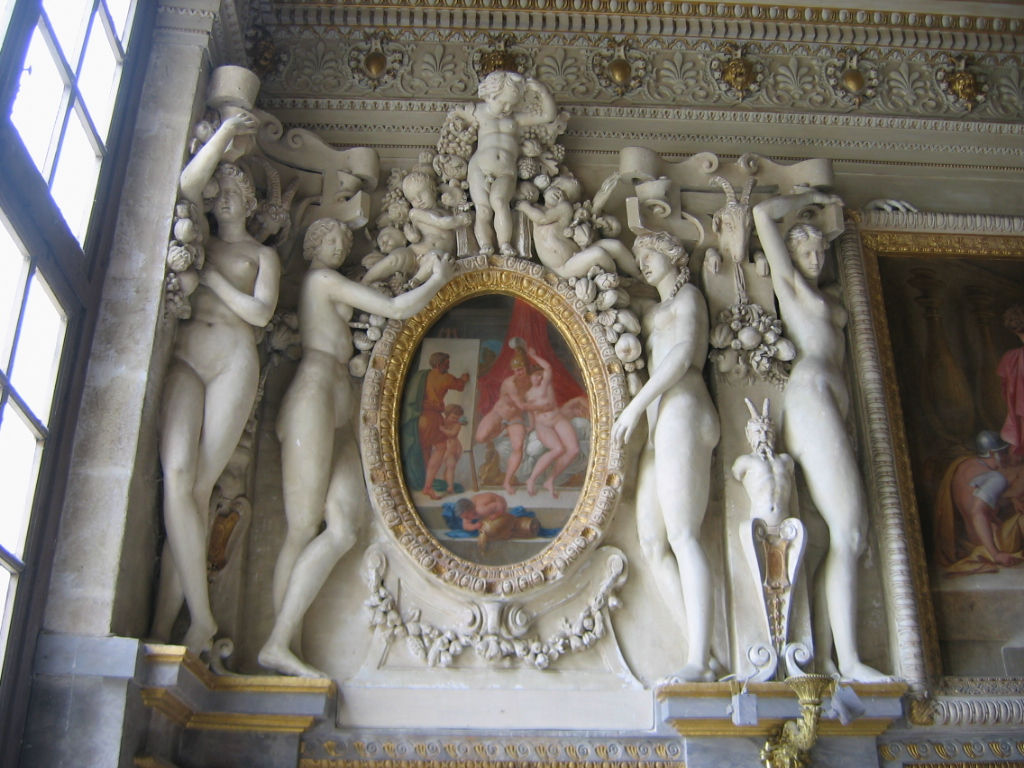
Apelle peignant Alexandre et Canpaspe, Abel de Pujol, XIXe siècle.

RotondeCette petite pièce circulaire voûtée, accolée à l'escalier du roi, conserve une statue en marbre représentant une allégorie de La Nature, réalisée par Niccolò Tribolo, commandée par François Ier en 1529 pour servir de support à une vasque, ce qui explique ses bras levés. Le vocabulaire décoratif de cette statue s'inspire de la statuaire grecque ancienne (la profusion des poitrines évoquant la fertilité se retrouve dans des représentations primitives de la déesse Artémis). Le décor a été exécuté en 1836, tandis que le lampadaire néo-Renaissance de la pièce a été réalisé en 1840.
Salle du BuffetLa salle du Buffet, dite aussi « première salle Saint-Louis », s'ouvre par une large arcade créée en 1757 (pour permettre l'aménagement des deux pièces en une grande salle à manger) sur la chambre du roi. Elle est d'abord la salle puis l'antichambre du roi (salle du Buffet au XVIIIe siècle), première antichambre du roi en 1757 (avec la deuxième salle Saint-Louis qui est aujourd'hui le salon du donjon), salon des pages en 1807, salle des gardes en 1814, et reçoit son nom de première salle Saint-Louis en 1837. Si l'arcade et les boiseries datent de 1757, l'essentiel du décor fut réalisé sous Louis-Philippe : en 1836 fut installé le plafond en carton pierre doré, par Huber (d'après des boiseries d'époque Louis XIV à Versailles), et le haut des murs fut orné de cinq tableaux d'Ambroise Dubois et François-André Vincent. Le mobilier, resté intact depuis Napoléon III, se compose d'éléments de style Louis XIV et Louis XV : l'objet le plus marquant est une pendule attribuée à Boulle et ses fils, datant de 1725, installée en 1837 et représentant le char d'Apollon. À Chantilly en 1740, elle est envoyée au palais du Luxembourg sous le Directoire, avant d'être donnée à Louis-Philippe par la chambre des Pairs en 1835, et d'intégrer ainsi les collections de Fontainebleau en 1837. La salle du Buffet présente également des sièges en bois noir de style Louis XIV, en bois de Fourdinois recouverts de tapis de la Savonnerie (à fonds bleus ornés de bouquets de fleurs, d'après des cartons de Chabal-Dussurgey et Godefroy). La pièce possède aussi deux portraits de Louis XV (d'après Van Loo, 1773) et Henri IV (d'après Pourbus le jeune, 1777) en tapisserie des Gobelins réalisés au XVIIIe siècle (atelier Cozette), ainsi que quatre tableaux d'enfants provenant de Marly, réalisés par Florentin Damoiselet et Pierre Poisson entre 1684 et 1686.

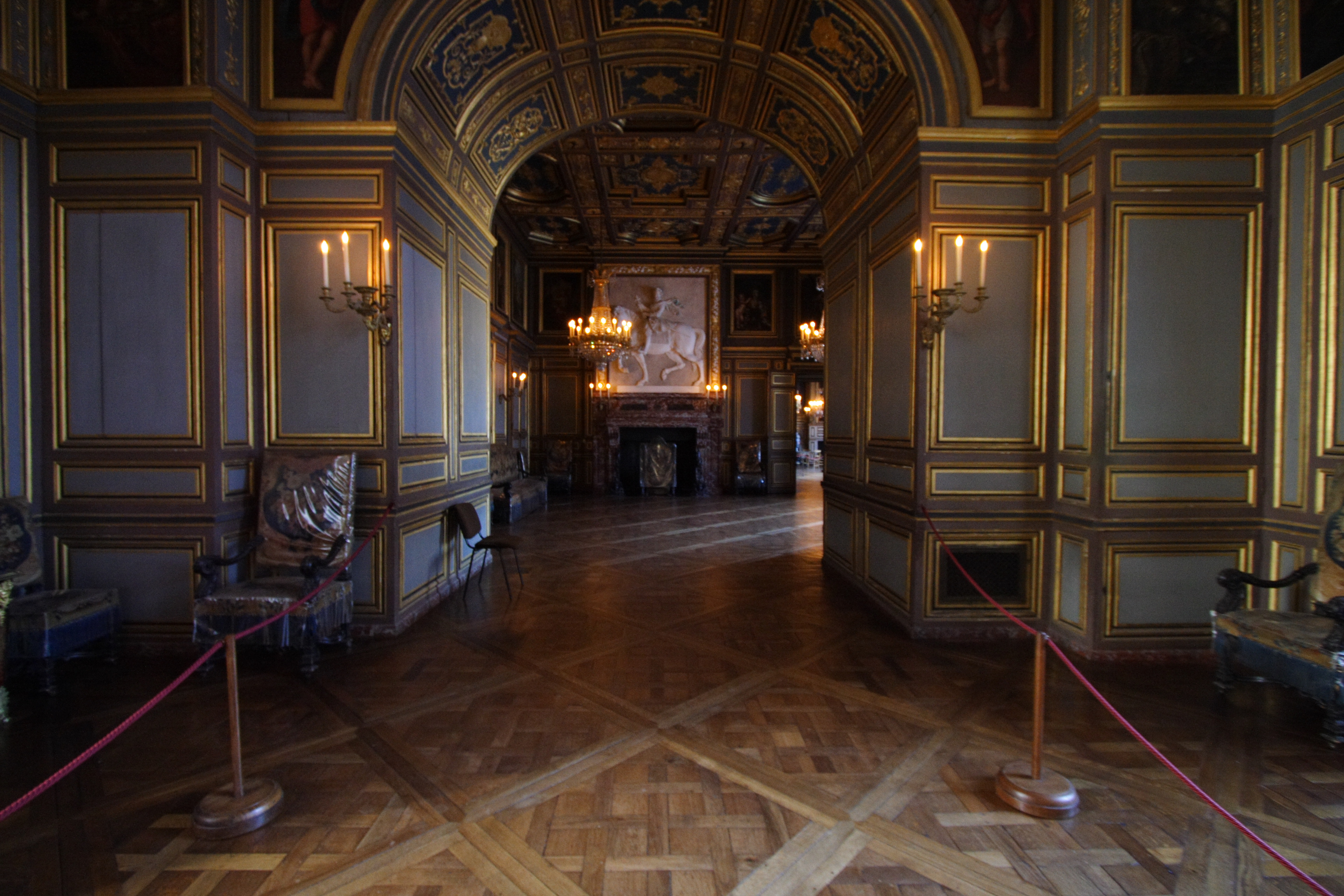
Le salon du Donjon, vu depuis le salon du Buffet.

Salon du DonjonInstallé dans les vestiges du château médiéval, le salon du Donjon, autrefois appelée chambre de la « grosse vieille tour », appelée parfois « chambre Saint-Louis » ou encore « chambre François Ier » faisant office de chambre du roi du Moyen Âge au XVIe siècle. Sous Charles IX, Primatice dirigea les travaux de réfection des peintures dont il avait conçu le décor sous François Ier. Il fit de nouveaux dessins pour les grandes peintures représentant des sujets tirés non plus de l’histoire de Proserpine mais de l’Iliade et, en 1570, Nicolò dell'Abbate fut payé pour leur réalisation. L’ancien décor fut pour le reste conservé.
Antichambre du roi aux XVIIe et XVIIIe siècles, elle devient première antichambre du roi en 1737, date à laquelle elle sert aussi de salle à manger. Elle devient le salon des Officiers de la maison de l'Empereur en 1804, avant d'être baptisée « salle Saint-Louis » en 1814, et de devenir la deuxième salle Saint-Louis en 1837. Il s'agit de la plus ancienne salle du château. Des travaux y ont été menés en 1757, date du percement d'une grande arcade menant à la salle du Buffet. Des modifications sont apportées aux boiseries, au plafond, et au chambranle de la cheminée. Cette cheminée, en marbre du Languedoc, est ornée sur son manteau d'un bas-relief équestre représentant Henri IV, réalisé vers 1600 par Matthieu Jacquet, issu de l'ancienne « Belle-Cheminée » et installé ici sous Louis-Philippe, lors des travaux de 1836 (date à laquelle le plafond a été modifié une nouvelle fois). Dix tableaux exposés au mur, où figurent des enfants, proviennent du château de Marly. Cinq tableaux exécutés par François-André Vincent dans les années 1783-1787 et installés en 1836, représentent des scènes de la vie d'Henri IV (Gabrielle d'Estrées évanouie, Henri IV relevant Sully, Henri IV soupant chez le meunier Michaut, Henri IV rencontrant Sully blessé, Les Adieux de Henri IV à Gabrielle d'Estrées à son départ pour l'armée). Le mobilier a gardé ici son état du Second Empire : on peut par exemple noter des feux en bronze patiné représentant Vénus et Adonis, sur un modèle de la Renaissance (acquis en 1860).
PassageUn passage, situé entre le salon du Donjon et le salon Louis XIII, est orné à son plafond de Trois Amours sur des nuages, peinture de l'école française du XVIIe siècle.

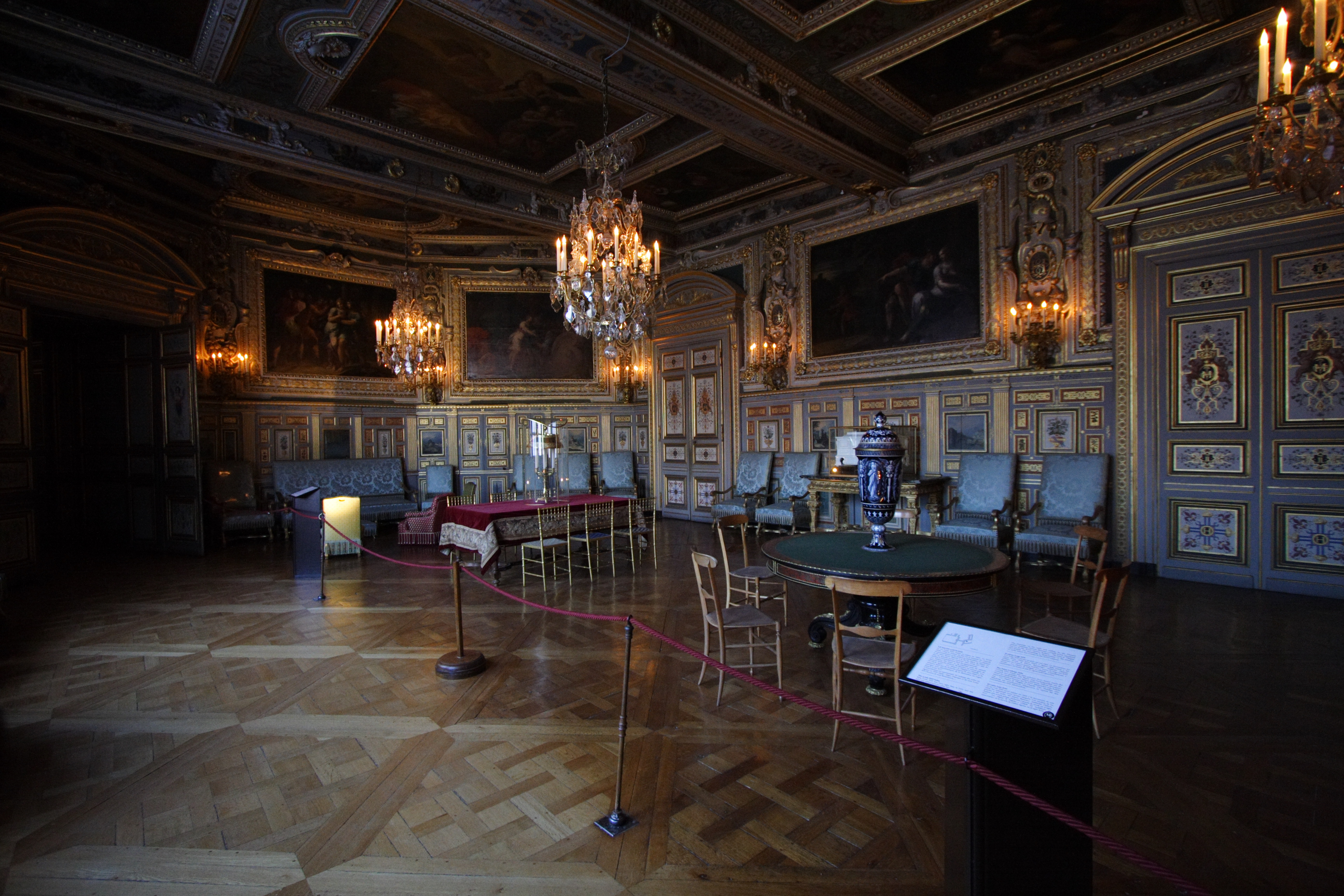
Le salon Louis XIII ou « chambre Ovale ».

Salon Louis XIIICette pièce, dite chambre Ovale, « cabinet du roi » (sous Henri IV) ou encore « salon Louis XIII » rappelle la naissance de Louis XIII dans cette pièce le 27 septembre 1601, symbolisée par l'Amour chevauchant un dauphin sur le caisson du plafond, peint par Ambroise Dubois, et entouré à gauche d'Apollon et de Diane, et à droite d'Hercule et de Déjanire. Cette pièce servit de seconde antichambre du roi à partir de 1737, date à laquelle elle prend le nom de "Cabinet de Théagène", ou encore de "l'Œil de Bœuf". Elle devient le salon des Grands Dignitaires en 1804, puis salon des Nobles en 1814, avant d'être baptisée définitivement "Salon Louis XIII" en 1837. Onze tableaux d'Ambroise Dubois, ayant pour thème Les Amours de Théagène et de Chariclée, datant de 1610, sont disposés au-dessus d'un décor de lambris peints de fruits et de fleurs. Ainsi se distinguent Le Sacrifice, Le songe de Calasiris, Le médecin Acestinus examine Chariclée, Entrevue de Calasiris et Chariclée, Théagène enlève Chariclée, Le serment de Théagène, Embarquement de Théagène et Chariclée pour l'Égypte, Chariclée et Théagène blessés sur les rivages de l'Égypte, Théagène et Chariclée prisonniers des brigands, Théagène revient sur l'île des Pâtres à la recherche de Chariclée, Théagène et Chariclée dans la caverne. Cet ensemble est l'une des plus belles séries peintes de la seconde école de Fontainebleau, et l'un des plus beaux ensembles conservés du peintre Ambroise Dubois, grande figure de la peinture française du tournant des XVIe et XVIIe siècles. Henri IV fit décorer les murs de petits paysages antiques et fantastiques peints par Paul Bril, de part et d'autre de bouquets, de figures en camaïeu, de fleurs sur fond or, et des chiffres de Henri IV et de Marie de Médicis, ainsi que ceux de Louis XIII, de Gaston d'Orléans, et le S barré de Henri IV (signe cryptique signifiant constance et fermeté). Le miroir encastré dans les boiseries a été installé par Duban en 1849.

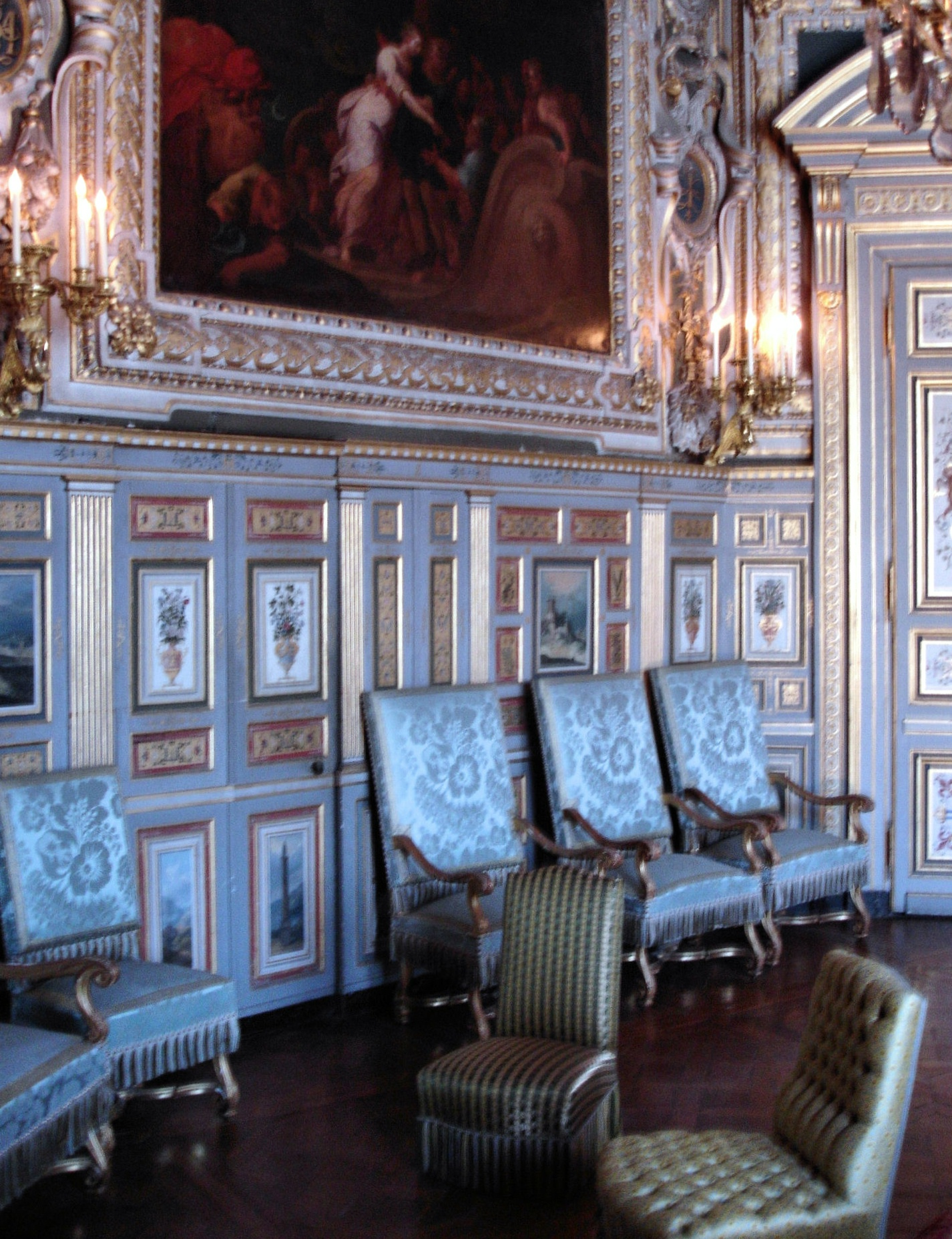
Salon Louis XIII, détail de l'ameublement.

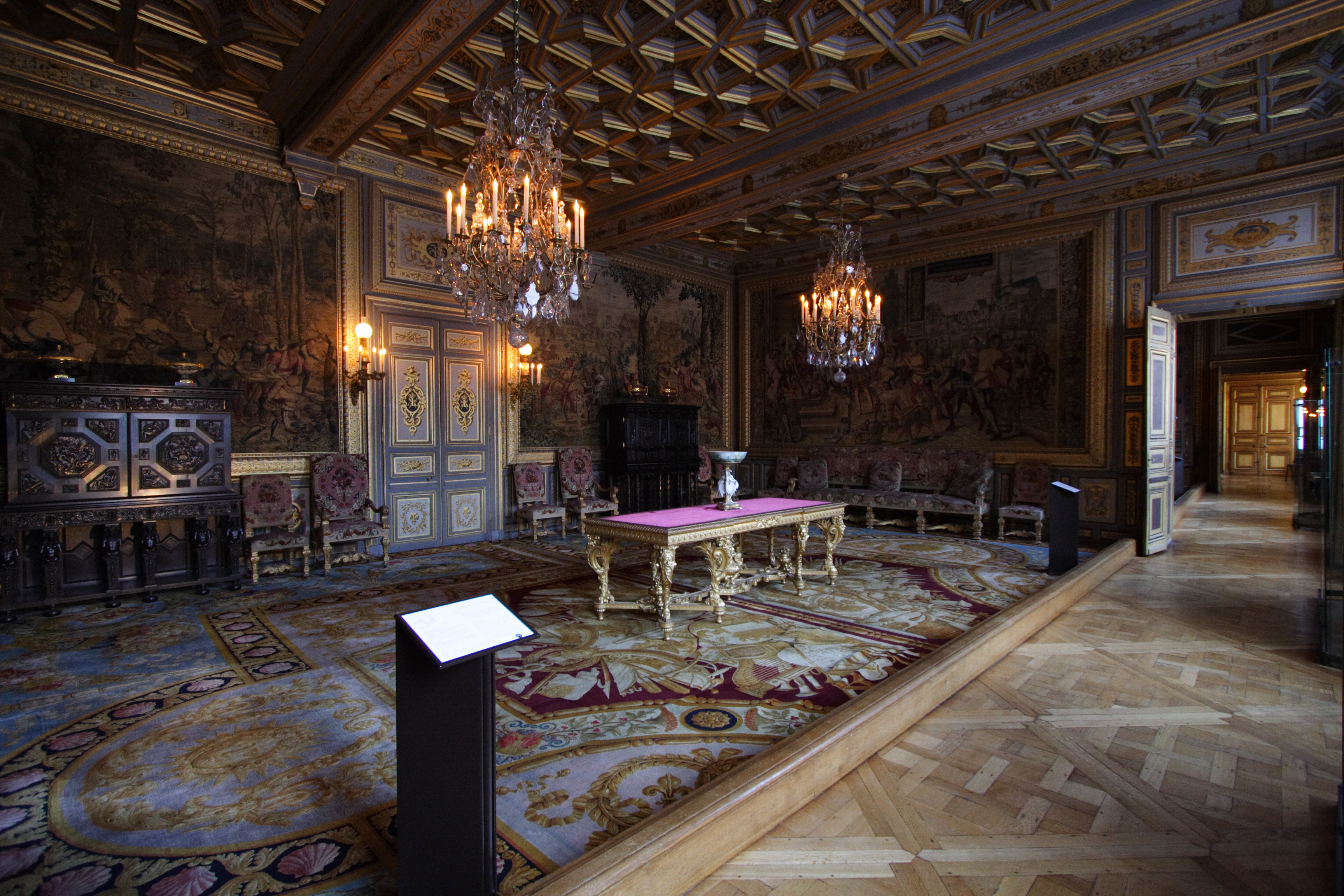
Vue du salon François Ier.

L'ameublement se compose notamment d'un ensemble de sièges Louis XIV (un canapé, dix fauteuils, un tabouret de pied), de fauteuils meublant de style Louis XV, de chaises légères en bois doré datant du Second Empire (réalisées par Souty en 1858), de six chaises blanches de Chiavari, d'une table en hêtre signée Fourdinois (1860), d'une table de famille de style Boulle, réalisée par Jacob-Desmalter en 1840, d'une console en bois doré du XVIIe siècle, d'une console en pâte dorée de style Louis XIV présentée lors de l'exposition des produits de l'industrie française de 1839. Le salon conserve également plusieurs objets d'art, comme un groupe en bronze réalisé par P.J. Mène en 1861 intitulé La Prise du renard, chasse en Écosse, un coffret en ivoire allemand réalisé dans la première moitié du XVIIe siècle, et un vase émaillé évoquant Les Saisons, par Gobert (manufacture de Sèvres), au Second Empire. Enfin, la pièce est éclairée par des lustres du XVIIIe siècle, onze bras de lumière de style Renaissance, réalisés en 1837 (Chaumont), d'un flambeau couvert de Vermeil, réalisé par Biennais en 1809, et de feux ornés d'enfants tritons, exécutés en 1836 (Chaumont).

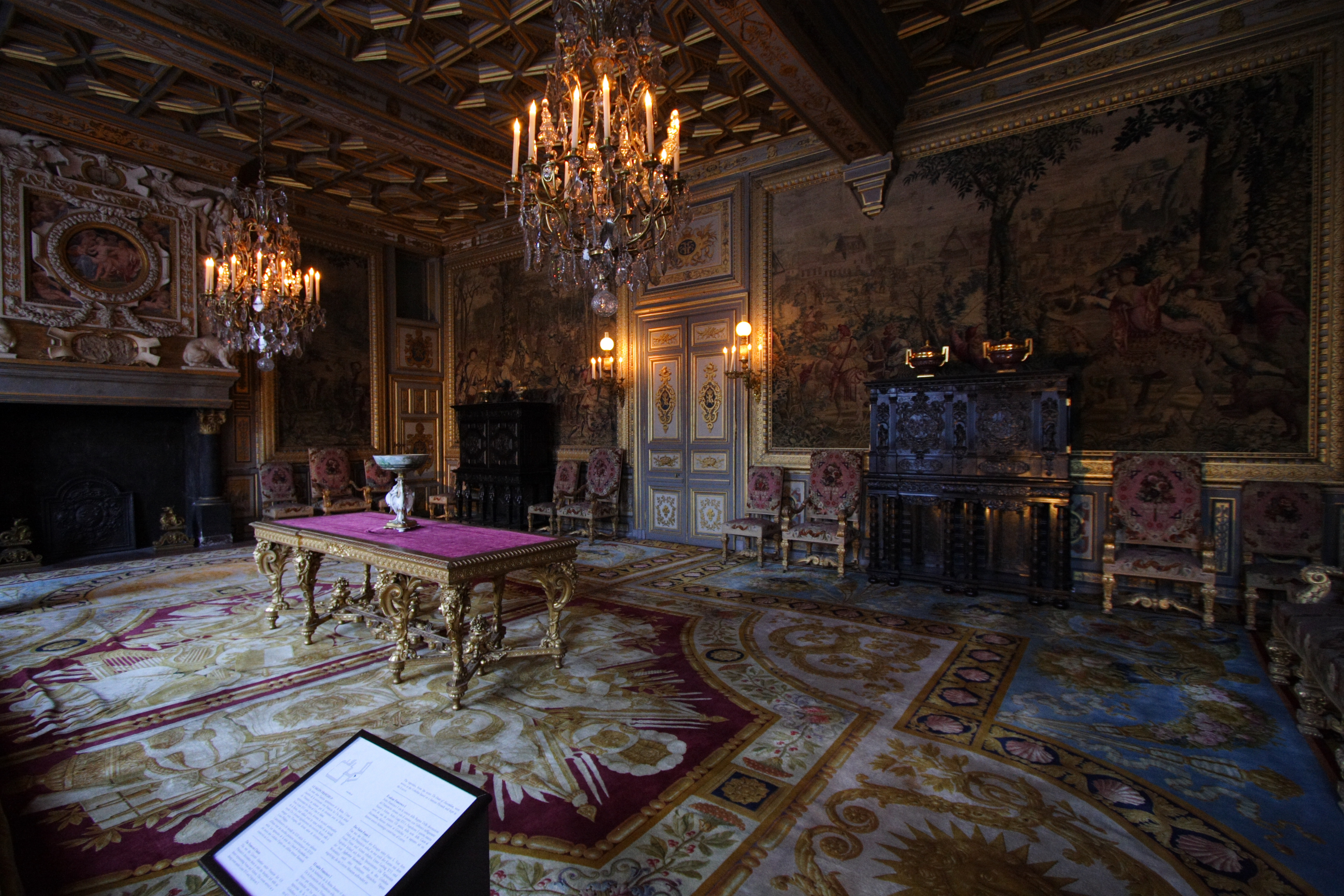
Salon François Ier.

Salon François IerLe salon François Ier est nommé parfois « chambre de la reine Éléonore » à partir de 1530 ou « antichambre de la reine » dès 1565, avant de devenir salle du grand couvert de la reine et salle de spectacle aux XVIIe et XVIIIe siècles. Elle devint par la suite la salle à manger de Napoléon Ier (en 1804) puis servit de salon de réception sous Louis-Philippe (elle est rebaptisée salon François Ier en 1837). Seule la cheminée (réalisée entre 1535 et 1537, ornée de stucs et de fresques inspirées directement du décor du palais du Te, avec un médaillon peint représentant Le Mariage de Vénus et Adonis d'après Jules Romain) et le plafond restauré au XIXe siècle conservent les décors du Primatice (réalisés entre 1534 et 1537) qui ornaient auparavant la pièce. Les murs sont ornés à leurs lambris bas du chiffre et de l'emblème d'Anne d'Autriche (le Pélican), réalisés vers 1644. Ils sont également habillés d'un ensemble de tapisseries des Gobelins du XVIIe siècle issues de la série des Chasses de Maximilien, d'après une célèbre tenture flamande du XVIe siècle réalisée par Van Orley, aujourd'hui au Louvre. Les dessus-de-porte ont été réalisés par Blanchin en 1861. Le sol de la salle est recouvert d'un vaste tapis de la Savonnerie (il ne subsiste ici que les parties latérales), d'époque Restauration, réalisé d'après des dessins de Jean-Démosthène Dugourc en 1818 pour la salle du trône des Tuileries.
L'ameublement se compose notamment de sièges en bois doré de style Louis XIV, recouverts en tapisserie de Beauvais à fond rose, et de dessins byzantins, livrés en 1852, et dont le bois est attribué à Fourdinois. On note également un cabinet dit « de l'Odyssée », en ébène sculpté, datant de la première moitié du XVIIe siècle, et décoré pour son intérieur d'après des gravures de Theodoor van Thulden, exécutées elles-mêmes d'après les décors du Primatice dans la Galerie d'Ulysse, et illustrant l'Odyssée. On peut également y admirer le cabinet dit « des Cariatides », en ébène sculpté, réalisé aussi dans la première moitié du XVIIe siècle, mais restauré et remanié au XIXe siècle. Le reste du mobilier se compose de deux bas d'armoire de style Boulle, réalisées par Jacob-Desmalter en 1839, d'une table en bois doré de style Louis XIV, réalisée par Cruchet en 1860, d'après des dessins de l'architecte Ruprich-Robert pour le salon d'Apollon aux Tuileries. Le salon conserve également une coupe en porcelaine de la fabrique d'Adolphe Hache et Pépin Le Halleur à Vierzon, réalisée au Second Empire, deux vases en porphyre italiens du XVIIe siècle (ayant appartenu à la collection de Louis XIV), de vases en nacelle de porphyre rouge, monté en bronze doré, réalisés en 1770 dans le style Transition, et de vases en nacelles en marbre vert, montés en bronze doré, d'époque Louis XVI. La pièce est éclairée de lustres du XVIIIe siècle, de sept bras de lumière de style Renaissance exécutés en 1840 et de feux à chimères réalisés en 1837 (Chaumont).

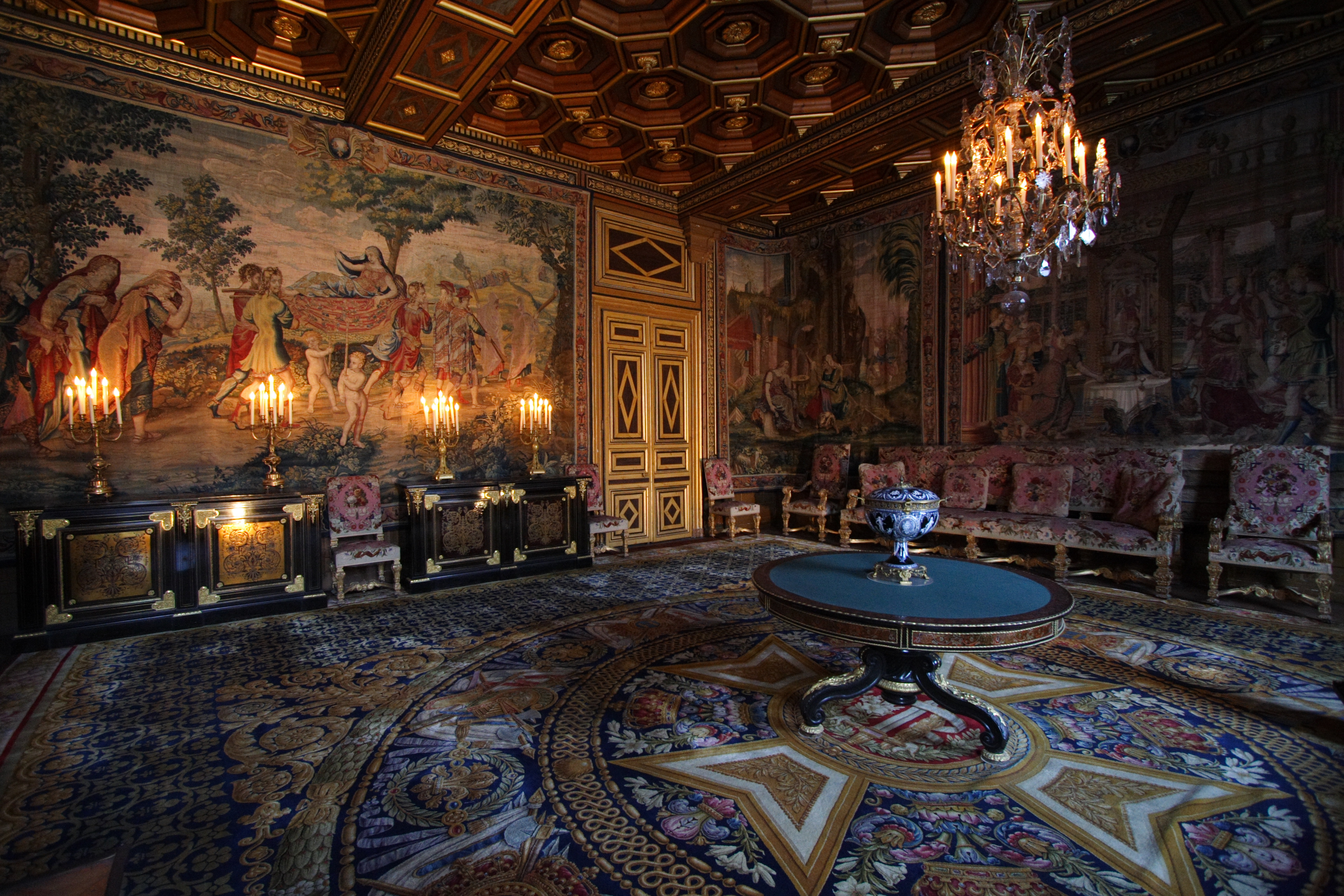
Le salon des Tapisseries.

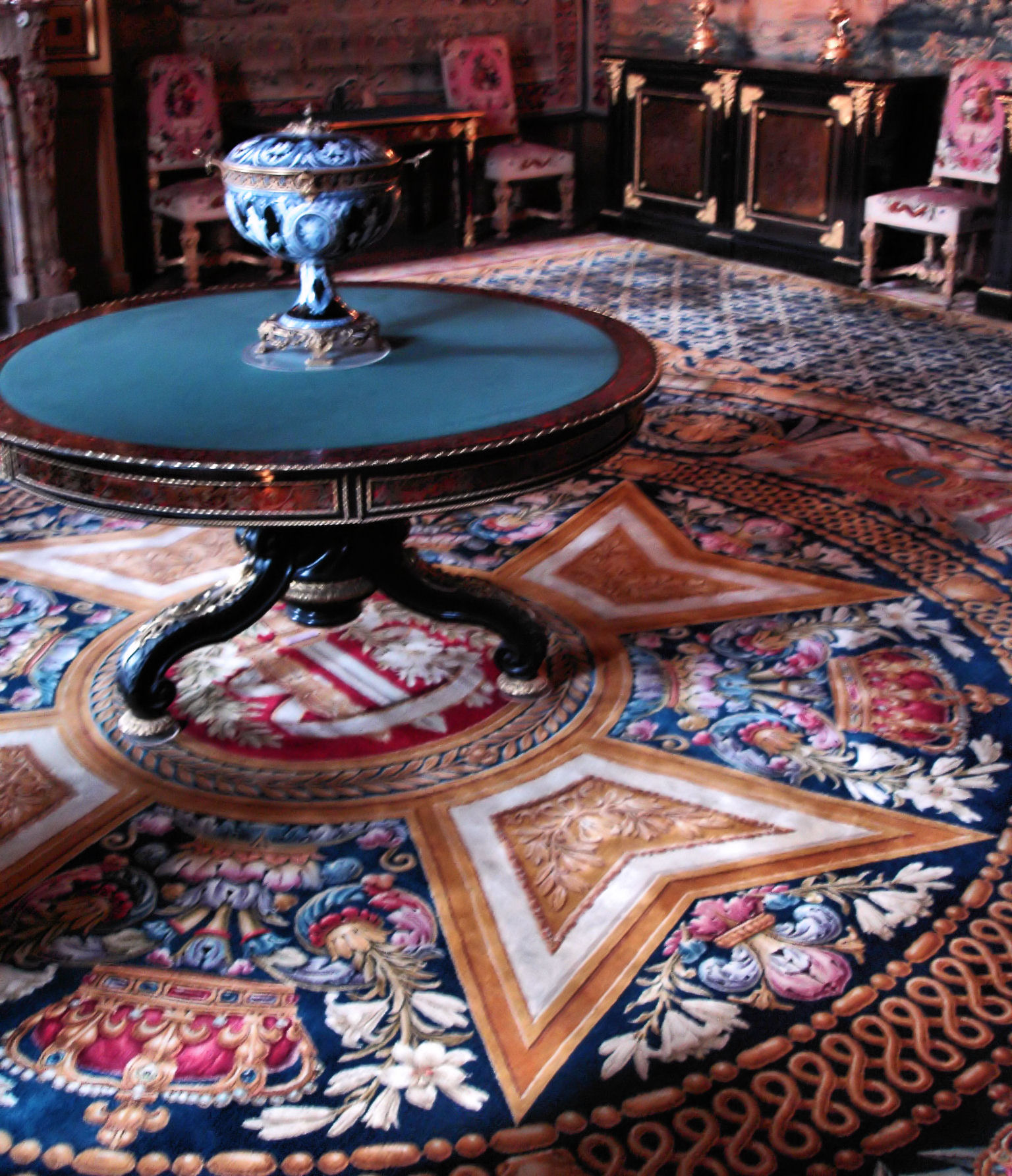
Le salon des Tapisseries, détail de la table.

Salon des TapisseriesLongtemps salle de la Reine et salle des Gardes de la reine (au XVIe siècle), puis première antichambre de la reine à partir de 1768, cette pièce devint le premier salon de l'impératrice en 1804, de nouveau salle des Gardes de la reine en 1814, et fut transformée en salon de réception sous Louis-Philippe. Elle prend son nom actuel en 1837, lorsqu'elle est tendue de tapisseries, remplacées au Second Empire. Les tapisseries de la première moitié du XVIIe siècle décorant le salon représentent l'Histoire de Psyché et proviennent d'ateliers parisiens, d'après un modèle créé dans l'entourage de Raphaël. Ainsi sont illustrées La Toilette de Psyché, Psyché est portée sur la montagne, La vieille raconte l'histoire de Psyché et Le Repas de Psyché. La cheminée date de 1731. Le plafond, en sapin du Nord, a été exécuté par Poncet en 1835, dans le style Renaissance. L'essentiel du mobilier a été installé au Second Empire. La pièce conserve deux bas d'armoire de style Boulle associant l'écaille, le cuivre, et l'ébène, réalisés par Jacob-Desmalter en 1839. Au centre de la pièce figurent un bureau et une table de famille réalisés par Jacob-Desmalter en 1840. Le tapis de pied, d'époque Restauration, provient de la manufacture de la Savonnerie, et a été tissé pour le salon bleu de l'appartement du roi aux Tuileries, d'après des dessins de Saint-Ange, en 1817. La pièce est éclairée d'un lustre du XVIIIe siècle, de candélabres en forme de vase d'époque Louis XVI, de deux paires de candélabres de style Louis XVI réalisés quant à eux sous Napoléon III, de feux en bronze doré d'époque Louis XVI. La pièce abrite également une pendule Boulle du XVIIIe siècle, et une coupe émaillée par Gobert, provenant de la manufacture de Sèvres, datée du Second Empire.
Antichambre de l'impératriceCette pièce, aménagée sur l'emplacement de l'ancien escalier de la reine (qui datait du XVIe siècle), constitua à partir de 1768 la salle des Gardes de la reine. Devenue antichambre en 1804, son décor fut enrichi sous Louis-Philippe par un nouveau plafond et de nouvelles boiseries (1835). Elle est décorée de tapisseries des Gobelins du XVIIe siècle illustrant les saisons, d'après Le Brun (L'Automne et le château de Saint-Germain, avec le roi à la chasse ; L'Hiver et le Louvre avec un ballet ; L'Été et le château de Fontainebleau avec l'étang). Le sobre mobilier se compose d'un ensemble Second Empire installé pour l'impératrice Eugénie (reconstitué en 1979 et 1980), dont deux divans et quatre chaises en bois recouvert de velours vert, rappelant le modèle anglais, un lustre du XVIIIe siècle, ainsi qu'une console et un bureau en chêne, sculptés par Fourdinois en 1865. La pièce est également ornée de deux vases en émail aux inspirations indiennes, œuvres de la manufacture de Sèvres du Second Empire, de deux bras de Chaumont (1841) réalisés à l'origine pour la galerie des Fresques, d'un cartel de style Boulle surmonté d'une Renommée, et d'une statuette représentant une Baigneuse en marbre blanc, copiée d'après l'antique.

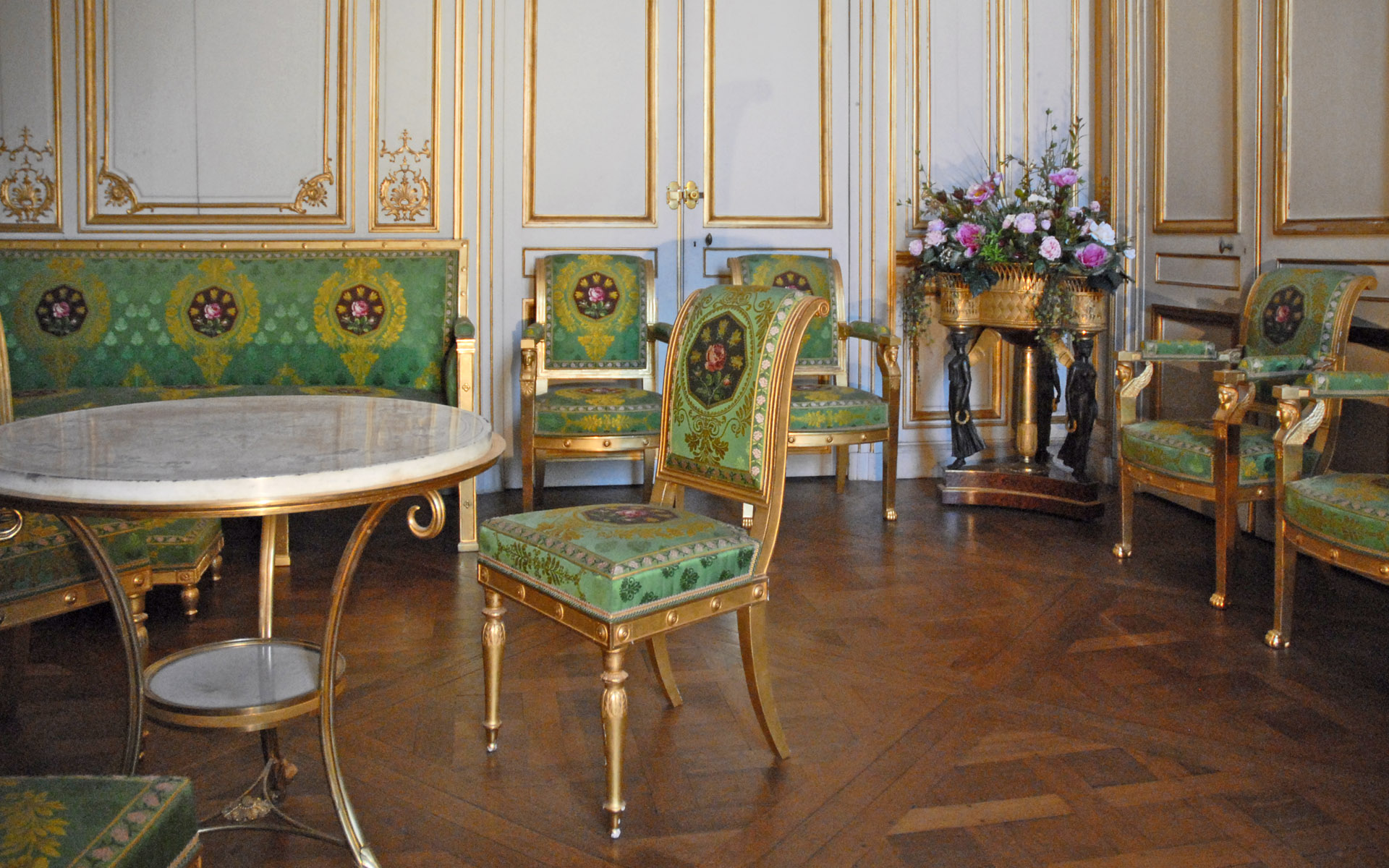
Le salon blanc (détail).

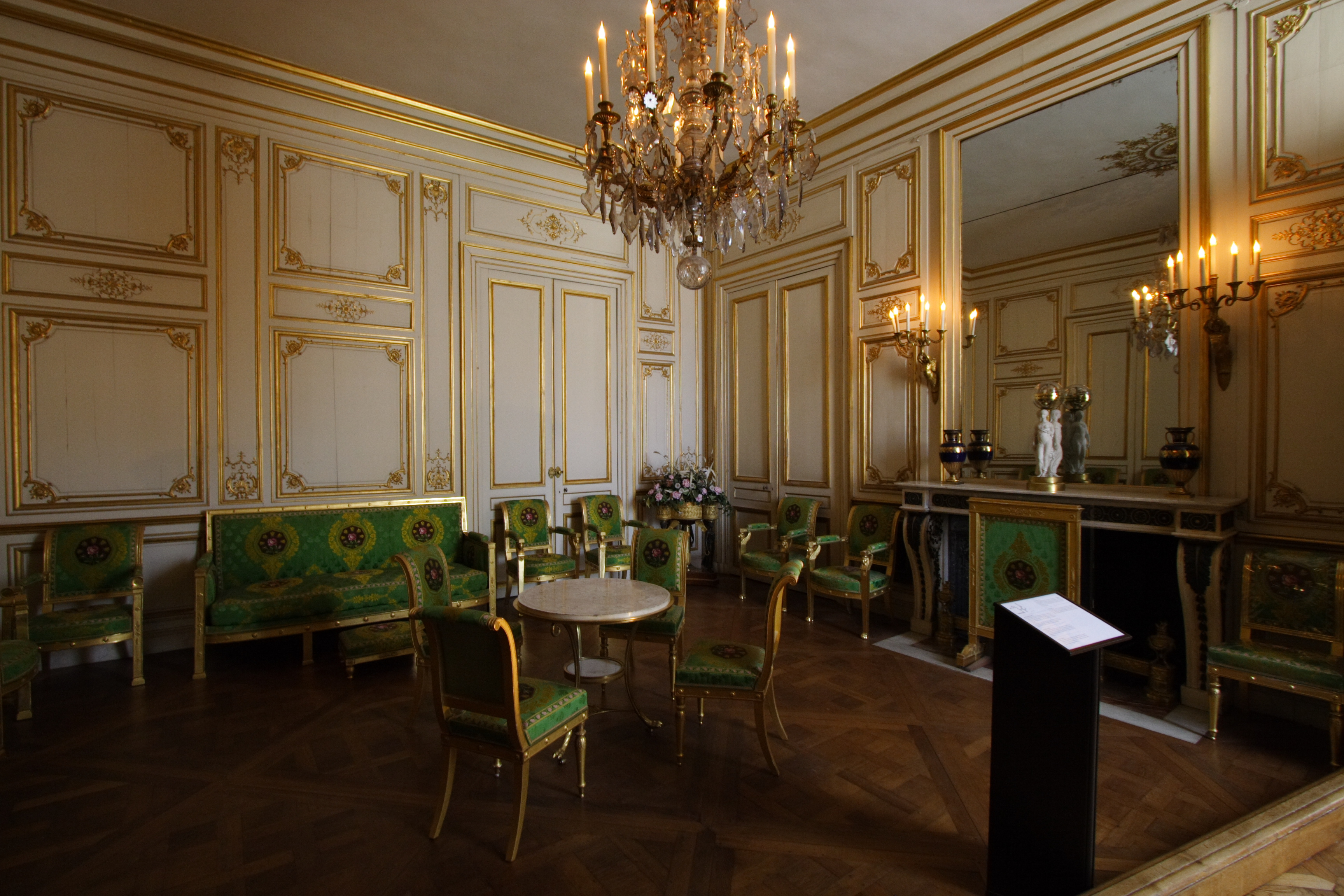
Le salon blanc.

Salon BlancLe Salon Blanc ou « petit salon de la reine », après avoir servi à Marie de Médicis (il fut décoré pour elle par Ambroise Dubois de scènes illustrant l'Histoire de Tancrède et Clorinde, tirées de La Jérusalem délivrée du Tasse), fut divisé vers 1730 et habité par la suite par Marie-Amélie (comme petit salon), puis par les dames de l'impératrice Eugénie (à partir de 1853). Il a été décoré en 1835 à partir d'éléments anciens (les boiseries sont de style Louis XV, la cheminée ornée de bronze est de style Louis XVI et avait été installée en 1805 dans l'appartement de Madame Mère). Le salon est meublé dans le style du Consulat, et fut installé sous Louis-Philippe (reconstitué en 1977) avec des sièges en bois doré (recouverts d'un lampas broché à fond vert orné de roses et d'abeilles) réalisés par la maison Sériziat de Lyon, un canapé (provenant du salon de Mars à Saint-Cloud), des fauteuils et des chaises de Jacob Frères provenant du salon des Princes du château de Saint-Cloud, une jardinière en bronze de Thomire (livrée en 1812), une console en acajou et des chimères en bois bronzé et doré réalisés par Jacob-Desmalter en 1804, un écran réalisé par Marcion pour Monte Cavallo en 1813, un tabouret de pied de style Empire, un guéridon en bronze doré d'époque Louis XVI. Sur la cheminée est installée une pendule en biscuit de Sèvres ornée de représentations des trois Grâces, par Chaudet (1810). La pièce conserve également des Vases de Sèvres à fond bleu au décor d'or et de platine, d'époque Louis-Philippe. La pièce est éclairée d'un lustre du XVIIIe siècle, de bras de lumière ornés d'enfants réalisés par Thomire en 1810, et de feux d'époque Louis XVI.

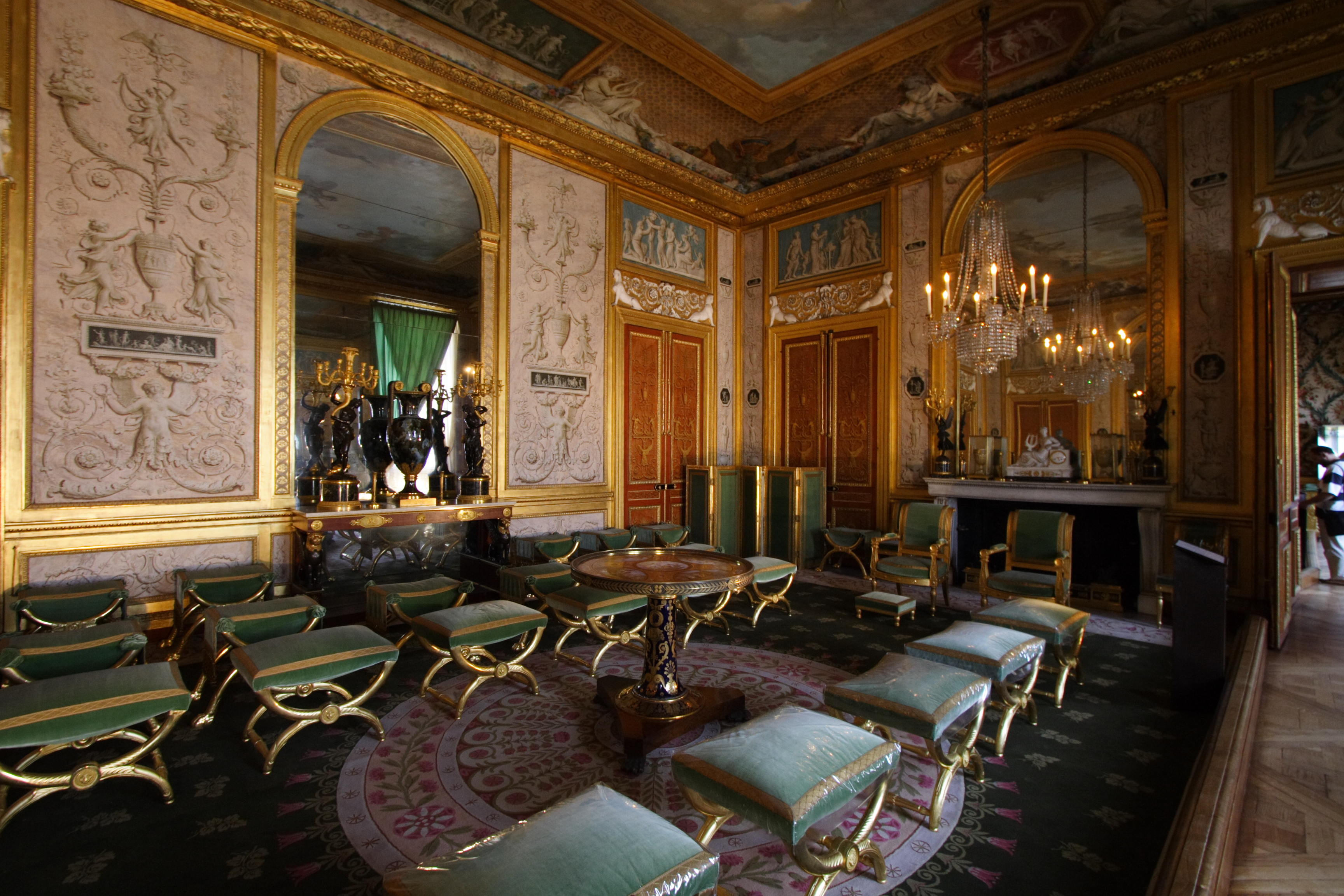
Grand salon de l'impératrice.

Grand salon de l'impératriceLe Grand Salon, dit aussi « salon des jeux de la Reine », servait aux XVIIe et XVIIIe siècles de « Grand cabinet de la Reine », avant de devenir salon des jeux sous Marie-Antoinette. En 1804, la pièce devient le deuxième salon de l'impératrice, et redevient salon des jeux à la Restauration. Transformé en salle de billard en 1827, il devient le salon de la reine en 1835, puis le Grand salon de l'impératrice en 1853. Son mobilier fait alterner le style Louis XVI et le style Empire, regroupant des ensembles présentés dans la pièce à tour de rôle. Le plafond, œuvre de Jean Simon Berthélemy, représente Minerve couronnant les Muses. Les murs sont ornés d'arabesques et de motifs pompéiens, dans le plus pur style néo-classique, réalisé en 1786 par Michel-Hubert Bourgois et Jacques-Louis-François Touzé, d'après les dessins de l'architecte Pierre Rousseau. Les dessus-de-porte ornés de Sacrifices à Mercure en trompe-l'œil sont l'œuvre de Piat Sauvage, et les motifs de sphinges et de caducées sculptés en plâtre de Philippe-Laurent Roland, réalisés eux aussi en 1786. Les lustres de cristal anglais sont des prises de guerre de Napoléon Ier en 1805.

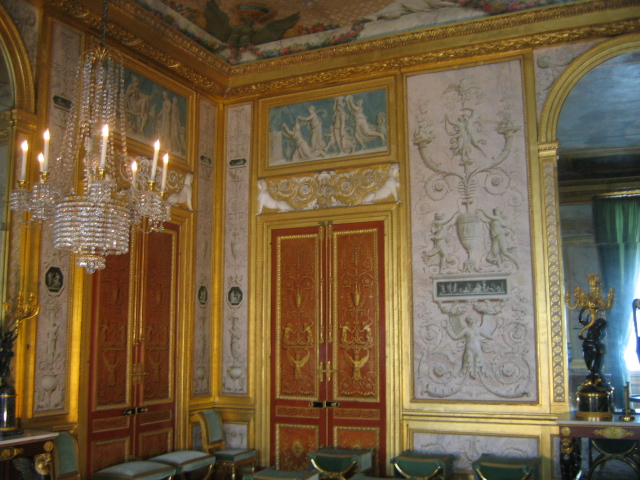
Grand salon de l'impératrice: les décors muraux.

Le mobilier de style Louis XVI, bien qu'incomplet, restitue assez fidèlement l'aspect de la pièce lors de la réalisation des décors muraux. Les tissus des rideaux et des sièges ont été réalisés par la maison Tassinari et Chatel entre 1961 et 1981 d'après l'ancien modèle qui avait subsisté sur le paravent. L'ensemble de sièges, réalisés en 1786 par Sené et Vallois, sous la direction d'Hauré, se compose de six ployants provenant du salon des jeux de la reine du château de Compiègne, et de deux voyeuses. La pièce possède également un paravent, un écran, et deux commodes réalisées en 1786 par Beneman, sous la direction d'Hauré, à partir d'un meuble de Stöckel. La présentation de l'état Louis XVI se compose également d'un tapis de la Savonnerie d'époque Louis XV, de vases en porcelaine de style Transition réalisés vers 1770, de candélabres, d'une pendule ornée d'une figure de L'étude, et de feux à aiguière d'époque Louis XVI.
Le mobilier de style Empire, plus complet, a été reconstitué en 1986. Les rideaux sont en taffetas alternativement vert et blanc, tandis que les sièges sont couverts de velours vert galonné d'or. L'important ensemble de sièges rassemble notamment des fauteuils réalisés pendant le Consulat par Jacob Frères, des tabourets de pieds réalisés en 1805 par Jacob Desmalter, quinze tabourets en X, des pliants en X exécutés par Jacob Desmalter en 1806, et des chaises signées Jacob Frères. Le paravent, réalisé par Boulard et Rode, date de 1806. Le tapis en moquette à fond vert a été retissé entre 1984 et 1986 d'après l'ancien modèle. Le reste du mobilier de style Empire se compose de consoles réalisées en 1804-1805 par Jacob Desmalter, d'un guéridon en porcelaine de Sèvres dit "La table des Saisons", peint par Georget en 1806-1807 d'après les dessins de l'architecte Brongniart, de deux candélabres à bacchants et bacchantes daté du début du XIXe siècle, de quatre candélabres à figures ailées d'époque Consulat, de flambeaux réalisés par Galle au Premier Empire, d'une pendule ornée d'une figure représentant la poétesse grecque Sappho, réalisée par Lepaute en 1804, de huit vases en porcelaine de Sèvres, et de deux vases en ivoire montés en bronze doré d'époque Louis XVI, ainsi que d'un feu à galerie orné de sphinges, d'époque Consulat.

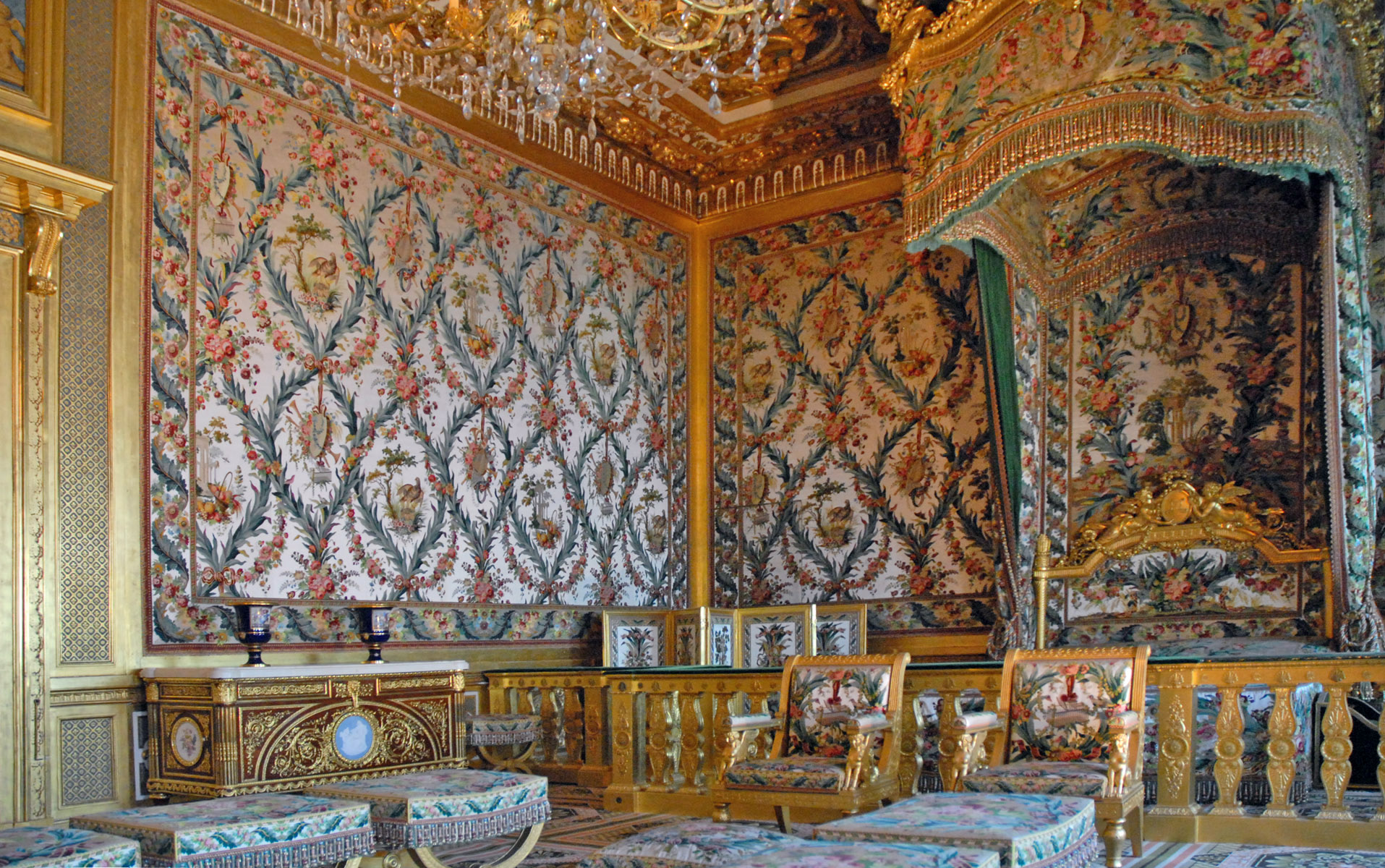
La chambre de l'Impératrice

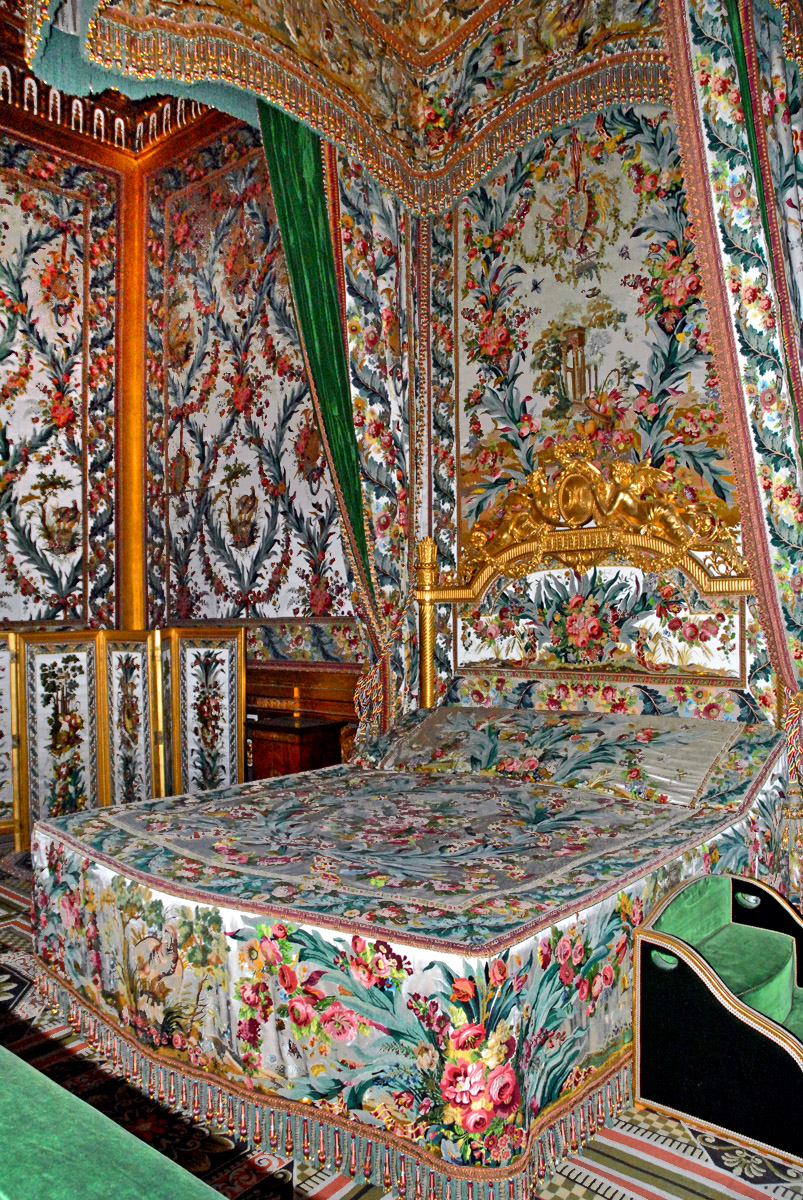
La chambre de l'impératrice, détail du lit.

Chambre de l'impératriceCette pièce abrite la chambre à coucher de la reine depuis le XVIe siècle, et c'est là qu'est né le Grand Dauphin, fils de Louis XIV et Marie-Thérèse, le 1er novembre 1661. Cette pièce est surnommée ainsi la « chambre des six Marie », en référence aux différentes souveraines qui l'ont utilisée (Marie de Médicis, Marie-Thérèse d'Espagne, Marie Leszczynski, Marie-Antoinette, Marie-Louise de Habsbourg, Marie-Amélie). La pièce a été réaménagée pour Joséphine entre 1805 et 1807, avant d'être habitée pour la dernière fois par l'impératrice Eugénie.
Le mobilier de la chambre conserve son état du Premier Empire, reconstitué en 1986. Il se compose d'un lit à baldaquin (réalisé en 1787 pour Marie-Antoinette par Séné et Laurent, sous la direction d'Hauré, en bois de noyer et tilleul doré, en seulement trois mois et livré à Fontainebleau le 30 octobre 1787, orné de guirlandes dorées et d'un lampas broché acheté en 1790 par le Garde-meuble à la faillite du fabricant lyonnais Gaudin et brodé par la veuve Baudoin. Il fut réutilisé dans cette chambre en 1805) entouré d'une balustrade dorée recouverte de velours vert, réalisée par Jacob-Desmalter en 1804 pour le trône des Tuileries et remaniée en 1805 ; des fauteuils d'apparat ornés de sphinges attribués à Jacob Frères (vers 1800) et des commodes de Stöckel et Beneman datant de 1786 (placés dans cette chambre en 1806) ainsi que des tabourets de Jacob-Desmalter. On note également la présence d'un paumier de Jacob Desmalter datant de 1805, et un paravent, un écran, et des consoles datant de 1806. La pièce était éclairée par un lustre de Ravrio datant de 1805, par des candélabres de Galle réalisés en 1807, et par des feux datant de la fin du XVIIIe siècle. La chambre présente un ensemble de trois paires de vases en porcelaine de Sèvres, ornés de fleurs et de fruits, et datés du début du XIXe siècle. La pièce conserve également une pendule ornée de Zéphyr et Flore, par Lepaute, réalisée en 1804.

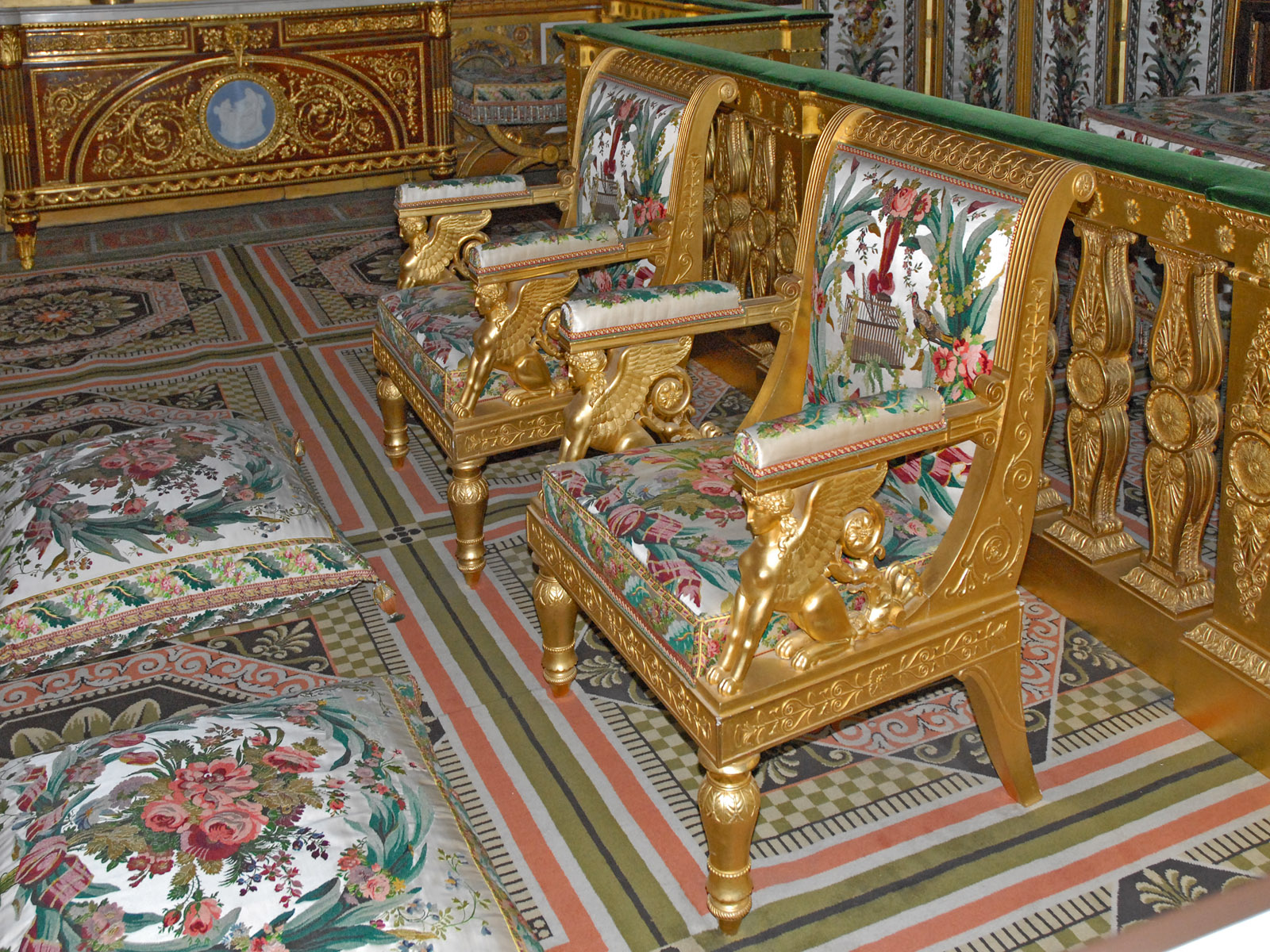
La chambre de l'impératrice, détail des fauteuils.

La partie principale du plafond en bois peint et doré a été réalisée en 1644 pour la reine-mère Anne d'Autriche (remanié en 1747 par Guillaume Noyers et Jacques-Ange Gabriel, composé d'un médaillon principal circulaire à compartiments rayonnant d'où pend le lustre, cantonné de quatre autres médaillons décorés aux armes de France et de Navarre, ornés de cordelières de veuve en hommage à Anne d'Autriche), les boiseries, le plafond de l'alcôve (au-dessus du lit figure un dôme correspondant à l'agrandissement de la chambre sous Louis XV, orné de fleurs de lys et du chiffre « M » de la reine), le trumeau de glace, une partie des lambris et la cheminée en brèche violette (réalisée par Trouard) pour Marie Leszczyńska en 1746 et 1747, et les portes peintes en faux acajou en styles arabesques ainsi que les dessus-de-porte en trompe-l'œil imitant des bas-reliefs antiques (des scènes évoquant le sommeil, la toilette, etc. par Sauvage) pour Marie-Antoinette en 1787. La soierie des murs brochée et chenillée a été retissée sur le modèle ancien exécuté à Lyon à la fin du règne de Louis XVI. Réalisée par Philibert de La Salle, aux décors dits de la « Perdrix blanche », elle a été retissée avec les soieries du lit en 1970 et la passementerie refaite entre 1978 et 1986. Il aura fallu près de vingt ans de recherches à la maison Tassinari et Chatel de Lyon, mais aussi aux maisons Prelle et Brocard, pour retrouver cette technique sophistiquée.

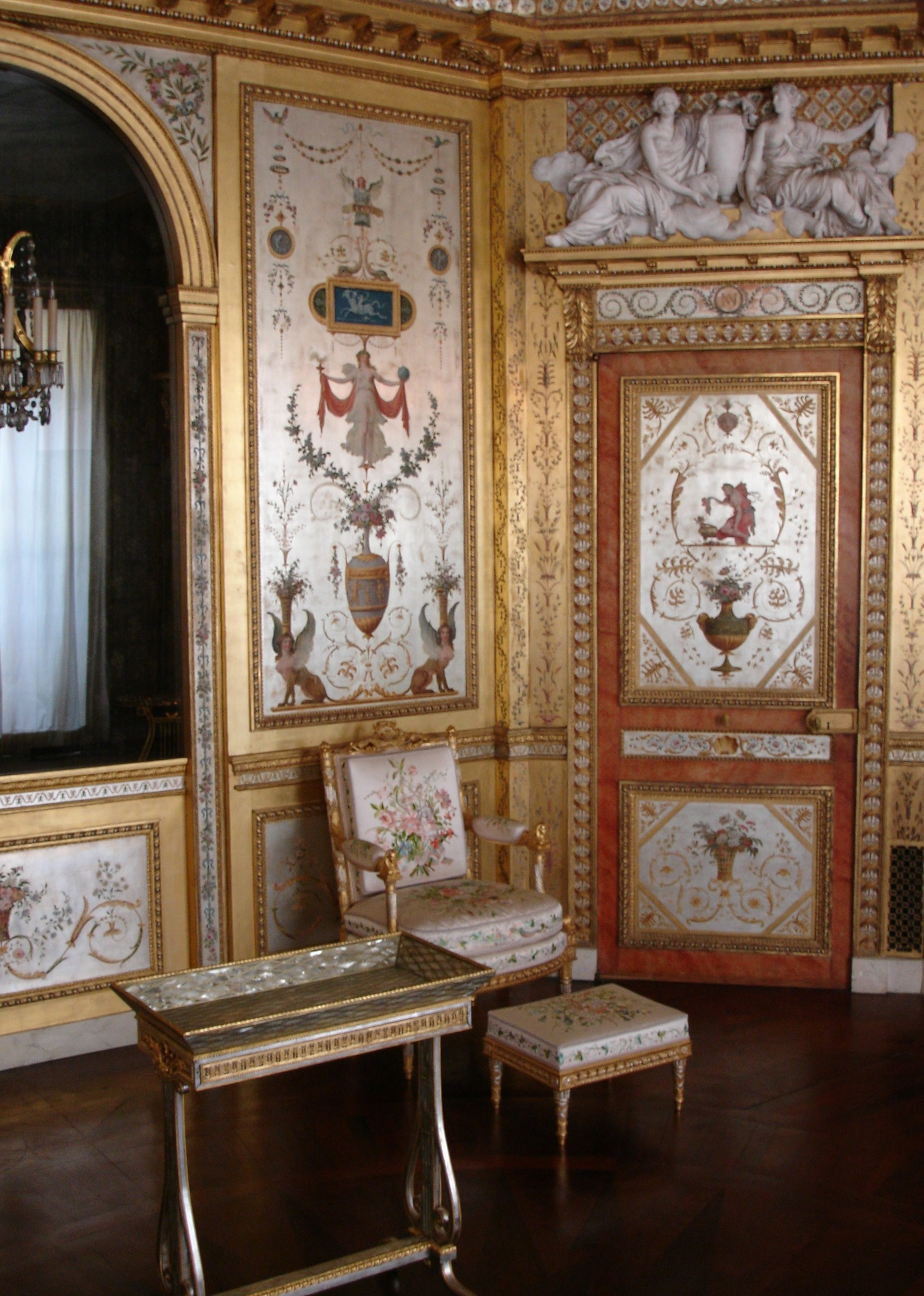
Le boudoir de la Reine.

Boudoir de la reineD'abord cabinet de la reine au XVIIe siècle, le boudoir de la reine a été aménagé par Richard Mique pour Marie-Antoinette entre 1776 et 1777. Il devient le boudoir de l'impératrice en 1804, puis de nouveau boudoir de la reine en 1814, avant de devenir le cabinet de toilette de l'impératrice Eugénie en 1853. Il est décoré de boiseries peintes dans le goût turc par Bourgois et Touzé sur les dessins de l'architecte Rousseau, qui ornent les murs de motifs pompéiens sur fond d'or blanc, et d'un plafond réalisé par Berthélemy illustrant L'Aurore. Les quatre portes de la pièce sont surmontées d'une corniche dorée portant des personnages en stuc, sculptés en haut relief, et représentant huit des neuf muses (il manque Terpsichore), réalisés par Roland. Le bronze de la cheminée et les espagnolettes ont été réalisés par Pitoin en 1786. La pièce a été réaménagée en petite chambre à coucher de l'impératrice Joséphine en 1806 et redécorée avec un mobilier en acajou et bronze doré estampillé Jacob-Desmalter.

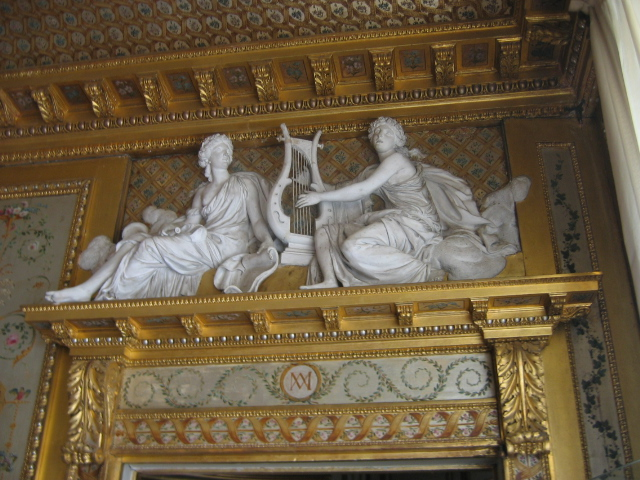
Le boudoir de la reine, sculptures en stuc des dessus de porte représentant des muses.

La pièce est meublée dans son état Louis XVI, cependant incomplet. Le mobilier se compose ainsi d'un secrétaire à cylindre et d'une table à ouvrage en acier, bronze doré et marqueterie de nacre réalisés par Jean-Henri Riesener en 1786, d'un lit, d'une chaise longue, d'une paire de bergères (copies du seul fauteuil original subsistant de l'ensemble, aujourd'hui conservé au musée Gulbenkian à Lisbonne), de quatre chaises, d'un tabouret de pied en bois doré et argenté réalisé par Georges Jacob en 1786, et d'un écran de cheminée. Les garnitures sont en velours blanc lamé or et en gros de Tours jaune broché or. Le parquet en acajou de différentes teintes est au chiffre de la reine, et a été posé en 1787 par Pierre Molitor.
PassageUn petit passage est situé entre le boudoir de la reine et la salle du trône. Son plafond est orné d'un tableau représentant des Amours versant des fleurs avec des colombes, réalisé par un artiste français du XVIIe siècle.

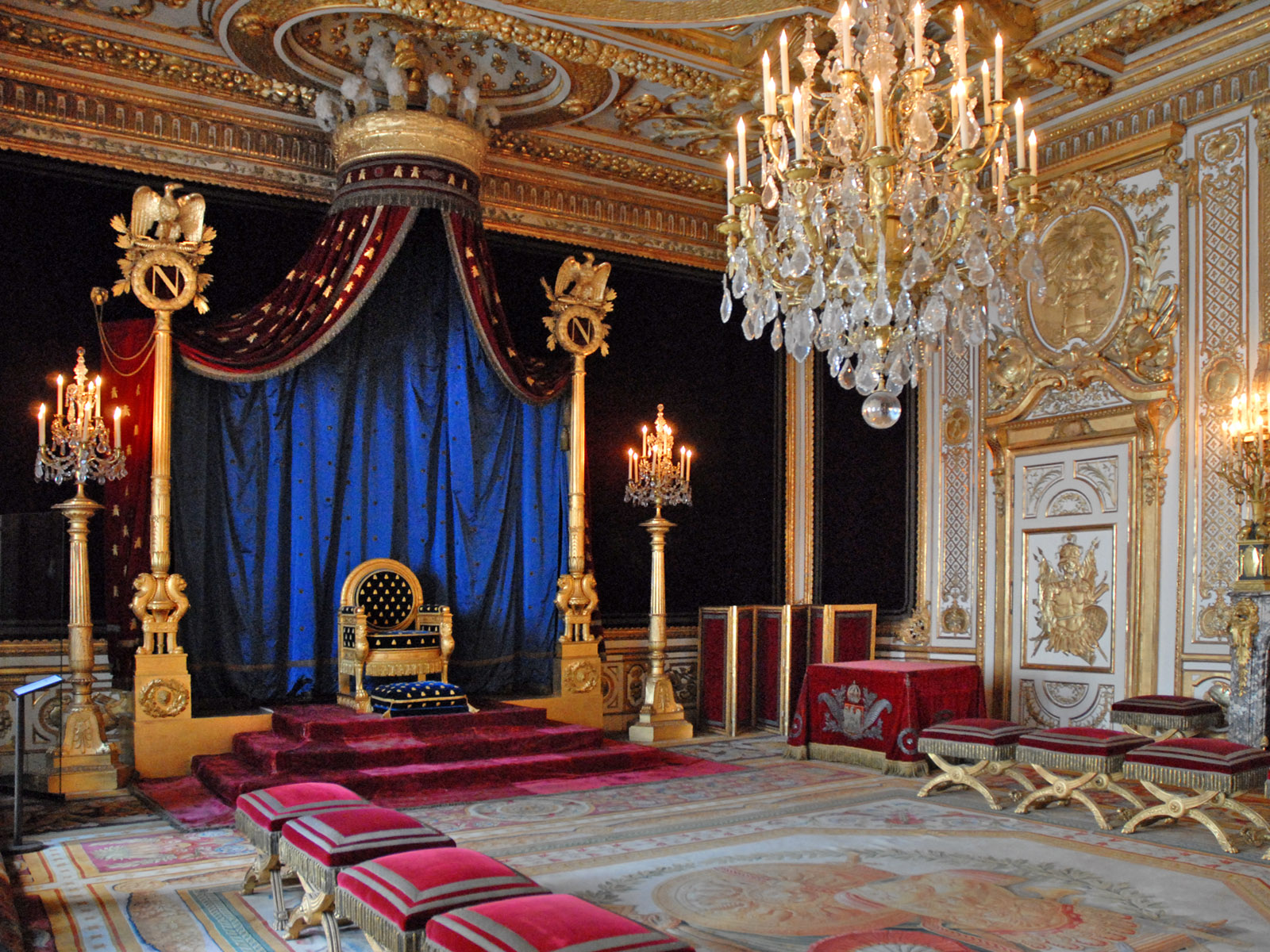
La salle du Trône. D'un dais, tombe un velours cramoisi à l'extérieur, semé d'abeilles d'or, et doublé de satin de soie bleu à l'intérieur, constellé d'étoiles.

Salle du trônepour rompre avec l'ancien régime, l'empereur Napoléon Ier a fait transformer en 1804 cette ancienne chambre à coucher du roi, de Henri III à Louis XVI, a été transformée en salon puis en salle du trône en 1808. Le décor mural de la salle fut harmonisé au XVIIIe siècle à partir d'éléments anciens : lors des agrandissements réalisés entre 1752 et 1754, certains éléments furent remaniés par Jacques-Ange Gabriel (deux portes à côté de la cheminée) et d'autres créés de toutes pièces dans le style rocaille (panneaux de boiseries chantournés, en face du trône). La partie centrale du plafond (aux armes de France et de Navarre), une partie du lambris bas, les portes à fronton et les bas-reliefs à motifs guerriers datent pour leur part du milieu du XVIIe siècle. Les boiseries murales sont ornées de l'emblème de Louis XIII : la massue d'Hercule accompagnée de l'inscription Erit haec quoque cognita monstris (Les monstres eux-mêmes la connaîtront). Les médaillons en dessus de portes sont inspirés de jetons du règne de Louis XIII. Leur iconographie commémore la lutte contre l'hérésie (la massue d'Hercule écrasant l'hydre de Lerne), et les prises de Turin et d'Arras en 1640. Une grande partie des boiseries a été réalisée entre 1752 et 1754 par Verberckt et Magnonais. La cheminée date également de 1752. Au-dessus de la cheminée figure un portrait en pied de Louis XIII, issu de l'atelier de Philippe de Champaigne, qui fut placé ici en 1837 sur le modèle de celui existant durant l'Ancien Régime et qui fut brûlé à la Révolution. Napoléon y avait placé son propre portrait réalisé par Robert Lefèvre.

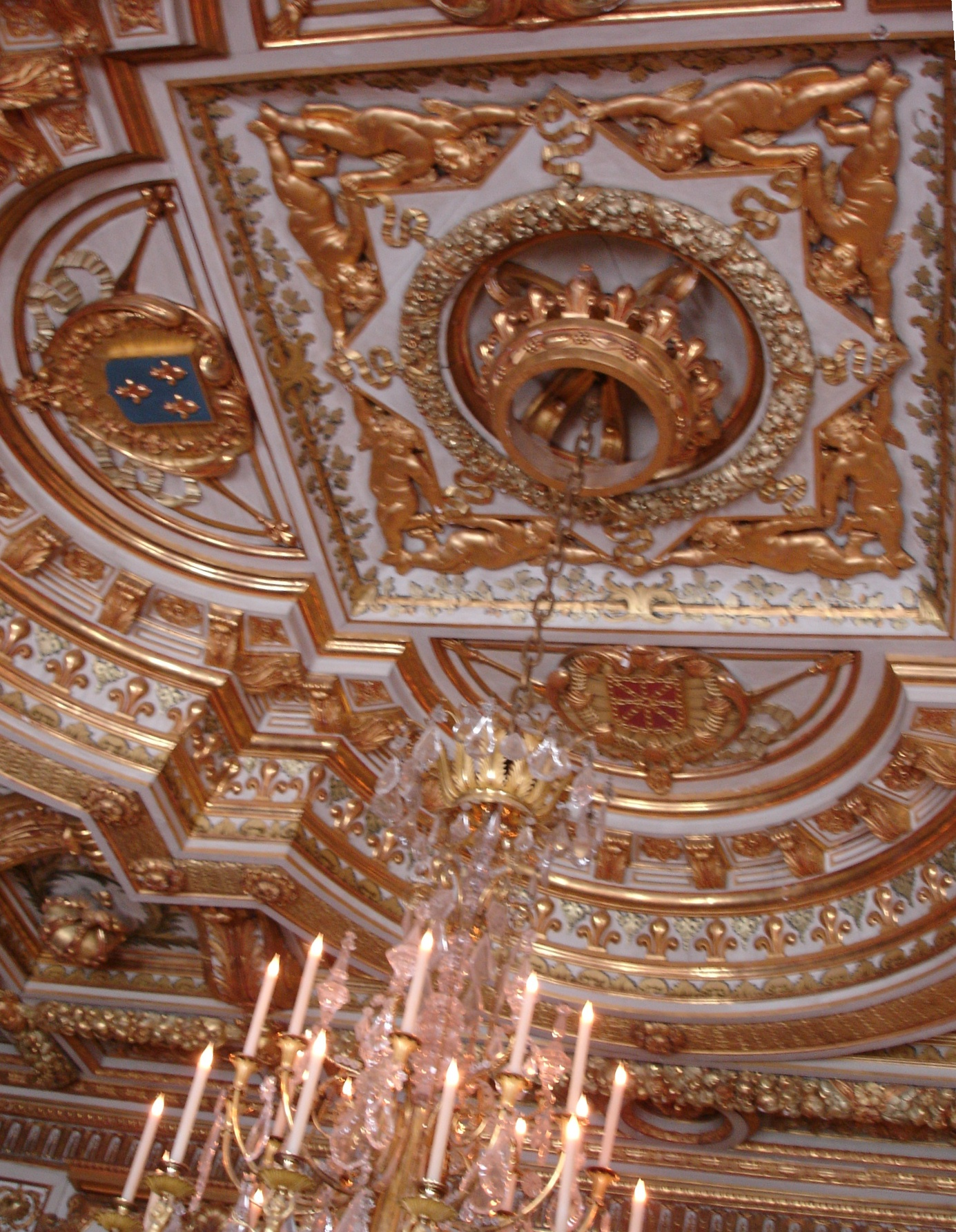
La salle du trône : la partie centrale du plafond, aux armes de France et de Navarre.

Le trône a été réalisé en 1804 par Jacob-Desmalter d'après les dessins de Percier et Fontaine. Le dossier, le siège et les accotoirs du fauteuil, comme le coussin carré repose-pied à glands d'or à ses pieds, sont parsemés d'abeilles. Le trône est placé sur une estrade flanquée de deux grands candélabres en bois doré, est encadré par deux enseignes et est placé sous un dais rouge et bleu brodé de 350 abeilles en fil d'or par Picot en 1808. Il est surmonté par une couronne de plumes d'autruche et d'un heaume. Prévu initialement pour être installé à Saint-Cloud, il entra finalement à Fontainebleau en 1808. Le reste du mobilier se compose notamment d'éléments de style Empire exécutés d'après les dessins de Percier et Fontaine par Jacob-Desmalter. On note ainsi des consoles en bois doré à têtes de lions datées de 1808, des candélabres en bois dorés de Jacob Desmalter et des girandoles montées par Thomire en 1808, quatre candélabres à motifs guerriers de Thomire datant de 1808, une table de prestation de serment datant de 1813, ainsi que des flambeaux de style Empire, des feux d'époque Louis XVI, et une pendule murale réalisée par Lepaute en 1808. La salle conserve également des lustres de Chaumont, un écran et un paravent de style Louis XVI, réalisés par Boulard, Rode, et Chatard en 1805, un tapis de la Savonnerie à motifs militaires, réalisé entre 1811 et 1813 d'après les dessins de l'architecte Saint-Ange, sur le modèle de celui de la chambre de Napoléon aux Tuileries, et des ployants en bois dorés de style Louis XVI, réalisés par Hauré, Sené, et Vallois pour le salon des jeux de Marie-Antoinette à Compiègne en 1786-1787.
Cabinet des dépêchesCe petit cabinet (ancienne pièce du premier valet de chambre du roi), situé entre la salle du trône et la salle du conseil, orné de boiseries rehaussées d'or et de panneaux peints de motifs floraux et d'oiseaux par Alexis Peyrotte en 1753, possède une petite cheminée de marbre rouge où les dépêches n'ayant pas besoin d'être archivées étaient systématiquement brûlées.

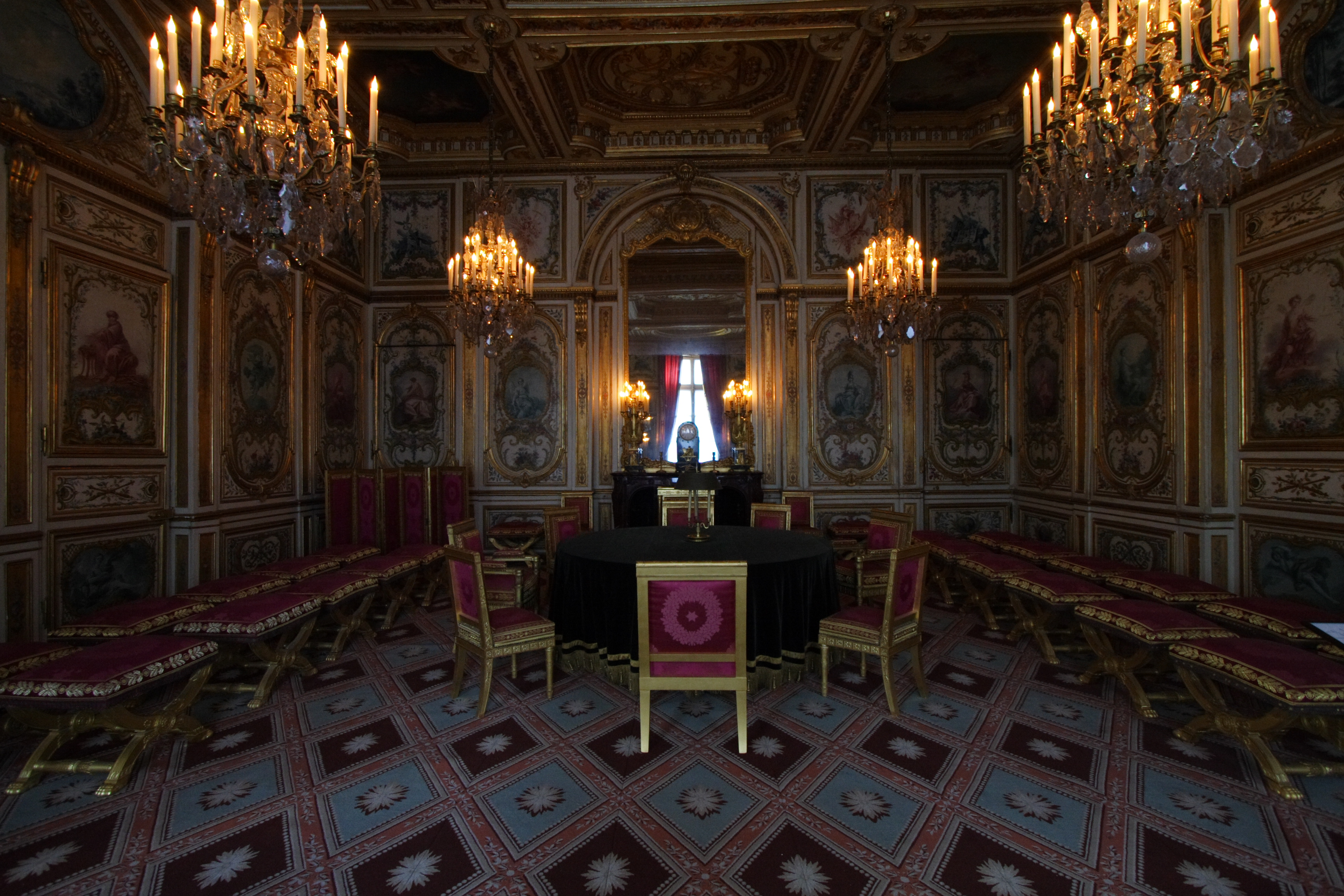
La salle du Conseil.

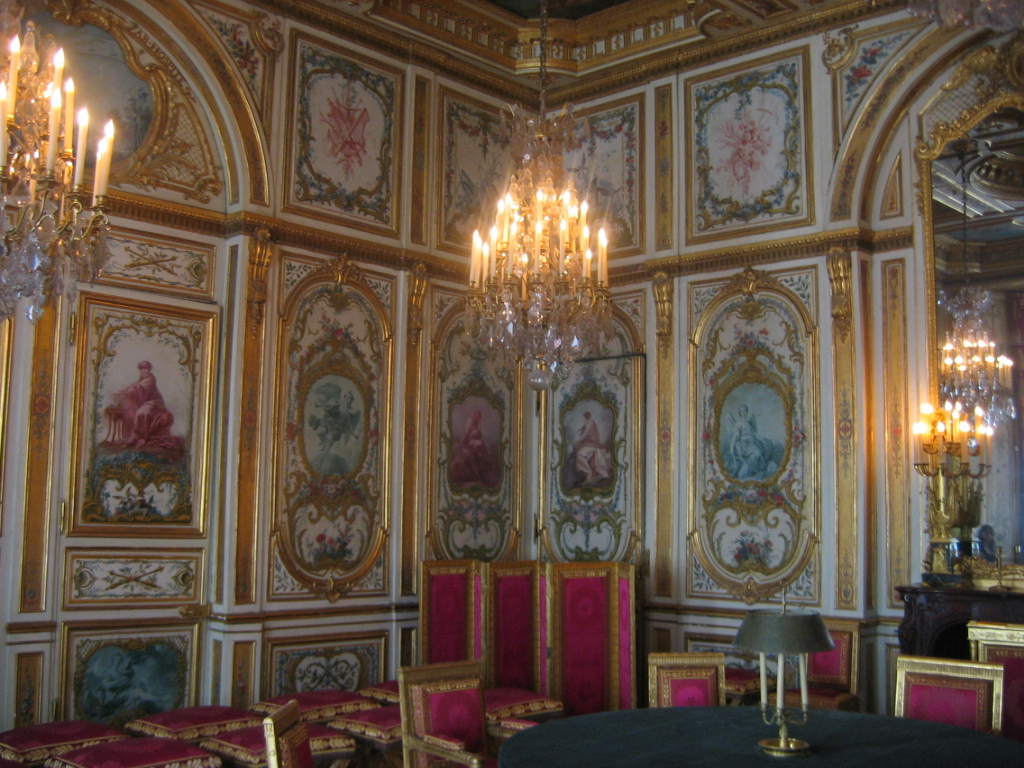
La salle du Conseil.

Salle du conseilIncorporée dans les appartements Renaissance, cette pièce était le cabinet de Madame de 1528 à 1531, puis cabinet du roi et premier cabinet du roi ou petite chambre à coucher du roi.
Le Cabinet du Roi a été décoré entre 1543-1545. Les peintures réalisées sur des dessins de Primatice consistaient en représentation de héros et de Vertus, associés par couple sur les portes des armoires : César et la Force, Scipion et la Tempérance, Ulysse et la Prudence, Zaleucos et la Justice. Des « petites histoires » étaient peintes en grisailles en dessous de ces figures. Une des armoires au moins fut décorée sous la conduite de Serlio, architecte du roi. Deux tableaux de mêmes dimensions étaient accrochés l’un au-dessus de l’autre sur la cheminée : Le Maître de la Maison de Joseph faisant fouiller les bagages de ses frères et Les Cyclopes fabriquant les armes des amours dans la forge de Vulcain. Le plafond a été modifié au fil du temps en fonction de l’agrandissement de la pièce, mais a toujours été un plafond à caisson. Les remaniements n’ont pas empêché que, de réfection en réfection, l’iconographie du décor de la pièce ait été maintenue. L’actuel plafond peint par François Boucher en 1751 reprend la découpe et le sujet d’une composition de Primatice, connue par deux dessins ("La Course des chars du Soleil et de la Lune"), qui pourrait avoir été faite en 1550-1561, au moment où Charles IX fit refaire la plus grande partie des peintures de son appartement.
Devenue grand cabinet ou cabinet du conseil en 1737, elle est achevée en 1753. François Boucher y réalise des lambris peints avec des allégories, Alexis Peyrotte peint quant à lui les encadrements de fleurs. Cette salle possède néanmoins un hémicycle qui fut ajouté en 1773 (orné au plafond d'une Gloire entourée d'enfants par Lagernée Le Jeune, ainsi que de trophées de la Moisson et de la Vendange peints par François-Gabriel Vernet) permettant ainsi un gain d'espace original. La pièce est décorée dans le style Louis XV : le plafond à caissons possède cinq tableaux, les quatre premiers aux angles représentent chacun un groupe d'enfants symbolisant une saison, le cinquième au centre Phébus vainqueur de la Nuit, tous peints par François Boucher entre 1751 et 1753. Les lambris des murs et les portes sont ornés de figures allégoriques peintes alternativement en camaïeu bleu et rose, par Carle van Loo et Jean-Baptiste Marie Pierre : La Guerre, La Terre, La Valeur, la Force, la Justice, la Clémence, la Prudence, l'Automne, l'Hiver, le Feu, la Renommée, le Secret, la Fidélité, la Paix, la Vérité, le Printemps, l'Air, l'Été, l'Eau, l'Histoire (réalisées entre 1751 et 1753).
Le reste du décor se compose d'éléments floraux et de trophées des sciences et des arts — la Peinture et la Sculpture, la Chasse, le Matin, la Marine, la Pêche, le Commerce, l'Abondance, l'Art militaire, l'Architecture, la Musique, la Géométrie, le Soir, l'Astronomie, les Sciences —, réalisés par Alexis Peyrotte. Le sol est couvert par un tapis de la Savonnerie, retissé en 1981 d'après l'original de la fabrique de Tournai. Le mobilier est celui mis en place sous Napoléon Ier. Les soieries furent retissées entre 1966 et 1972, et se composent d'un damas cramoisi à couronnes et étoiles, avec des broderies de brocart à feuilles de chêne (pour les sièges), et à palme (pour les rideaux), commandé en 1804 à la maison Pernon de Lyon et initialement prévu pour la chambre de l'Empereur au château de Saint-Cloud. L'ensemble de sièges se compose de deux fauteuils, de trente pliants réalisés par Marcion en 1806, de deux fauteuils et de six chaises réalisées par Jacob-Desmalter en 1808. On note la présence de deux consoles en bois doré datant de 1774, et d'une table de conseil recouverte d'un tapis de velours de soie vert. Les lustres sont de style Louis XV, les flambeaux de style Empire, les feux de style Louis XVI, tandis que les candélabres à motifs militaires ont été réalisés par Galle en 1807. La salle possède également une pendule-borne en marbre noir ornée d'une figure de l'étude, réalisée par Lepaute en 1808.

#### Portique de Serlio

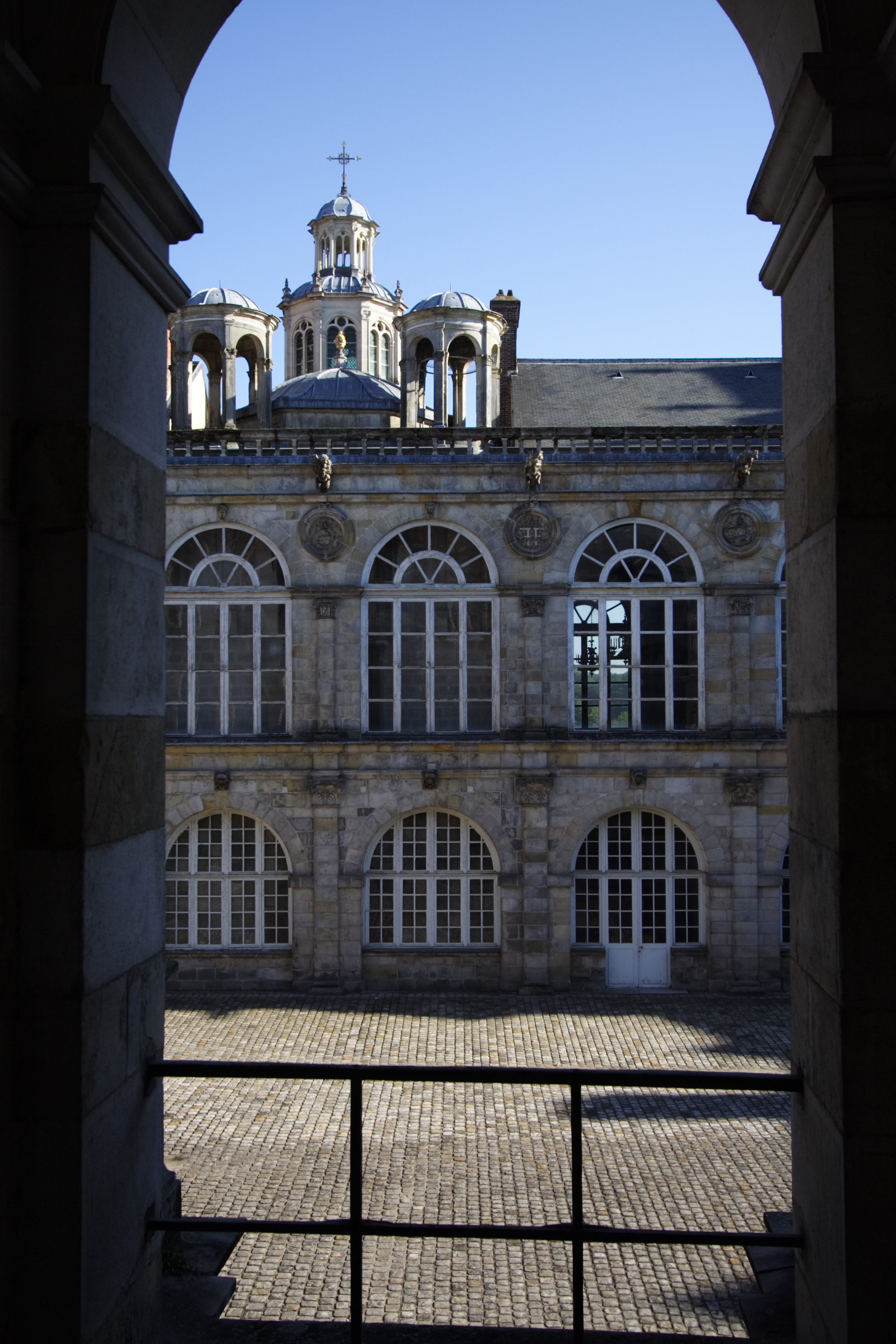
La salle de bal, vue depuis le portique de Serlio.

Le portique de Serlio donne sur la cour ovale. Sa construction, en pierre de taille et grès, est issue de la même campagne de travaux que les chapelles hautes et basses Saint-Saturnin. Le portique a vraisemblablement été édifié en 1531, il est donc antérieur à l'arrivée de Serlio à Fontainebleau. Il fut déplacé par Henri IV et fut reconstruit en 1893. Il était à l'origine jouxté d'un grand degré hors œuvre, supprimé à partir de 1541 et remplacé par un escalier à l'intérieur du portique jusqu'en 1767. Il se présente aujourd'hui comme un arc de triomphe à deux niveaux comportant trois arcades chacun. Deux sont en plein cintre et la troisième est en anse de panier.

#### Aile de la Belle Cheminée et ancien théâtre du Palais

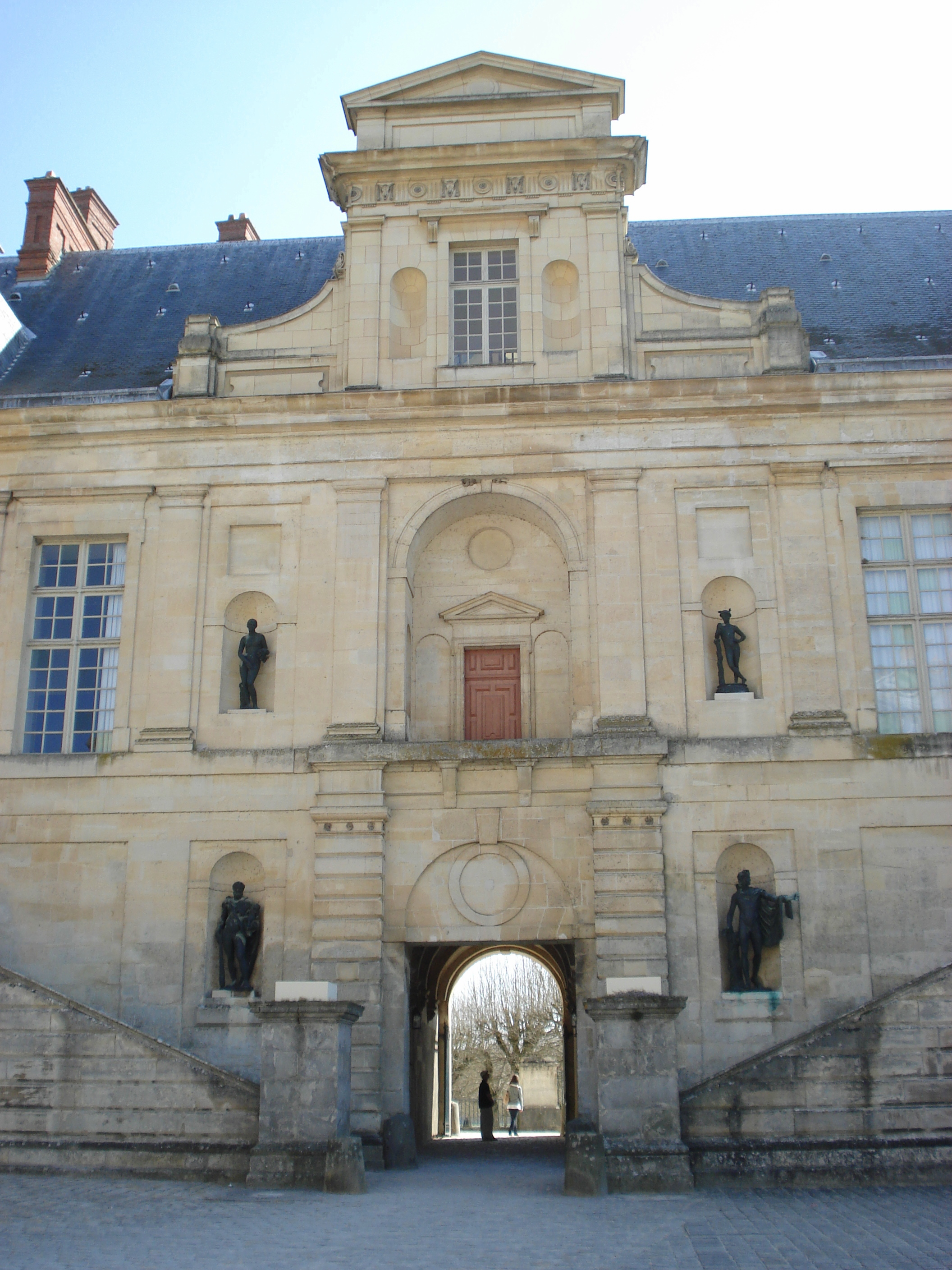
L'escalier monumental de l'aile de la Belle Cheminée.

L'aile de la Belle Cheminée, dite aussi aile de l'Ancienne Comédie, bâtie entre 1565 et 1570 en pierre de Saint-Leu sur les dessins du Primatice. Commandée par Catherine de Médicis, elle tire son nom de la cheminée qui occupait la grande salle au XVIIIe siècle. Elle fut abattue et ses sculptures furent dispersées. Le nom d'Ancienne Comédie lui vient de la salle de théâtre que Louis XV y avait fait aménager. D'abord dite « salle de la Belle Cheminée » de 1597 à 1601, elle fut appelée « salle de spectacle » dès 1725, à l'occasion du mariage de Louis XV ; elle fut détruite en 1856 par un incendie.
L'escalier extérieur monumental a deux rampes à l'italienne (rampes droites et opposées) ; il fait le lien avec la cour de la Fontaine.

#### Pavillon de la porte Dorée et appartements de Madame de Maintenon

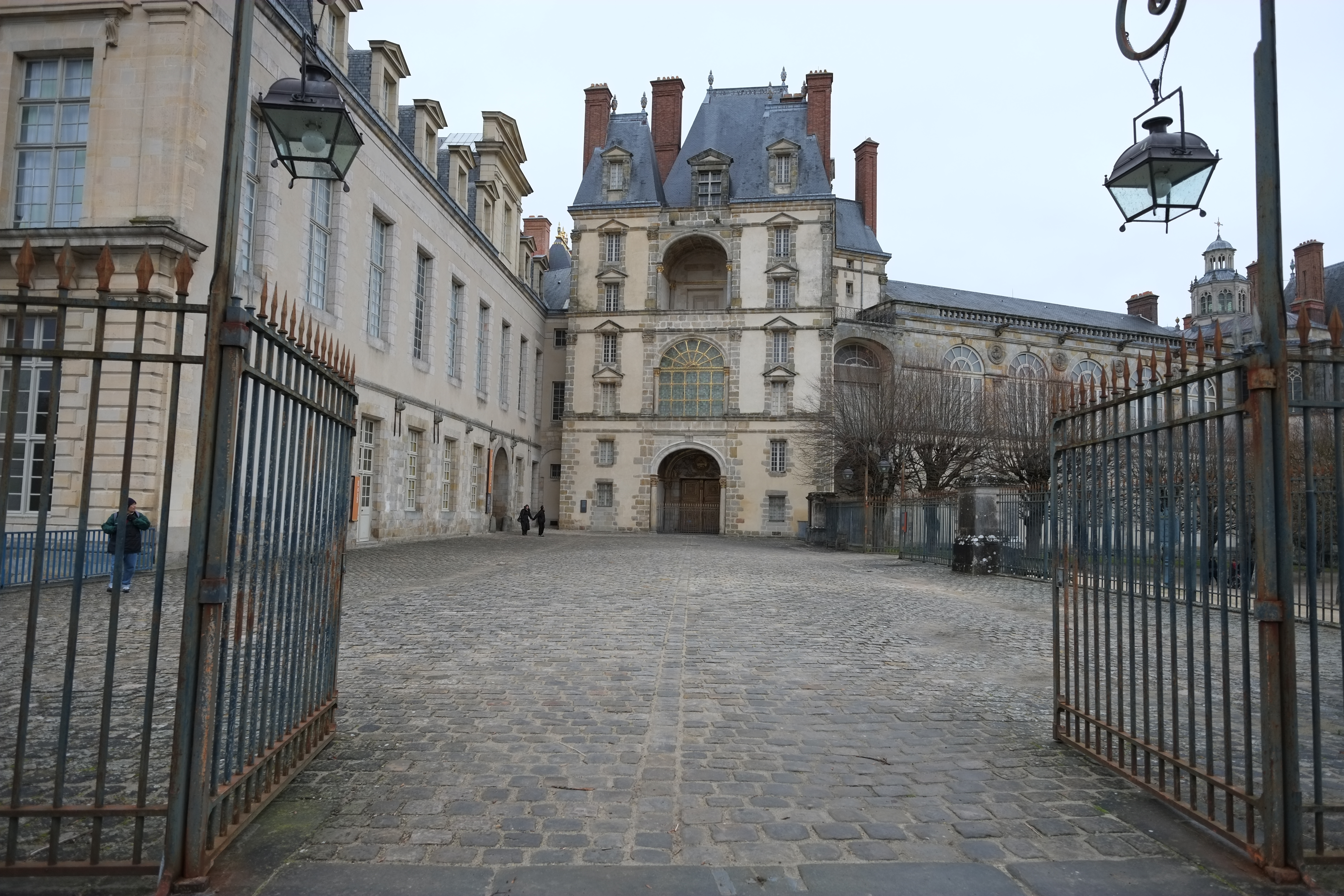
Une allée de tilleuls conduit au pavillon de la porte Dorée, dont la travée centrale est occupée par trois grandes arcades superposées.

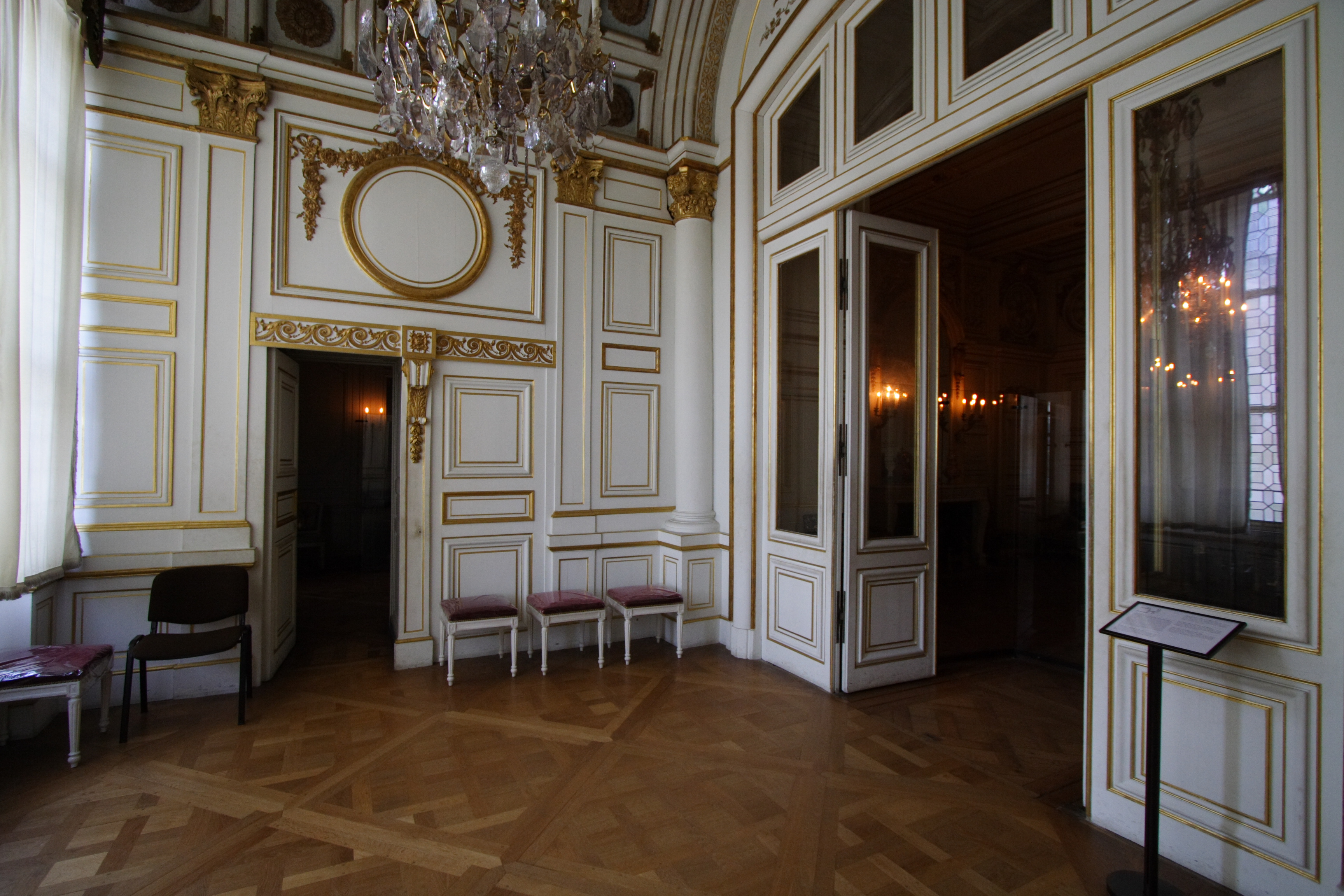
Les appartements de Madame de Maintenon.

La porte Dorée date de 1528. Elle constituait l'entrée d'honneur du château jusqu'à l'ouverture de la porte du Baptistère sous Henri IV. Les murs sont de moellon enduit de crépi et l'architecture est soulignée par la pierre de taille de grès gris qui trace les lignes de force (pilastres d'ordre pseudo-corinthien à l'étage, chambranles) et compose les lucarnes couronnées comme les fenêtres de frontons triangulaires, parmi les premiers de ce type dans un château de France au siècle de la Renaissance, tandis que le toit en pavillon garde l'empreinte de la tradition gothique.
Le tympan est orné de la salamandre de François Ier. À chacun des deux étages s'ouvrait une loggia à l'italienne. Celle du premier étage, fermée par un vitrage sous Louis XIII correspond à l'appartement de Madame de Maintenon. Les intérieurs sont décorée par les peintures du Primatice et son atelier entre 1534 et 1544, et qui ont été restaurées : le porche est orné en 1534 par le Primatice de deux scènes de l’Histoire d'Hercule ; il décore le vestibule de six scènes, dont plusieurs tirées de l’Iliade. Entre l'arc de la porte et le vestibule, Benvenuto Cellini a imaginé et fondu en bronze la fameuse nymphe de Fontainebleau, qui ne sera jamais installée sur place, ayant été offerte à Diane de Poitiers par Henri II pour le château d'Anet (aujourd'hui au musée du Louvre).
Les appartements dits « de Madame de Maintenon » ont été habités en 1625 par la princesse de Conti, en 1641 par Cinq-Mars, par le maréchal de Villeroy sous Louis XIV, puis par Madame de Maintenon entre 1686 et 1715. Sous Louis XV, les appartements sont occupés par la duchesse de Bourbon, puis par Charlotte-Aglaé d'Orléans, et enfin par le comte de la Marche et Marie Fortunée d'Este-Modène. En 1804, les appartements deviennent les quartiers privés de Louis Bonaparte. En 1837, ils sont occupés par le duc et la duchesse de Broglie, puis par le maréchal Gérard en 1839, et Madame Adélaïde en 1845. Sous le Second Empire, les appartements sont habités par la princesse Mathilde, puis par Anna Murat en 1863 et 1864, et enfin le duc d'Albe en 1868.
PassageCette petite pièce, édifiée à l'emplacement d'une terrasse, était utilisée comme cabinet de toilette sous Louis-Philippe.

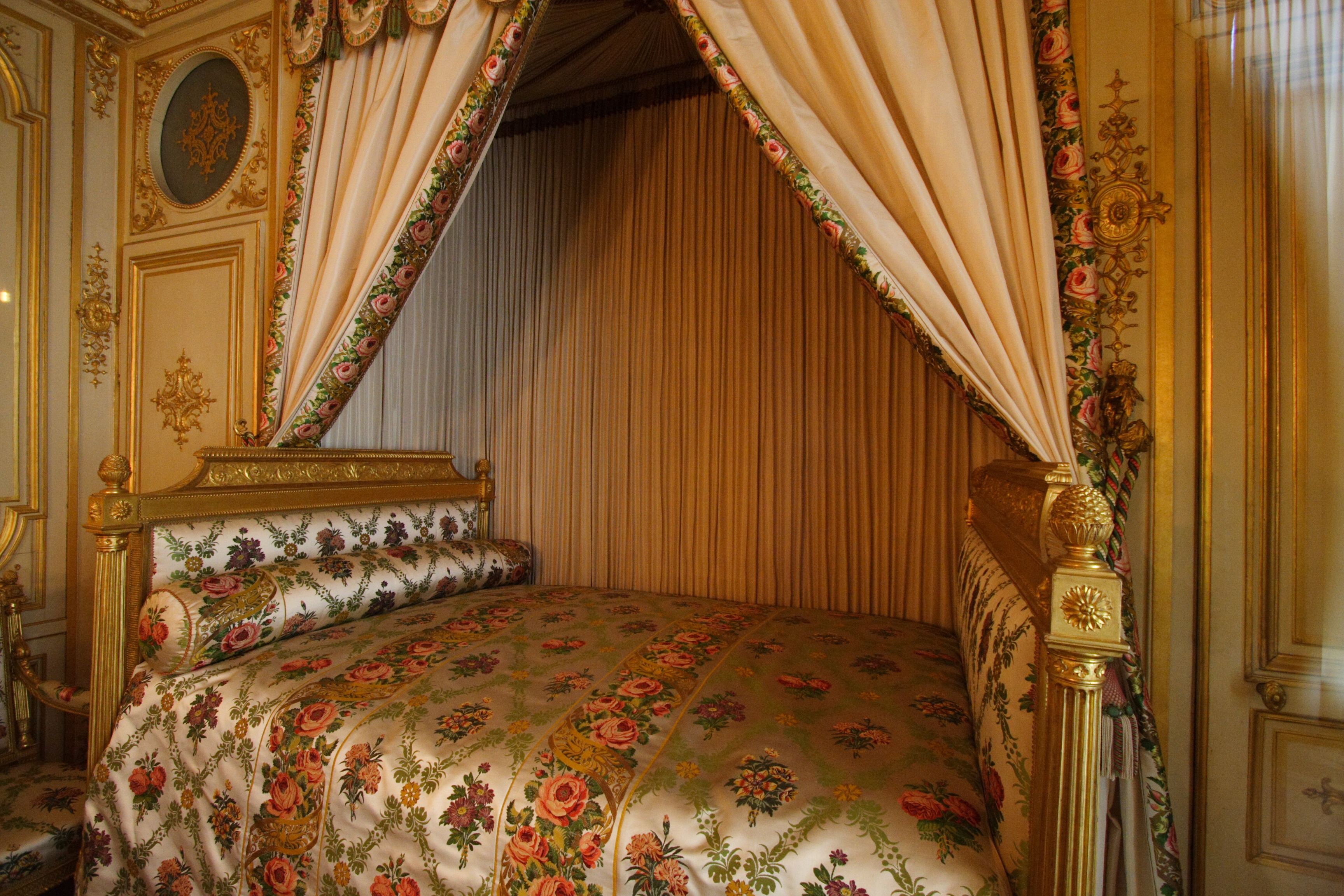
La chambre de Madame de Maintenon, détail.

Chambre à coucherLes boiseries de la chambre, réalisées en 1725, furent rehaussées sous Louis-Philippe. Le mobilier a gardé son état Louis-Philippe : il se compose d'un lit en bois doré réalisé pour Madame Élisabeth par Sené et Vallois sous la direction de Hauré en 1787, de deux fauteuils et d'un tabouret à éperon provenant du cabinet intérieur de Marie-Antoinette à Saint-Cloud. Le mobilier a été recouvert en 1837 de satin blanc à losanges verts et bouquets de fleurs, tissé entre 1812 et 1814 par Lacostat, avec des bordures réalisées en 1809-1810. Le tout fut retissé entre 1979 et 1982. Le reste du mobilier se compose entre autres d'une commode Boulle datant de la fin du XVIIe siècle ou du début du XVIIIe siècle, achetée en 1837, d'une pendule « des trois Grâces » appartenant au général Moreau, réalisée vers 1770 et entrée au château en 1804, et d'un candélabre de style Louis XVI.
Cabinet de travailLes boiseries de cette pièce furent réalisées par Lalande en 1686. La cheminée de style Louis XV fut posée en 1836. Du reste, le cabinet conserve son état Second Empire. Le cabinet est notamment meublé de fauteuils en bois doré de Sené entrés au château en 1837, d'un bas d'armoire formé d'une ancienne encoignure transformée au XIXe siècle, d'une console Louis XV, d'une pendule Boulle et d'un vase de Sèvres du XVIIIe siècle. Les murs sont ornés de deux tableaux en tapisseries de Beauvais réalisés par Milice : Le Printemps, et Les Bijoux.

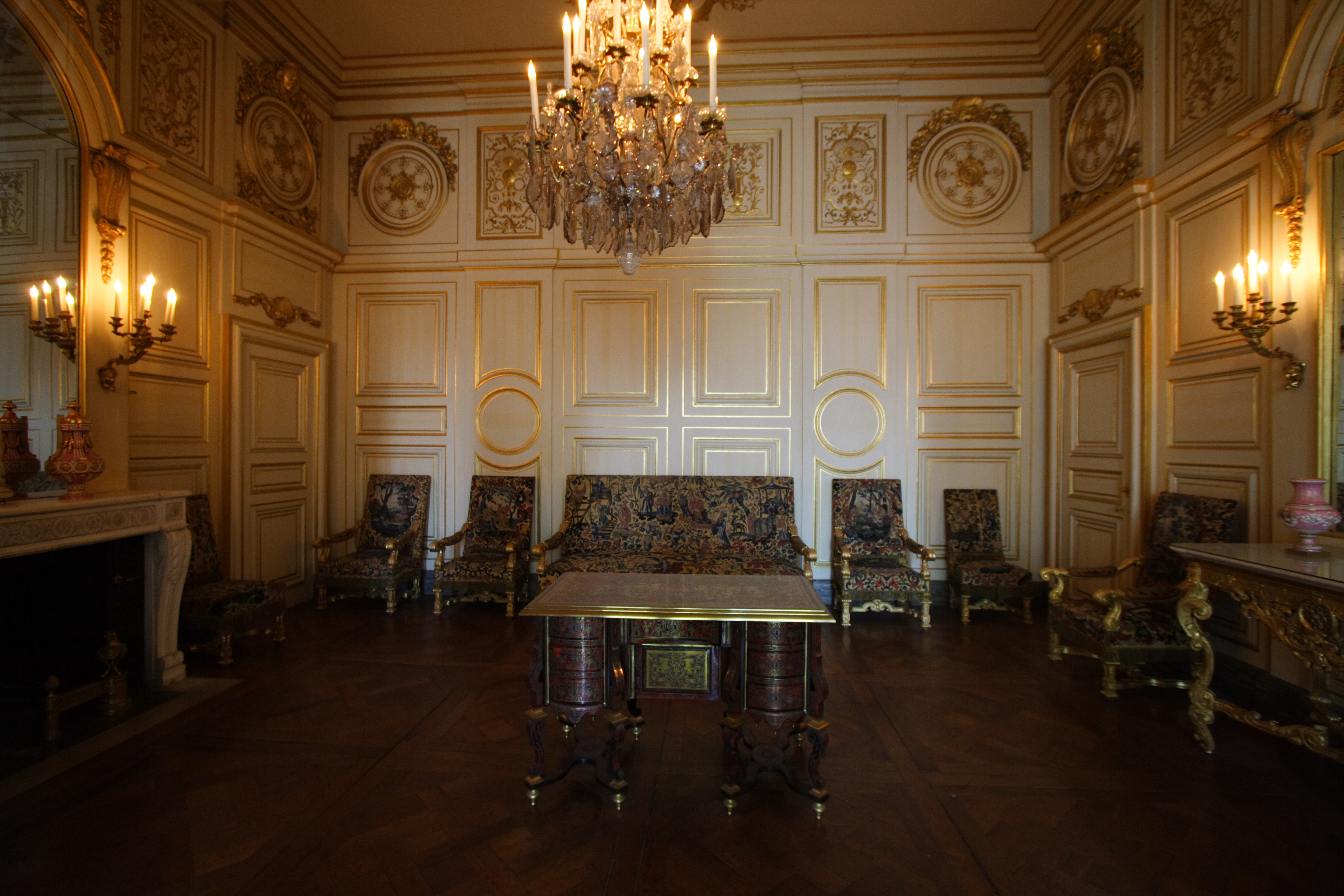
Le Grand salon.

Loggia et Grand salonLa loggia fut vitrée en 1641, et les boiseries furent réalisées en 1686. Le sculpteur et doreur Lalande renouvela la décoration et remplaça les anciens stucs, ses travaux coûtant près de 1 500 livres. Jean Dubois, qui refit les tableaux et les trumeaux, reçu 1 770 livres, tandis que le miroitier Guimard remplaça les glaces. Le décor mural de la pièce date en partie de 1686 (amours et soleil royal, corne d'abondance) et de 1836 (trumeau de la cheminée, panneaux armoriés et rosaces en carton-pierre). Le mobilier a gardé son état Second Empire : dans la loggia, un lustre du XVIIIe siècle, augmenté en 1847 et des tabourets en bois peint d'époque Louis XVI, et dans le salon, des sièges en bois doré d'époque Louis XIV avec des tapisseries datant de la fin du XVIIe siècle, des canapés et fauteuils achetés en 1855, un bureau Mazarin des ateliers Boulle datant de la fin du XVIIe siècle et restauré au XIXe siècle, une console en bois doré du début du XVIIIe siècle, un lustre du XVIIIe siècle, une pendule Louis XVI en marbre blanc ornée de L'Innocence raillée par l'Amour, des feux en bronze doré d'époque Louis XVI, et deux paires de vases de Sèvres à fond rose entrés en 1863.
AntichambreCette pièce, aux boiseries Louis XV, a servi de salle de bains au XVIIIe siècle. Son mobilier se compose de chaises de bois peint couvertes de tapisseries de Beauvais, datées du Premier Empire, et entrées en 1832, d'une commode Louis XVI, d'une pendule sculptée représentant L'Amour, réalisée vers 1765-1770, et de deux vases-carafes de Sèvres datant de 1857.
PassageUn autre passage, donnant sur l'antichambre, abrite une lanterne en cristal en forme de cul-de-lampe, datée du Premier Empire et entrée en 1835.
VestibuleCette pièce, aux boiseries datant de 1834, donnait sur les appartements de Madame de Maintenon, ainsi que sur l'escalier du roi, et sur un long couloir menant à la salle de bal. Elle est ornée d'une sculpture de Jean-Baptiste Joseph Debay, La Pudeur cède à l'Amour (salon de 1853) et de plusieurs peintures : La Détresse de Ménélas, d'après le Primatice (auparavant dans la chambre de Charles IX), deux paysages de l'école franco-flamande du début du XVIIe siècle (qui se trouvaient autrefois dans les appartements de Henri IV, dans la conciergerie du château), Allégorie de la peinture et de la sculpture (auparavant dans le cabinet de la volière), Allégorie du mariage de Henri IV et de Marie de Médicis et Flore (autrefois dans la chambre du roi) par Ambroise Dubois, La Félicité sous les traits d'Anne d'Autriche d'après Jean Dubois (auparavant dans la chambre de la reine, l'original est au Louvre). La pièce possède en outre une lanterne de la fin du XVIIIe siècle (entrée en 1810) et des bras pour deux lampes carcel datant de 1841, par Chaumont.
Petit salon Louis XVCette pièce fut décorée en 1840, et ornée de plusieurs peintures. Au plafond, L'Alliance de la peinture et de la sculpture, par Challe (salon de 1753) et sur les murs, La Justice amenant la Tempérance par Charles Errard, et sept figures de dieux tenant les signes du Zodiaque et symbolisant les mois de l'année (Minerve et le bélier représentent mars, Vénus et le taureau pour avril, Jupiter et le lion pour juillet, Céres et la vierge pour août, Vulcain et la balance pour septembre, Diane et le sagittaire pour novembre, Vesta et le capricorne pour décembre), par François Verdier. La pièce conserve également des cartons peints vers 1685-1686 d'après des tapisseries du XVIe siècle. Ce petit salon possède également des bras de lampe carcel réalisés en 1838 par Chaumont.

#### Aile de la salle de bal

##### Salle de bal

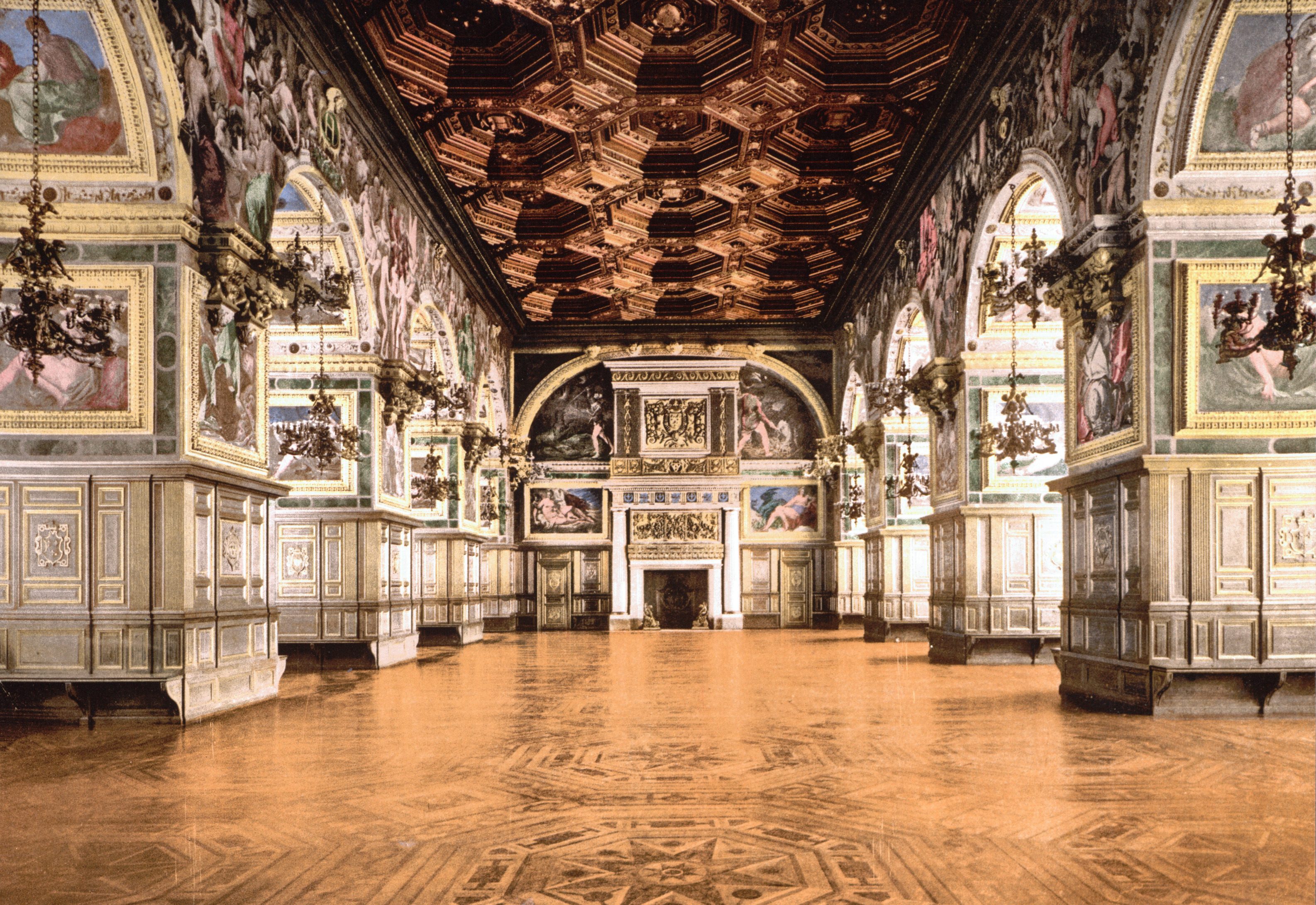
Vue générale de la salle de bal, photographie colorisée, vers 1900.

La salle de bal, dite parfois « galerie Henri II », longue de 30 m et large de 10 m, a une superficie qui dépasse 300 m2. À l'origine (sous François Ier), elle était une simple loggia (réalisée sous la direction de Gilles Le Breton) qui ouvrait sur la cour Ovale et les jardins, et qui devait être couverte d'une voûte en berceau, comme l'attestent les piles de consoles de retombée des arcs. François Ier puis Henri II décident de la transformer en une grande salle de réception et d'apparat pour y organiser les fêtes royales. La conception de la salle est confiée à l'architecte Philibert Delorme. Un marché de charpenterie est passé le 13 juillet 1548 pour le couvrement de la salle.

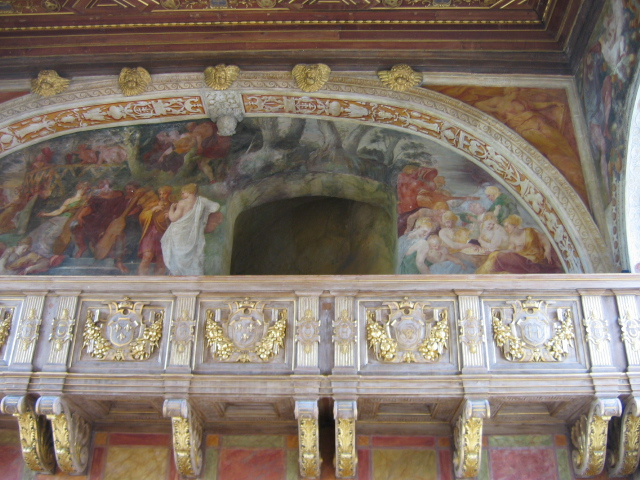
La tribune de la salle de bal.

Les peintures dont les dessins furent réalisés par le Primatice et exécutées en fresque par Nicolò dell'Abbate et son équipe, décorant la salle de bal, s'inspirent pour la plupart de la mythologie gréco-romaine. Sur le mur de la cheminée : Diane à la chasse, Sébastien de Rabutin tuant un loup-cervier, Diane, Cerbère et l'Amour, Hercule et le sanglier d'Érymanthe, et Diane conduisant un char attelé de dragons. Sur les murs latéraux : Le festin de Bacchus, Apollon et les Muses au Parnasse, Les Trois Grâces dansant devant les dieux, Les noces de Thétis et Pélée et la pomme de Discorde, Jupiter et Mercure chez Philémon et Baucis, Phaéton suppliant Apollon de lui laisser conduire son char, Vulcain forgeant les armes demandées par Vénus pour l'Amour, La Moisson, et huit trophées d'armes peints sous les culots sculptés. Dans les embrasures: L'Océan, Homme avec un enfant tenant des fruits, Amours dans les airs, Femme tenant une rame, Enfant et homme couronnés de pampre, Nymphe, Jupiter, Deux hommes tenant un gouvernail, Mars, Deux hommes, Junon, Pan, Deux hommes dont un tient une torche, Pomone, Esculape, L'Abondance, Hercule, Caron, un homme, et Cerbère, Homme endormi, Saturne et Mercure, Déjanire tenant la tunique de Nessus, Adonis, Deux hommes accoudés, Amours dans les airs, La Vigilance, Vénus parée des armes de Mars, Vénus et l'Amour, Narcisse, Ganymède enlevé par Jupiter, Amazone blessée et femme tenant un trait, Mars, Amphitrite, Arion, Vulcain, L'Assurance, Neptune, Hébé, La Résolution, Janus, Une source et une femme, Bacchus, Cybèle, Mars et Vénus, La Nuit ou la Vérité, Cupidon, l'Amour, et un homme se lamentant, Saturne, Flore, Le Sommeil, Homme assis sur une cathèdre, L'Hiver, Vulcain. Sur le mur du fond, au-dessus de la tribune : Un Concert.

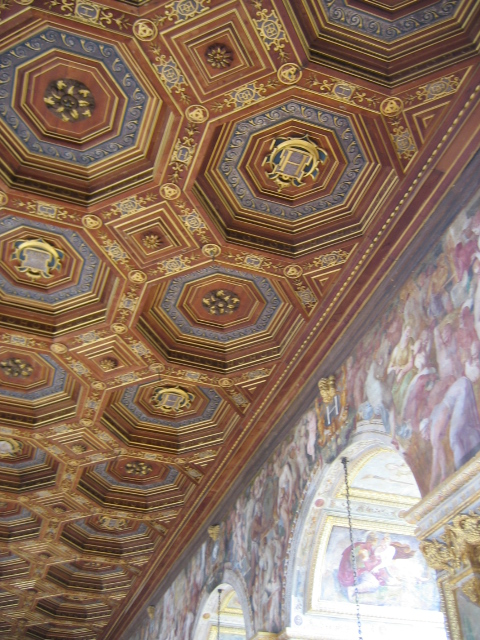
La salle de bal, détail du plafond.

La cour était invitée à des bals masqués extravagants : on a pu voir François Ier déguisé en centaure. Lors des fêtes, la table d'honneur était dressée sur des tréteaux près de la grande cheminée. Une fois le banquet terminé, on enlevait les tables pour danser. Les peintures furent peut-être restaurées par Toussaint Dubreuil sous Henri IV. Utilisée régulièrement jusqu'au règne de Louis XIII, la salle perdit son rôle festif au XVIIe siècle pour devenir une salle des Gardes occupée par les Cent-Suisses jusqu'à la Révolution. En 1642, le surintendant des bâtiments du roi, François Sublet de Noyers fait appel à Poussin pour savoir comment éviter des dégradations qui ruinent peu à peu le décor peint. La première grande campagne de restauration n'interviendra cependant qu'en 1834, date à laquelle Jean Alaux repeint la totalité des fresques, parfois avec lourdeur, selon le procédé « Vivet ». Les menuiseries (plafond et tribune) sont quant à elles restaurées par le sculpteur Lambert-Théophile Lefébure, et le menuisier Poncet. Les lambris sont également refaits, ainsi que la marqueterie du parquet, qui reprend le schéma du plafond à caissons décoré d'or et d'argent, inspiré directement du plafond de la basilique de Constantin à Rome, et exécuté à partir de 1550 par Francesco Scibec de Carpi, lequel avait été choisi par un marché du 19 février et du 4 juin 1550 pour les travaux de menuiseries: le plancher, l'estrade (en février 1550), le plafond (en juin 1550), la tribune, et les lambris. De nouvelles restaurations sont menées en 1858, 1865, 1883-1885, et entre 1963 et 1966, date à laquelle on tente de supprimer le travail de Jean Alaux, et où est rouverte la baie de la tribune.

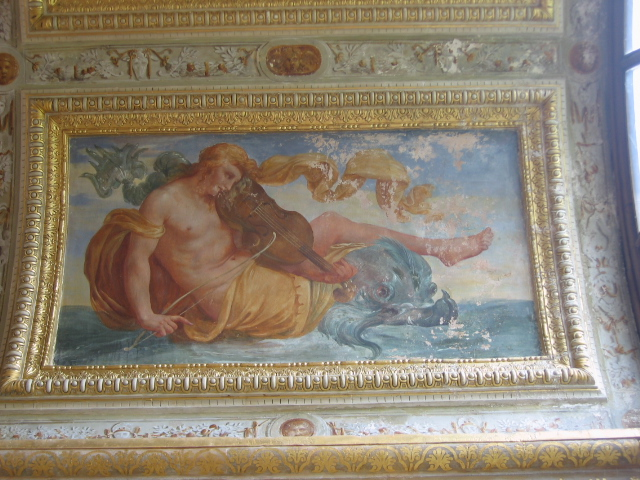
Le détail d'une embrasure.

La cheminée de la salle dessinée par Philibert Delorme repose sur deux atlantes en bronze moulé représentant des satyres, moulages d'antiques conservés au musée du Capitole, peints et dorés en 1556 par Guillaume Rondel. Fondus à la Révolution, ils ont été refaits à Rome en 1966. Durant ce temps, ils furent remplacés en 1805 par des colonnes en plâtre de Percier et Fontaine. La cheminée est également décorée du chiffre « H » de Henri II mêlé aux deux « C » entrecroisés de Catherine de Médicis, ainsi que des représentations d'arcs, de flèches, de carquois, de fleurs de lys et des emblèmes de l'ordre de Saint-Michel. Les lustres néo-renaissance sont l'œuvre de Soyer et Ingé, en 1837.
La porte d'entrée en pierre de taille réalisée par Philibert Delorme date du règne de Henri II et était autrefois peinte, comme le prouve un paiement fait en 1558 à deux peintres. Les vantaux aujourd'hui disparus avaient été réalisés par le menuisier Ambroise Perret.
La salle de bal fut utilisée pour des événements d'importance, comme la cérémonie durant laquelle le cardinal de Richelieu fut fait chevalier de l'ordre du Saint-Esprit et pour le mariage du duc d'Orléans en 1837.

##### Chapelle Saint-Saturnin

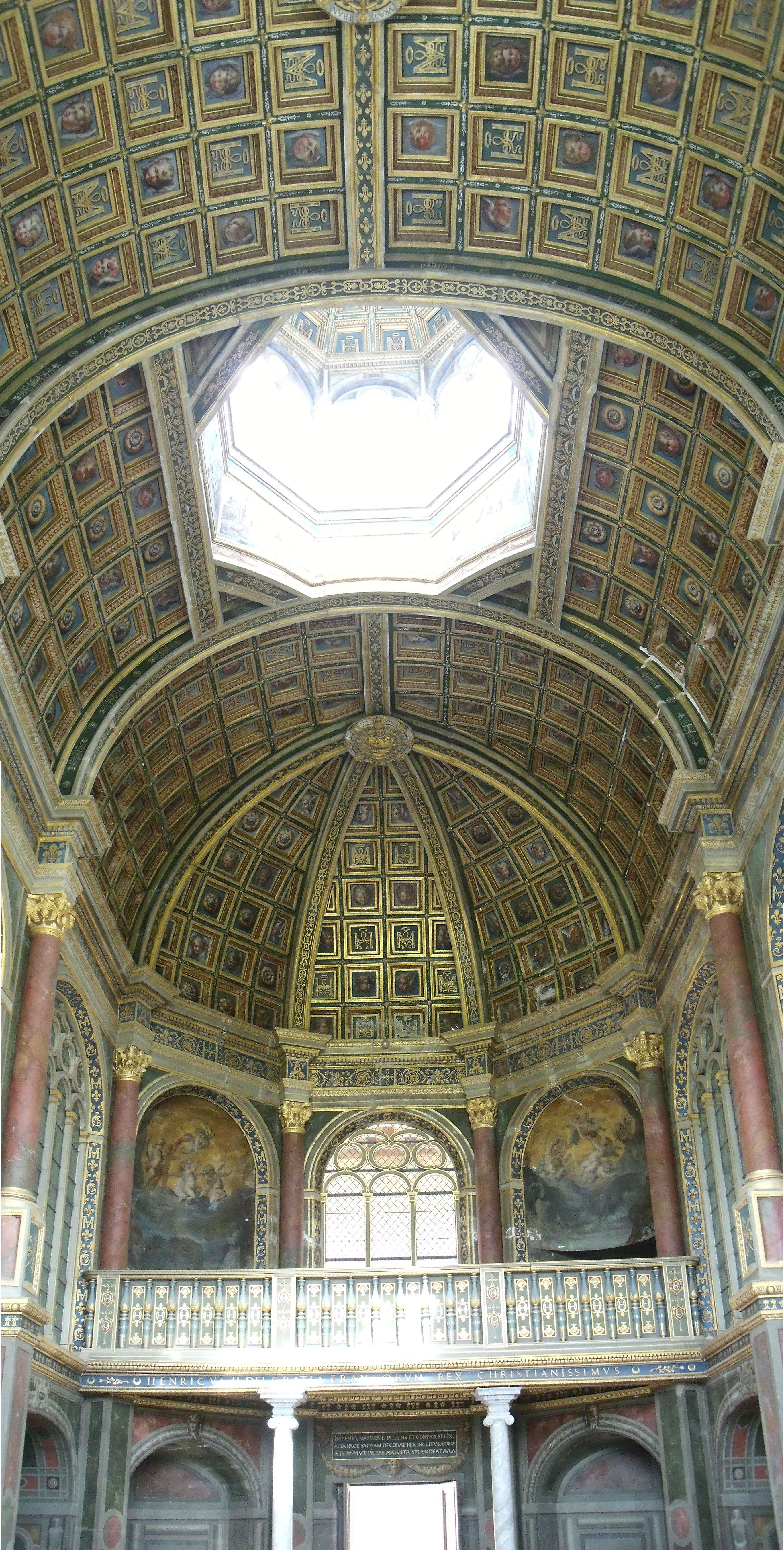
Niveau supérieur de la chapelle Saint-Saturnin conçu pour être éclairé en transparence.

La chapelle Saint-Saturnin est située entre la cour Ovale et le Parterre, à l'extrémité de la salle de bal. C'est une chapelle double (ou à étage), comprenant en fait deux chapelles : une basse, pour les domestiques et les officiers, et une haute, l'étage noble, réservé au maître de maison et à sa famille. Cette disposition rappelle celle de la Sainte-Chapelle du palais de la Cité à Paris et de quelques autres Saintes chapelles royales ou princières.
Construite en pierre de taille et plus dégagée qu'elle ne l'est aujourd'hui, elle apparaissait comme le pendant du portique de Serlio avec lequel elle partageait de nombreux traits français : arcs en anse-de-panier, chapiteaux de fantaisie, ici avec le cerf de Fontainebleau.
On situe les débuts des travaux de la chapelle en 1541, mais le portique est de 1531. Par la suite, elle s'est trouvée enveloppée par l'aile de la salle de bal, construite sous François Ier et Henri II, et par l'aile construite sous Henri IV entre le pavillon des Dauphins et la chapelle, avec une façade sur cour imitant celle de la salle de bal. Elle est achevée en 1546.
La chapelle basse occupe l’emplacement d'une ancienne chapelle du XIIe siècle. Celle-ci ayant disparu sous François Ier, elle fut reconstruite puis restaurée sous Louis-Philippe qui y fait poser de grands vitraux réalisés par Émile Wattier. Dans les vitraux, peints sur les dessins de la princesse Marie, on peut lire cette inscription : « Cette chapelle, bâtie en 1169 par le roi Louis VII, a été consacrée par saint Thomas Becket ».
Dès le règne de François Ier, la chapelle haute aurait dû recevoir un riche décor religieux, mais celui-ci ne fut que partiellement mis en place. Dans ce décor, les douze pilastres de la chapelle devaient être ornés des fameux Apôtres émaillés réalisés par Léonard Limosin, qui furent finalement placés par Philibert Delorme au château d'Anet. Le tableau La Sainte Famille de François Ier de Raphaël ornait le maître-autel avant d'être transféré au Louvre et d'être remplacé par une copie dans la chapelle. La tribune de l'orgue, réalisée sous Henri II, est dessinée par Philibert Delorme et exécutée par le menuisier Scibec de Carpi, et a été entièrement refaite au XIXe siècle. Il ne reste de l'ancien ouvrage que deux colonnes ioniques en marbre, taillées par Ambroise Perret en 1554. En 1612, une commande passée à Ambroise Dubois prévoyait l'exécution de six grandes toiles pour couvrir les fenêtres aveuglées. Leur réalisation fut interrompue par la mort de l'artiste en 1614, mais fut reprise en 1631 par son fils Jean Dubois qui partage alors son travail avec son oncle Claude d'Hoey. L'ensemble est aujourd'hui détruit, à part le décor peint en grisaille d'or en 1639 de la chapelle basse, par Claude d'Hoey.
La chapelle haute fut transformée en bibliothèque sous Napoléon Ier et le resta jusqu'au Second Empire et le déménagement des livres dans la galerie de Diane. La chapelle basse fut dotée sous Louis-Philippe Ier de nouveaux vitraux, d'après les cartons de Marie d'Orléans.

##### Salle des colonnes
Située sous la salle de bal, la salle des colonnes a été aménagée par Louis-Philippe. Elle doit son nom aux paires de colonnes qui scandent le passage entre chaque travée de fenêtres.

### Bâtiments duXVIIesiècle

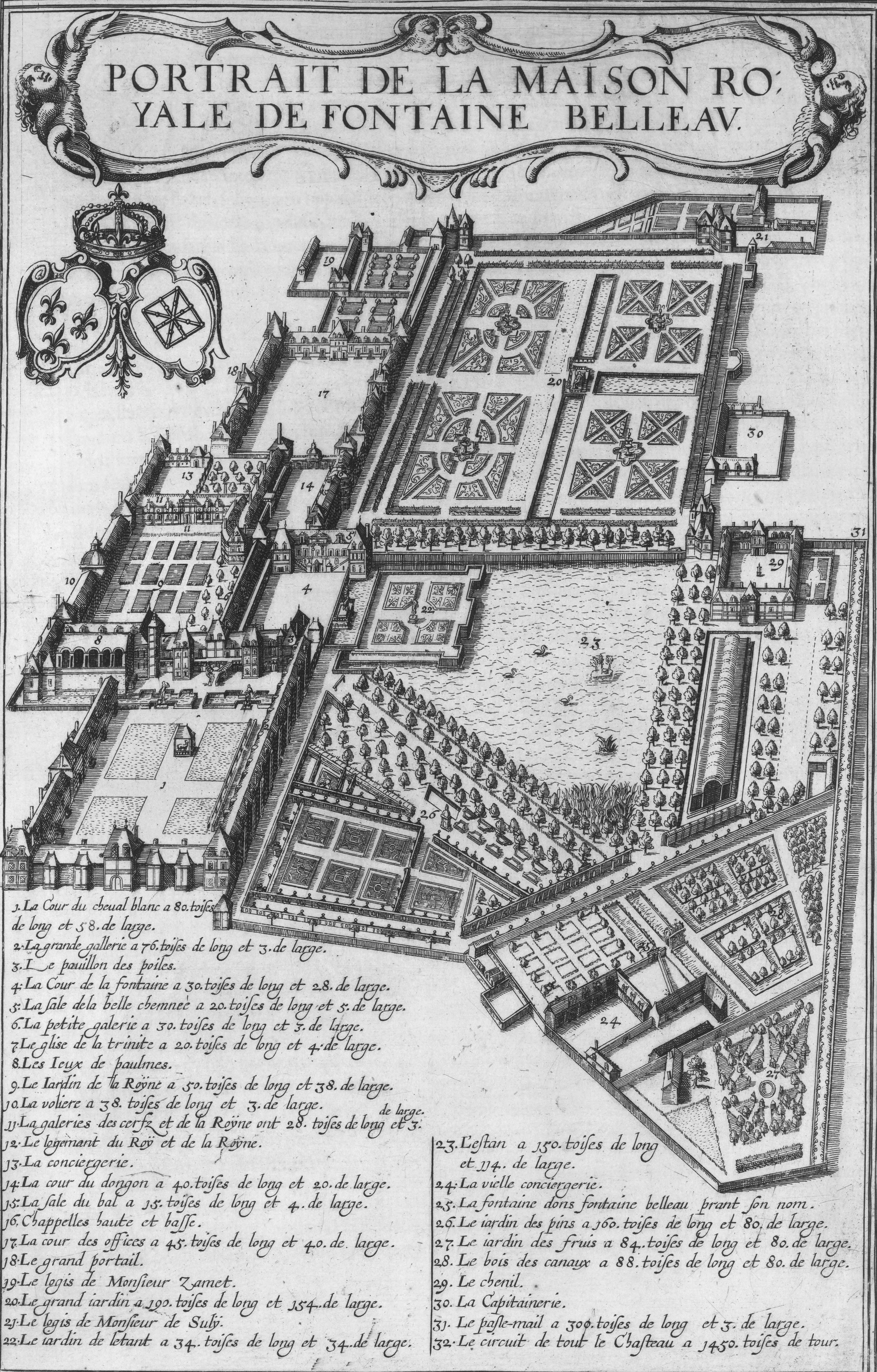
Le château en 1618, atlas Van der Krogt.

#### Hôtel des secrétaires d'État
L'hôtel des secrétaires d'État a été construit sous le règne de Louis XIV afin de loger l'administration lors de déplacements importants.

#### Jeu de paume
(8 sur plan Van der Krogt)

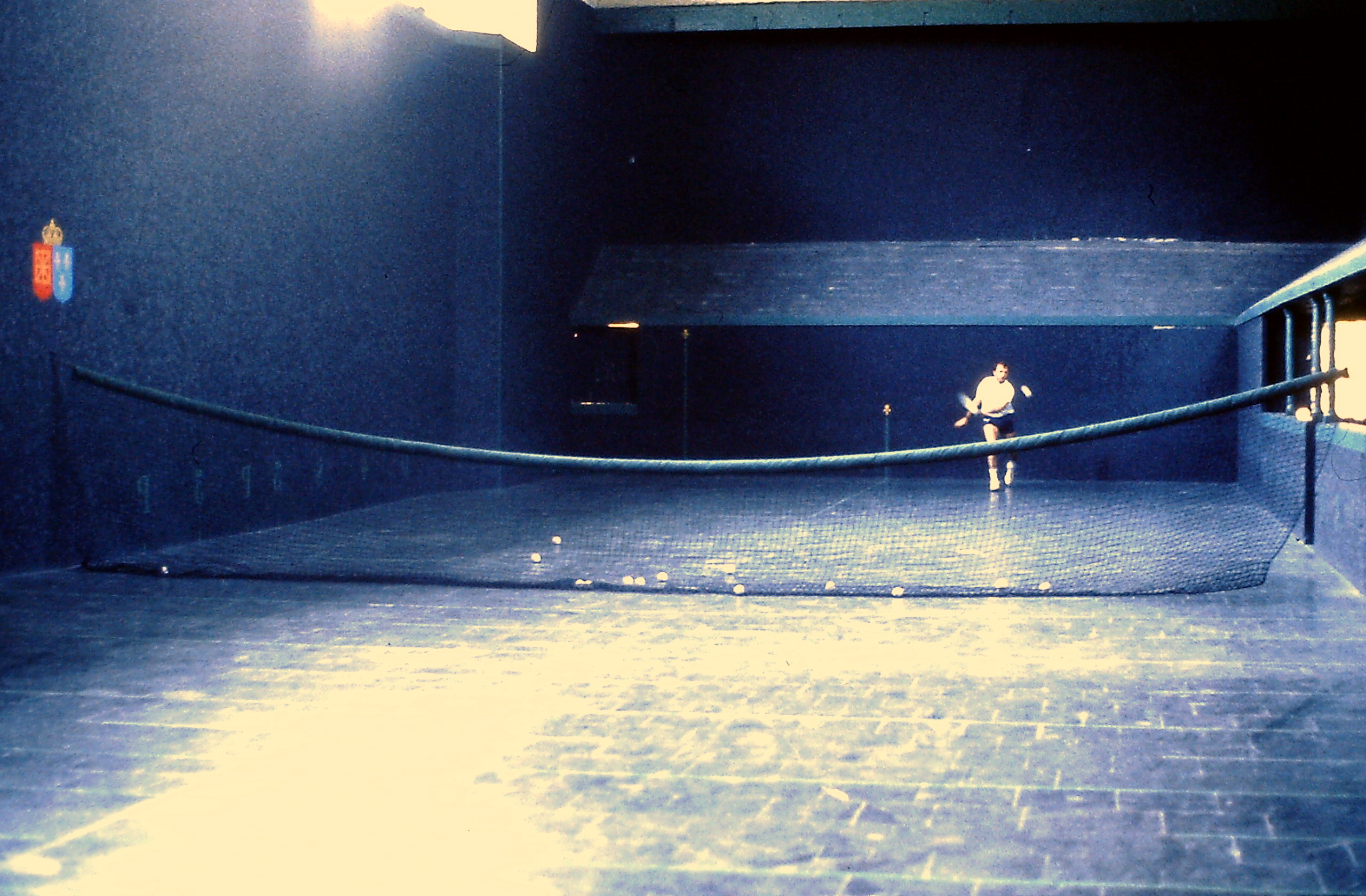
Le jeu de paume du château de Fontainebleau en 1991.

Le jeu de paume est un bâtiment situé au nord du château. Ce type de construction, réservé aux divertissements royaux du jeu de paume (ancêtre du tennis) était courant dans les demeures royales du XVIIe siècle. Le jeu de paume de Fontainebleau fut surtout utilisé par le roi Henri IV. Construit par celui-ci vers 1600, le jeu de paume fut en proie à un incendie au XVIIIe siècle qui le détruisit complètement. Il fut immédiatement reconstruit au même endroit.

#### Aile de la galerie des Cerfs
(11 sur plan Van der Krogt)

##### Galerie de Diane

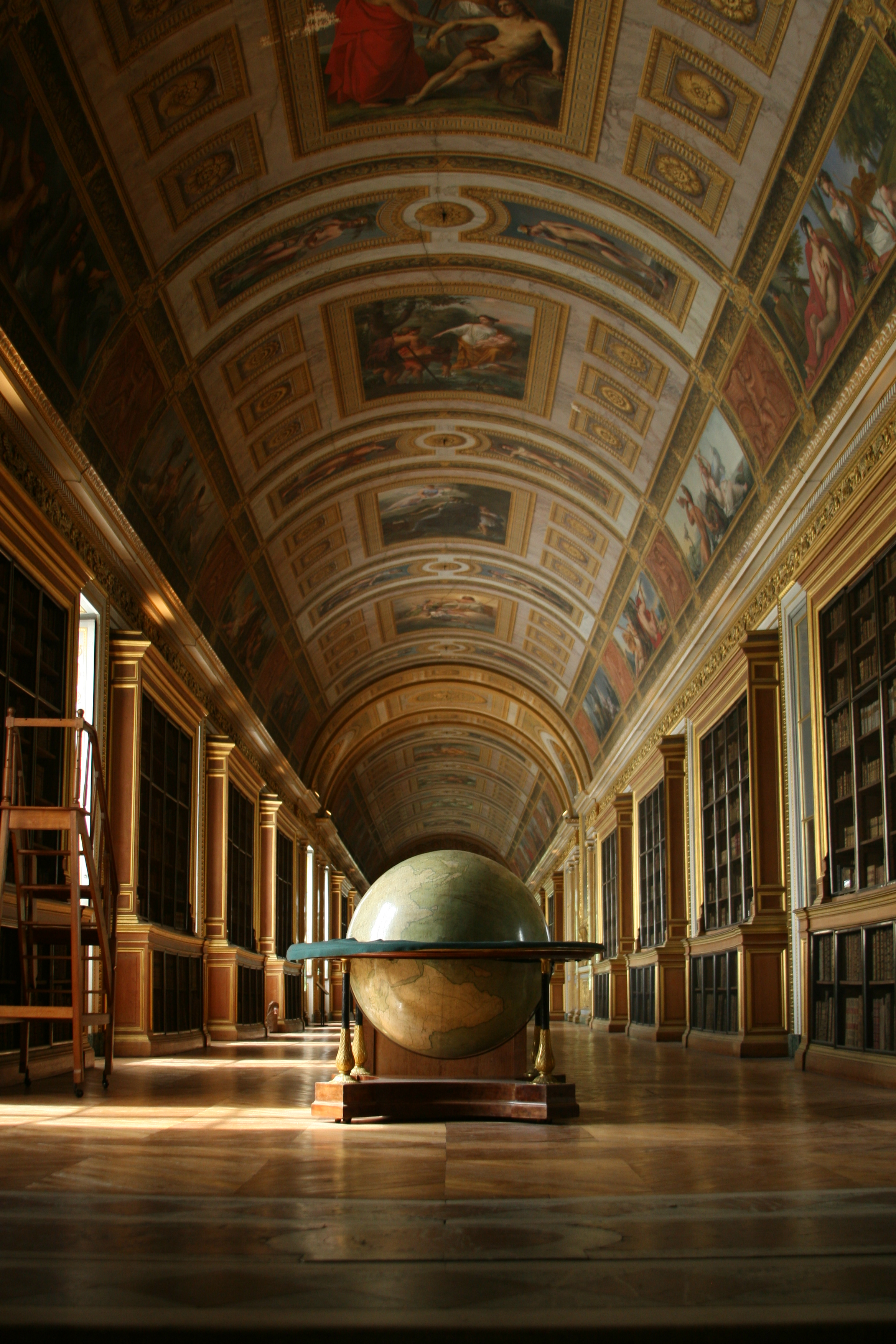
La bibliothèque du château de Fontainebleau installée dans la galerie de Diane.

Cette galerie dorée autrefois appelée « galerie de la reine » (elle reliait les appartements de la reine et le cabinet de la volière), longue de 80 m et large d'environ 10 m, a été décorée une première fois de scènes illustrant le mythe de Diane, celui d'Apollon, et les victoires du roi, par Ambroise Dubois et Jean de Hoey, sur les attiques en bois des murs et le plafond de la voûte brisée. Son ancien décor nous est notamment connu grâce à un riche album aquarellé de Percier, et à des fragments de peintures et de lambris, conservés aujourd'hui au château. Pendant la Révolution la galerie de Diane devient une prison dans laquelle furent incarcérés, entre autres, des religieux Trinitaires. Abîmée au XIXe siècle, elle fut restaurée d'abord sous Napoléon Ier par l'architecte Maximilien Joseph Hurtault qui supprima les décors du XVIIe siècle, puis pendant la Restauration, époque à laquelle sa voûte fut ornée dans le style du peintre David, par Merry-Joseph Blondel (Diane sur son char allant vers Endymion) et Abel de Pujol. Ces décors sont complétés de 24 scènes historiques dans le style « troubadour » (notamment Charlemagne passe les Alpes par Hyppolite Lecomte) dont 8 nous sont parvenues. Utilisée comme salle des banquets par Louis-Philippe, elle est transformée en bibliothèque sous le Second Empire, en 1858. Ses principaux conservateurs au XIXe siècle furent entre autres Auguste Barbier, Vatout, Jacques-Joseph Champollion, Octave Feuillet et Jean-Jacques Weiss. Contenant aujourd'hui près de 16 000 volumes rassemblés grâce à Guillaume Budé à partir de 1530, elle possède en son centre un globe terrestre installé au Second Empire et réalisé auparavant pour Napoléon Ier en 1810, et qui devait être installé aux Tuileries.

##### Galerie des Cerfs

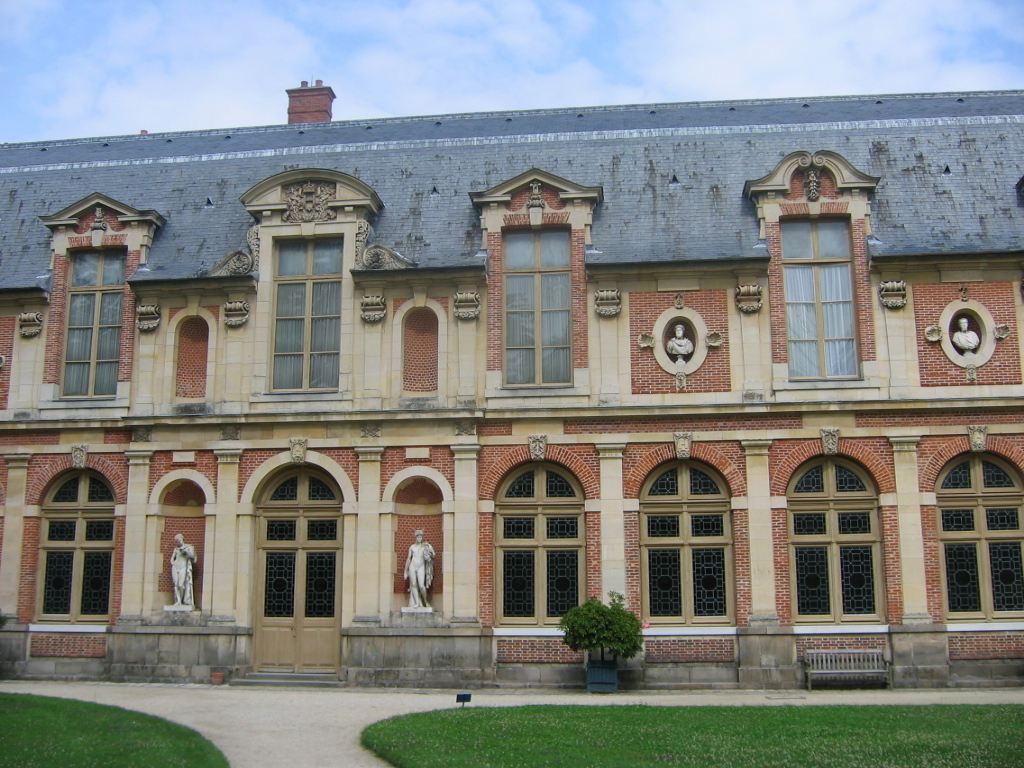
L'aile de la galerie des Cerfs.

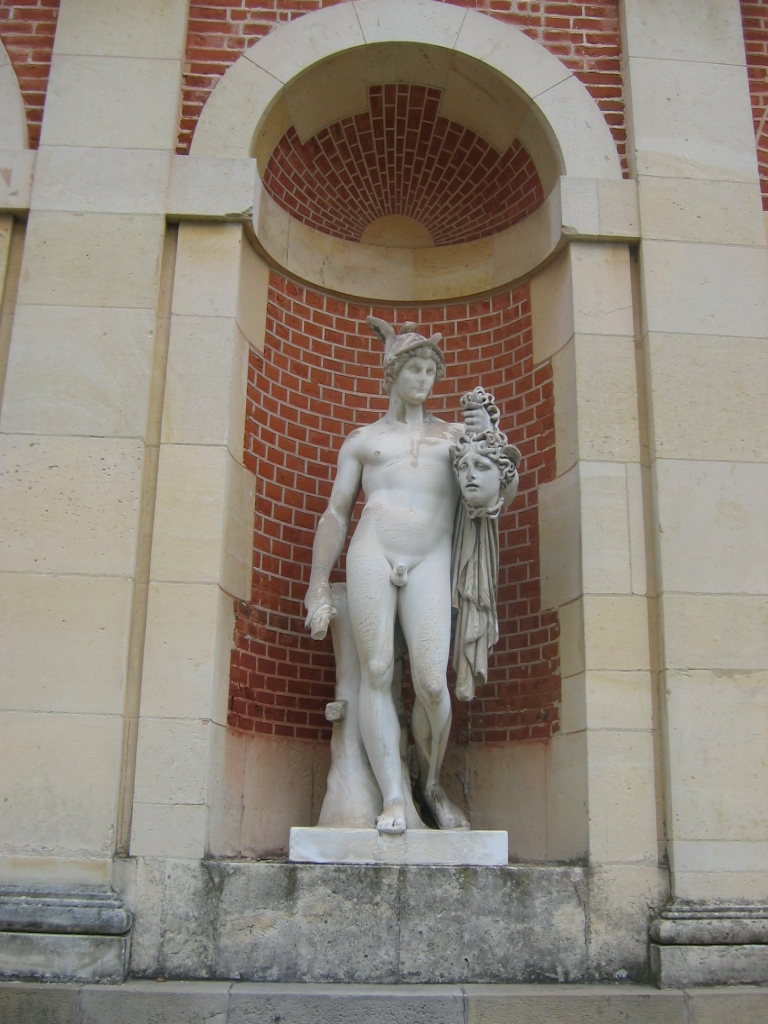
Persée, sculpture dans une niche de la façade côté jardin de l'aile de la galerie des Cerfs.

La Galerie des Cerfs date du début du XVIIe siècle et a été restaurée au Second Empire : elle avait été divisée en appartements au XVIIIe siècle et avait servi sous Napoléon Ier d'appartements pour les frères et sœurs de l'Empereur. Elle est longue de 74 mètres et large de 7 mètres. Située en rez-de-chaussée, elle doit son nom aux 43 têtes de cerfs (seuls les bois sont naturels, les têtes sont en plâtre et les yeux sont en verre) qui la décorent, installées en 1642 (elles furent toutes refaites au XIXe siècle). Elle est notamment ornée de peintures à l'huile sur plâtre réalisées entre 1601 et 1608 par Louis Poisson, refaites sous Napoléon III et présentant 13 vues cavalières des grandes demeures royales sous Henri IV (Saint-Germain-en-Laye, Chambord, Amboise, Villers-Cotterêts…). Ces cartes possèdent des cadres imitant le stuc, comportant des cartouches aux motifs de cuir et peints de paysages en camaïeu. Le plafond est quant à lui orné de motifs de vénerie réalisés vers 1639-1640. La galerie conserve également les fontes d'origine des copies de statues antiques exécutées par le Primatice en 1540. Ces statues ont été apportées du Louvre en 1967. Ainsi sont exposées des copies de Laocoon et ses enfants, de La Vénus de Cnide, de l’Apollon du Belvédère, de l’Hercule Commode, et de l’Ariane endormie, mais aussi de la Diane à la biche, copie d'antique exécutée en 1602 par Barthélémy Prieur, qui ornait auparavant le jardin de Diane. Cette galerie fut le théâtre de l'assassinat de Giovanni, marquis de Monaldeschi, favori de Christine de Suède, le 10 novembre 1657. Fortement remaniée sous le Second Empire à partir des modifications du début du XIXe siècle, la galerie subit une restauration partielle sous l'égide des artistes Pacard et Denuelle, qui entreprirent notamment de remplacer les lambris en bois de la partie basse des murs, fortement endommagés, par un décor imitant à l'identique les lambris peints de la chapelle Saint-Saturnin.

#### Porte du Baptistère

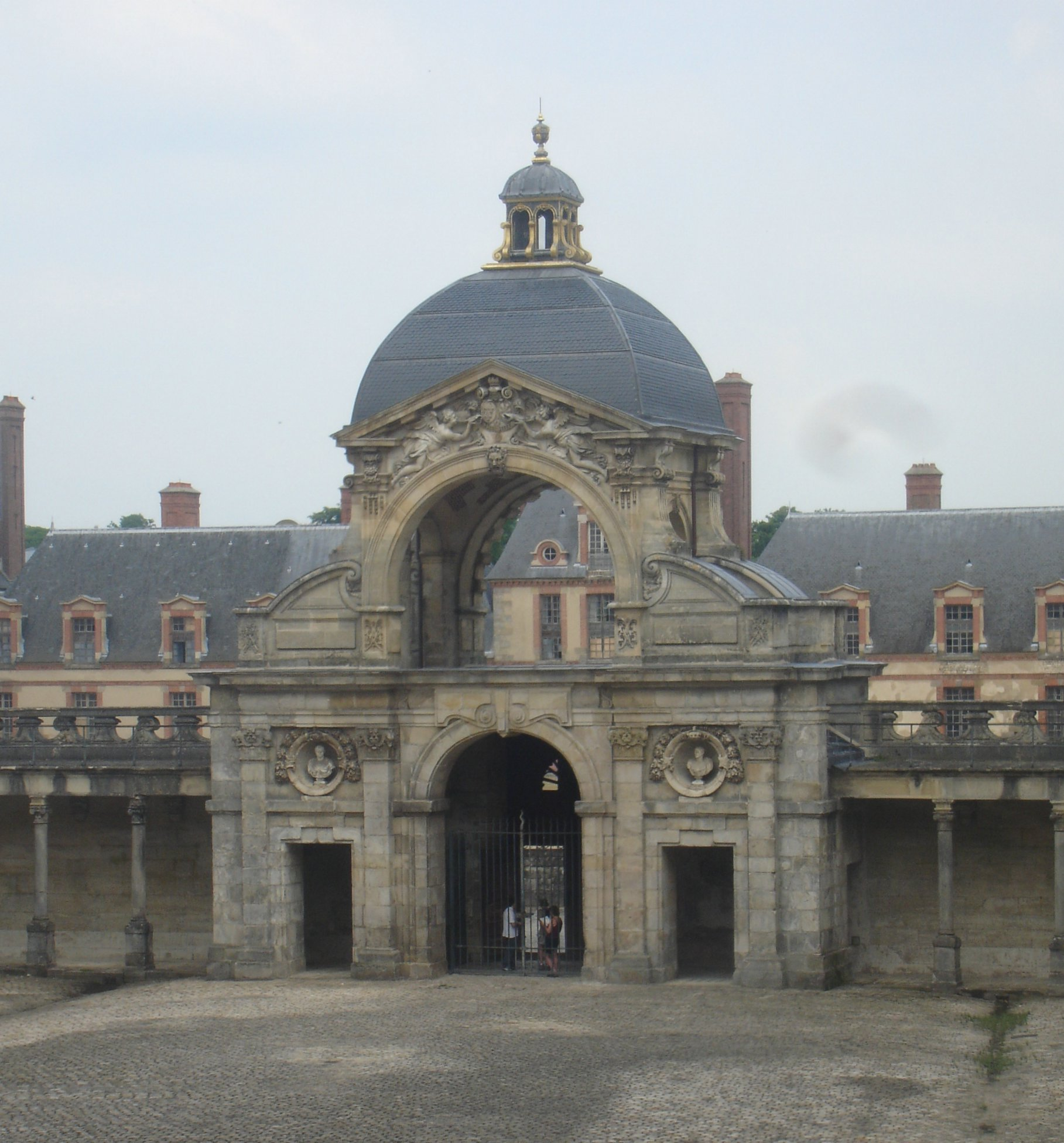
La porte du Baptistère.

(Entre 14 et 17 sur le plan Van der Krogt)
La porte du Baptistère, ou porte Dauphine, doit son nom au baptême de Louis XIII et ses sœurs, Élisabeth et Christine, qui a eu lieu le 14 septembre 1606, à l'emplacement de la plate-forme. Située à l'emplacement d'une ancienne porte, aux bossages rustiques en grès, construite en 1565 par le Primatice et qui constitue aujourd'hui le rez-de-chaussée de l'édifice, la porte triomphale actuelle possède un étage en forme d'arcade surmonté d'un dôme à pans dont le fronton triangulaire est orné de sculptures représentant deux victoires soutenant les armes d'Henri IV. Des bustes — copies d'antiques — ornent les niches de la façade intérieure.

### Bâtiments duXVIIIesiècle

#### AileLouisXV
C'est l'aile sud du château surélevée d'un étage, vers 1545-1546. À l'origine construite par François Ier, elle abritait la fameuse galerie d'Ulysse qui comportait près de 58 tableaux (connus aujourd'hui par les dessins préparatoires de Primatice conservés au musée du Louvre, et surtout grâce aux 58 gravures que Theodoor van Thulden réalisa au XVIIe siècle). Louis XV, soucieux de trouver de nouveaux espaces la transforma de 1738 à 1741, puis de 1773 à 1774, en fonction des disponibilités offertes par le trésor royal.

##### MuséeNapoléonIer

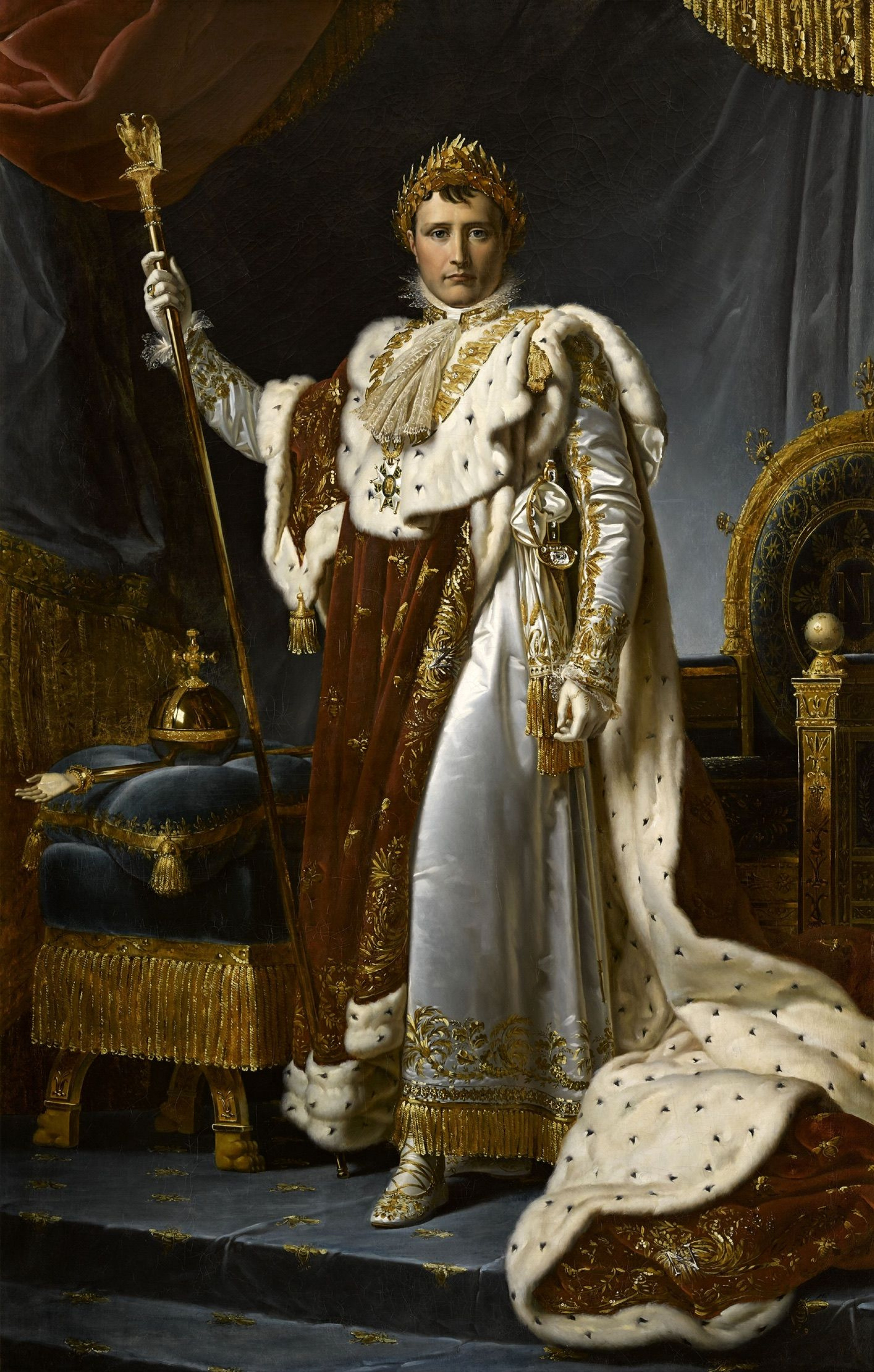
Napoleon Ier en costume de sacre, par François Gérard, 1805, château de Fontainebleau, musée Napoléon Ier.

Le musée Napoléon Ier, ouvert depuis 1986, occupe près de 15 salles de l'aile Louis XV et retrace la vie de l'Empereur à travers une série de portraits (peintures et sculptures), une collection d'orfèvrerie (nef de l'Empereur en vermeil réalisée en 1804 par Henri Auguste, montre de col de Marie-Louise), d'armes (épée du sacre de 1801 issue de la manufacture d'armes de Versailles, sabre des empereurs créé en 1797), de décorations, de céramiques (services de l'Empereur), d'habits (habits du sacre, uniformes, redingote de l'Empereur), et de souvenirs personnels. Les pièces du premier étage évoquent le sacre (tableau de François Gérard datant de 1804), les campagnes de l'Empereur, sa vie quotidienne (bureau mécanique réalisé par Jacob-Desmalter), l'impératrice Marie-Louise en grand costume ou faisant le portrait de l'empereur (tableau d'Alexandre Menjaud), ou encore la naissance du roi de Rome (berceau en bronze de 1811 créé par Thomire et Duterme, jouets). Les lieux ont néanmoins gardé leur apparence d'appartements princiers grâce aux meubles et objets d'arts qu'ils présentent.

#### Gros pavillon

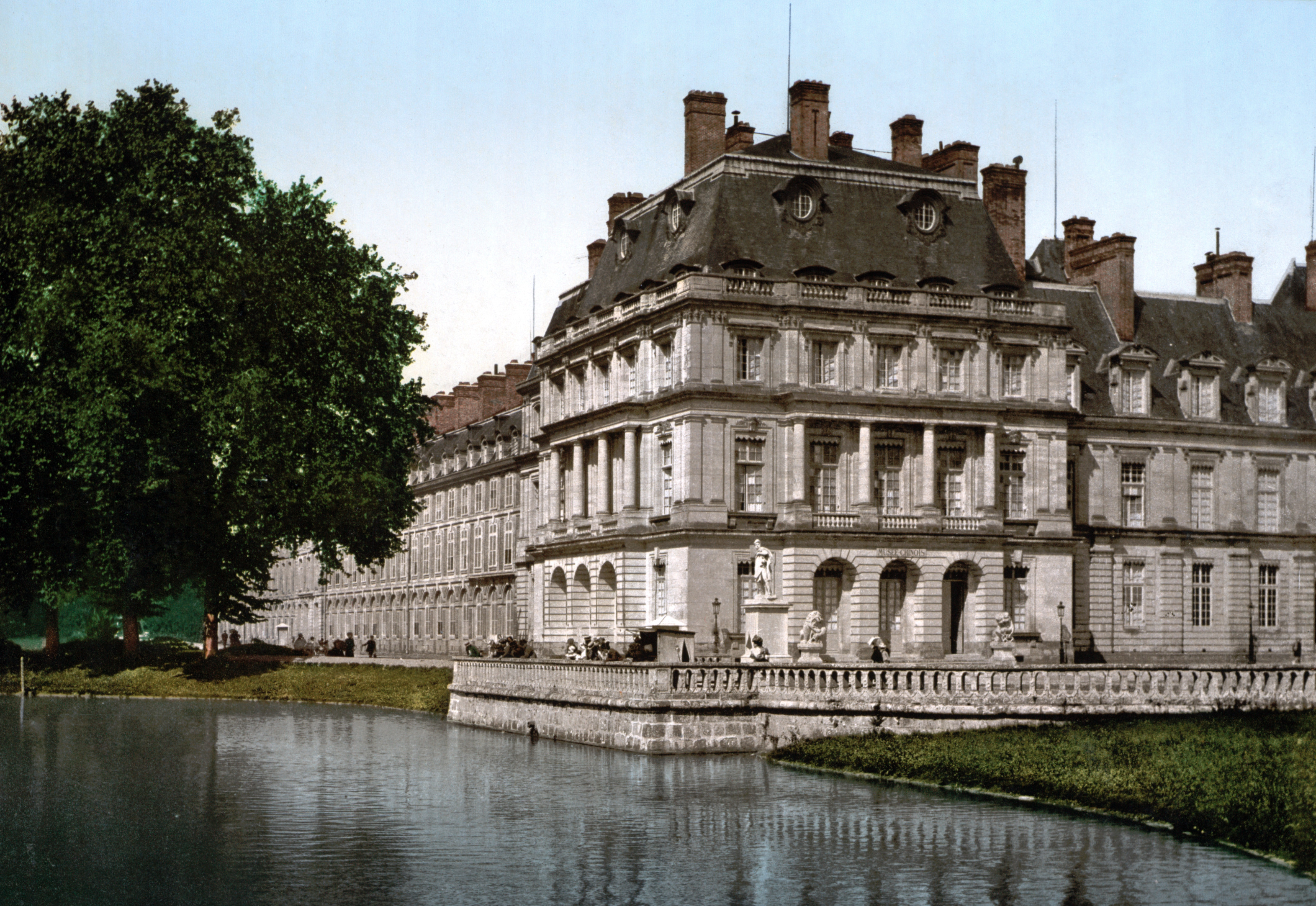
Vue du Gros Pavillon depuis l'Étang des Carpes.

Le Gros pavillon est un pavillon d'angle qui remplace le pavillon des Poesles, appelé ainsi à cause des poêles à l'allemande qui y ont été installés. Il a été édifié par Jacques-Ange Gabriel en 1750, avec un toit d'ardoises mansardé et percé de plusieurs œils-de-bœuf. L'ancienne chambre de Henri II dans le pavillon des Poêles faisait office de grand cabinet de la reine ; ornée par Jean Cotelle, elle était décorée de paysages à sujets bibliques peints par Henri Mauperché vers 1664. Son plafond était peint en camaïeu. Toute la chambre a été détruite en 1750, lors de la reconstruction du pavillon.

##### Musée Chinois

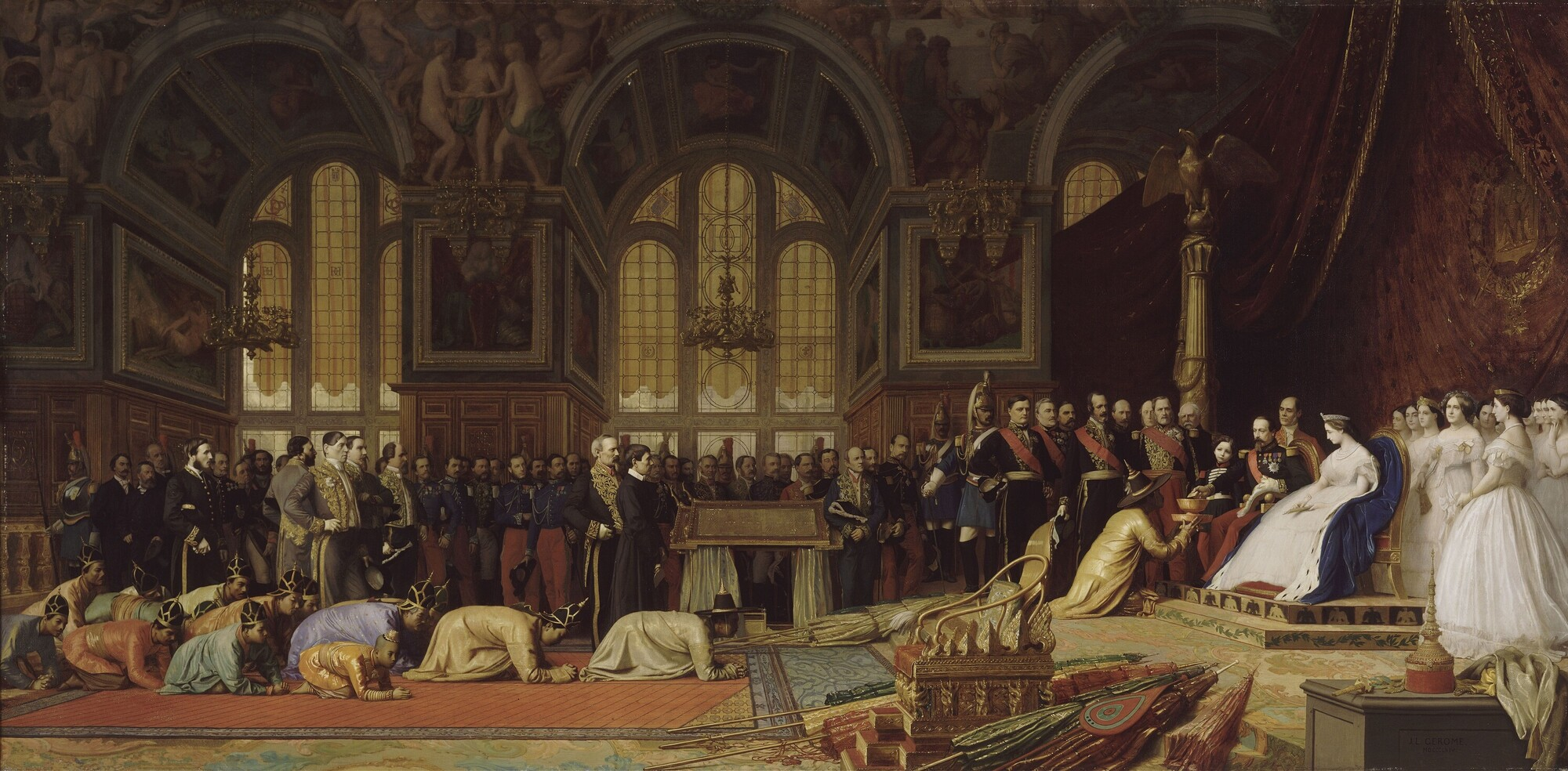
Réception des ambassadeurs siamois par Jean-Léon Gérôme, 1864, huile sur toile, 128 × 260 cm, Versailles, musée national du château.

Le musée Chinois, installé en 1863 par l'impératrice Eugénie au rez-de-chaussée du Gros pavillon, a été constitué grâce au butin de l'expédition franco-anglaise contre la Chine en 1860, jouissant notamment de la mise à sac du palais d'Été de l'empereur de Chine, et grâce à la venue en 1861 d'une délégation d'ambassadeurs siamois qui complètent la collection par plusieurs présents. La scène est d'ailleurs illustrée par une peinture de Gérôme. Les salons qui composent ce musée, aux décors de style Second Empire, furent restaurés en 1991. La visite commence par un autel servant à brûler les encens, en fonte peinte datant de 1857.
AntichambreL'antichambre conserve notamment un palanquin royal siamois et un trône palanquin avec son parasol, des selles et des armes offertes lors de la visite des ambassadeurs du Siam.
Salon-galerieCette pièce présente plusieurs tables de jeu, dont deux billards, ainsi qu'une sculpture de Charles Cordier, Une femme arabe, datant de 1862, en marbre, onyx et métal argenté. Cette pièce était autrefois ornée du tableau de Winterhalter représentant l'impératrice Eugénie en compagnie de ses dames d'honneur, aujourd'hui au château de Compiègne.
Grand salonCette pièce, parfois appelée « salon du lac » est ornée de tentures cramoisies et meublée de fauteuils capitonnés, de mobilier d'ébène et d'objets de Chine et du Siam. Vaste salle de 17 mètres sur 4 mètres, elle présente des objets d'Extrême-Orient en tant qu'éléments décoratifs. Le salon est meublé de trois tables recouvertes de tapis cramoisis à franges vertes, de dix-huit chaises légères en bois verni de noir fabriquées à Chiavari, en Italie, de canapés, de divans, et de fauteuils garnis de cotteline verte, de lampas de style chinois ou de cuir. Sur un mur, deux portraits de cour, l'un représentant Louis XV, par Hyacinthe Rigaud, et l'autre Marie Leszczyńska en costume de sacre, d'après Louis Tocqué.
Cabinet de laqueCe cabinet est décoré de 15 panneaux issus de paravents de laque chinois datant du XVIIIe siècle. Il conserve les objets issus du sac du palais d'été, comme des vases et émaux cloisonnés chinois du XVIIIe siècle, et un grand stupa de tradition tibétaine en laiton doré rehaussé de turquoises abritant une statuette du Bouddha. Les étagères d'angles présentent une collection de porcelaine chinoise des XVIIIe et XIXe siècles. Les vitrines abritent quant à elles des porcelaines, des jades blancs et verts, des cristaux de roche, des armes, des bijoux, ainsi qu'une réplique de la couronne royale siamoise en or incrusté de rubis, perles et émeraudes. Le plafond du cabinet est orné de trois tissus de soie réalisés par les manufactures impériales chinoises au XVIIIe siècle et représentant les bouddhas du passé, du présent, et du futur, entourés de disciples.

#### AilesLouisXVde la cour des Princes

##### Appartement des Chasses
L'appartement des Chasses (dit aussi « appartement du Prince impérial » de 1856 à 1868) donne sur la cour Ovale et fait le lien avec la galerie de Diane. Construit sous Henri IV, mais agrandie aux XVIIIe et XIXe siècles, cette partie du château a abrité trois appartements de suite. Le terme d'appartement des Chasses était réservé, sous la Restauration, aux pièces situées au premier étage de l'aile, mais fut étendu au rez-de-chaussée lorsque de nouveaux décors furent réalisés sous le règne de Louis-Philippe. Les appartements ont été habités par le cardinal Barberini en 1625, par Mazarin pendant la régence d'Anne d'Autriche, et par le duc et la duchesse d'Orléans sous Louis XIV. Ils sont occupés par le Cardinal de Fleury en 1743, par mesdames de Lauraguais et de Flavacourt en 1744, par Marie-Thérèse-Raphaëlle d'Espagne en 1745, par Marie Leszczynska en 1746, et par Louise-Élisabeth de France, duchesse de Parme, en 1749. Ils sont habités par Marie-Josèphe de Saxe de 1747 à 1767, puis par le maréchal d'Estrées et la comtesse de Coigny en 1767, et par Christian VII de Danemark en 1768. Ils sont de nouveau occupés en 1773, à l'étage par la comtesse d'Artois, et au rez-de-chaussée par le dauphin Louis, puis par le comte d'Artois. Sous l'Empire, les appartements accueillent le baron de Dalberg en 1804, et Marie-Julie Clary en 1807. Ils sont occupés par le duc de Bourbon, puis par le duc d'Angoulême sous la Restauration. Pendant la monarchie de Juillet, ils sont habités par le duc d'Orléans, et par les ducs d'Aumale et de Montpensier à partir de 1833. Ils reçoivent en mai 1837, Augusta de Hesse-Hombourg et Hélène de Mecklembourg-Schwerin, avant de loger en 1838. le duc de Wurtemberg, sa femme Marie, et son fils. Ils reçoivent enfin la duchesse de Kent en 1844, le prince et la princesse de Joinville en 1845, et le prince et la princesse de Salerne en 1846. Sous le Second Empire, ils accueillent Lucien Bonaparte et la princesse Murat en 1853, et sont occupés par le prince Impérial de 1856 à 1868. Abandonnés en 1870, les appartements des chasses furent rouverts à la visite en 1938, en tant qu'appartement de Louis Bonaparte, avant d'être de nouveau fermés à la fin des années 1960. Un récent projet, mené par Yves Carlier, conservateur en chef, a permis d'ouvrir en son sein une « galerie des meubles », réunissant près de 80 objets.
Un escalier d'honneur, édifié en 1768 à l'emplacement d'un ancien escalier du XVIe siècle, est orné sous Louis-Philippe de tableaux d'Alexandre-François Desportes et Jean-Baptiste Oudry représentant des scènes de chasse et des natures mortes.
Le salon est orné de vastes tableaux de Jean-Baptiste Oudry (Chasses de Louis XV, Cerf aux abois dans les rochers de Franchard, Bois de cerf bizarre sur fond de planches datant de 1735) et de Jean-Jacques Bachelier (Bois de cerf exécutés en 1835) illustrant les chasses royales dans la forêt de Compiègne. La chambre est également ornée de scènes de chasses de Compiègne et Fontainebleau. Elle est notamment meublée du lit et de la table de nuit du Prince impérial, livrés en 1864.
Le rez-de-chaussée fut habité par l'impératrice Eugénie, qui le fit restaurer à partir de 1861.

### Bâtiments duXIXesiècle
Au cours du XIXe siècle, le château de Fontainebleau n'a subi que peu de transformations extérieures. Les modifications ont surtout eu lieu à l'intérieur, par l'installation de nouveaux décors, l'aménagement de nouvelles salles, qui parfois perdent leur fonction d'origine. Ces aménagements ont surtout eu lieu sous les règnes de Napoléon Ier, Louis XVIII, et Louis-Philippe. On peut néanmoins noter la construction en 1834 (sous Louis-Philippe), d'un petit pavillon, dit « pavillon Louis-Philippe », jouxtant la galerie de Diane. Cependant, sous le règne de Napoléon III, s'ouvre une nouvelle ère d'aménagements et de constructions, qui verra notamment naître le musée Chinois de l'impératrice Eugénie au rez-de-chaussée du Gros pavillon, et surtout le théâtre de Napoléon III, à l'extrémité de l'aile Louis XV.

#### Théâtre deNapoléonIII

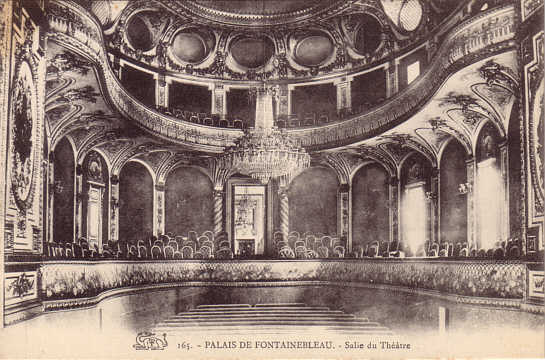
Le théâtre de Napoléon III, photographié vers 1910.

Ce théâtre, ainsi que le foyer de l'Empereur et les salons annexes, ont été aménagés à l'extrémité ouest de l'aile Louis XV à partir de 1857, sur les plans de l'architecte Hector Lefuel. Disposant d'environ quatre cents places (dont une centaine debout) sur une surface de 45 mètres sur 15, le théâtre s'inspire des décors de l'opéra royal de Versailles. Napoléon III le fit construire pour l'impératrice Eugénie et recevoir la bonne société lors de soirées privées (ce ne fut jamais un théâtre public) ; pour des raisons de coût (il était compliqué à chauffer et faire venir les acteurs et les musiciens de loin par le train était onéreux), seulement une quinzaine de représentations y furent données sous son règne. Conservant encore tous ces décors réalisés par Voillenot, son mobilier, et ses boiseries, le théâtre possède toujours sa machinerie d'origine, et renferme également une collection exceptionnelle d'une vingtaine de décors de scènes, dont certains remontent au règne de Louis XV. À la chute du Second Empire, le théâtre est fermé ; il rouvre au début du XXe siècle pour seulement quelques représentations. Les dégradations du temps font que le lustre central tomba en 1926. Pendant la Seconde Guerre mondiale, sous l'Occupation, les troupes allemandes y font donner quelques concerts mais l'administration déclare en 1941 le lieu inapte aux spectacles en raison de sa vétusté. Une restauration débute en 2007, grâce au mécénat d'Abou Dabi (pour dix millions d'euros, en contrepartie de quoi la salle est renommée théâtre Cheikh Khalifa ben Zayed Al Nahyane) : elle a permis de conserver au maximum les tissus, décors et objets d'origine. L'inauguration a lieu le 30 avril 2014, en présence du cheikh et de la ministre de la Culture, Aurélie Filippetti. Le théâtre est depuis visitable mais n'aura pas pour vocation à ce que des pièces s'y déroulent — notamment pour des questions de sécurité et parce que la scène n'était, pour sa part, pas comprise dans le projet de restauration.

## Cours et parc

### Cours

#### Cour du Cheval blanc

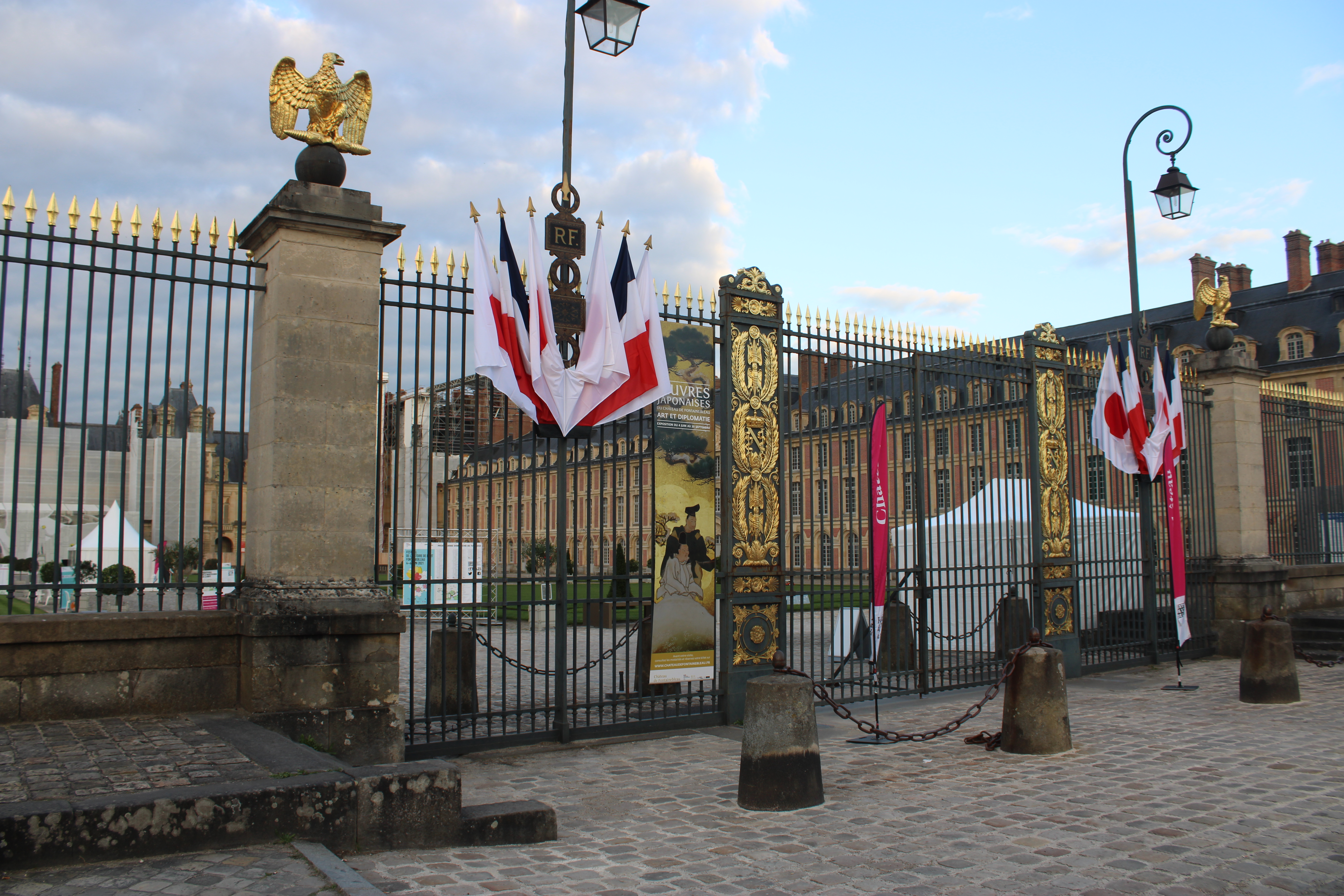
La porte centrale de la grille d'honneur est encadrée de deux pilastres de bronze ornés d'emblèmes impériaux (, monogramme N entouré de palmes et des foudres jupitériens faisant référence à la dynastie mérovingienne…) et de deux piliers de pierre surmontés d'aigles napoléoniennes.

La cour du Cheval blanc, dite aussi « cour des Adieux » ou « cour d'honneur », de forme rectangulaire, est une ancienne basse-cour puis cour de service, qui devient très tôt une cour de parade. L'ensemble s'est construit sur cinq siècles, ce qui explique sa grande diversité architecturale. Cette cour acquiert son nom grâce à un moulage en plâtre de la statue équestre de Marc Aurèle au Capitole, réalisé par Vignole pour Catherine de Médicis, installé entre 1560 et 1570, disparu en 1626, et dont une petite dalle, dans l'allée centrale, rappelle l'emplacement. La statue est couverte en 1580 d'un toit pour la protéger des intempéries.
Cette cour est originairement close par quatre ailes du château, dont la démolition de l'aile ouest (dite « aile de Ferrare » en raison de sa proximité avec l'hôtel du même nom), est prévue dès le XVIIe siècle. Fermée sur trois côtés depuis la démolition de cette aile remplacée par une grille d'honneur, aux décors napoléoniens (aigles en plomb doré, ornements autour du portail d'entrée), réalisée par Hurtault en 1808, la cour regarde désormais à l'ouest sur la ville.
Le fameux escalier du Fer-à-cheval est réalisé en 1550 par Philibert Delorme, puis refait entre 1632 et 1634 par Jean Androuet du Cerceau. Composé de deux monumentales volées chantournées parallèles de 46 marches à palier intermédiaire, il rompt avec l'escalier à vis médiéval et présente une apparence comparable à celui du château d'Anet, créé aussi par Delorme. Noirci par l'humidité et usé par le temps, l'escalier subit quelques nettoyages au XXe siècle mais c'est dans les années 2020 qu'il est fondamentalement restauré. Après trois ans de travaux rendus possibles notamment avec un mécénat de l'entreprise Kärcher, la structure renovée est dévoilée au public en mai 2022,,.

Vue panoramique de la cour du Cheval blanc, depuis les grilles, montrant la naissance du style « moellon et brique » (moelllon enduit d'un crépi ocre, pied-droits, plate-bandes et pilastres en briques) et avec un polylithisme de construction. Le rhabillage en calcaire du temps de Henri II n'est pas complet : le grès de Fontainebleau qui se reconnaît à sa teinte grisâtre et à sa texture rustique s'observe notamment au niveau des pilastres et des lucarnes des bâtiments en fond de cour, et du soubassement de l'escalier en Fer-à-cheval.

#### Cour Ovale

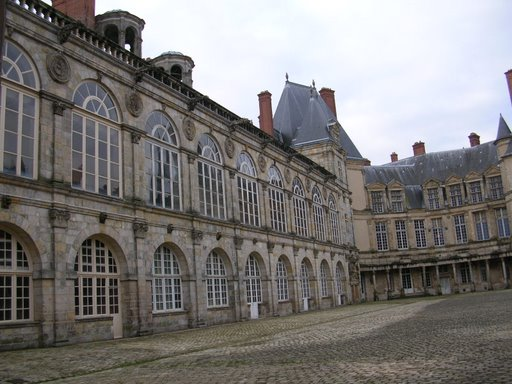
La cour Ovale.

La cour Ovale, au centre du château, tient sa forme singulière de l'ordonnancement de l'ancien château fort, celui-ci délimitant une cour octogonale aux angles arrondis. Elle est en partie délimitée par des façades en grès sur lesquelles court une galerie continue supportée par une rangée de colonnes. Elle fut considérablement modifiée sous Henri IV (celui-ci la fit agrandir à l'est et fermer par la porte du Baptistère).

#### Cour de la Fontaine

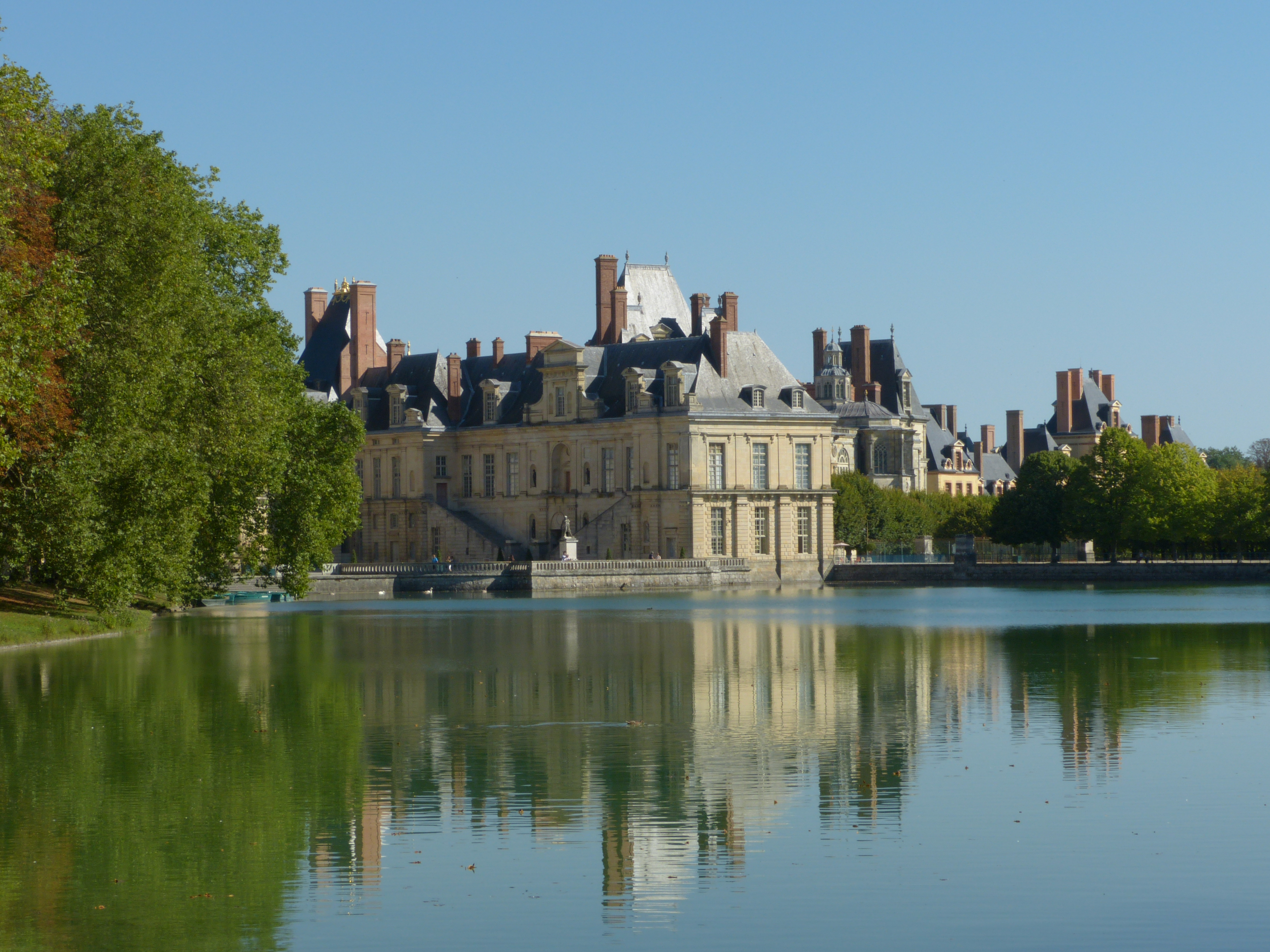
La cour de la Fontaine et son bâtiment avec grand escalier à deux rampes.

Cette cour regardant au midi sur l'étang aux Carpes, est délimitée par l'aile des Reines-mères et le Gros pavillon, l'aile de la galerie François Ier, et l'aile de la Belle Cheminée. La fontaine, à l'extrémité de la cour, donnait une eau très pure, réservée au roi, d'où l'affectation de deux sentinelles à la garde de la fontaine de jour comme de nuit pour éviter tout empoisonnement. La fontaine, élevée en 1543 par le Primatice, était surmontée d'une statue d'Hercule par Michel-Ange. Le monument actuel a été construit en 1812, et est surmonté d'une statue représentant Ulysse, exécutée par Petitot en 1819 et installée au sommet de la fontaine en 1824.

#### Autres cours

##### Cour des Mathurins
La cour des Mathurins se situe au nord du château de Fontainebleau, et a joué le rôle de cour de service dès le XVIe siècle. Son nom lui vient des premiers habitants du lieu, des religieux trinitaires, aussi appelés Mathurins. Elle est aujourd'hui aménagée en parking administratif.

##### Cour des Princes
La cour des Princes ou « cour de la Conciergerie » a reçu sa forme rectangulaire et étroite lors de l'élévation progressive des ailes de la galerie de Diane, des appartements des Chasses et de la conciergerie.

##### Cour des Offices
La cour des Offices ou « cour des Cuisines », édifiée par Henri IV entre 1606 et 1609, est accessible par une entrée gardée par deux hermès en grès réalisés par Gilles Guérin en 1640. De forme rectangulaire, elle est fermée par trois ailes de bâtiments en grès, briques et moellons au style sobre, ponctuées de pavillons trapus.

### Parc et jardins

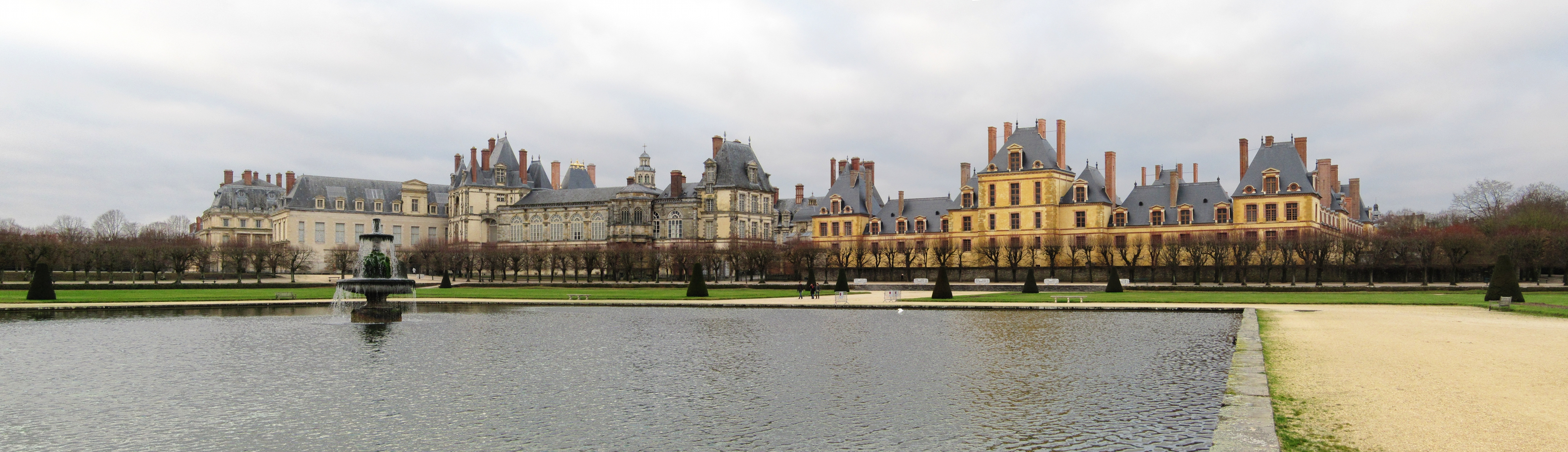
Le château vu depuis le grand jardin.

Le parc de Fontainebleau s'étend sur 115 hectares. Celui qui s'élevait sous François Ier nous est connu grâce aux dessins de Du Cerceau et à ses planches gravées dans son ouvrage… des plus excellents bastiments de France.

#### Jardin de Diane
Le jardin de Diane, au nord du château, fut créé par Catherine de Médicis sur un espace déjà aménagé par François Ier et portait à l'époque le nom de jardin de la Reine. Tracé à la française, le jardin fut réaménagé par Henri IV et cloisonné au nord par une orangerie. Il fut de nouveau remanié sous Louis XIV. Au XIXe siècle, sous Napoléon Ier puis Louis-Philippe, le jardin fut transformé en jardin anglais et l'orangerie détruite.

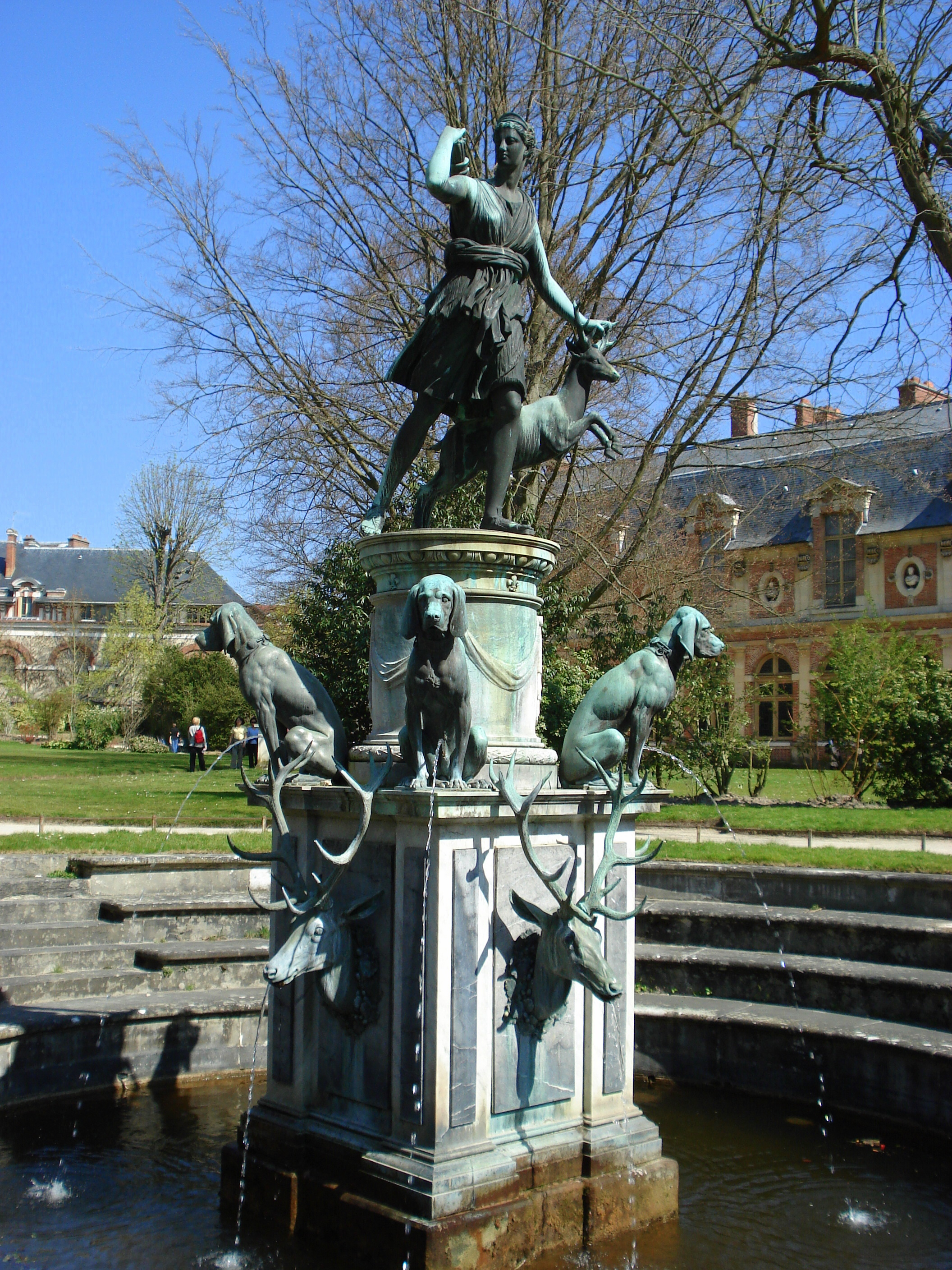
Frères Keller : La Diane à la biche (1684) et Pierre Biard l'Aîné : Têtes de cerfs et Chiens limiers assis (1603) ornant la fontaine du jardin de Diane.

Il doit son nom à la fontaine de Diane, placée en son centre, commandée en mai 1603 par Henri IV à deux ingénieurs fontainiers, les frères Francini (Tommaso et son collaborateur Alessandro). Ces hydrauliciens créent une maison du fontainier et un troisième aqueduc qui permet d'alimenter les fontaines et amener l'eau potable à proximité des extensions du monarque vers le nord et l'ouest (cour des Offices, cour des Princes). L'année précédente, le roi avait par souci de conservation retiré de ce jardin la précieuse statue antique de marbre blanc aujourd'hui exposée au Louvre et connue sous le nom de Diane de Versailles. Au nom du roi, un marché de restauration avait été signé en février 1602 entre le surintendant des bâtiments Jean de Fourcy et le sculpteur Barthélemy Prieur auquel avait également été commandé un premier tirage de bronze de la « Diane » pour remplacer le marbre enlevé du jardin de Fontainebleau. Dès le mois d'avril 1603, Pierre Biard l'Aîné, architecte et sculpteur ordinaire du roi, avait été chargé de l'exécution des quatre têtes de cerf et des quatre chiens limiers assis en bronze, destinés à orner le piédestal,. Posé au centre d'un bassin circulaire à gradins, ce piédestal présente une base de forme cubique, recouverte de marbre noir et blanc, surmontée d'un tambour de pierre pour accueillir la statue. Lorsque, sur ordre du Directoire, tous les bronzes et marbres furent réquisitionnés et transférés dans le futur musée du palais du Louvre, la fontaine de Diane fut dépouillée de la partie inférieure du piédestal, en marbre, et de ses bronzes. Napoléon la fit partiellement restituer en 1813 avec la seule partie haute (ronde) du piédestal. C'est alors que l'on commit l'erreur d'apporter du château de Marly la Diane à la biche, fondue par les frères Keller en 1684. On ne prit conscience de cette confusion qu'en 1877, lorsque le bronze d'origine de Barthélemy Prieur « signé et daté B.-P. 1602 » fut par hasard découvert et identifié au château de la Malmaison. Il rejoignit les bronzes de Pierre Briard, toujours conservés au Louvre et fut finalement rendu à Fontainebleau et mis à l'abri dans la galerie des Cerfs. La fontaine recouvra en 1964 son piédestal carré avec ses chiens assis et ses têtes de cerf en bronze. Rétablie dans son état du début du XVIIe siècle et surmontée de la Diane à la biche des frères Keller, proche de celle de Barthélemy Prieur, la fontaine de Diane se présente aujourd'hui telle que les frères Francini l'avaient conçue.
Les jardins sont bordés à l'est par l'aile de la galerie des Cerfs en brique et pierre, et par le jeu de paume à l'ouest.

#### Jardin anglais
Abandonné après la Révolution, l'espace constituant aujourd'hui le jardin anglais a été recréé en 1812 par l'architecte Maximilien Joseph Hurtault selon les vœux de Napoléon Ier. Cependant, les lieux ont été aménagés dès le règne de François Ier, qui y avait fait élever un « jardin des Pins ». Ce jardin, connu par les planches de Du Cerceau comme le « jardin du Clos de l'Étang », était disposé à l'emplacement de l'ancien clos des religieux trinitaires. Un marché, passé en 1538 avec Claude de Creil prévoyait plusieurs travaux : l'accroissement d'un petit jardin cultivé, la plantation de vignes, de saules, et la semence de graines de pins. En 1535 déjà, deux laboureurs de Marrac, près de Bayonne, avaient apporté des essences de pins maritimes. Le roi l'embellit alors de deux fabriques : le pavillon de Pomone (pavillon de repos construit en 1530 à l'angle nord-ouest, orné de deux fresques de l'histoire de Vertumne et Pomone par le Rosso et le Primatice, qui fut détruit en 1566) et l'actuelle grotte du jardin des Pins. Même après la disparition de ces arbres, le nom lui est resté, et Henri IV y plante le premier platane, essence rare à l'époque. Plus nombreux aujourd'hui, les platanes (Platanus) côtoient plusieurs cyprès chauves (Taxodium distichum).
Le jardin est aujourd'hui composé de bosquets et d'une rivière artificielle. Les essences actuellement présentes dans le jardin sont composées notamment d'épicéas, de cyprès chauves, de tulipiers de Virginie et de Sophoras du Japon, dont les plus anciens datent du Second Empire. Le jardin est orné de plusieurs sculptures d'extérieur, parmi lesquelles deux copies d'antiques en bronze du XVIIe siècle : le Gladiateur Borghèse et le Gladiateur mourant, ainsi qu'une œuvre de Joseph-Charles Martin : Télémaque assis dans l'île d'Oygie.

##### Grotte du jardin des Pins

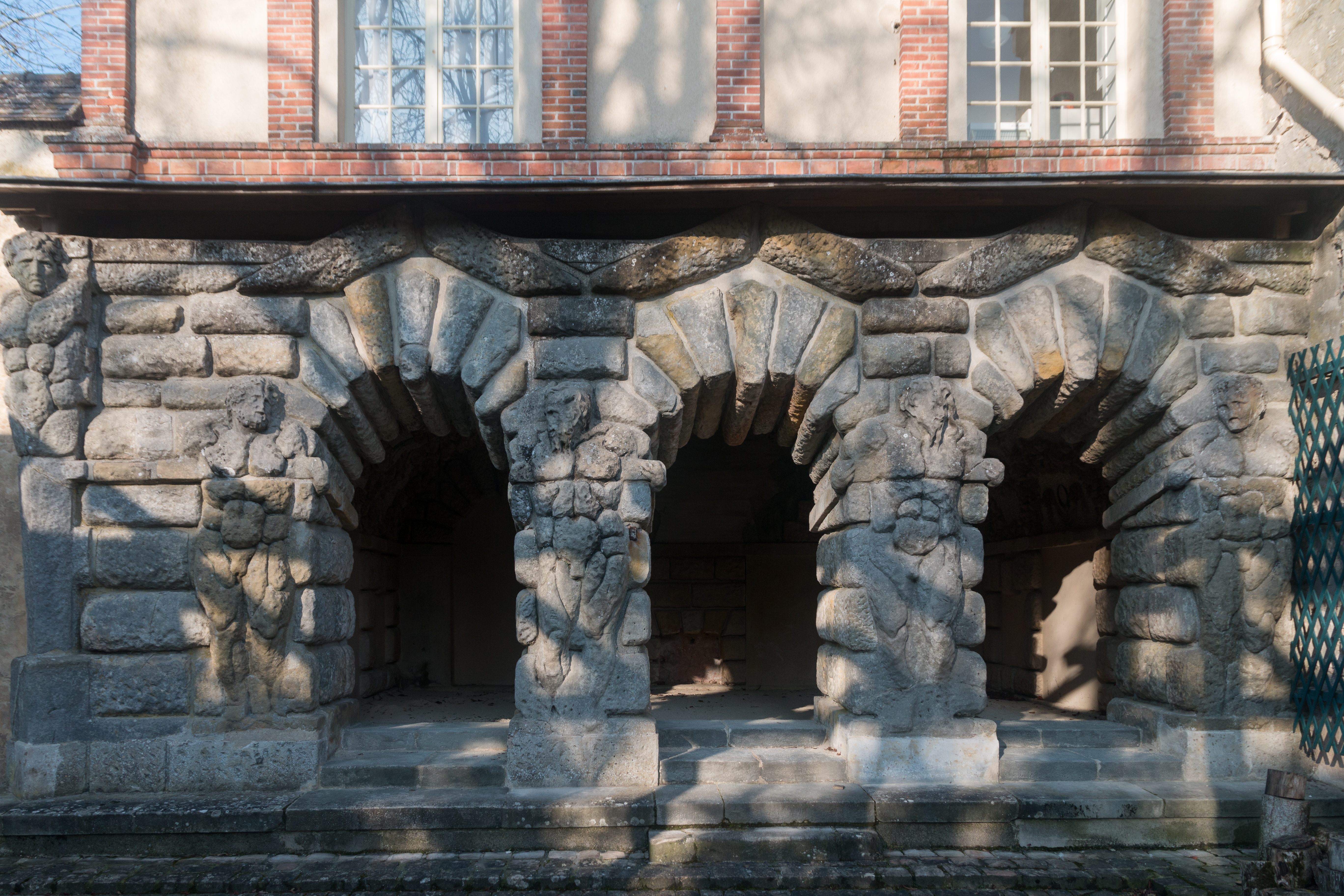
Grotte du jardin des pins.

Cette grotte ornementale artificielle est située au rez-de-chaussée du pavillon sud-ouest de la cour du Cheval blanc, où l'on accède par un portail ouvert au début de l'aile Louis XV. Elle doit son nom au fait qu'elle donnait à l'origine sur un jardin semé de pins maritimes. Caractéristique du goût pour les nymphées au XVIe siècle, elle présente trois arcades à bossages rustiques soutenues par des atlantes se présentant sous la forme de  créatures monstrueuses ouvrant sur un intérieur orné de fresques (animaux en reliefs, cailloux, coquillages, etc.). Ces créatures évoquent le Laocoon du Vatican ou les Esclaves de Michel-Ange. Construite sur le modèle des grottes maniéristes italiennes, elle est enrichie de fausses stalactites (cristaux et concrétions en calcite) qui ponctuent son plafond. L'architecture, due à Serlio ou à Primatice (les avis sont divergents) avec une influence certaine de Jules Romain, fut très vraisemblablement réalisée en 1545, tandis que le décor intérieur ne fut terminé que sous Henri II. Grâce à deux dessins préparatoires conservés au musée du Louvre, on sait que Primatice est le concepteur des compartiments peints à fresque. La grotte des Pins a fait l'objet d'importantes restaurations, en 1984-1986 puis en 2007, qui ont permis de rétablir la composition initiale du décor de la voûte et de replacer le sol à son niveau ancien.

##### Fontaine Bliaud

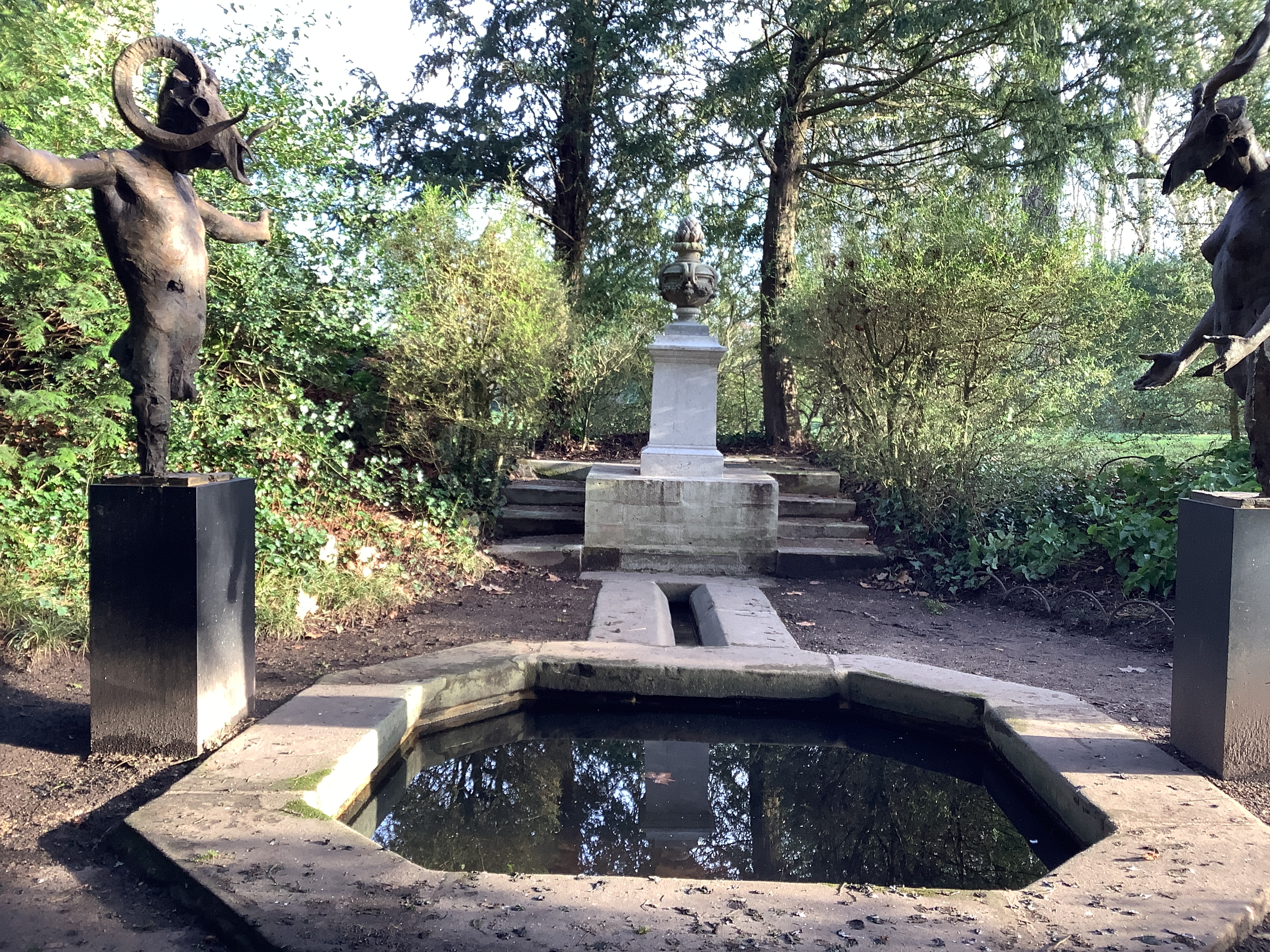
Fontaine Belle-Eau encadrée par deux statues de divinités celtiques Gaïa & Lug de Christophe Charbonnel lors d'une exposition d'art contemporain en 2023.

Située au milieu du jardin, au creux d'un bosquet orné d'une statue en marbre blanc de Flore et en face d'un pot à feu surmonté d'une pomme de pin sommitale, la fontaine Bliaud ou Blaut, appelée Belle-Eau dès le XVIe siècle et qui donna au château son origine mythologique, s'écoule par une rigole dans une margelle octogonale aménagée par Boitte dans les années 1880. La source de Belle-Eau se réunit à celle de la Colonne pour donner naissance à une petite rivière artificielle.

#### Étang des Carpes

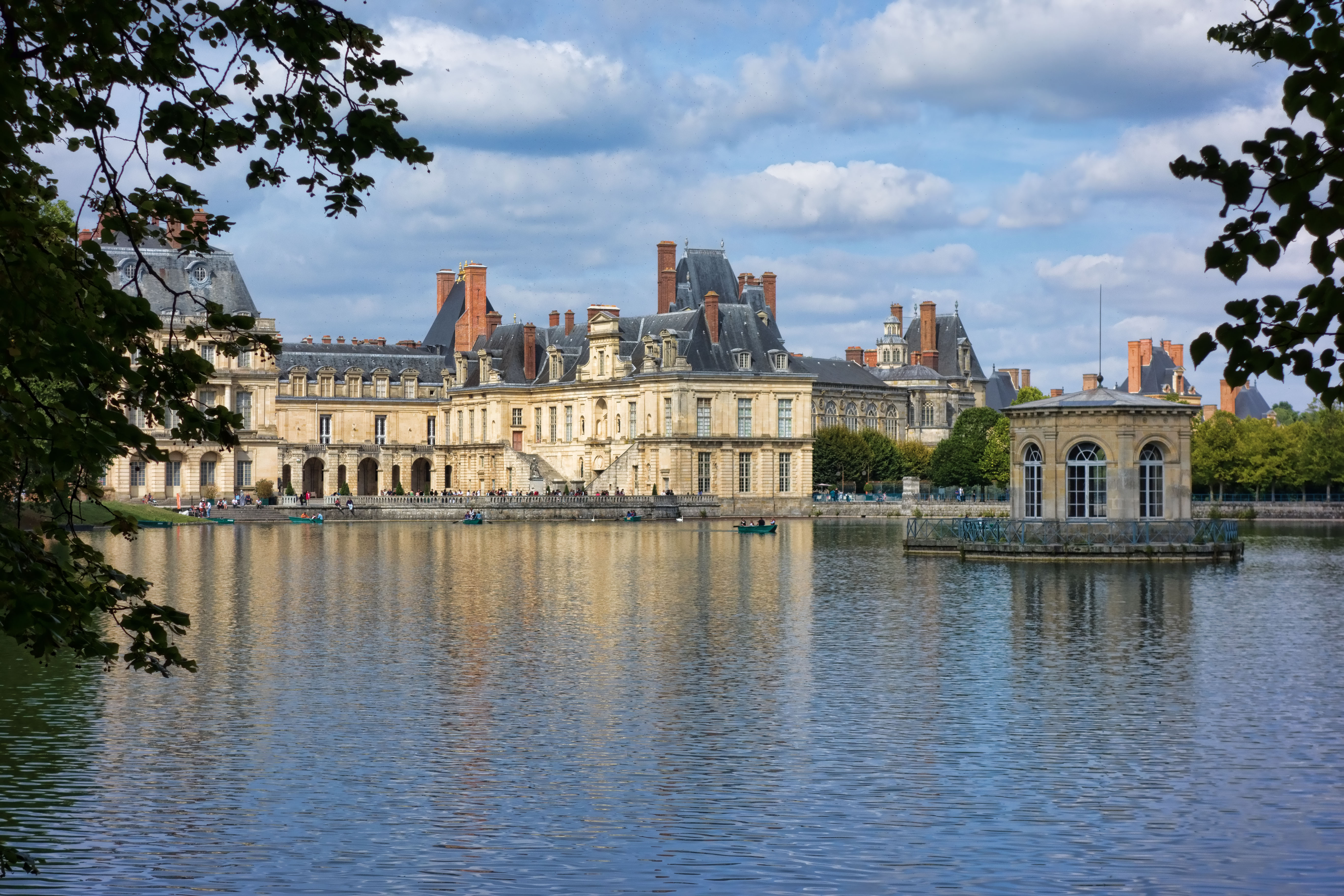
L'étang des Carpes et son pavillon.

Au centre d'un vaste étang peuplé de carpes, dont les premiers spécimens, une soixantaine, furent offerts à Henri IV par Charles de Lorraine, s'élève le pavillon de l'Étang, un abri d'agrément octogonal à toiture basse, sobrement décoré, édifié sous Henri IV, reconstruit sous Louis XIV en 1662 et restauré par Napoléon Ier. Il devient enfin un lieu de fêtes nautiques sous le règne de Napoléon III et de l'impératrice Eugénie. Les sept de ses huit faces du pavillon sont fenestrées, donnant un point d'accès sur la face nord et faisant ainsi face à la cour de la Fontaine.
Une carte de la fin du XVIIe siècle atteste la présence d'un jardin de l'Étang sur une partie du plan d'eau actuel, dont l'accès était possible depuis la cour de la Fontaine.

#### Parterre

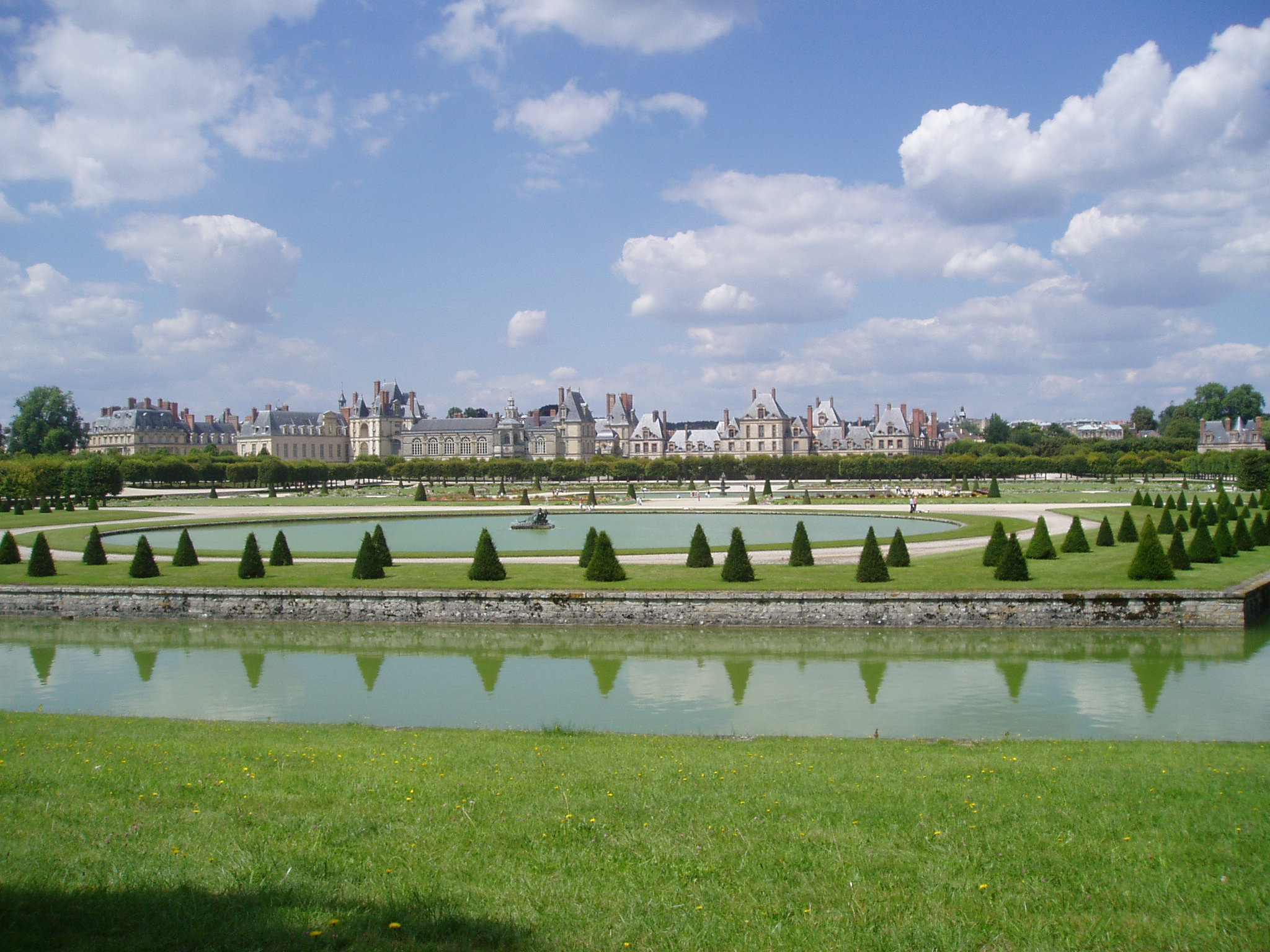
Le Parterre avec au dernier plan, le château de Fontainebleau.

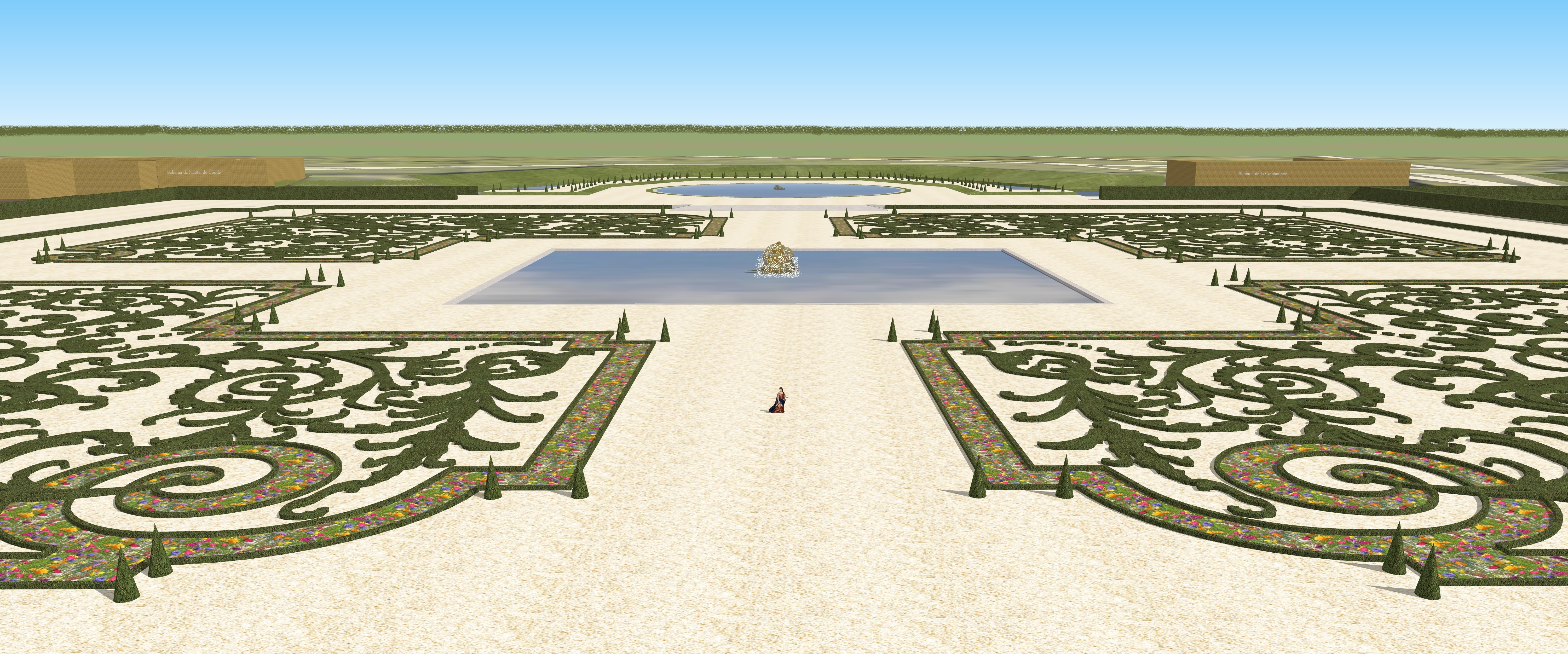
Restitution du parterre du château de Fontainebleau, 1682.

Le « Parterre » ou « Grand jardin », ou encore « jardin du roi » a été créé sous François Ier, et retracé sous Henri IV puis redessiné par André Le Nôtre. Les bassins du Tibre et du Romulus puisent leur nom dans un groupe sculptural qui les orna successivement aux XVIe et XVIIe siècles. Fondu pendant la Révolution, le Tibre, moulé à nouveau d'après l'original conservé au Louvre a aujourd'hui retrouvé sa place. Le bassin central fut orné en 1817 d'une vasque succédant à une fontaine en forme de rocher dite le « pot bouillant » qui existait à cet emplacement au XVIIe siècle. Clos de murs entre 1528 et 1533, Serlio avait imaginé pour ce jardin un pavillon d'agrément. Aménagé entre 1660 et 1664, il comportait des rinceaux formant les chiffres du roi Louis XIV et de la reine-mère Anne d'Autriche, qui disparurent au XVIIIe siècle. Les terrasses furent plantées de tilleuls sous Napoléon Ier.
Le bassin des cascades a été édifié en 1661-1662 à l'extrémité du Parterre, mais depuis le XVIIIe siècle, ne présente plus qu'un bassin aux niches ornées de marbre. Le bassin est orné en son centre, depuis 1866, d'un Aigle défendant sa proie en bronze, œuvre de Cain (fonte réalisée par Vittoz).

#### Parc

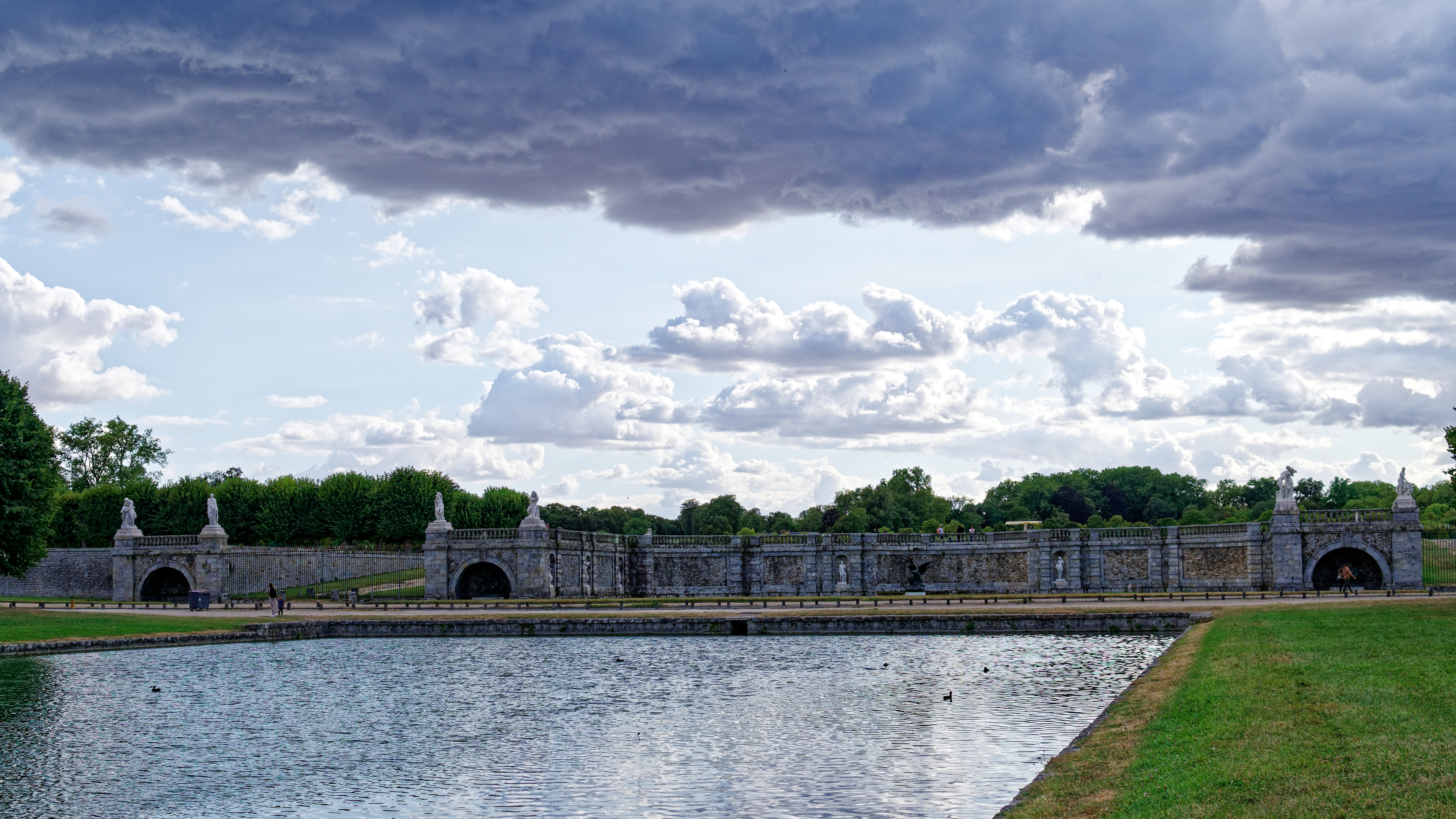
Le bassin des cascades aménage une transition visuelle entre le grand parterre et le canal.

Le parc de près de 80 hectares a été créé sous Henri IV, qui y fait creuser par les frères Francini, entre 1606 et 1609, le Grand canal de 1,2 km de long et 37 m de large. Il y fait planter plusieurs essences d'arbres, notamment des sapins, des ormes et des arbres fruitiers. Précédemment François Ier avait vers 1530 établi la « Treille du Roi » — longue elle aussi de 1,2 km — où était cultivé, sur la face sud du mur, le chasselas doré de Fontainebleau. D'une hauteur d'eau moyenne de 3 m et d'un volume de 140 000 m3, ce canal préfigure les grands canaux qui seront aménagés dans la seconde moitié du XVIIe siècle, à Vaux-Le Vicomte, Versailles ou Chantilly. Son remplissage fit l'objet d'un pari entre le roi et l'un de ses courtisans, le maréchal de Bassompierre. Henri IV avait parié 1 000 écus qu'il se remplirait en deux jours, mais perdit car il en fallut huit. Destiné à l'origine à l'élevage des truites, il devient vite un lieu d'attraction et servit de tout temps aux plaisirs de la promenade en bateau Louis XIII y fit naviguer une galère. Il est alimenté par trois aqueducs établis au XVIe siècle, alimentés par 19 sources.

## Léonard de Vinci
C'est en 1692 qu'apparaît pour la dernière fois, dans les inventaires de Fontainebleau, le tableau de Léonard de Vinci, Léda et le cygne.
Les tableaux qui étaient conservés dans l'appartement des Bains, sous la galerie François Ier ont souffert de l'humidité. Le peintre Jean de Hoey, petit-fils de Lucas de Leyde, a été nommé « garde des tableaux » au château de Fontainebleau en 1608, pour « les peintures des vieux tableaux de Sa Majesté au château de Fontainebleau, tant pour rétablir ceux qui sont gastez, peints à l'huile sur bois ou sur toile, ensemble pour nettoyer les bordures des autres tableaux à fresque des chambres, salles, galeries, cabinets d'iceluy château ». Son petit-fils, Claude (1585-1660), a suivi l'installation des tableaux de Fontainebleau qui ont été déplacés au palais du Louvre.

## Le château aujourd'hui

### Création de l'Établissement public du château de Fontainebleau
Le 11 mars 2009, par le décret n° 2009-279, le gouvernement a procédé à la création de l'Établissement public du château de Fontainebleau, précédemment service à compétence nationale depuis 1999. Ce nouveau statut d'établissement public à caractère administratif confère au château et au domaine une autonomie de gestion financière et la personnalité juridique. Depuis 2022, l’établissement fait partie du Réseau des résidences royales européennes.

### Château: quelques chiffres
Le château de Fontainebleau, entièrement meublé, a cinq hectares de bâti et 1 530 pièces recensées, 63 500 m2 de planchers, deux hectares de toitures, cinq cours, un parc et trois jardins sur 130 hectares et pas moins de 40 000 objets mobiliers (la majorité étant entreposés dans les réserves) dont une centaine de pendules qui sont réglées hebdomadairement.

### Tourisme: quelques chiffres
Il est nécessaire de différencier, dans l'appréciation des chiffres du tourisme sur le site du château de Fontainebleau, le château lui-même (musée national du château de Fontainebleau), le domaine (château, jardins et parc), et un troisième ensemble plus large englobant le château, ses jardins, son parc et la forêt de Fontainebleau environnante.
Le château de Fontainebleau a reçu 437 442 visiteurs en 2011, puis 451 975 visiteurs en 2012 en hausse de près de 4 % par rapport à 2011.
Le château et son parc constituent en 2011 le deuxième site le plus visité du département de Seine-et-Marne (derrière Disneyland Paris, 15,6 millions de visites). En tout, château, jardins et forêt de Fontainebleau accueillent quelque treize millions de visiteurs par an.
En 2017, le musée national du château de Fontainebleau attire 466 193 visiteurs, ce qui en fait le 4e site culturel et de loisirs du département derrière Disneyland Paris, la Vallée Village et la cité médiévale de Provins.
En 2023, le château de Fontainebleau attire plus de 560 000 visiteurs

## Représentations culturelles

### Littérature
Sous François Ier, le château fut célébré par les poètes italiens Luigi Alamanni et Paolo Pietrasanta, protégés par le roi.
Par ailleurs, le château fut utilisé comme décor de nombreux romans et œuvres littéraires :
- Le Mémorial de Sainte-Hélène écrit par Emmanuel de Las Cases pour retracer les mémoires de Napoléon décrit dans le détail la période bellifontaine de l'Empereur ;
- un passage de L'Éducation sentimentale, histoire d'un jeune homme de Flaubert se déroule à Fontainebleau, lorsque Frédéric Moreau, fuyant l'agitation de Paris durant l'été 1848, y trouve le repos et fait une visite détaillée du château où il mesure sa différence de milieu et de culture avec la Maréchale, sa maîtresse.

C'est également lors d'un séjour au château que Prosper Mérimée écrit et dicte sa célèbre dictée en 1857 à la demande de l'impératrice Eugénie pour distraire la cour de Napoléon III.

### Musique
Dès le règne de François Ier, alors que Fontainebleau devient progressivement un véritable pôle culturel, le château est le théâtre de nombreuses représentations musicales, de bals, et les compositeurs français à la suite de la cour de France, séjournent au château. On note la présence des compositeurs Claudin de Sermisy et Clément Janequin dans la cour de François Ier. Dans la dernière moitié du siècle, et en particulier sous le règne d'Henri III, les œuvres de Roland de Lassus et Claude Goudimel sont jouées au château. Cette démarche artistique sera poursuivie au siècle suivant, avec la venue de Jean-Baptiste Lully, Michel-Richard de Lalande, Marc-Antoine Charpentier, François Couperin, et Marin Marais. Le XIXe siècle est particulièrement marqué par la venue, sur ordre de Louis-Philippe, de l'opéra de Paris qui interprète en 1835 Le Comte Ory de Rossini.
À partir de 1921, sous l'influence du général Pershing, le château accueille le Conservatoire américain de Fontainebleau sous la direction de Francis Casadesus et Charles-Marie Widor, mais c'est la personnalité de Nadia Boulanger qui marquera de 1949 à 1979 la vie musicale du lieu avec ses cycles d'enseignement et les concerts organisés durant la saison estivale dans la salle du jeu de paume. De nos jours, le château est toujours très actif dans ce domaine qu'il a toutefois étendu à d'autres formes de créations comme l'architecture.
En 2012, la chanteuse américaine Lana Del Rey y tourne son clip Born to Die, réalisé par Woodkid. Dans celui-ci, elle siège sur un trône entourée de tigres en plein milieu de la chapelle de la Trinité, est allongée sur le capot d'une voiture sur le côté est du Parterre et marche le long de la galerie François Ier.
Le 23 octobre 2015, Norman Thavaud sort sur sa chaîne YouTube le clip vidéo de la chanson Assassin des templiers réalisé par Théodore Bonnet, et avec la participation Squeezie, dans le cadre d'une collaboration pour la promotion du jeu vidéo Assassin's Creed. Le 10 octobre 2015, de 8 h à 22 h, plusieurs scènes sont ainsi tournées sur les toits, la cour Ovale, la chapelle Saint-Saturnin et la galerie des Fleurs,.
En 2019, Aya Nakamura y filme le clip de son titre Pookie,,. L'artiste/DJ britannico-norvégien Alan Walker y tourne le clip de sa chanson à succès Alone, Pt. II.

### Cinéma
Le château de Fontainebleau, grâce à son cadre historique, a été le théâtre de nombreux tournages cinématographiques. Devant la recrudescence des demandes de tournage de films dans l'enceinte du domaine du château de Fontainebleau, la Caisse nationale des monuments historiques publie, le 9 décembre 1924, une note limitant les prises de vues dans les appartements et les jardins aux scènes à caractère historique.
- 1925 : Madame Sans-Gêne de Leonce Perret
- 1926 : Napoléon d'Abel Gance
- 1933 : Fanatisme de Gaston Ravel
- 1937 : La Marseillaise de Jean Renoir
- 1941 : Madame Sans-Gêne de Roger Richebé
- 1946 : Le Capitan de Robert Vernay
- 1952 : Violettes impériales de Richard Pottier
- 1953 : Les Trois Mousquetaires d'André Hunebelle
- 1954 : Le Vicomte de Bragelonne de Fernando Cerchio
- 1955 : Napoléon de Sacha Guitry
- 1958 : Au voleur ! de Ralph Habib
- 1960 : Le Capitan d'André Hunebelle
- 1962 : Vénus impériale de Jean Delannoy
- 1969 : D'Artagnan de Claude Barma
- 1972 : Joseph Balsamo d'André Hunebelle
- 1972 : Lucien Leuwen de Claude Autant-Lara
- 1972 : La Vie de Molière d'André Leroux
- 1973 : Les Quatre Charlots mousquetaires d'André Hunebelle
- 1976 : L'Homme au masque de fer de Mike Newell
- 1976 : Au plaisir de Dieu de Robert Mazoyer
- 1977 : Molière ou La Vie d'un honnête homme d'Ariane Mnouchkine
- 1978 : Mazarin de Pierre Cardinal
- 1982 : Les Voyageurs de l'histoire de Mathias Ledoux
- 1982 : Richelieu ou la Journée des dupes de Jean-Dominique de la Rochefoucauld
- 1983 : L'Homme de Suez de Christian-Jaque
- 1987 : Napoléon et Joséphine de Richard T. Heffron
- 1988 : La Légende du saint buveur de Ermanno Olmi
- 1988 : La Révolution française de Robert Enrico et Richard T. Heffron
- 1988 : Les Nuits révolutionnaires de Charles Brabant
- 1988 : Catherine de Médicis d'Yves-André Hubert
- 1989 : Histoires de France d'Alec Constandinos
- 1989 : Cyrano de Bergerac de Jean-Paul Rappeneau
- 1990 : Lacenaire de Francis Girod
- 1991 : Ma vie est un enfer de Josiane Balasko
- 1993 : La Fille de d'Artagnan de Bertrand Tavernier
- 1993 : Les Trois Mousquetaires de Stephen Herek
- 1995 : Beaumarchais l'insolent d'Édouard Molinaro
- 1996 : Highlander (série TV, saison 4)
- 1998 : L'Homme au masque de fer de Randall Wallace
- 1999 : Vatel de Roland Joffé
- 2018 : L'Empereur de Paris de Jean-François Richet

Bien qu'une partie de l'intrigue des Jardins du Roi (2014), d'Alan Rickman, se déroule au château de Fontainebleau, le film a entièrement été tourné en Angleterre, de sorte qu'aucune scène n'a été tournée au château.

### Numismatique et billetophilie
Les premières esquisses du billet de 10 000 francs Bonaparte font apparaître au verso l'aile de l'escalier du Fer-à-cheval du château, avant qu'elle ne soit remplacée par l'hôtel des Invalides.

## Événements récurrents

### Festival de l'histoire de l'art
Depuis 2011, le château constitue le cœur de chaque édition annuelle du Festival de l'histoire de l'art de Fontainebleau.

## Administration du château

### Contrôleurs des bâtiments du roi, responsables du château de Fontainebleau (1592-1789)
Jusqu'à la Révolution, le château dépendait de l'administration des Bâtiments du roi. Le surintendant des Bâtiments nommait un contrôleur des bâtiments du roi :
- Antoine de Roquelaure (1592-1599).
- Jacques Le Roy (1595-1599), adjoint, surintendant de facto.
- Sébastien Zamet (1599-1614).
- Jean Zamet (1614-1622).
- Sébastien II Zamet (1622-1636). Jeanne de Goth (de facto).
- Antoine Petit jusqu'en octobre 1687[166].
- Pierre d'Estrechy.
- Ange-Jacques Gabriel en 1740.
- Louis de Cotte jusqu'en 1749.
- Louis-François Thourou de Moranzel jusqu'en 1776.
- Nicolas Marie Potain.
- Antoine-François Peyre.

### Gouverneurs du château de Fontainebleau (1821-1852)
- Charles-François de Bonnay (1750-1825), de 1821 à 1825.
- Melchior de Polignac, entre 1825 et 1830.
- Auguste Luchet, en 1848.
- Antoine-Victor Deshorties de Beaulieu.
- René Arnous-Dessaulsays (1778-1852), jusqu'en 1852[167].

### Conservateurs du château de Fontainebleau (1882-2006), également directeurs du musée national du château de Fontainebleau à partir de 1927
- Louis Carrière, entre 1882 et 1901.
- Jean Alboize, de 1901 à 1904.
- Étienne Pallu de La Barrière en 1904-1905.
- Robert Rey, entre 1930 et 1936.
- Charles Terrasse, entre 1937 et 1964.
- Boris Lossky, entre 1965 et 1970.
- Jean-Pierre Samoyault, entre 1970 et 1994.
- Amaury Lefébure, entre 1994 et 2006.

### Architectes du château de Fontainebleau, responsables du domaine (1804-2009)
- Étienne Leroy, entre 1804 et 1810.
- Louis Boitte, entre 1877 et 1900.
- Albert Bray, entre 1922 et 1954.
- Jacques Warnery, entre 1954 et 18 novembre 1958 (jour de son décès).
- Rogatien de Cidrac, entre 1959 et 1976.
- Bernard Colette, entre 1976 et 1998.
- Jean-Michel Musso, 1999.
- Jacques Moulin, de 2000 à 2009.

### Directeurs du service à compétence nationale du château de Fontainebleau (1999-2009)
- de 1999 à 2006 : Amaury Lefébure [168],
- de 2006 à 2009 : Bernard Notari [169],

### Présidents de l'établissement public du château de Fontainebleau (depuis 2009)
- de 2009 à 2021 : Jean-François Hebert[170],
- depuis 2021 : Marie-Christine Labourdette[171],[172],